# 2020年香港
|        | 香港歷史 \| 香港歷史年表                                                                                                   |
| 世紀： | 20世紀香港 \| 21世紀香港 \| 22世紀香港                                                                                     |
| 年代： | 1990年代香港 \| 2000年代香港 \| 2010年代香港 \| 2020年代香港 \| 2030年代香港 \| 2040年代香港 \| 2050年代香港               |
| 年份： | 2016年香港 \| 2017年香港 \| 2018年香港 \| 2019年香港 \| 2020年香港 \| 2021年香港 \| 2022年香港 \| 2023年香港 \| 2024年香港 |
| 紀年： | 庚子年（鼠年）、香港開埠179周年、香港回歸23周年                                                                            |

## 政府

### 行政

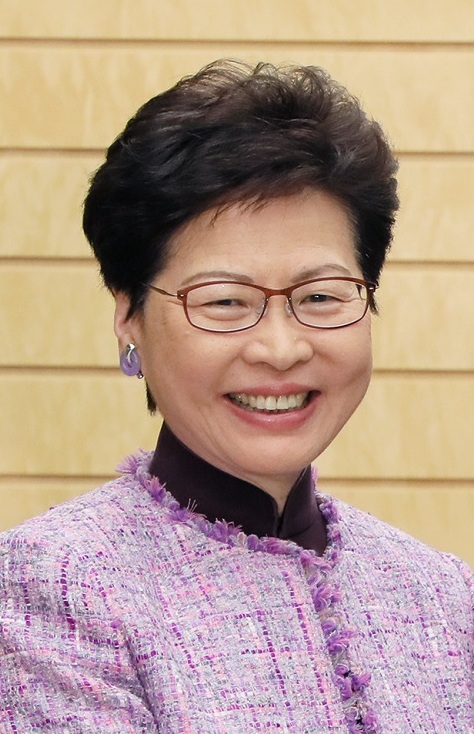
行政長官：林鄭月娥
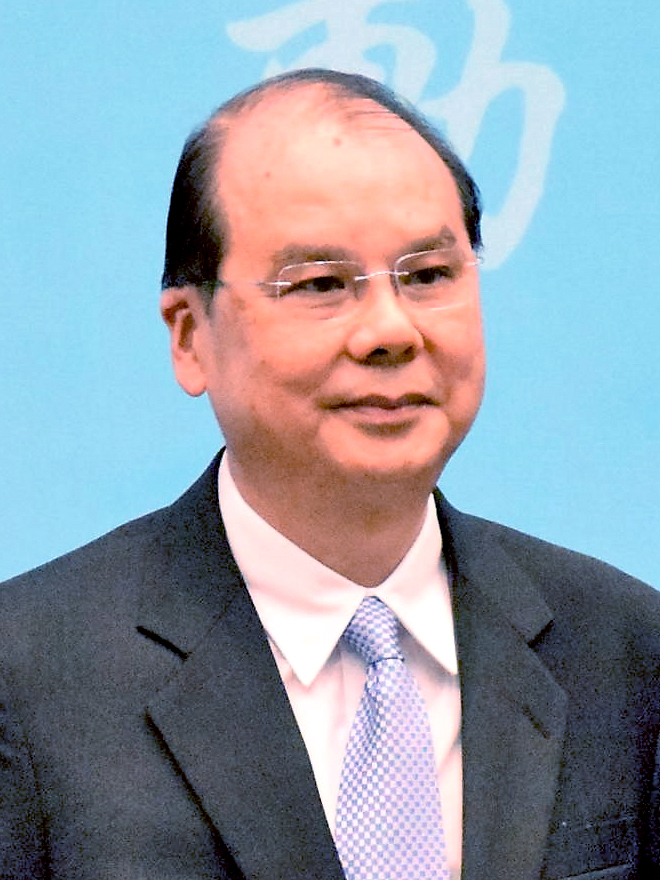
政務司司長：張建宗
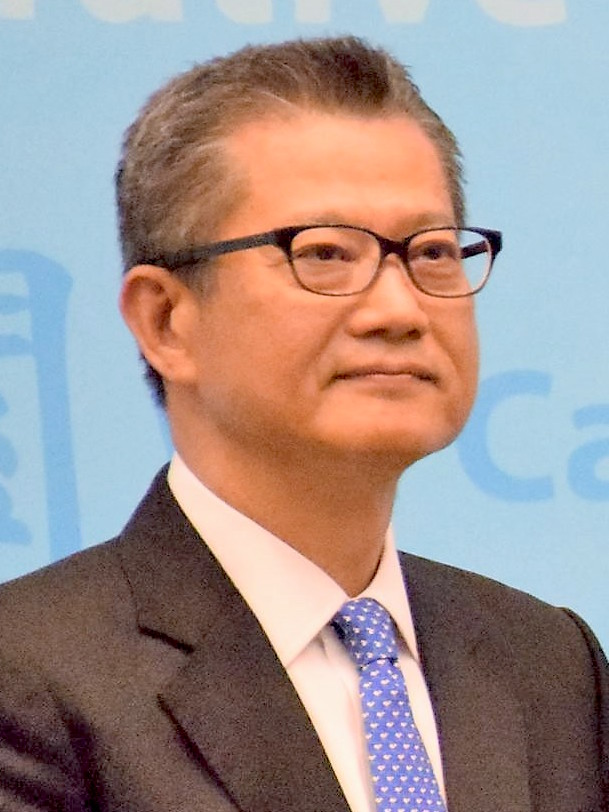
財政司司長：陳茂波
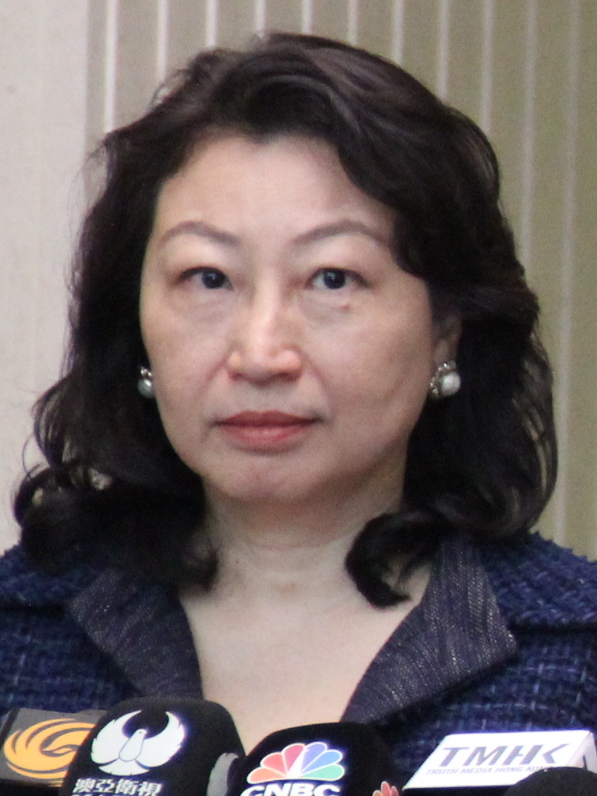
律政司司長：鄭若驊

### 立法

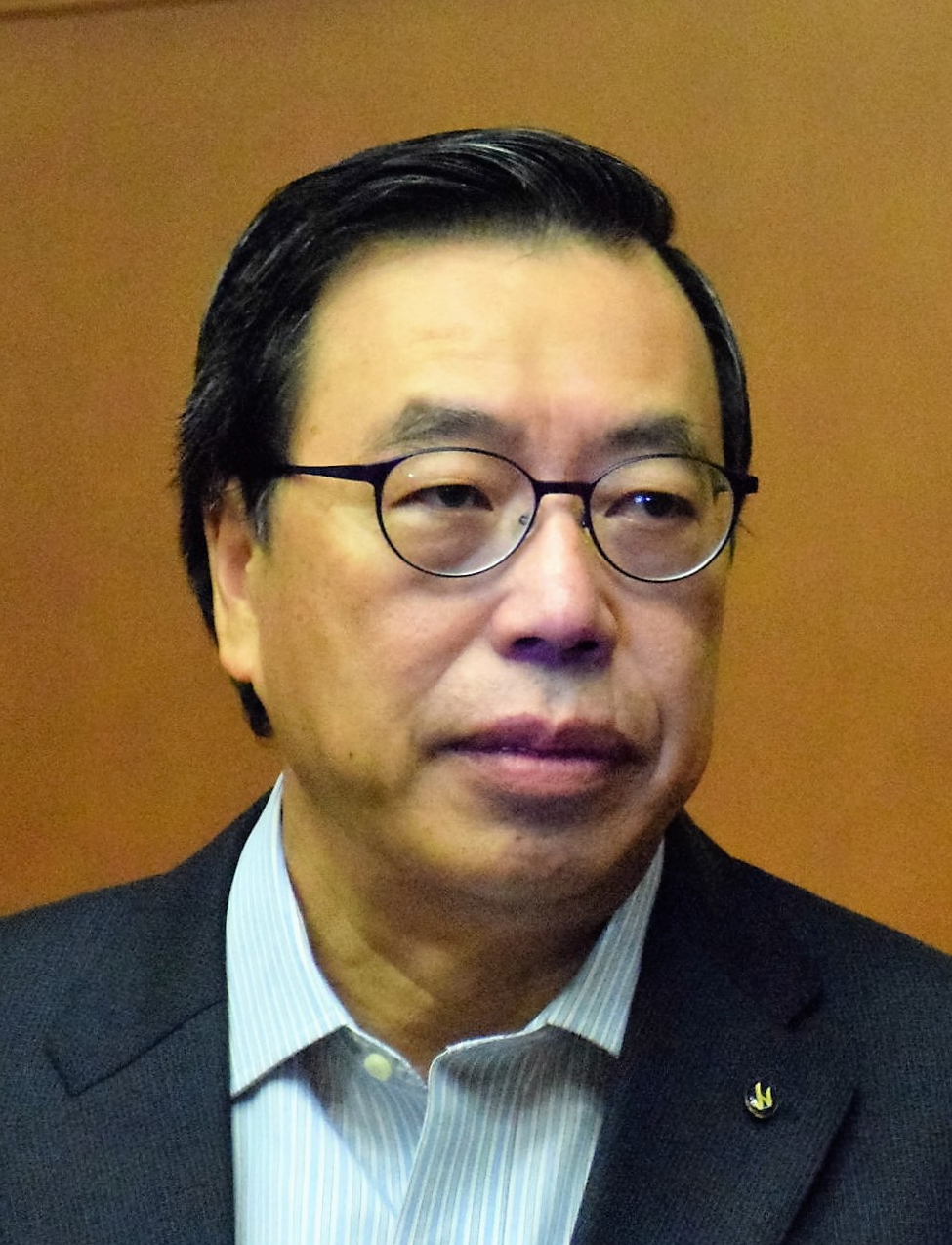
立法會主席：梁君彥

### 司法

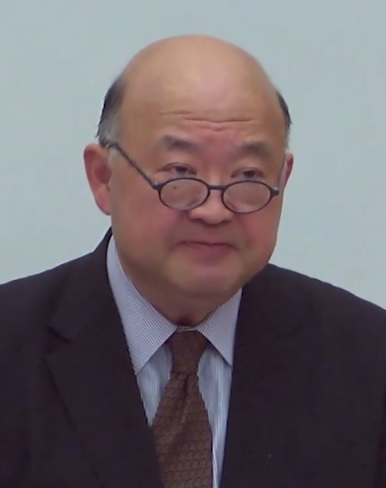
終審法院首席法官：馬道立

### 人事／成員變動

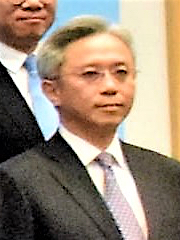
公務員事務局局長：羅智光（免去）
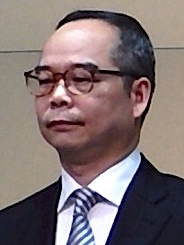
民政事務局局長：劉江華（免去）
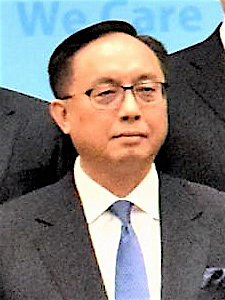
創新及科技局局長：楊偉雄（免去）
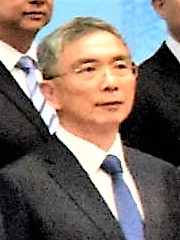
財經事務及庫務局局長：劉怡翔（免去）

## 概述
踏入2020年代，香港在政治及公共衛生上遇上了一連串難題，在年初開始，新冠肺炎爆發，加上去年（2019年）的反修例風波運動事件餘波，雙重打擊下，令香港經濟步入衰退，失業率攀升，原定的本年9月，原定於2020年舉行之立法會選舉亦因疫情嚴峻為由推遲即一年（2021年）。
在今年中，《國歌條例》以及《港區國安法》的6月30日正式通過，引致香港社會以及國際社會極大爭議，年中《港區國安法》生效後，陸續有民運人士離開香港，流亡海外。英國政府亦因此宣佈，為持有英國國民護照港人，以及其親屬、受養人提供入籍途徑，亦因此觸發新一波移民潮，同年7月，因是香港政府針對民主派人士就參選的2020年立法會議員民主派初選案有關。
11月，《全國人民代表大會常務委員會關於香港特別行政區立法會議員資格問題的決定》通過後，四名民主派議員被取消資格，隨之引發其他民主派議員總辭，導致立法會僅剩兩名非建制派議員。

## 大事時序

### 1月
- 1月1日：民間人權陣線發起一年一度的元旦遊行，主題是「毋忘承諾，並肩同行」，是反修例運動爆發之後首次元旦遊行，大會指有103萬人參與，而警方則認為有超過6萬人從維園出發，此遊行是歷年元旦遊行人數最高的一年。
- 1月4日：國務院免去王志民的香港中聯辦主任職務，其職位由駱惠寧接任。[1][2]此前在2019年香港區議會選舉后，路透社已經報導因中央政府不滿中聯辦脫離民眾，長期與富豪階層及在港的中國權貴攪和往來，考慮撤換中聯辦主任王志民。[3]
- 1月5日：民主黨北區區議員與區內市民在上水發起「和理行之不要水貨辦年貨」集會及遊行，要求政府關注水貨客問題。到下午3時，議員林卓廷便宣佈遊行結束，而不少民眾滯留街頭和商場內。防暴警察下午4時在上水中心對出的上水花園第4號突襲圍捕百多人，並向未有反抗的民眾和記者發射胡椒噴劑。同一時間，數十名蒙面便衣警員在上水中心商場內制服數人，事件中共有35男7女被捕。[4]
- 1月6日：蘭桂坊12號一個天井發現一具男屍，死者於1月4日到蘭桂坊消遣後失蹤，閉路電視顯示事主進廁所後沒再出現，死因無可疑。
- 1月8日：
  - 晚上8時，逾百名市民到將軍澳尚德停車場悼念周梓樂逝世2個月。有人在十字路口用雜物堵路，防暴警察隨即到場驅趕，並築起防線，其後示威者回到屋苑範圍。到晚上10時39分，便衣警員在尚德邨範圍的示威者人群中制服一人，大批防暴警察衝入屋苑施放胡椒噴劑，並制服兩名分別18歲和28歲男子。[5]
  - 政府刊憲將「嚴重新型傳染性病原體呼吸系統病」納入法定須呈報傳染病及修訂附屬法例，所有醫生及醫院均須呈報懷疑個案。[6]
- 1月11日：20名男女青年響應「全城連儂日」活動，在英國駐港總領事館門外張貼及佈置反修例運動文宣時。突然有兩三輛警方衝鋒車駛至，稱接報有人在現場破壞，於是截停現場所有男女搜身並登記身份證，一名15歲女生因檢獲一罐噴漆而被捕。事後英國外交及聯邦事務部承認是領事館主動報警。[7]
- 1月13日：
  - 油塘高翔苑發生墮樓案，一名男子由29樓梯間氣窗墮街身亡，並且網上流傳一段由鄰廈外傭拍攝的片段，拍下了死者墮樓一刻，網上一度傳出事主「被自殺」，又稱是由警方從高處推下致命。另外，鄰廈有外傭住客以手機拍到事主墮下一刻，網上一度傳出她因涉嫌偷窺，被警方拘捕，不過警方消息指，警方並沒有拘捕該名外傭，而該名外傭亦非任何警務人員的僱傭。[8]
  - 舉行法律年度開啟典禮，終審法院首席法官馬道立致辭時強調司法獨立不容貶削。[9]
- 1月16日：監警會決定不在司法覆核裁決前發布首份階段性報告。[10]
- 1月19日：民間集會團隊下午在中環遮打道及遮打花園舉行「天下制裁」集會，不過集會在進行約一個半小時後被腰斬，速龍小隊在遮打花園集會現場發射多次催淚彈，場面混亂。事後大會發言人劉頴匡和最少30人被捕。
- 1月21日：元朗襲擊事件事发满六個月，有網民發起在多個港鐵站靜坐。其中在銅鑼灣站約50名市民聚集，他們大部分人都戴上口罩，不時高呼反修例口號，又播放反修例歌曲[11]。在元朗，一批民主派議員舉行放映會，並促請當局徹查721事件[12]。其後大批防暴警到場，胡亂向市民施放胡椒噴霧。其中2名路過的少年被便衣警拉入公園噴椒及膝壓在地制服，兩人涉嫌刑事毀壞被捕，其中15歲男童亦同時涉嫌無牌管有無線電通訊器具被捕[13]。
- 1月23日：香港確診兩宗新型冠狀病毒傳入個案，兩名患者分別是39歲住在武漢、坐高鐵來港的內地男子，以及一名56歲由武漢坐飛機到深圳、經羅湖口岸乘坐港鐵返港的本地男子。[14]
- 1月24日：
  - 香港新增三宗新型冠狀病毒感染確診個案，全部患者均居住在湖北省武漢市及乘搭高鐵入境香港，至今累計錄得五宗確診個案。[15]
  - 大批善信晚上到黃大仙祠參拜，踏入子時(晚上11時)，在祠方安排下，讓第一批善信進入祠內上頭炷香，現場隨即有頌經儀式；而黃大仙祠外有警員搜查市民身份證，一度引來市民圍罵，他們大部分戴上口罩。期間有近100名黑衣人在大叫反修例口號，並有市民揮動寫上口號旗幟，防暴警在場戒備，氣氛緊張，其後有2名市民被警員截查，大批黑衣人向警員叫罵；亦有多名立法會議員到場了解情況，警員則向在場市民保持冷靜，而被截查市民及後獲放行。[16]
- 1月25日：
  - 適逢於2016年年初一至年初二的旺角騷亂發生農曆四週年，有人發起到旺角紀念事件。砵蘭街則有多個小販開檔售賣熟食。在晚上10時許，有黑衣人在山東街和砵蘭街交界一度以垃圾作路障，大批防暴警趕至砵蘭街，帶頭的警車高速衝向聚集馬路上的人群，黑衣人隨即四散，大批防暴警員落車追捕，有黑衣人被制服按在路上。[17]晚上11時，當警員退至亞皆老街戒備準備離開時，有人向警員擲雜物。警方在未有舉旗下，向朗豪坊方向擲手投式催淚彈，人群隨即散開，有人走入仍然營業的商戶躲避。現場多人只佩戴外科口罩，吸入催淚煙不適。[18]
  - 因應新型冠狀病毒事件，政府將防疫級別提升至「緊急」的最高級別，並將中小學幼稚園的農曆年假期延長至2月17日。[19]
- 1月26日：為針對2019新型冠狀病毒香港疫情，政府將粉嶺暉明邨改為隔離營。有關舉動引起居民不滿，下午3時起更有部分居民以水馬，磚塊及單車等雜物堵塞屋邨入口，試圖阻止政府車輛運送隔離營物資，其後屋邨大堂遭投擲汽油彈縱火。到晚上8時11分，大批防暴警察衝入雍盛苑、昌盛苑、華明邨等進行驅散及截查30多人。總共拘捕11人。到1月28日，政府宣佈撤回「暉明邨作為隔離區安排」。
- 1月28日：政府宣布，大部分公務員假期後在家工作，暫定實行至2月2日[20]；康樂及文化事務署宣布，自翌日起暫停開放所有體育館、博物館、圖書館等文康設施。[21]
- 1月30日：案發於香港仔利民道7號百良大廈19樓B室，受末期癌症困擾的中年婦陳秀雲疑因病厭世燒炭死亡，其丈夫郭偉賢涉協助妻子點火起爐燒炭，被控一項謀殺罪。
- 1月31日：
  - 大嶼山塘福嶼南道行人路嬰屍案。
  - 政府宣布全港中小學、幼稚園及特殊學校，最早於3月2日復課，復課與否要視乎未來監察疫情及防疫物資供應作決定。[22]公務員在家工作的安排則延長至2月9日，但未有承諾全面封關。[23]
  - 太子站襲擊事件第五個月，自下午5時開始，陸續有市民到太子站B1出口位置聚集，不少人於上址獻花悼念，並張貼文宣，防暴警一直於站外戒備，期間每隔15分鐘便移走市民擺放的鮮花及截查市民。晚上約9時半，有蒙面示威者集結於旺角警署外，並以雜物堵塞太子道西近砵蘭街一帶的馬路，一批防暴警其後趕至驅散。而多名防暴警察在旺角道天橋截查40名市民，逐一檢查他們的身份證及隨身物品。而旺角站B3出入口亦有部分市民受截查，當晚至少有7人被捕。[24][25]

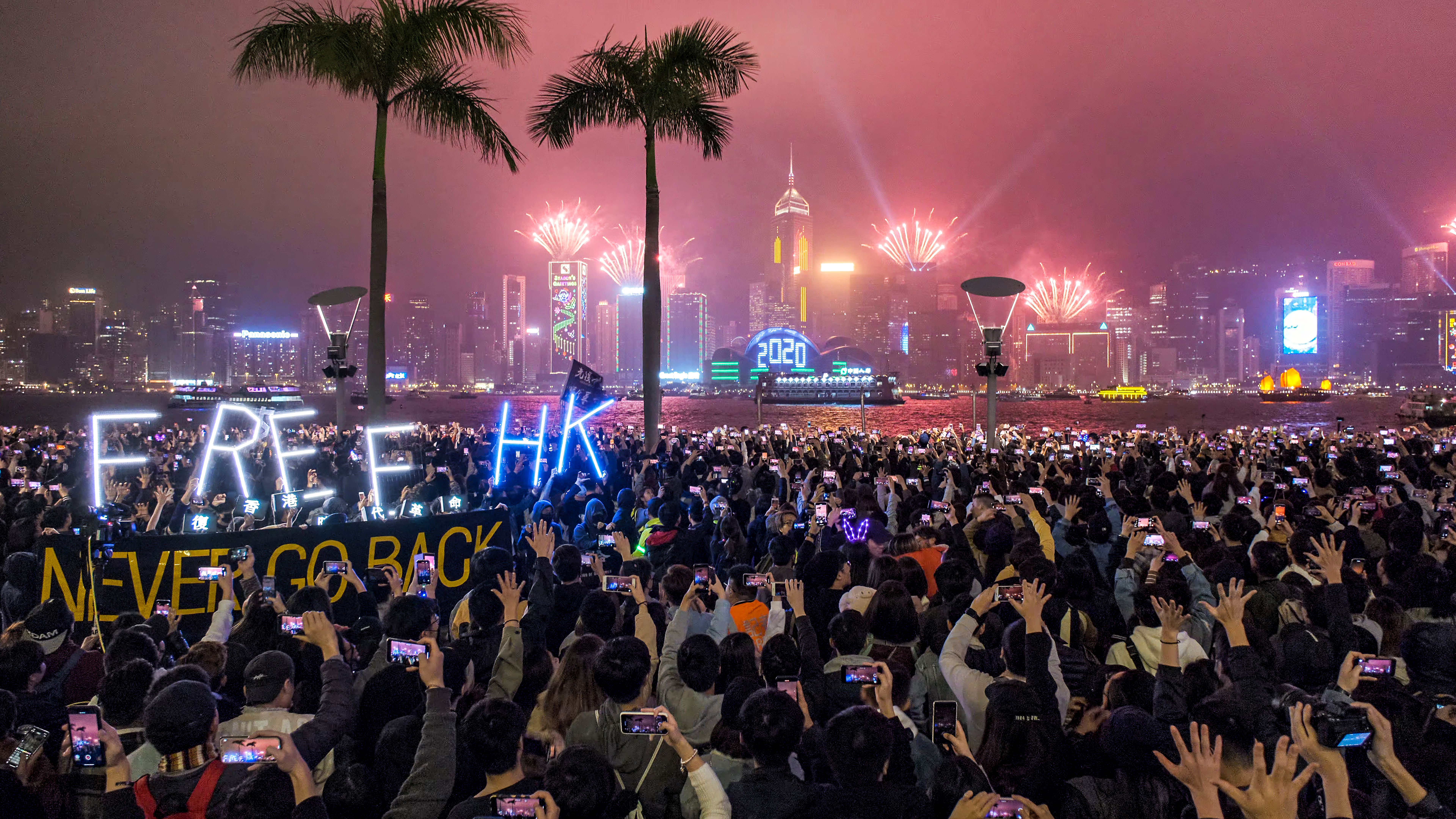
1月1日倒數活動期間，在尖沙咀海旁有市民舉起「FREE HK」紙牌和高舉「五大訴求、缺一不可」手勢
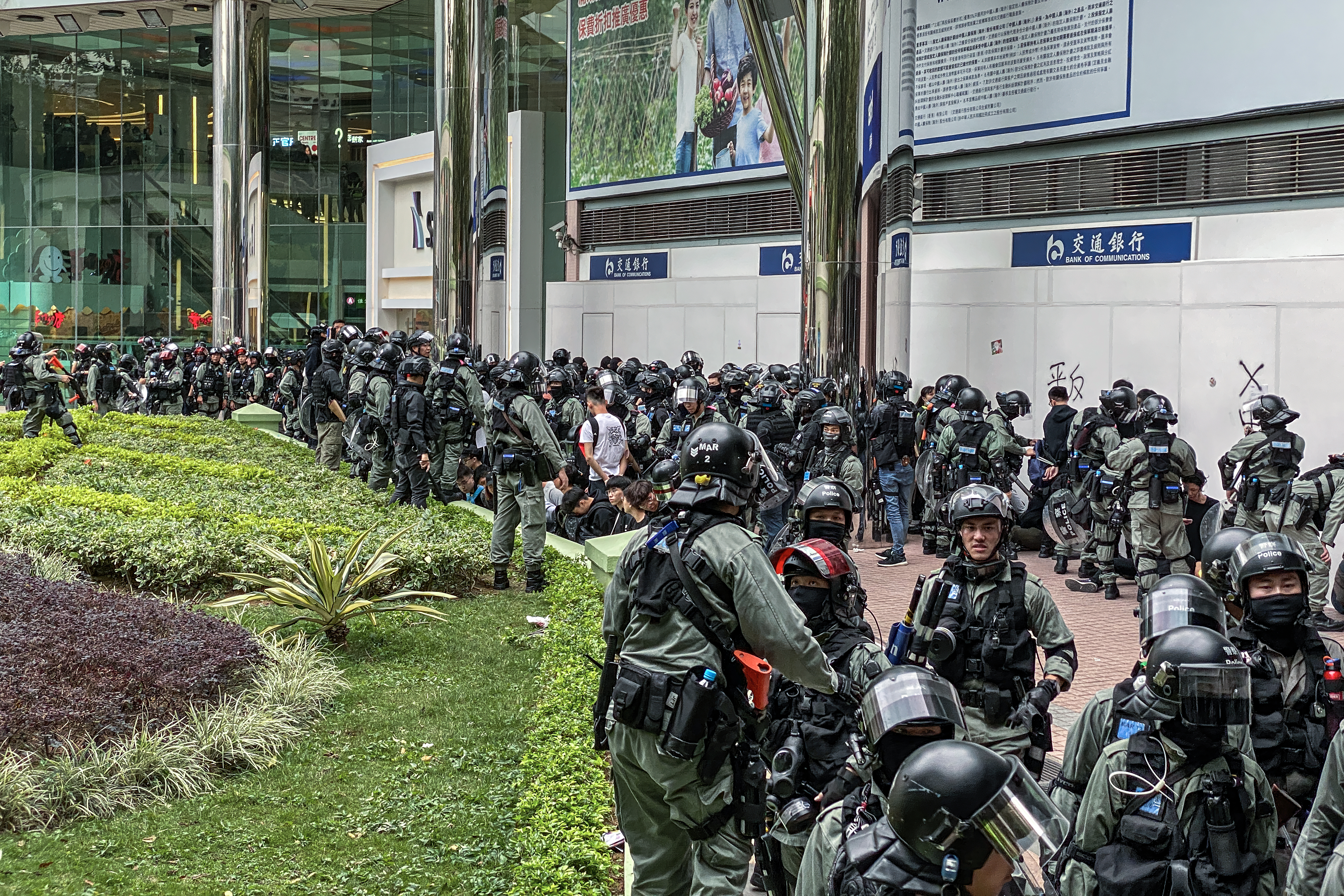
1月5日下午4時，警方在上水中心對出的上水花園第4號突襲圍捕百多人，事件中共有35男7女被捕
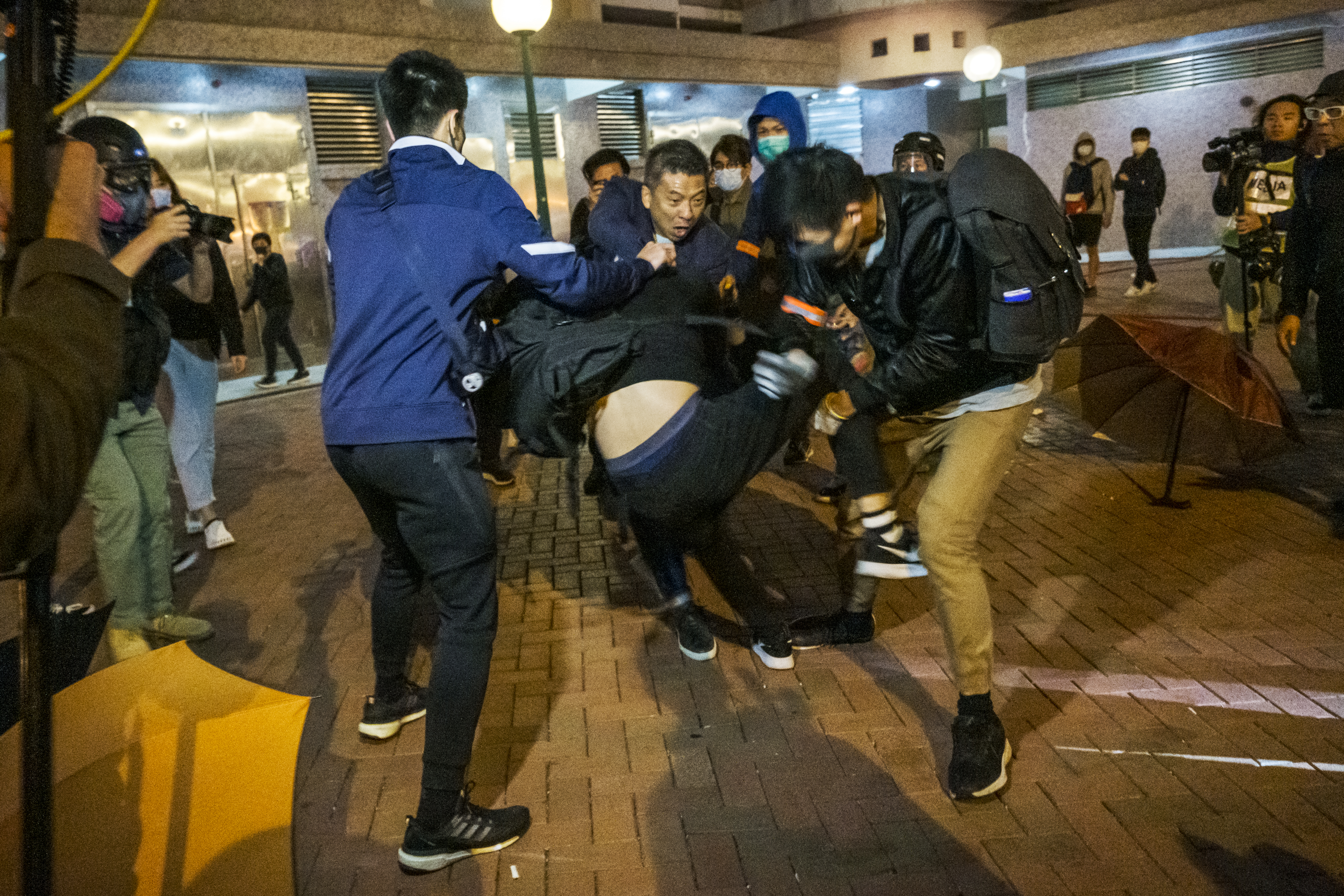
1月8日周梓樂逝世2個月悼念會，多名便衣警員混入示威者，在尚德邨範圍制服一人
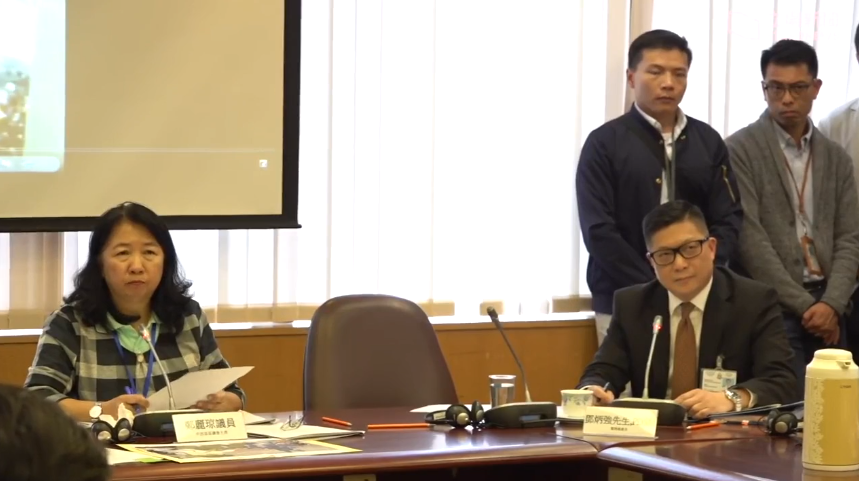
1月16日，香港警務處處長鄧炳強出席中西區區議會會議
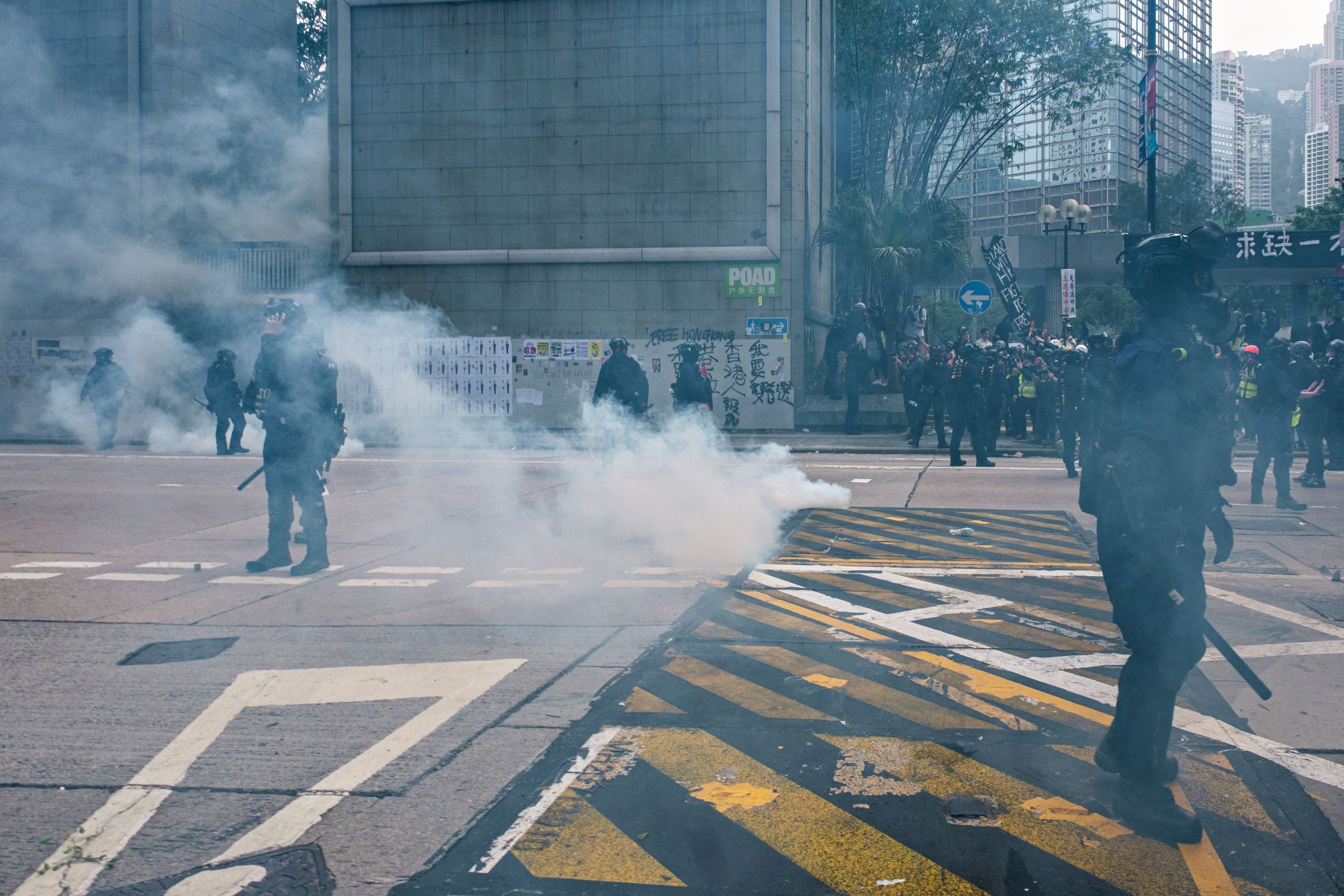
1月19日，民間集會團隊在中環遮打道及遮打花園舉行「天下制裁」集會，速龍小隊在遮打花園外發射多次催淚彈
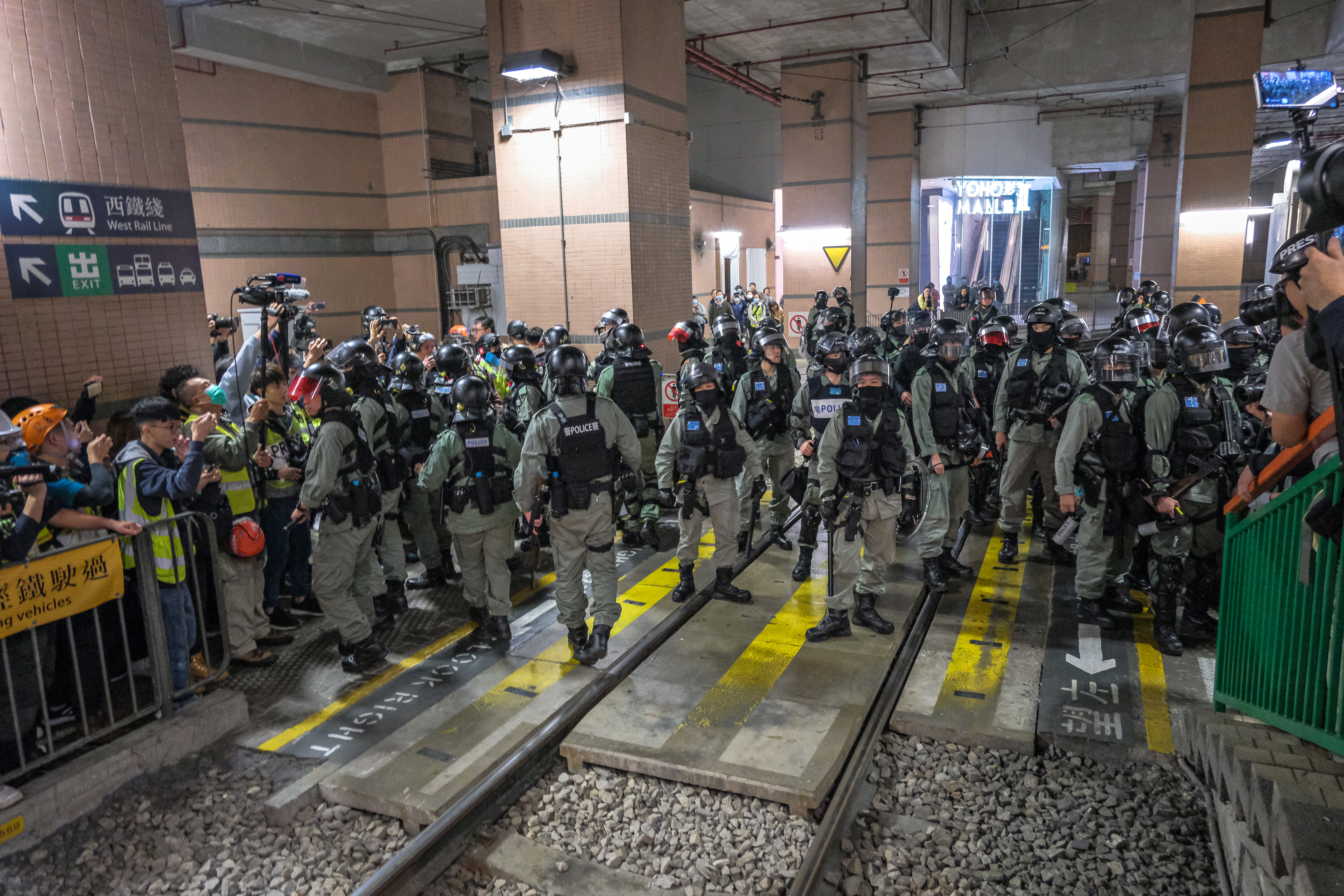
1月21日，元朗襲擊事件事发满六個月，防暴警察圍封元朗輕鐵站
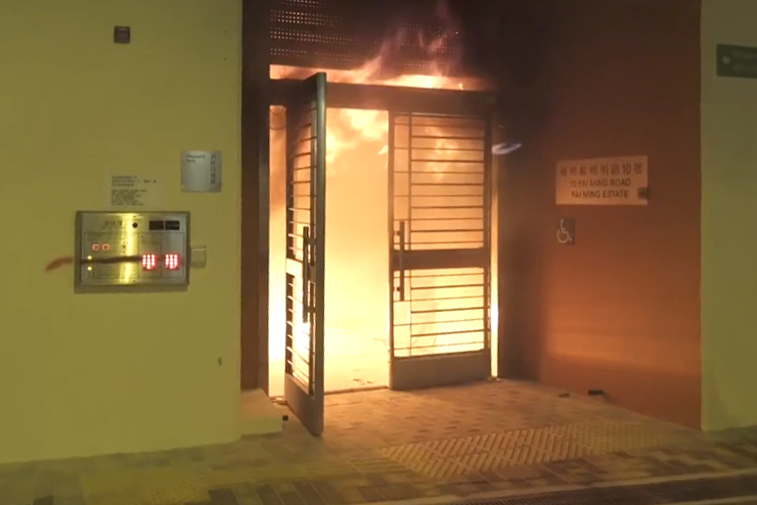
1月26日，政府在未有事前諮詢居民和區議員下，將粉嶺暉明邨改為隔離營，屋邨大堂遭投擲汽油彈縱火
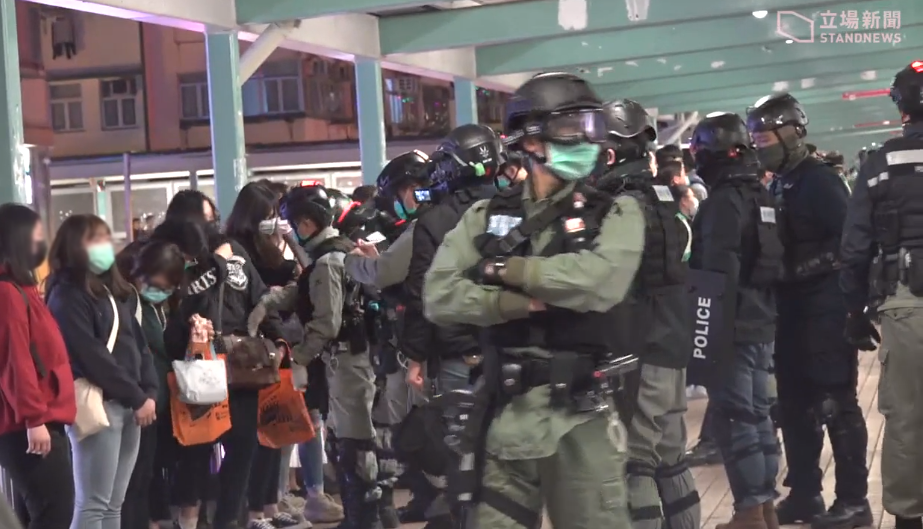
1月31日，太子站襲擊事件第五個月，多名防暴警察旺角道天橋截查大批市民，並要求一列排開

### 2月
- 2月1日：
  - 為配合政府於1月31日宣佈實施的安排，多個政府部門在此天發布相關上班安排。其中，香港郵政宣佈，全線郵政局將於2月3日至9日期間縮短開放時間，以及只提供基本和有限度服務。[26][27]運輸署亦宣佈，2月3日起將恢復公共服務但只提供有限度服務，四個牌照事務處及長沙灣駕駛考試排期事務處於星期一至五上午10時至下午3點開放，並提供櫃位服務。[28][29]康文署轄下的文康設施，將繼續暫停開放至2月17日。[29][30]此外，房委會的「居屋2019」揀樓程序，亦將繼續暫停，直至另行通知。[31]稅務局則將1月29日至2月9日到期稅款限期自動延至2月10日。[32]
  - 醫管局員工陣線舉行會員大會表決「對抗武漢肺炎罷工計劃」議案，以3123票贊成，10票反對，23票棄權獲大比數通過。而截至2月1日晚上8時有約9000人簽署宣言，承諾參與罷工行動。[33]
  - 晚上，數百名美孚新邨居民在美孚巴士總站附近聚集，反對翠雅山房用作隔離營，有人以垃圾筒等雜物堵塞馬路和用噴漆噴在巴士的擋風玻璃位置。防暴警察之後到場清走街上雜物，警員與居民對峙。到凌晨12點，防暴警察跑上屋苑平台範圍驅趕聚集的市民。有居民被噴胡椒噴劑不適，至少5人被制服和拘捕，包括兩名區議員。[34]
- 2月2日：香港新增一宗新型冠狀病毒肺炎確診個案，為第13宗個案病人的母親，由於她於病毒潛伏期間沒有去過內地或外遊，此個案屬首宗確認本地感染個案。[35]
- 2月3日：行政長官林鄭月娥拒絕出席工會與醫管局高層的會議後，醫護人員發動罷工，要求封關。[36]同日下午，政府宣佈2月4日凌晨零時起，關閉羅湖、落馬洲、落馬洲支線、港澳碼頭等口岸。但仍保留香港機場、深圳灣口岸和港珠澳大橋口岸如常開放，而且不會禁止內地旅客來港，林鄭月娥表示對於香港人或大陸人入境的限制都是一視同仁，[37]且其表示口岸關閉措施，與醫管局部分員工發起罷工完全沒有關係。[38]
- 2月4日：
  - 香港出現新冠肺炎第一宗死亡病例，死者為第13宗確診個案、居住於黃埔花園的39歲男患者，死者因病情惡化，於早上在瑪嘉烈醫院逝世。[39]
  - 晚上7時許，有人再度美孚新邨外堵路。多名便衣警員隨即手持伸縮警棍制服至少4人，一名市民的頭部被打至受傷，需要由警員及急救員包紮傷口，送上救護車離開。而現場留下大灘血跡，繃帶和染血紗布。同一時間，百多名防暴警員再度闖入美孚新邨屋苑範圍截查街坊，並舉起藍旗。
  - 香港多區晚上有人號召抗議，要求政府封關，但很快被警員拘捕。在天水圍天瑞邨有大批防暴警員到場，並拘捕13人，引起街坊不滿，警員舉黑旗警告後，在天瑞商場外發射10多枚催淚彈及多次施放胡椒噴霧。元朗區議員伍健偉被橡膠子彈打中。[40]在將軍澳尚德廣場對開晚上9時有人堵路，防暴警察到場清理路障，一名少女在行人路牆邊逗留時，突然被警員拉走上警車。另外，旺角彌敦道、山東街、亞皆老街一帶晚上近10時有人群聚集，多名便衣警員使用胡椒噴霧截查和制服多人，防暴警察將人群驅趕上行人路。[41]屯門晩上有防暴警進入H.A.N.D.S商場進行截查，至少二人被捕。[42]

- 2月5日：

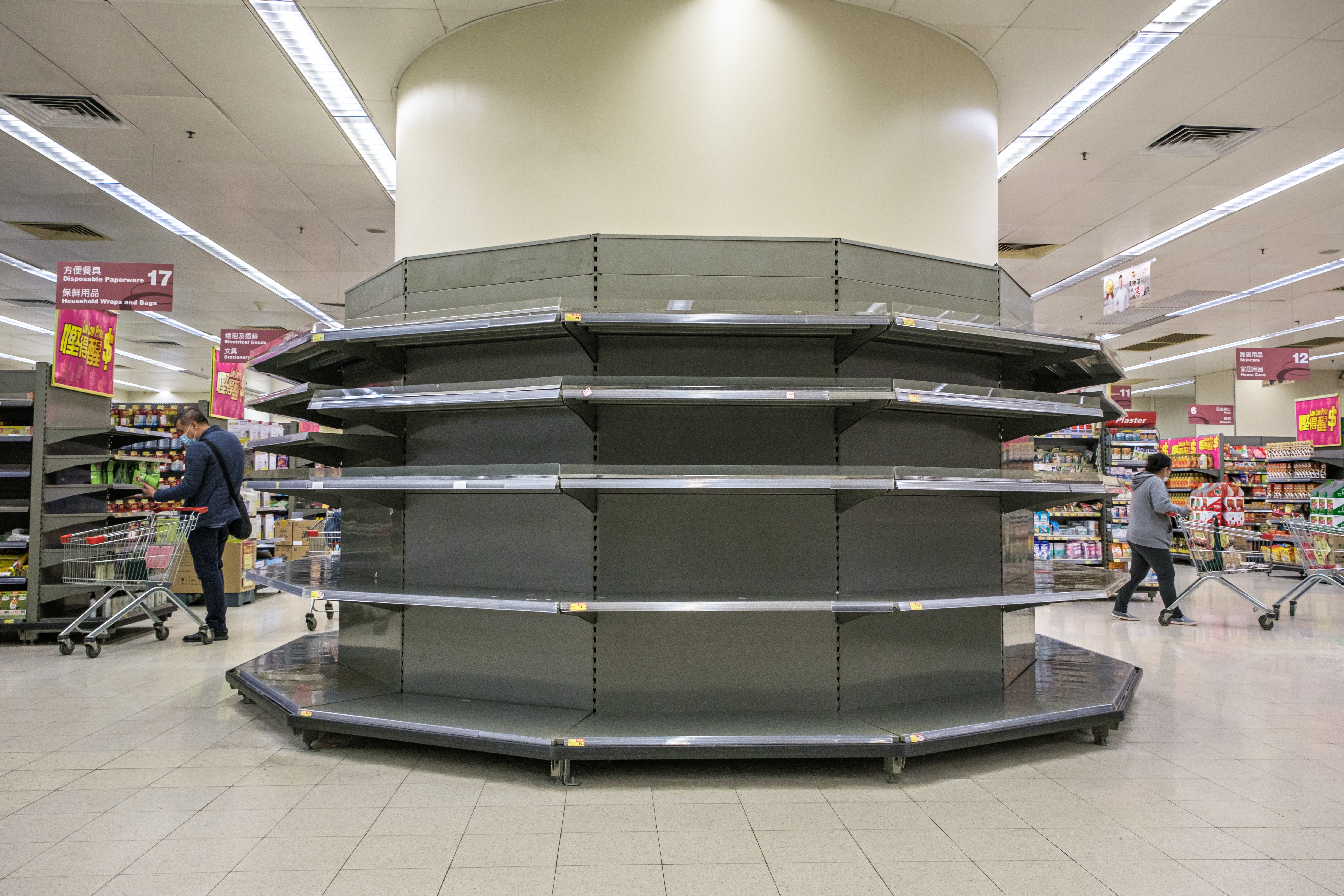
2月初，市面出現搶購物資的情況上，貨架空空如也，圖為西寶城一間惠康超市

  - 曾接載8名在廣州確診感染新型冠狀病毒患者的世界夢號郵輪，被高雄拒絕登岸後回到香港啟德郵輪碼頭，3名船員報稱曾發燒被送院檢查，3600名船員及乘客被滯留在船上[43]。
  - 林鄭月娥再公布措施，擴大強制檢疫措施至內地入境人士，決定所有來自內地的入境人士，包括香港居民及外籍人士在內，強制隔離14天，自2月8日零時起生效[44]；並即時暫停啟德郵輪碼頭及海運大廈郵輪碼頭的出入境服務。[45]
  - 市面出現搶購物資的情況，對此政府指出，停止客運通關服務後，貨物仍可如常入境，因此食物、日用品供應不受影響[46]。

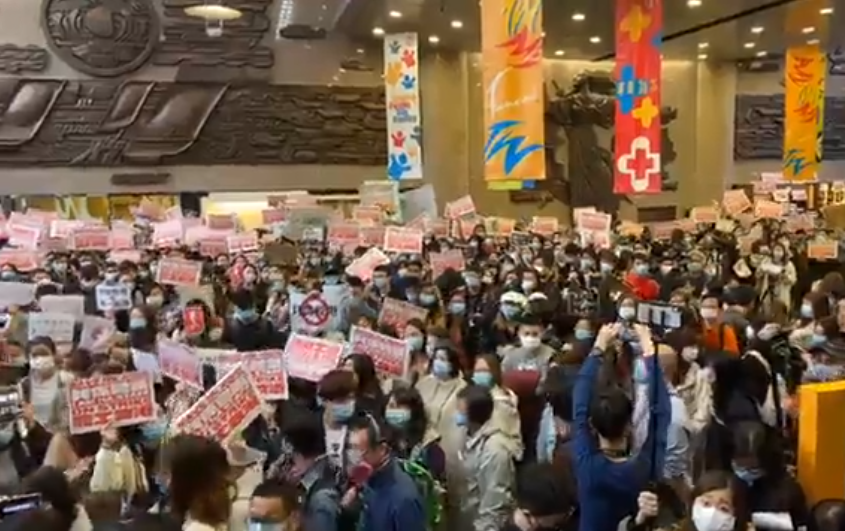
2月7日，醫管局大樓大堂有數百人聚集

- 2月7日：醫管局員工陣線罷工第五日，經投票後，最後決定結束罷工行動。[47]
- 2月8日：

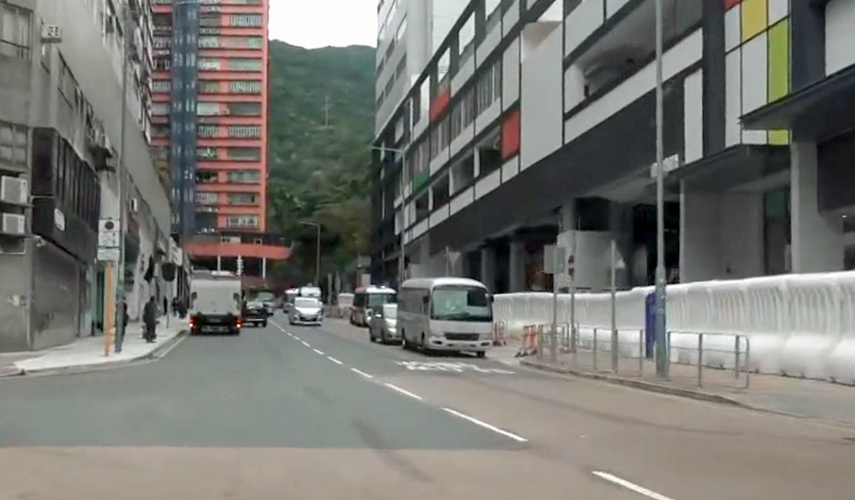
火炭公屋駿洋邨將成隔離營，大批防暴和警員在周邊佈防

- - 周梓樂逝世3個月，逾百市民到尚德邨停車場悼念。同時，因在將軍澳寶寧路的普通科門診診所，成為治理新冠肺炎輕症的指定診所，引起多區居民反對，市民於培成花園聚集，並起步經將軍澳運動場往尚德邨前進。晚上9時許，開始有人於尚德廣場外以單車和其他雜物堵路。至晚上近10時，搭載多名便衣警員的私家車突然高速衝向人群，10名疑似便衣警落車追捕聚集人士，未幾防暴警察亦到場衝入尚德邨內用胡椒噴霧驅趕，多名記者和市民中椒不適，也有市民受傷倒地。有關行動引起街坊不滿，防暴警員離開時施放催淚彈驅散，一名女議員助理報稱被催淚彈擊中倒地，由在場救護員治理。[48]其後黑衣人在十字路口將路磚拋出堵路及破壞紅綠燈。
  - 沙田鄉事委員會開會討論反對火炭駿洋邨變隔離營。大批防暴和警員在駿洋邨周邊佈防。
- 2月9日：
  - 世界夢號檢疫程序完成，全船約1800名船員均呈陰性反應，獲衛生署許可下船，所有乘客無需自我隔離。
  - 凌晨12時，大批防暴警員和便衣警到達將軍澳尚德邨對出的十字路口四方包抄，多名便衣警喬裝示威者，在富康花園外制服兩名男子。而唐俊街有超過20人被包抄，警員要求高舉雙手跪下，其後全部以非法集結罪名拘捕。其後防暴警員和便衣警入邨制服和拘捕多名市民，合共有119人被捕，年齡介乎13歲至48歲，包括3名記者及5名區議員。包括西貢區議會主席鍾錦麟、蔡明禧、馮君安、陳緯烈及王卓雅。其中王卓雅因「被警員非禮後被捕」。[49]民主動力和城大城市廣播發表聲明，批評警方的「違法違權、濫暴濫捕」行為令人髮指，要求立即釋放被捕的民選議員及記者。[50]
  - 西貢、火炭、大埔和筲箕灣都有市民舉行反對設立指定診所和隔離營遊行。在西貢遊行期間，防暴警突然衝入翠塘花園，以警棍制服一名男子，他的頭部被爆頭，流血倒地，之後疑陷入昏迷。[51]隨後至少30名防暴警察進入翠塘花園搜捕，截查市民，在場採訪的傳媒及區議員。有人不滿警員進入私人屋苑制服市民。最後有6人被捕，當中包括拍攝警員的市民，涉嫌阻礙警務人員執行職務或遊蕩。區議員強烈譴責政府和警方以粗暴手法對待市民，要求盡快釋放被捕人士。[52][53][54]而火炭有一批居民及區議員在火炭山尾街遊樂場舉行集會，有百多人參加。集會在傍晚近6時結束後，居民及區議員前往駿洋邨，但被防暴警員舉藍旗及黃旗警告他們參與非法集結。其後警方在一段山尾街及穗禾街設立封鎖線，並截查多人，有1名女子在驅散時被捕。[55]在大埔，有逾200人參與遊行，反對汀角路大埔賽馬會普通科門診診所將設為指定診所，其後有人在廣福道堵路，交通一度受阻。到下午4時許遊行結束後，警員在抵達大埔賽馬會診所和廣福道清理雜物。[56]

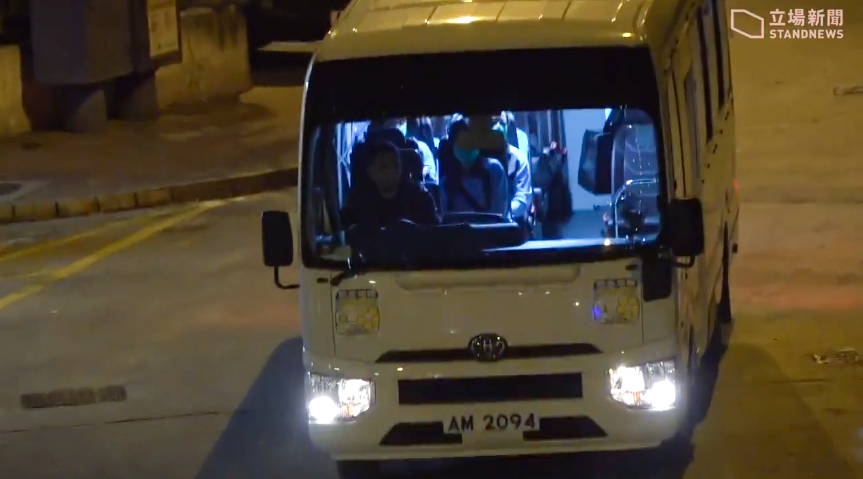
2月11日深夜，政府決定緊急疏散青衣長康邨康美樓A07室的100多名居民，到凌晨3時安排小巴前往隔離營

- 2月10日：本港新增7宗確診個案，青衣長康邨康美樓低層患者同住的兒子及媳婦也感染。由於兩個單位共用同一條糞渠，但室內的排氣管無密封，不排除因此播毒，令樓上傳染樓下。為免沙士事件淘大花園集體感染病毒的事件重現，政府在2月11日深夜凌晨零時決定緊急疏散康美樓與患者住在A07室的100多名居民，到凌晨3時安排小巴前往北潭涌麥理浩夫人度假村、西貢保良局北潭涌度假營、鯉魚門度假村及翠雅山房隔離營。其中5名居民有病徵，需送院隔離治療。[57][58]
- 2月11日：美國國務院宣佈，授權駐港總領事館的非主要職員及其家屬自願選擇離港。[59]

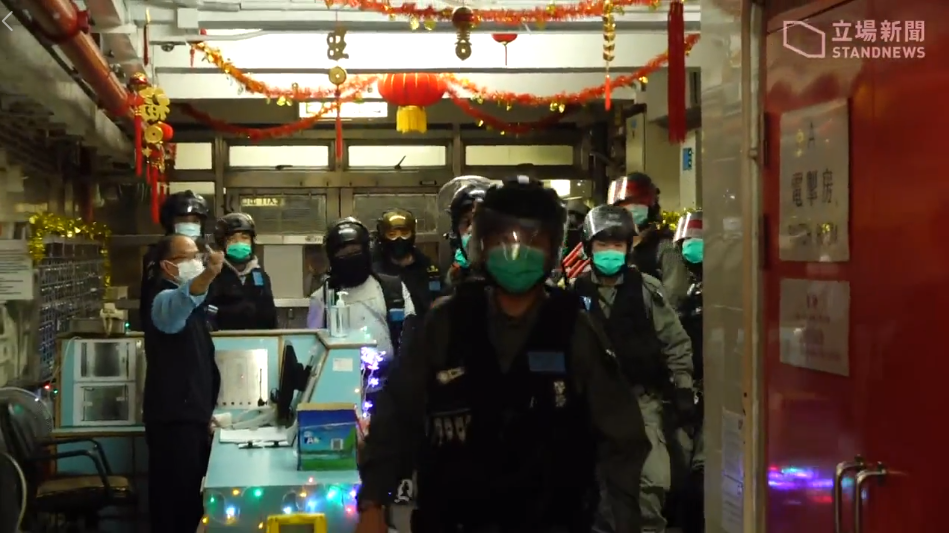
2月12日有網民發起黃大仙「斧山一日遊」行動，晚上10時許，大批防暴警員進入富仁樓住所範圍內搜查

- 2月12日：晚上8時，有網民發起黃大仙「斧山一日遊」行動，反對東九龍普通科門診診所作指定診所。近百人之後沿斧山道前往診所期間被警員攔截，並舉起藍旗，警告遊行人士參與未經通知的遊行。之後有人用磚頭、垃圾桶、木板等雜物堵塞蒲崗村道，警員到場清理。到晚上10時許，大批防暴警員進入富山邨平台以及進入富仁樓、富信樓住所範圍內搜查多名市民。事件至少5名男子拘捕，包括黃大仙區議員尤漢邦。[60]警方行動期間也多次阻礙現場記者拍攝，並出手遮擋《立場新聞》記者鏡頭。其後有便衣警員揶揄記者是「20蚊記者」、「未讀完書」。[61]
- 2月13日：
  - 張曉明被免去國務院港澳事務辦公室主任職務，改任分管日常工作的副主任，港澳辦主任由全國政協副主席夏寶龍兼任，駱惠宁、傅自應兼任國務院港澳事務辦公室副主任。[62]
  - 教育局宣佈全港學校繼續延長停課日期，不早於3月16日復課。[63]政府第三次表示延長部門的特別上班安排至2月23日。[64]
- 2月14日：
  - 港鐵屯馬綫一期大圍至啟德段通車[65]。
  - 退休攝影師張德榮在2018年就政府總部東翼前地「公民廣場」提出司法覆核獲判勝訴，其後行政署提出上訴，上訴庭在2020年2月14日推翻裁決，改判行政署勝訴。張德榮表示上訴庭裁決不合理，將準備向終審法院提出上訴。[66]
  - 行政長官林鄭月娥公佈「防疫抗疫基金」推出21項措施，會向立法會財委會申請不少於250億元撥款。[67]
  - 有人發現深井豪景花園19座對開山坡有多隻動物屍體及受傷動物。警員及愛護動物協會人員到場後證實15隻動物包括貓、兔、天竺鼠、龍貓及鸚鵡等死亡。涉案的兩名同住男子其後在律師陪同下到警署投案。警方在2月18日以涉嫌「殘酷對待動物」拘捕兩人。[68]

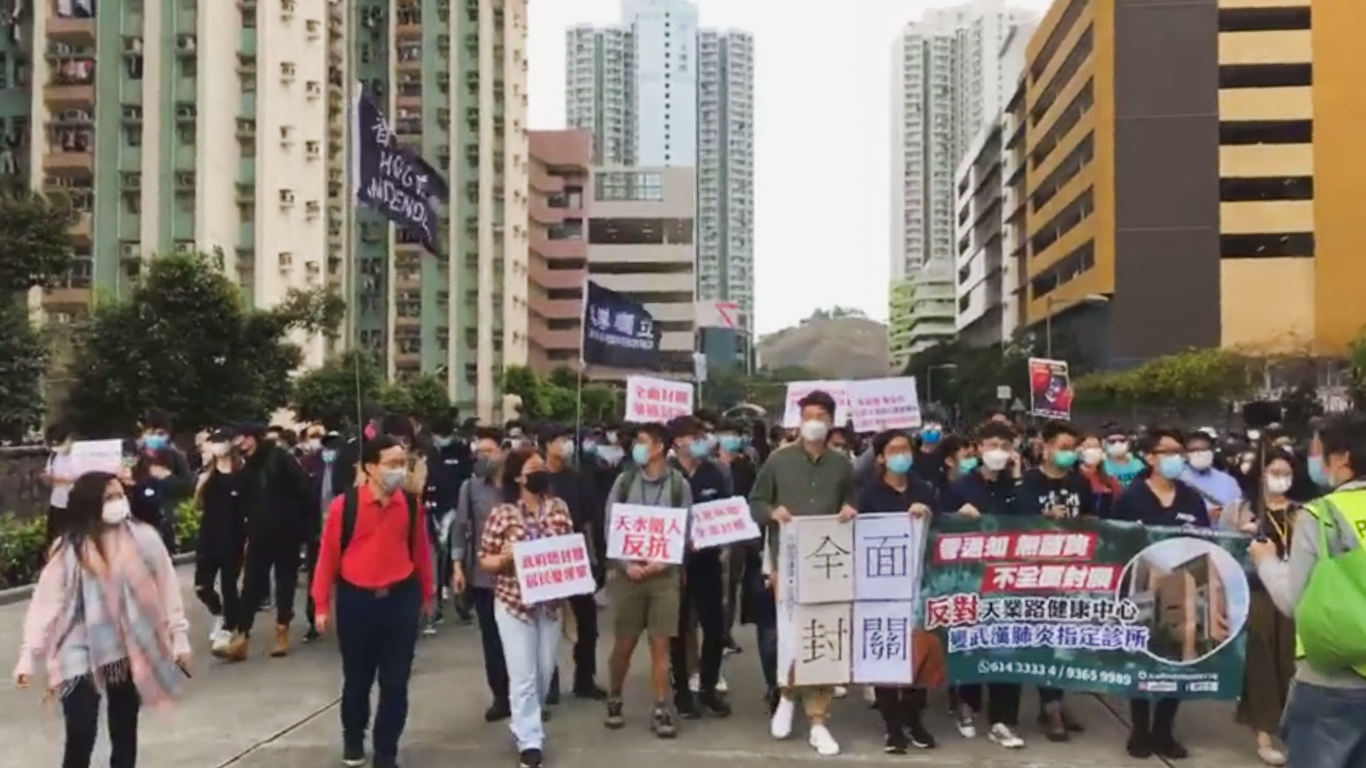
2月15日，天水圍居民反對指定診所遊行

- 2月15日：天水圍、大埔、堅尼地城及香港仔均有遊行示威活動反對作指定診所。其中在天水圍遊行由宏逸廣場出發，終點是慧景軒對出行人路，遊行有500多人參加。遊行在下午3時50分結束後，天秀站拍卡機一度遭縱火，另外，有示威者把雜物擲向輕鐵路軌。防暴警在附近公園和天秀站月台向人群施放胡椒噴霧，多名街坊及記者被射中，十數人在公園被警方圍捕，事後約有30多人被捕。[69]
- 2月19日：
  - 鑽石公主號的隔離期屆滿，首批102名滯留人士乘港府派出的包機返港，抵港後隨即入住火炭駿洋邨接受隔離。
  - 第55宗個案的70歲獨居男患者因2019冠狀病毒病病情惡化，搶救後不治，轉介死因庭跟進。[70]

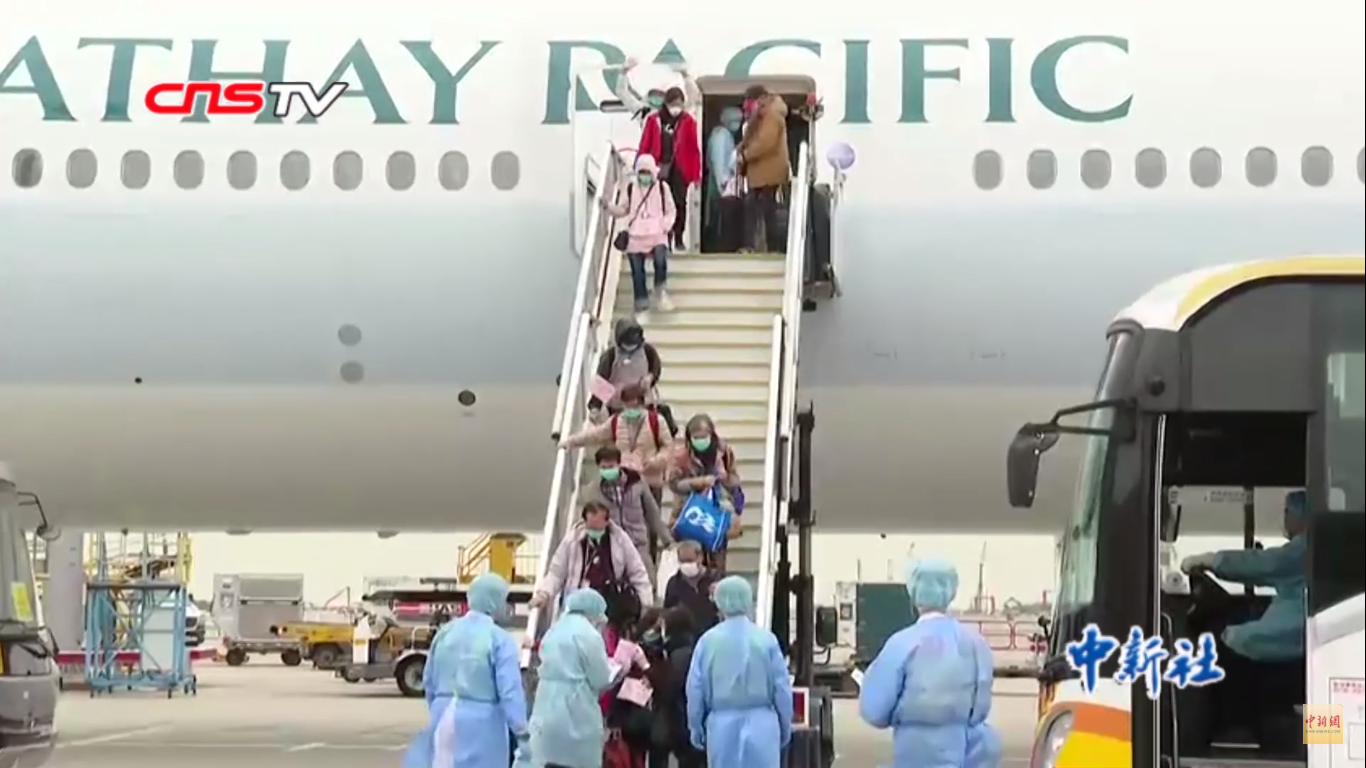
2月20日，首架接载“钻石公主”号邮轮上106名香港居民的专机抵达香港国际机场，乘客随即被送往骏洋邨进行为期14天的强制检疫

- 2月20日：衞生防護中心晚上公佈，一名居於油塘紀律部隊宿舍的48歲警員警務人員確診新型冠狀病毒。而18日當天他未有上班，同日出現發燒及咳嗽等病徵，但晚上仍到西環明星海鮮燒鵝專門店出席一場同袍退休晚宴，同場共有60人參加。[71]
- 2月21日：

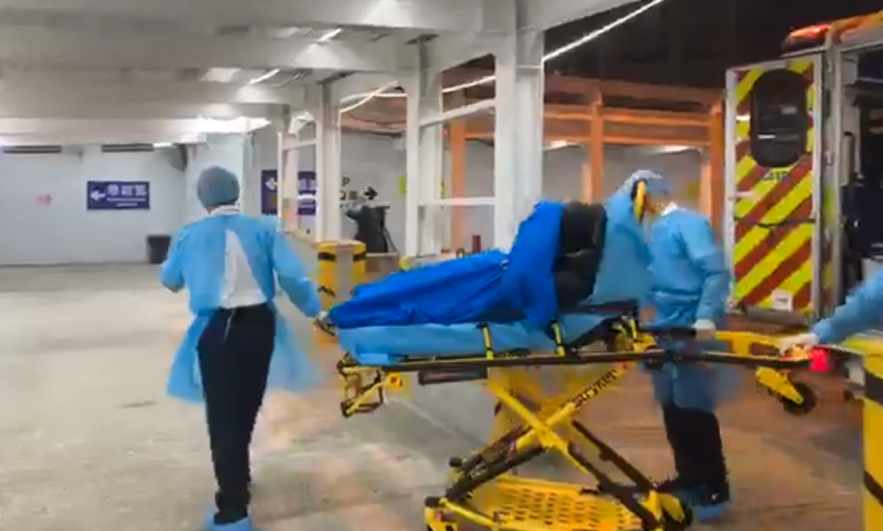
2月21日，一名駐守北角警署的48歲防暴警確診，送往觀塘聯合醫院接受隔離治療

- - 有網民發起多區和你lunch，呼籲市民抗疫的同時毋忘7.21元朗襲擊事件。警員截查聚集人士，三人被捕。另外，在銅鑼灣時代廣場外，20多名愛國人士手持五星紅旗及多支小旗幟，又播放國歌，惹來在場市民不滿，雙方爆發衝突大打出手，有人跌倒。警方以涉嫌在公眾地方打架拘捕一男兩女，並追緝涉案的另一名中年男子，有傷者需送院治理。
  - 一名駐守北角警署的48歲防暴警確診，由居所油塘油美苑送往聯合醫院接受隔離治療，患者曾經曾參加60人派對，衞生署追蹤並隔離59名警員[72]。
  - 元朗襲擊事件七個月，大批市民昨晚響應網上號召，在元朗及銅鑼灣站和馬鞍山站集會。港鐵於下午5時提早關閉西鐵元朗站。晚上7時許，YOHO MALL 形點商場中庭位置有近百名市民聚集，其後參加者增至約300人。至晚上8時許，超過100名防暴警察突然到場，在商場地下巴士站出口，形點I綠化空間Midtown Garden和青山公路－元朗段出入口包抄。大批市民得悉消息後陸續離開，場面一度混亂。到晚上10時有多名市民從地下巴士站出口離開時被防暴警員截查。晚上11時許，有人在元朗大馬路以膠箱及垃圾等雜物堵路，防暴警其後到場清理。[73]
- 2月22日：
  - 屯門公園有市民不滿大媽開檔唱歌跳舞而到場抗議和引發一連串衝突。其後有警員帶走該批「大媽」。而屯門市中心有年輕人被數名警員截查，一人疑藏有錘仔被捕。[74]

- 2月23日：

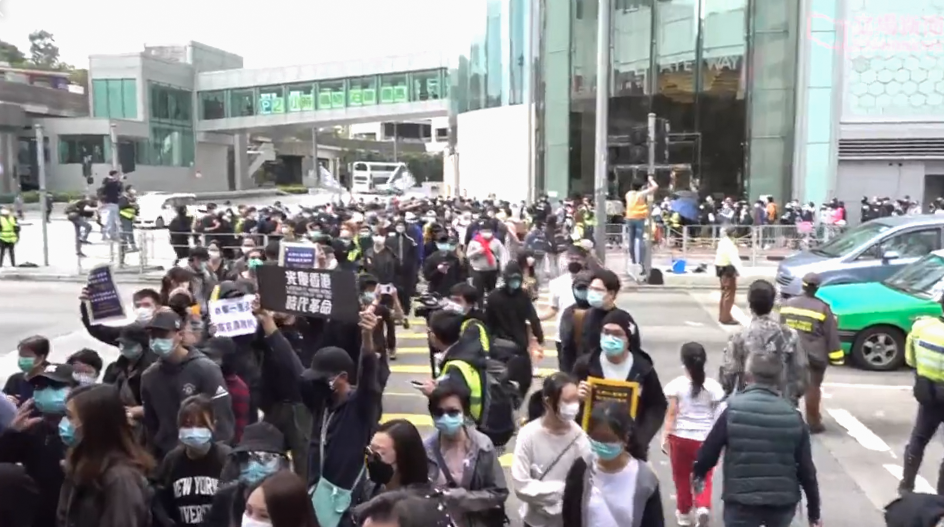
2月23日，屯門區議員上午在區內發起遊行，反對仁愛分科診所作指定診所

  - 屯門及九龍灣均有居民遊行，抗議政府在區內設立「指定診所」。
  - 下午有市民在屯門公園發起「光復屯公」行動。不過活動開始僅5分鐘，大批警員舉起藍旗警告現場人士非法集會，警方在公園內施放胡椒噴劑驅趕市民和截查市民，至少一名男子被捕。[75]
- 2月24日：
  - 因應南韓2019冠狀病毒病疫情大爆發，特區政府向南韓發出紅色外遊警示，並宣佈在2月25日早上6時起禁止來自南韓的非港人入境。學者和泛民主派立法會議員批評港府持雙重標準應對內地及南韓疫情。政府也終於宣佈分批接回滯留湖北省的2,700名港人。[76]
  - 香港著名青少年讀物作家君比之親友在其facebook賬戶上公佈，君比在周日晚上因病辭世，大批網民留言悼念。[77]
  - 三名海關人員上月執行反走私任務時殉職，其中最年輕的26歲關員黃焯梆獲安排以最高榮譽舉殯，安葬於浩園。[78]
  - 孔聖堂中學署理副校長何栢欣因於facebook發表被指為仇警的藏頭詩而受處分。中學校董會發聲明表示涉事副校長即時停職。而同日晚上有近1.5萬人聯署支持副校長，要求校方恢復其職務。[79]
  - 15名年輕人在葵涌邨重建連儂牆期間，突然有20多名軍裝警員到場截查及拘捕，以涉嫌刑事毀壞罪拘捕他們。葵青區議員梁錦威認為警方拘捕貼文宣的人士是不合理做法，同時與街坊互罵的行為表現不專業。而街坊表示是屋邨保安報警。[80]
- 2月25日：
  - 教育局局長楊潤雄宣佈全港中小學及幼稚園進一步延遲至最早4月20日分階段復課，文憑試如期3月27日開考。[81]
  - 傳真社報道，政府向各部門首長發內部通知，要求在3月2日起逐步恢復服務。[82]
- 2月26日：
  - 財政司司長陳茂波發表新一年財政預算案，提出多項寬免措施，包括向18歲或以上永久居民全民派錢一萬元。但同時令財赤高達1,391億元，創歷史新高。預算案也透露警隊開支飆升至258億，引起爭議。但陳茂波表示沒有打算分拆有關撥款[83]
  - 醫管局人事部向2月3日至7日參與罷工的7000名員工發信，表示會核對員工缺勤紀錄作出跟進，不排除會根據缺勤日數而扣除員工的薪金。醫管局員工陣線表示該會是註冊工會，而罷工不是缺勤，《基本法》也列明了罷工的權利。早前已經向局方提交參與員工名單及罷工報到紀錄，員工在罷工前亦有預先通知上司。[84][85]
- 2月27日：
  - 竹園北邨梅園樓雙屍命案。
  - 特區政府以書面回覆公民黨立法會議員譚文豪，證實2019年12月有一名乘搭高鐵的大陸乘客，因錯過於深圳北站下車，當抵達香港西九龍站下車後未有過關入境，而沿路軌步行至葵涌，之後往通風大樓緊急出口離開鐵路範圍後，才向香港警方自首。譚文豪批評政府荒謬及匪夷所思，反映高鐵存在嚴重漏洞。[86]
  - 晚上，網上流傳涉及近6,000幢大廈地址的「正在接受強制家居檢疫人士所居住的大廈名單」，在媒體關注後，衛生防護中心到2月28日才正式公布。[87]
- 2月28日：
  - 警方大批重案組探員在早上7時半到何文田嘉道理道壹傳媒集團創辦人黎智英寓所帶走並拘捕，民主黨前主席楊森及支聯會主席李卓人分別被帶往西區警署及長沙灣警署。三人各被控在去年8月31日於港島參與「未經批准集結」，黎智英另被一項在2017年6月4日的刑事恐嚇《東方日報》記者，案件於5月5日在東區裁判法院提堂。[88]
  - 財委會通過124億公務員加薪撥款，包括警員加薪。[89]
  - 英國名廚Jamie Oliver特許營運的Jamie's Italian餐廳港台店的Big Cat指，因反送中運動和2019冠狀病毒病疫情衝擊，銅鑼灣和尖沙咀海港城分店最後一天營業，料100名員工受影響[90]。
- 2月29日：
  - 窩打老道護老院膠袋笠頭命案。
  - 太子站襲擊事件發生半週年，下午起已有市民在車站出口外擺放鮮花，軍裝警員多次到場清理。其後再有市民獻花，警署內有廣播警告市民不要阻塞通道及亂拋垃圾。[91]到晚上8時15分，有人在聯合廣場對開一段彌敦道堵路和燃點雜物後，防暴警員在太子道西及彌敦道交界隨即發射最少兩枚催淚彈。防暴警員也向站在街上的市民和記者施放胡椒噴劑，多人感到不適。晚上9時，有人在旺角站E2出口縱火，其後宣佈車站暫時關閉，列車不停旺角站。到晚上10時，示威者轉至旺角彌敦道一帶聚集，在通菜街近山東街燃燒路障，消防員趕至救熄。到晚上近11時，一名便裝警員見有人投擲雨傘便追捕，其後有人投擲數個飲品膠樽，便隨即拔出其 Glock 配槍，指向記者及圍觀的市民。[92]警方到場一度舉橙旗警告示威者盡快離開。凌晨12時，防暴警向廣華街近登打士街一帶推進驅散示威者和圍觀的市民，並不讓任何人離開。凌晨1時，防暴警無差別發射胡椒球槍進行驅散，多人感到不適，有記者中彈[93]。到凌晨2時警員陸續登上警車離去。警方表示2月29日晚上至3月1日凌晨共拘捕115人，包括一名休班輔警、葵青區區議員郭子健及兩助理。攝影記者協會強烈譴責警方襲擊記者[94]。

### 3月

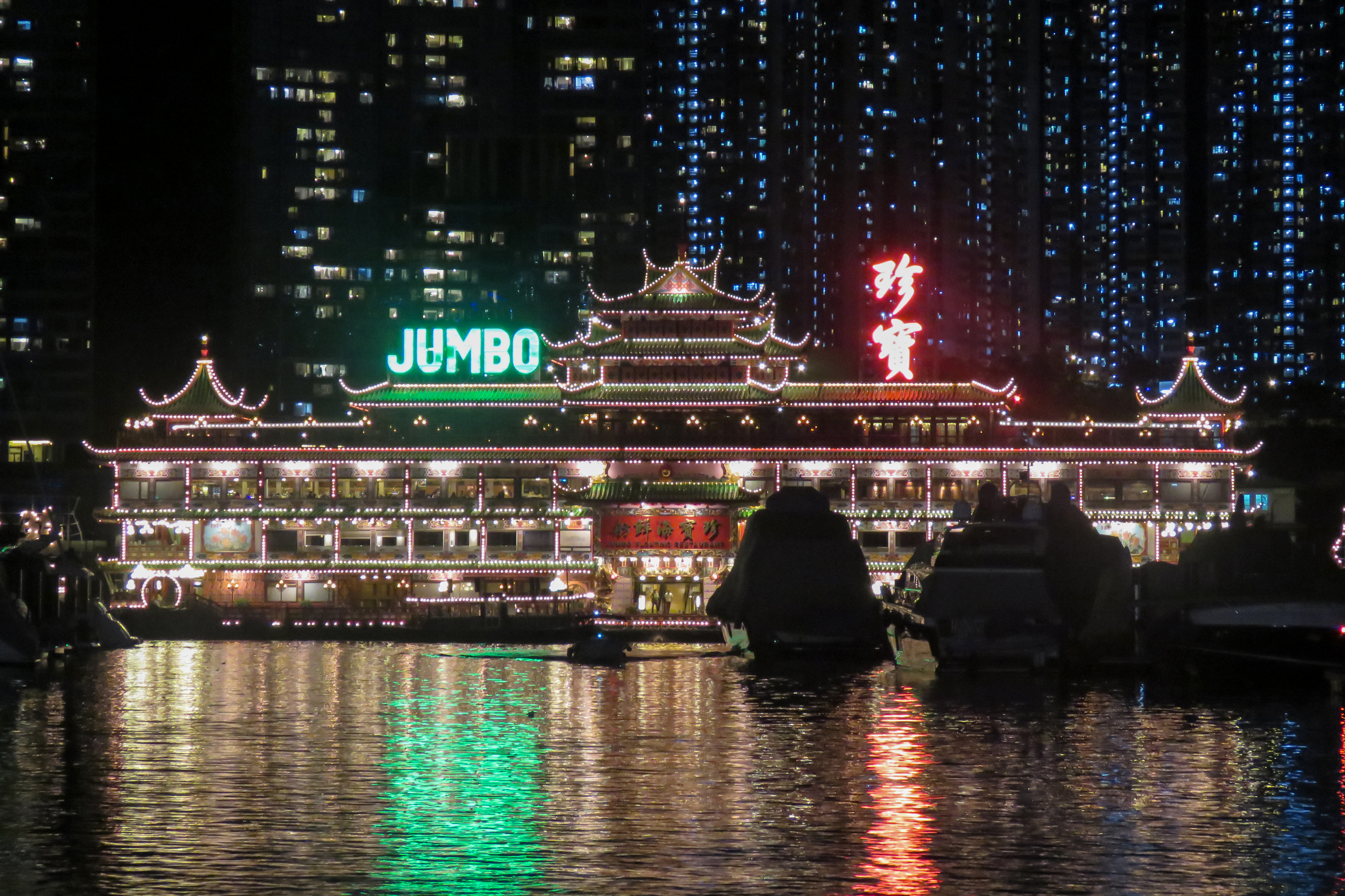
3月2日珍寶王國於官方網頁宣布於3月3日起暫停營業

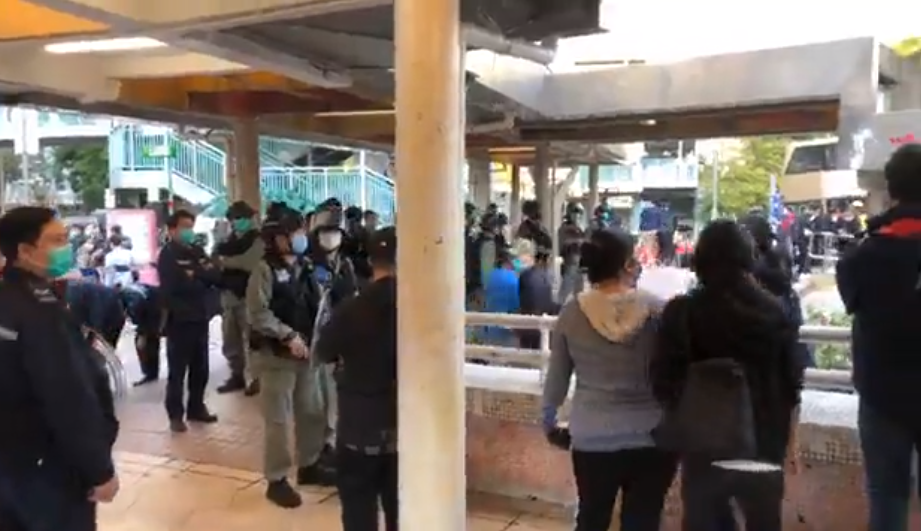
3月5日下午，有街坊在樂富地鐵部外自發派消毒酒精，隨後有持不同政見的人士到場破壞並向街坊施襲。其後有人報警，十數名警員和防暴警員到場

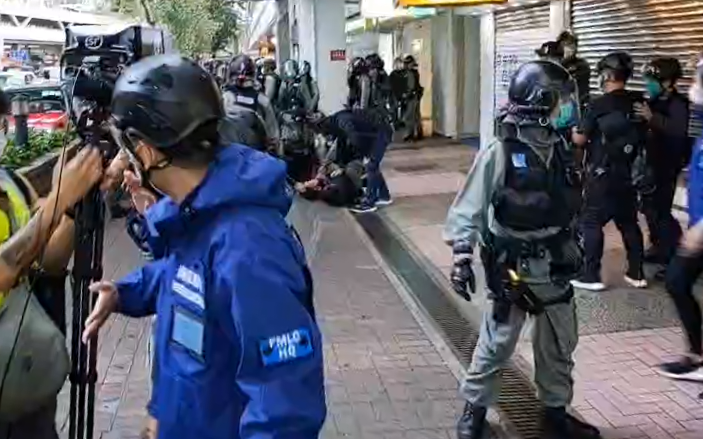
3月8日，大埔居民遊行反對區內開設肺炎指定診所，警方拘捕多人

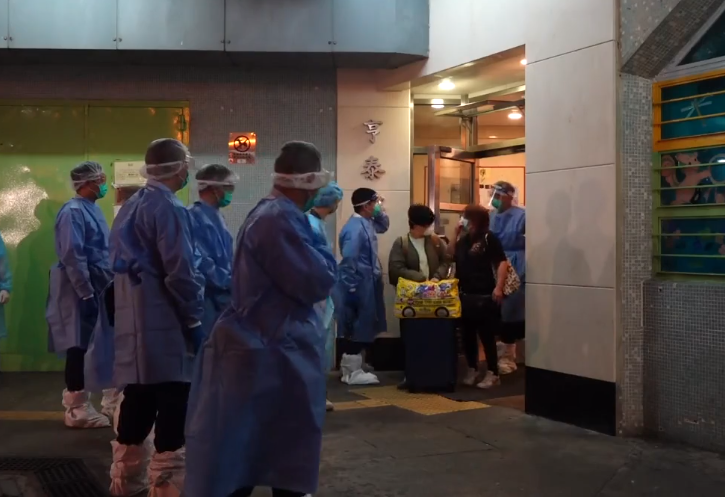
3月14日，大埔富亨邨因有住戶感染，亨泰樓部分居民需要撤離

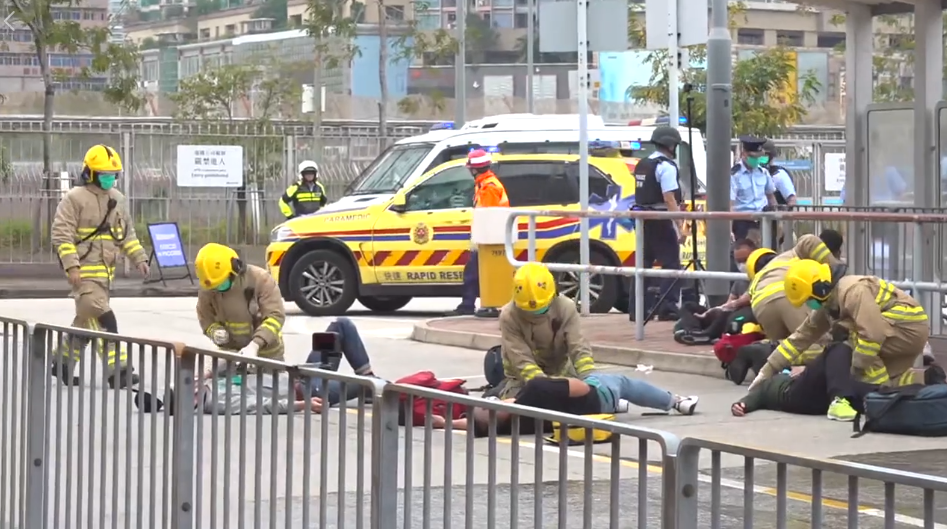
3月19日，警方及多個部門在落馬洲支綫管制站進行跨部門反恐演習

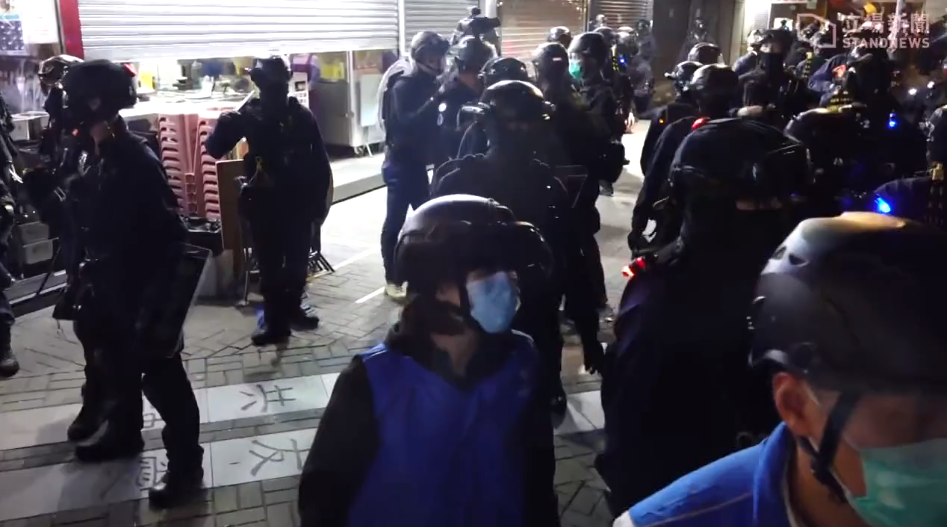
元朗襲擊事件發生8個月，速龍小隊成員追趕聚集人士，多人被按地制服

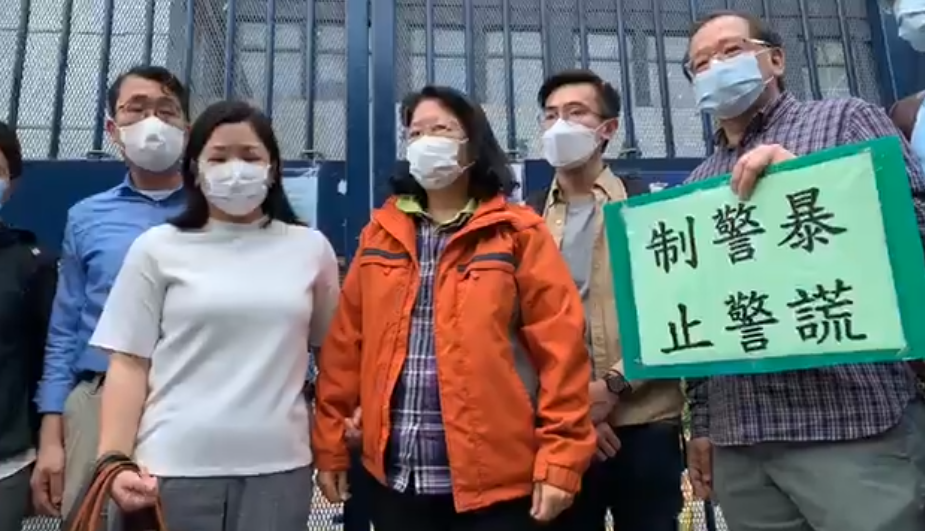
中西區區議會主席鄭麗琼因在Facebook轉發涉射傷印尼記者右眼被「起底」的警員，被警方以「煽動意圖」拘捕，到下午獲釋

- 3月1日：一名59歲男子早上於大埔新娘潭涌背行山，途至仙散石澗時疑失足墮下約30至40米，搶救後證實不治。[95]
- 3月2日：
  - 珍寶王國於官方網頁宣布，指受新型冠狀病毒影響，於3月3日起暫停營業，直至另行通知。同時解僱所有員工，有60人受影響。[96]
  - 公務員結束超過一個月在家辦公，陸續恢復上班。而政府合署門口有職員替進入大樓的人量度體溫。[97]
- 3月3日：港鐵公布東鐵綫紅磡站去年9月發生的列車出軌事故調查報告，表示事故起因是出事位置一個道岔的兩條路軌距離，即動態軌距擴闊至超出關鍵水平所致。報告認為東鐵綫軌道維修人員認知不足，例行巡查時未有測量數據，但有未提及是否會作出處分。[98]
- 3月4日：
  - 一對在外國結婚的男同志在港申請公屋，被房委會指不符合一夫一妻的「夫婦」而拒絕其申請，高等法院裁定房委會違憲，構成性傾向歧視。[99]
  - 通訊事務管理局公布本地免費電視台毋須再播放香港電台的節目。[100]奇妙電視及ViuTV對決定表示歡迎，而無綫電視隨即宣布即時撤銷無綫電視須播放香港電台節目的指示。[101]香港電台顧問團成員、立法會資訊科技界議員莫乃光認為，通訊局的做法等於懲罰香港電台，會進一步封殺節目接觸市民的機會，決定令人遺憾。[102]
- 3月5日：
  - 是日為廿四節氣的驚蟄，大批市民按習俗到鵝頸橋底「打小人」。在下午，樂富站外有市民設「打小人」檔位，讓市民拍打高官肖像，並有人自發派消毒酒精。不過期間有多名「藍絲」到場破壞，十多名防暴警一度到場，舉起胡椒噴劑指向市民，其後離開。[103]
  - 國際人權監察組織自由之家公佈《2020年全球自由度調查報告》，香港排名跌至55分新低，被列為「局部自由」的地區。[104]
- 3月7日：
  - 日本厚生勞動省公布，兩名香港人在鑽石公主號郵輪確診2019冠狀病毒病死亡。而保安局證實其中一人持英國護照。[105]
  - 3月7日是梁凌杰生忌，有網民發起晚上7時許在太古廣場外的行人路悼念，約150人參與。[106]
  - 晚上11時，有乘客拍攝到一名男子在港鐵青衣站月台被多名便衣警員制服後被捕，到3月8日凌晨，多區也出現拘捕行動。[107]
- 3月8日：
  - 深夜到凌晨，多區都出現拘捕行動。其中在大埔廣福邨廣禮樓的拘捕，便衣警員沒有經保安登記後，便上21樓單位。期間涉事單位窗簾全關，並無任何燈光。到凌晨2時許，消防員到場指單位有人被困，未有人受傷，其後才有人出示警察委任證，引起大量居民圍觀和起哄不滿。約半小時後，一批防暴警員到21樓將區議員、記者和居民趕離該層，最後拘捕4名年青男女，押上警車離開，其中3名是圍觀的居民。而被搜屋的男子涉嫌製造炸彈，但未有發現任何易燃物品。[108]而凌晨2時許，油塘油麗邨亦發生懷疑便衣警員拘捕市民事件，有人拍攝到一名女子被捕後，高呼救命，而男子表示「影乜嘢，差人做嘢呀。」[109]
  - 下午2時，大埔賽有市民發起在風水廣埸遊行至大埔賽馬會診所。大量防暴警察在周邊戒備並截查附近的市民。其後市民遊行期間遭便衣警制服，多名市民和記者被噴射胡椒噴霧，其後不適。警方共拘捕23人，年紀最小15歲，三名區議員晚上在大埔超級城商場內被便衣警員制服市民。[110]
  - 周梓樂逝世4個月，有網民分別在觀塘海濱公園及將軍澳尚德停車場發起悼念活動。將軍澳站和調景嶺站也有大量防暴警員截查市民，有人被捕。晚上約7時半，有過百名市民到尚德十字路口的祭壇，以播放詩歌和點起燭光等方式悼念。在晚上8時15分默哀一分鐘後，警方突然封鎖停車場外的祭壇一帶，指現場人士參與未經批准集結，其後有近300名市民和記者遭警方排隊逐一搜查。晚上10時，立法會議員許智峰到巴士總站了解事件，但被警員指責他不要煽動在場人士。20分鐘後，防暴警察突然衝入商場拘捕一名年輕人，也在屋邨範圍制服一名黑衣男子，並將他帶走。到深夜11時51分，警方突然衝入廣明苑及尚德邨範圍進行圍捕，期間一名有線記者採訪時，被一名防暴警員從後用盾牌推跌，記者倒地感到暈眩，需接受急救治理。而便衣警員跟隨數名黑衣人跑入廣明苑範圍，多名在場逗留的街坊被要求坐在地上，其中一名男子雙手遭反綁，在場警員聲稱他們涉嫌「非法集結」。近凌晨1時，有26男14女被押上旅遊巴帶走。現場共拘捕46男17女，年齡介乎14歲至37歲，涉嫌非法集結、藏有仿製槍械、藏有攻擊性武器。[111]
- 3月11日：
  - 美國國務院發表2019年人權報告，涉港部分提到去年「反送中」風波期間的警暴問題，香港特區政府則批評外國政府不應干預香港內部事務。[112]
  - 許留山遭權記玩具有限公司入稟高等法院申請清盤，案件已排期6月3日處理。位於藍田匯景廣場的分店再遭業主Bansque Limited入稟高等法院，要求收回舖位和追討2019年7至10月期間逾19萬元的租金。[113]
  - 香港洲際酒店內的米芝蓮餐廳Rech疑因2019冠狀病毒病疫情，決定提早結業，約30名員工被即時解僱。[114]
- 3月12日：
  - 網民發起晚上7時30分在全港多區放映會，警方卻對此嚴陣以待，多區都有防暴警察戒備。其中在旺角有大批防暴警巡邏，不時截查市民。在晚上9時放映會結束後，有人突然在西洋菜南街近豉油街一帶利用紙皮箱等雜物製造路障。防暴警看到後隨即到場設封鎖線，要求記者返回行人路，其間多次推撞和指罵在場記者，更一度舉起胡椒噴霧恐嚇。警方也在西洋菜南街封鎖線內截查20多名市民，被截查人士出示身份證和拍攝大頭照才可放行，至少7人被捕。[115]到晚上10時許，有人在山東街近西洋菜南街縱火，多名防暴警到場用水將火救熄，其後消防到場調查。[116]
- 3月14日：
  - 早上，佔中發起人之一陳健民刑滿出獄，監獄外有不少人迎接，有人更送上生日蛋糕補祝他3月9日的生日。[117]
  - 繼長康邨康美樓後，大埔富亨邨亨泰樓因有住戶感染，並且與早前埃及旅行團確診的其中兩名團員，住於同一大廈同一座向的13號單位。專家晚上到亨泰樓調查後，決定安排大廈29至34樓所有13及14室住戶進入檢疫中心。專家懷疑排氣管有播毒風險。
- 3月17日：
  - 美国传统基金会公布2020年经济自由度指数，受「投資自由度」大跌10分，以及「貨幣政策自由度」跌5.7分影響[118]，香港整体评分89.1，下跌1.1分，被新加坡首次超越跌至第二位，香港失去蝉联25年的全球最自由经济体地位。[119]特區政府對排名下跌表示感到失望。[118]
  - 香港民意研究计划公布「市民对新闻传媒的评价」报告，新闻自由程度满意净值较2019年8月急剧下跌39%至负21%，是自1997年有纪录以来新低。香港市民对香港新闻传媒公信力的评分，也下跌了0.3分至5.5分，创2002年以来新低。[120]
- 3月18日：
  - 路透社引述外交和民主黨立法會議員涂謹申消息指，在2019年反修例運動期間，中國武警曾經參與香港警方的前線工作，多達4,000人，主要擔任觀察的工作為主。國務院新聞辦公室及香港中聯辦未有回應報道。而香港警務處亦否認，表示沒有任何內地執法部門曾經到訪或觀察事件。[121]
  - 中華人民共和國外交部要求美國《紐約時報》、《華爾街日報》、《華盛頓郵報》的駐華美籍記者交還記者證，日後不得在中國和港澳境內採訪，被質疑干預一國兩制。[122]
- 3月19日：
  - 衛生防護中心公布新增25宗確診個案，3宗無外遊史。港大專家何栢良促禁非港人抵港。而大批留學生和在外國的港人紛紛湧回香港暫避疫情。
  - 教育大學學生會前會長梁耀霆2019年入稟高等法院要求港鐵交出當晚相關的閉路電視片段，高等法院于2020年3月18日頒判詞，下令港鐵需要交出有關片段。[123]
  - 大眾書局宣布，受零售巿道持續低迷影響，旗下16間書店由3月19日起全線結業，未來資源將集中在教育出版、電子教學和教育服務。[124]
  - 警方聯同及入境處，消防處等多個部門在落馬洲支綫管制站進行名為代號「奪峰」反恐演習，模擬有黑衣人搖控炸彈引爆造成多人傷亡，合共約250人參與。[125]
  - 香港大學微生物學系講座教授袁國勇及同系名譽助理教授龍振邦師徒在《明報》撰文，批評指新型冠狀病毒由美國傳入的說法毫無實證，又指「中國人陋習劣根才是病毒之源」，完全忘記SARS教訓。二人在深夜稱不希望捲入政治為由，突然撤回有關文章。[126]
  - 恒指跌至21,139點，創2016年7月14日以來新低。[127]
- 3月21日：
  - 傍晚，行政長官林鄭月娥宣布多項加強措施避免社區大爆發，包括中學文憑試延期至4月24日開考，學校復課無期。政府再度只提供必要緊急和有限度服務，康文署早前重開的康樂場地暫停開放，而非緊急服務公務員再次改為在家工作。
  - 元朗襲擊事件發生8個月，元朗站如常運作，但到下午4時關閉5個出入口。到晚上再有人在元朗一帶聚集，其間有人在大棠路千色廣場一帶堵路及投擲汽油彈後，防暴警在沒有舉旗下突然施放多枚催淚彈，其後約30名速龍小隊成員追趕聚集人士，多人被按地制服，警員其後又使用包抄方式截查及拘捕多名市民，並拍照記錄。拘捕行動期間，防暴警更多次向在場記者及市民施放大量胡椒噴劑，多名記者被噴中眼，而立法會議員許智峯、鄺俊宇及尹兆堅亦被噴中。全晚拘捕61人，元朗區議會主席黃偉賢一度被捕。[128]
  - 網民在銅鑼灣站、杏花邨站和柴灣站發起靜坐抗議，惟警方也進行嚴密部署，派出大批防暴警察和軍裝警駐守車站，更不時截查途經的年輕人。其中在銅鑼灣站，晚上7時未見有市民聚集，其後約50名市民轉移到時代廣場2樓中庭靜坐。到9時31分，示威者於時代廣場地面廣場聚集期間，多名防暴警察突然到場截查十數名市民並驅趕圍觀的市民，有在場市民對警察說「商場都未閂門，你哋憑乜嘢趕我走？」後。警員便推跌該位市民，並對他噴射胡椒噴霧。期後警察更向多名圍觀的市民和記者噴射胡椒噴霧，並拘捕該名男子，其後至少3人被帶走。警方也封閉商場，只准離開不准進入。[129]
- 3月22日：
  - 曾參選區議員的社運人士黃嘉浩及呂智恆，下午5時在粉嶺擺放街站期間看到有青年被打，於是上前阻止，但被一群支持23條立法街站的市民追打。呂智恆的電話被人摔爛。而黃嘉浩背部、肚子及手臂等亦有傷痕。事件暫未有人被捕。[130]
  - 網民晚上7時在將軍澳尚德邨停車場，知專設計學院外和觀塘海濱花園發起流水式悼念陳彥霖同學逝世半週年，放下白色鮮花及亮起燭光。由於警方下午5時已經進行嚴密部署，派出大批防暴警察戒備，故參與人數不多，氣氛大致和平。惟觀塘海濱花園舉行悼念會期間，多名警員突然衝向現場，並截查一名市民，有軍裝警察一度拿出胡椒噴霧指向市民，其後警員離開。
  - 網上旅行社Wefly和Gogogo宣佈倒閉。[131]
- 3月23日：
  - 行政長官林鄭月娥建議透過立法修例，禁止全港約8,600間食肆、酒吧或領有酒牌的會社售賣和供應酒類飲品，並建議私人會所停止開放康體設施。其中禁酒令引起業界不滿。事隔4天取消。[132]
- 3月24日：
  - 行政長官林鄭月娥任命曾處理游蕙禎及梁頌恆的DQ案的張舉能為終審法院首席法官，明年1月履新。

- 3月26日：

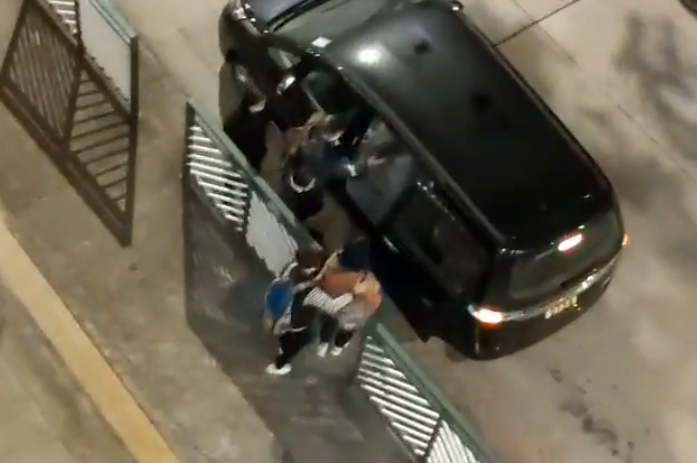
中西區區議會主席鄭麗琼疑因facebook轉發一個起底警察個人資料的帖文，凌晨警員到葵涌家中搜查，以涉嫌「煽動謠言罪」被警方拘捕

  - 凌晨，中西區區議會主席鄭麗琼因在Facebook轉發涉射傷印尼記者右眼被「起底」的警員，被警方以「煽動意圖」拘捕，到下午獲釋。許智峯對事件表示憤怒，質疑警方是公報私仇及濫捕。[133]
  - 政府宣布現任消防處副處長梁偉雄，將於4月18日出任消防處處長，而廖志勇接替李天柱出任民航處處長。[134]
  - 根據可加可減機制，港鐵今年可加價2.55%，但由於觸動封頂機制，港鐵會凍結票價至明年中。[135]
  - 深夜，警方在小西灣山頭一間荒廢石屋破獲子彈製作工場，共拘捕4人，檢獲800多粒不同口徑彈殼，稱是供應「暴力示威者」。[136]
- 3月27日：
  - 香港新增65宗新型冠狀病毒肺炎確診個案，為第二波疫情以來單日確診數量最高。[137]
  - 政府宣布兩項新防疫措施，以限制人群聚集和減少社交接觸，為期14日。包括28日下午六時起管制餐飲業營運和關閉6類娛樂場所和29日凌晨開始禁止4人以上公眾聚會。[138]
  - 嶺南大學社會科學系女畢業生吳犖晴早前因肺部失去功能，急需換肺續命。雖然順利完成換肺手術，但其後出現嚴重感染，近日情况惡化，最終離世。[139]
  - 警方以「煽惑他人作出傷人」及「煽惑他人作出公眾妨擾」罪拘捕一名32歲男子。據了解，該人為有2.1萬成員的Telegram群組和頻道「開掛之達人」管理員。
- 3月28日：餐飲業務法令晚上6時生效，警方聯同食環署人員突擊巡查尖沙嘴諾士佛臺食肆，有警務人員用尺度兩枱客之間是否夠1.5米，並要求正在用膳食客戴口罩和查身份證，有食客則不滿警方侵犯私隱。[140]
- 3月30日：解放軍駐港部隊一架直升機在大欖郊野公園執行飛行訓練時失事，政府指事故未造成任何民居受損或市民受傷。失事直升機被懷疑撞上中電電纜塔墜毀，並造成電纜塔受損及電壓驟降。有立法會議員批評當局延緩公佈事件。[141]

- 3月31日：

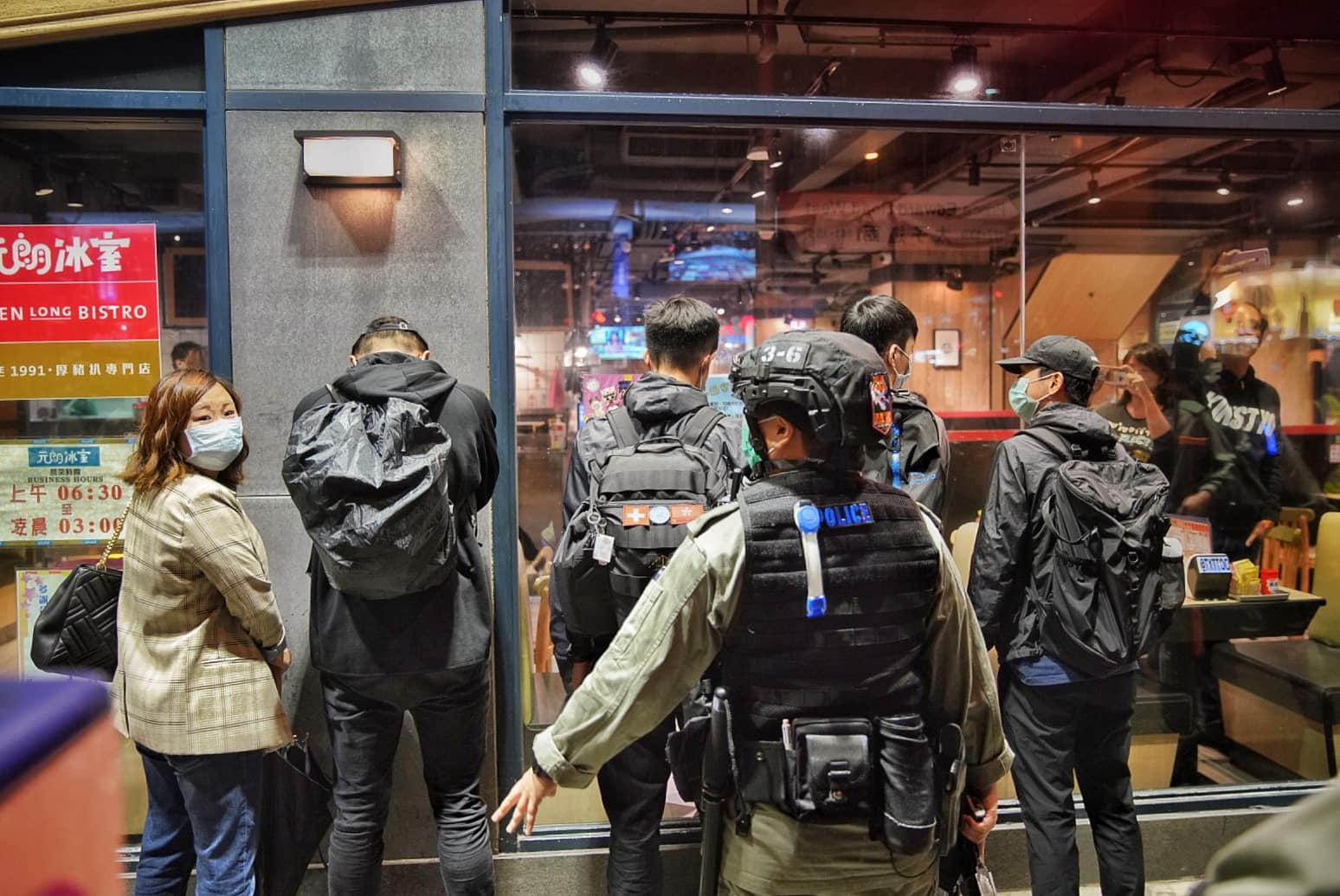
3月31日，太子站襲擊事件發生7個月，警方採用突擊行動追捕和截查多名市民，並登記他們的個人資料。有市民批評互不相識的人也被警方當成違反法例

  - 太子站襲擊事件發生7個月，大批防暴警員在下午已經戒備，並禁止市民獻花。到傍晚，區議員和立法會議員站在警方防線外，代為接收市民獻上的鮮花。到晚上採用突擊行動追捕和截查多名市民。行動中共拘捕43男11女，並在太子站外及旺角一帶地區共截停搜查75人，並登記他們的個人資料，雖然未有拘捕或發出告票傳票，但保留日後檢控的權利。[142]有市民批評互不相識的人也被警方當成違反法例，並拍片記錄。[143]
  - 政府統計處公布2月份的零售業銷貨額統計，零售業銷貨額急挫44%，跌幅歷來最大。[144]

### 4月
- 4月1日：
  - 卡拉OK店RED MR群組全部成員合共7人確診，加上大型連鎖美容院Reenex宣佈一名員工及一名顧客同樣確診2019冠狀病毒病。政府宣布早前可豁免的卡拉OK、麻雀館和夜店或夜總會納入禁聚令規管範圍，由即日傍晚6點起停業14天。而刊憲期間，政府官方Telegram「香港抗疫資訊頻道」一度宣布規管美容院及按摩院要關閉。美容業總會創會主席葉世雄批評政府信息混亂，食衛局長陳肇始表示「唔好意思」。[145]
  - 香港正式啟用5G服務。[146]
  - 因應英國央行英倫銀行的要求，匯豐控股及渣打集團一舉停止派息及回購。匯控股價大跌9.5%，跌穿40元大關，收市報39.95元，創2009年金融海嘯以來新低。[147]
  - 下午四時許，一輛往屯門（新墟）方向的新界區專線小巴44A線在元朗公路疑因司機神志不清或身體不適，不但行錯路左搖右擺，更一度撞向石壆。不少乘客嚇至高聲尖叫，車門更在行駛期間打開，過程驚險萬分。車上乘客最終令小巴停下，並報警求助。警員到場調查，該名司機報稱不適，警員即時要求小巴公司安排另一輛小巴接走乘客，及安排另一名司機駛走小巴。事發影片其後被上載至互聯網[148]。警方在翌日就事件展開調查，以涉嫌危險駕駛拘捕該名司機，又派人到屯門站小巴總站檢查肇事小巴車身及機件，並把小巴拖走扣留。警方亦已聯絡部分小巴乘客，並在小巴站張貼通告，呼籲更多乘客向警方提供資料。警方會循司機的身體及精神狀態、駕駛態度及車輛機件問題調查案件。而此路線營辦商於站頭貼出通告，指涉事司機已被停職。[149]
- 4月2日：
  - 高等法院2017年裁定警方除在緊急情况外，必須先獲搜查令才可查閱被捕者手機或電子器材內的資料，警方其後不服提出上訴。上訴庭頒下書面裁決，一致裁定警方上訴得直。
- 4月4日：
  - 《香港基本法》頒布30周年，香港中聯辦主任駱惠寧在中聯辦網頁撰文，稱一國兩制進入50年不變中期，但去年反修例風波明顯發生長期積累的矛盾，《憲法》和《基本法》權威受到前所未有的挑戰。[150]而在「基本法頒布30周年線上研討會」中，多名委員均提到國家安全，認為23條應盡快在香港立法。[151]
  - 博愛醫院一名93歲行動不良的男病人確診，香港大學微生物學系傳染病學講座教授袁國勇、醫管局總感染控制主任賴偉文、衛生防護中心人員組成的專家組實地視察後，懷疑5樓出現感染個案，74病人需隔離。[152]
  - 行政長官辦公室任職新聞主任的32歲男子譚啟耀，在3月30日以私人理由向政府新聞處總部辭職後，從將軍澳景林邨景桃樓高層寓所墮下，警方及消防接報到場當場證實男子死亡。警方稱事件無可疑。他生前曾透露工作不愉快。特首辦及政府新聞處向其家人表示慰問[153]。
- 4月6日：
  - 前立法會議員區諾軒涉嫌去年7·7九龍區大遊行當日，以揚聲器襲警及推撞警員盾牌，區諾軒否認兩項襲警罪，裁判官梁嘉琪裁定區諾軒兩項襲警罪罪成，案件押後至4月24日判刑。[154]
  - 警方公佈「限聚令」期間，在前日及昨日分別向6名在葵盛東邨及13名在沙角邨的公眾地方聚集的男子發告票。有被票控罪，並領取綜援的獨居老人家批評被罰2000元頗「肉赤」。[155]

- 4月7日：

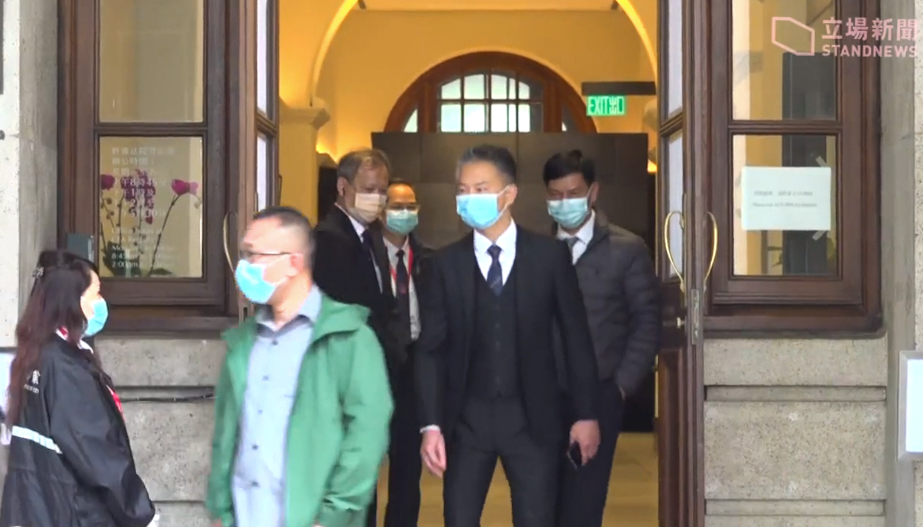
2020年4月7日，維持定罪的5名警員直接向終審法院提出上訴，被3位法官一致駁回，總督察黃祖成離開終審法院

  - 2014年七警案中，5名警員向終院申請上訴許可，終審法院3名法官一致駁回。[156]
  - 商務及經濟發展局局長邱騰華出席立法會會議時，議員多次追問香港電台節目The Pulse節目具體哪方面違反「一中原則」，邱回應稱是整個節目的製作和表達，但未有回應如何違反。議員亦質疑邱騰華「政治審查」港台。[157]
- 4月8日：政府公布總額1375億元的新一輪抗疫紓緩措施，當中包括800億元的「保就業」計劃，但失業者和自顧人士未能受惠[158]。
- 4月9日：
  - 高等法院去年裁定政府引用《緊急法》訂立法例違憲，同時宣布《禁止蒙面規例》無效。其後政府提出上訴；上訴庭裁定政府引用《緊急法》訂立《禁止蒙面規例》規例屬合憲，而警員要求市民除去蒙面物品和市民在合法集會和遊行中蒙面的條文均屬違憲。24名泛民立法會議員和社民連成員梁國雄對裁決失望，表示會上訴至終審法院。[159]
  - 美國司法部允許Google啟動連接台灣和洛杉磯的太平洋海底光纜，但以「可能嚴重危害美國國家安全和執法利益」為由，不能與香港連通。[160]
- 4月10日：捷輝汽車有限公司決定終止營辦第2、2A、6、6X號九龍專線小巴服務，經協調後，營辦商金匙有限公司，將於星期日起臨時接辦2及2A號線。[161]
- 4月13日：
  - 國務院港澳辦及香港中聯辦在下午突然出稿，強烈譴責公民黨立法會議員郭榮鏗和立法會民主派議員濫用權力，拖延內務委員會主席選舉，行為無異於「政治攬炒」。更稱有關做法令人質疑有違宣誓誓言，構成公職人員行為失當。民主派議員質疑兩辦干預香港立法會運作[162]。
  - 瑪嘉烈醫院傳染病大樓負氣壓設施一度發生故障，7層病房的冷氣系統及負壓抽風系統突然停頓5至34分鐘。經初步調查後，事故涉及69名病人，包括44名確診2019冠狀病毒病的病人[163]。
- 4月14日：
  - 傍晚行政長官林鄭月娥突然召開記者會，講述第二輪防疫抗疫基金計劃，但主要是回應國務院港澳辦和香港中聯辦強烈譴責主持立法會內委會主席選舉的郭榮鏗一事。更表明中央關心香港事務是理所當然。反指部分立法會議員要求外國政府及議會評論內部事務，才是赤裸裸的干預。[164]
- 4月20日：
  - 自3月5日以來，首日錄得零確診。4月24及26日再錄得零確診，是近一周內第三次。

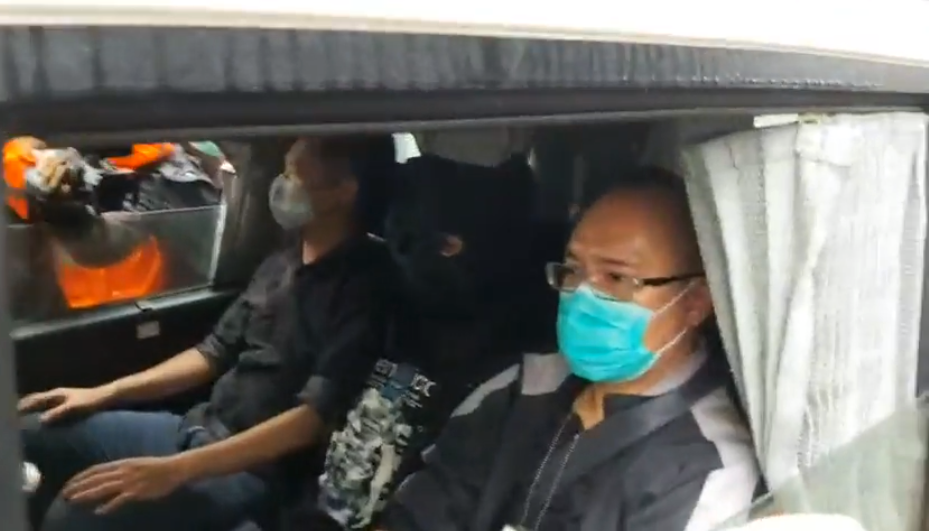
4月22日，次被告在警員陪同下乘坐警車抵庭應訊

- 4月22日：去年11月13日，70歲食環署外判清潔工人於上水北區大會堂附近示威現場遭磚頭擊中擲斃。警方重案組其後拘捕6名15至18歲男女，其中兩名16歲及17歲少年被控「謀殺」、「蓄意傷人」及「暴動罪」，下午於屯門法院提堂。警方表示早前懸紅80萬元緝兇依然有效。[165]
- 4月24日：去年8月20日，51歲被告承認在將軍澳連儂隧道內，斬傷三名留守人士，被控三項蓄意傷人罪。法官郭偉健宣讀判詞期間未有斥責行兇的被告，反批評一度身受重傷女傷者行為是「令被告情緒火上加油」，其後更以三分之一時間狂轟示威者的行為對平民缺乏同理心，作出「文革式」的極端行為，其行為是「不折不扣的恐怖活動」。[166]有關言論引來社會各界猛烈批評。
- 4月26日：

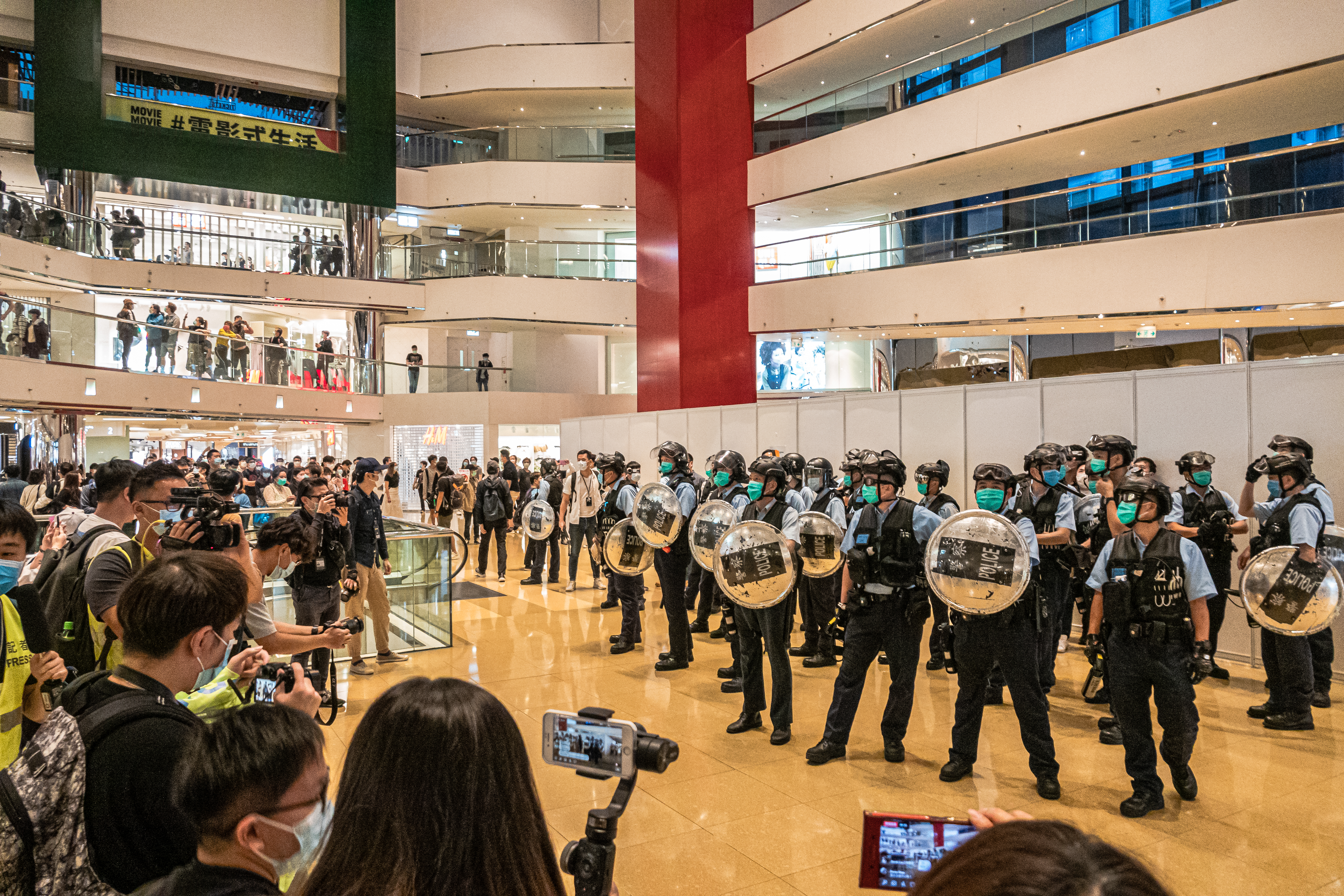
手持盾牌的軍裝警員在太古城中心中庭，而4樓有警員要求市民離開

- - 傍晚6時20分，有約300人在太古城中心一期中庭多個樓層參與「和你唱」活動，大批防暴和軍裝警員進入商場要求群眾離開。區議員趙家賢與警員要求調停期間，遭到粗言辱罵，並嘲笑他「冇咗隻耳聽唔到」。其助理更被來自水警的多名防暴警員暴力推倒地上，之後只能眨眼，一度昏迷。有參與的市民認為，警方的驅散行動是「多餘、小題大造」，明顯是想打壓聲音，不想市民成功舉行任何集會。[167]
  - 自2月15日以來，首次在香港、台灣同時錄得零確診。
- 4月27日：
  - 考試及評核局公佈約有4.7萬名考生應考通識科，其中有29名考生報告因生病不能出席考試，有10名考生因發燒或出現急性呼吸道感染症狀，而不獲准進入試場，3名考生因身體不適而在考試期間離開。[168]
  - 司法機構暫停郭偉健於區域法院處理反送中案。[169]
- 4月28日：
  - 下午4點半，一名《壹週刊》專題記者和一名攝影師在清水灣採訪和拍攝涉及香港警務處任職助理處長陶輝僭建寮屋，完成採訪工作離開時，候車時有四輛警車共12名警員進行截查，以遊蕩罪名將記者押返警署，警方多番查問採訪內容，查看攝記的拍攝資料，不理記者反對複印記者的筆記簿後將其扣押到將軍澳警署，事件引起公眾嘩然。《壹週刊》嚴厲譴責警察濫用公權力，恐嚇記者，阻礙記者調查及揭發警隊高層醜聞。
  - 傍晚6時許，數十名市民在中環國際金融中心商場中庭參與「和你唱」活動，到6時30分，兩批警員闖入商場多個樓層，並在中庭位置設起封鎖線，驅趕在場的市民及記者。當日警方票控四男二女，乃首次有人於商場內被票控。
- 4月29日：本土民主前線梁天琦和盧建民與同案認罪被告早前就2016年旺角騷亂上訴，上訴庭全數駁回。

### 5月
- 5月1日：

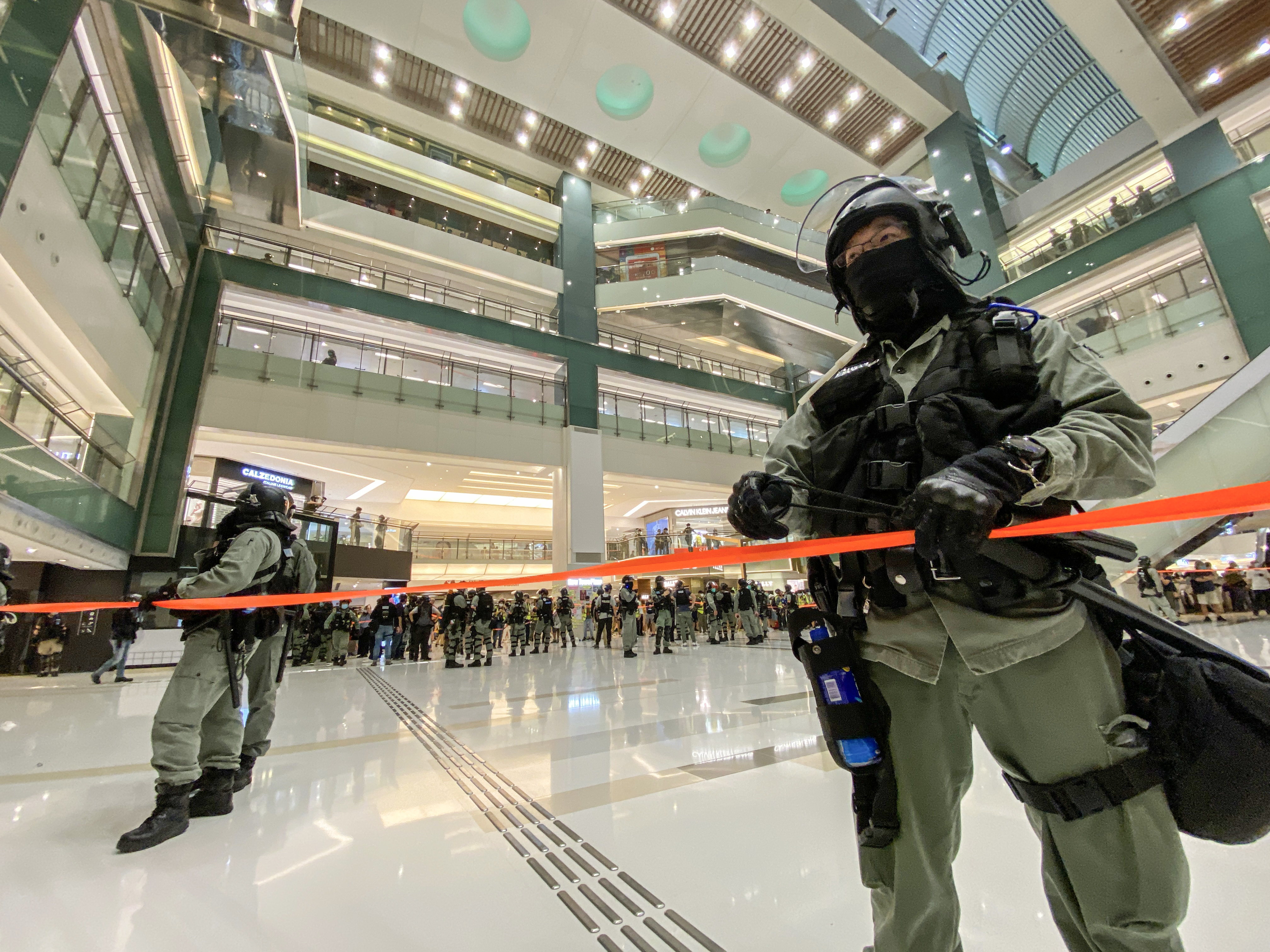
近500名防暴警察進駐新城市廣場多個樓層

- - 有網民在Telegram群組號召市民參與「天馬行動」，進行「快閃」活動[170]。事件引發多間香港親中媒體的猜測，認為這是示威者希望趁「五一」假期發起「五區開花」的暴力行動[171][172][173]。警方亦指網上有人揚言會放炸彈，經過評估風險後，派出5000警力應對突發情況。唯當日下午公佈行動內容時，行動召集人表示只是「進攻黃店」而不是勇武行動。到了下午2時活動正式的開始時間，黃店則大排長龍。[174]不過職工盟轄下工會擺街站時被警方打壓。
  - 有網民發起晚上7時半在新城市廣場中庭舉行「和你唱」活動。近500名防暴警察很快衝入商場多個樓層，並以違反「限聚令」為理由驅趕和截查市民，令商戶需要落閘。警方佔領商場的行動也讓市民和區議員批評不合法不合理。警方公佈全日在商場內有11人被發出「限聚令」告票，其中公民黨「霸氣哥」兩度遭警員票控。[175]
- 5月2日：
  - 香港中聯辦發文嚴厲譴責有極端激進分子在五一假期，再次發動違法聚集、滋擾商舖及擲汽油彈等違法行為，形容极端激进分子是喪心病狂。文章亦批評一些反对派政客為求私利鼓吹「黄色经济圈」，是一种以政治绑架經濟的「政治揽炒」。[176]不過，有食肆和顧客並不認同此論述。[177]
- 5月4日：
  - 《蘋果日報》發現警務處處長鄧炳強曾租住的九龍塘廣播道寶能閣高層複式單位，天台一直存在違法僭建物。警方指控報道與事實不符。[178]
  - 大部份公務員回復正常的政府服務和工作
- 5月5日：

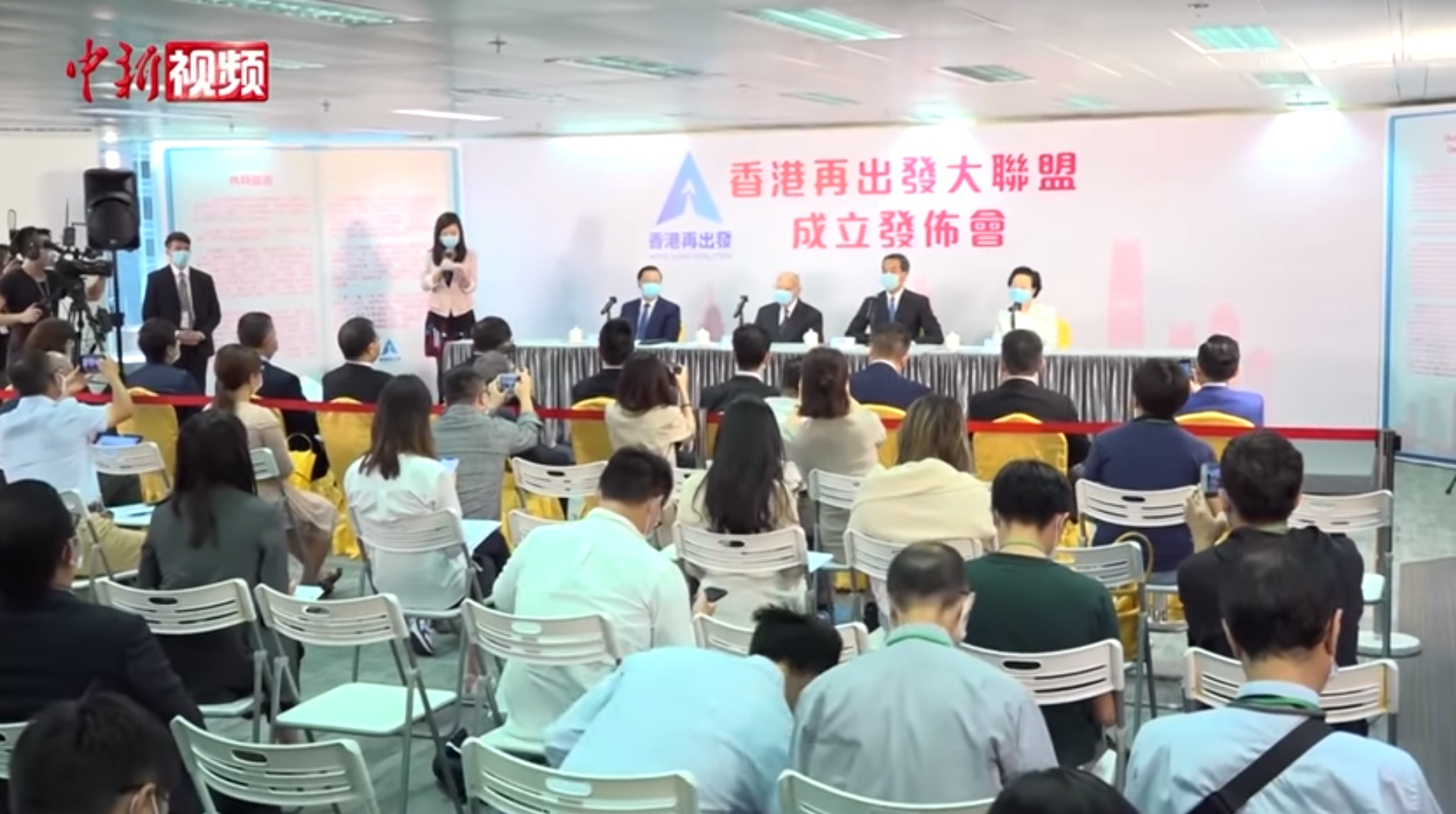
2020年5月5日，香港再出发大联盟正式成立

- - 前行政長官、現任全國政協副主席董建華和梁振英牽頭成立香港再出發大聯盟。
  - 本港連續16日無本地確診個案，政府公佈，四人限聚令放寬至八人，部份勒令關閉的處所可以重開。同時宣佈中小學在5月27日起分階段復課。
  - 晚上7時許，約有50多名市民在屯門市廣場到場叫口號及唱《願榮光歸香港》。防暴警進入商場驅散市民，行動中警方向1男5女發出告票。
- 5月6日：
  - 政府向全民派發可重用的「銅芯抗疫口罩」（CuMask），被揭發無按照常規招標和隱瞞廠商產地。
  - 國務院港澳辦與新華社發文，將香港經濟陷入衰退責任推卸於「攬炒」和「黑暴」。
  - 康文署同日重開主要圖書館和部份戶外設施，不過關閉更衣室和沖身設施引起市民批評。
  - 晚上，網民再次發起在天水圍+WOO嘉湖（前稱嘉湖銀座）商場1期中庭舉行「和你sing」活動。到晚上約8時，防暴警員先後3次進入商場拉起封鎖線，有4名男女被票控，指違反限聚令。[179]
- 5月8日：

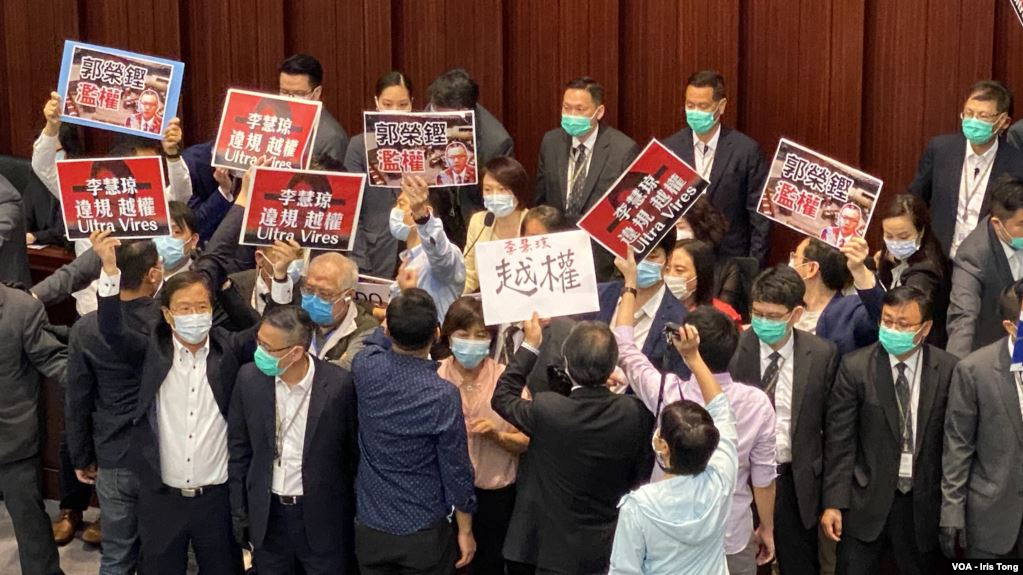
香港立法会内务委员会，上届主席李慧琼被民主派议员质疑非法主持会议，爆发冲突

- - 凌晨，有約20人手持鎚仔、𠝹刀、鐵鏟和油漆等物件到樂富廣場來往橫頭磡邨的天橋上「清理」連儂牆。其後被街坊發現並喝止，雙方引起衝突，10人被捕7人傷，其中3名遇襲者被控非法集結。[180]
  - 立法會內務委員會經歷半年未能選出主席後，現任主席李慧琼在逾20名立法會保安包圍下舉行特別會議，民主派議員批評建制派粗暴奪權，11名民主派議員被逐離場，其他民主派其後離場。期間人民力量陳志全遭工聯會郭偉強拉跌拖行，民主黨尹兆堅亦受傷送院。[181]
  - 中午，有人在中環國際金融中心商場的Apple Store外舉行「和你Lunch」，大批警員進入商場驅散及截查多人。混亂中，浸會大學編委記者再度被捕。警員將記者至後樓梯期間，向多名正進行採訪中的記者使用胡椒噴劑驅散，多人感到不適。警方表示，共票控6男3女違反「限聚令」，年齡介乎17至63歲，包括東區區議員曾健成，並拘捕一名21歲男子。香港浸會大學傳理學會和記協發聲明，譴責警方無理使用武力阻礙傳媒採訪。[182]
  - 周梓樂離世半周年，有網民在多區發起悼念活動。在旺角，晚上9時許，有人在豉油街及花園街交界用垃圾桶、發泡膠箱等雜物堵路後，防暴警察警告市民涉嫌違反「限聚令」為由，在西洋菜南街，豉油街和通菜街截查和驅散市民，至少向5人發出違反限聚令告票。[183]在屯門，有人發起在屯門大會堂正門舉行悼念會，但最終未有人到場悼念，多名軍裝警及防暴警在場截查在廣場內逗留的市民，並拉起封鎖線。[184]
- 5月9日：晚上，網民發起在鑽石山荷里活廣場及大埔超級城發起「和你sing」活動。大批防暴警員進入商場，在中庭範圍拉起封鎖線並驅散市民。其中有一家五口路經大埔廣場時，兩人突然被一批警員上前阻截，之後被警方帶走，家屬批評警方濫權濫告。[185]
- 5月10日：

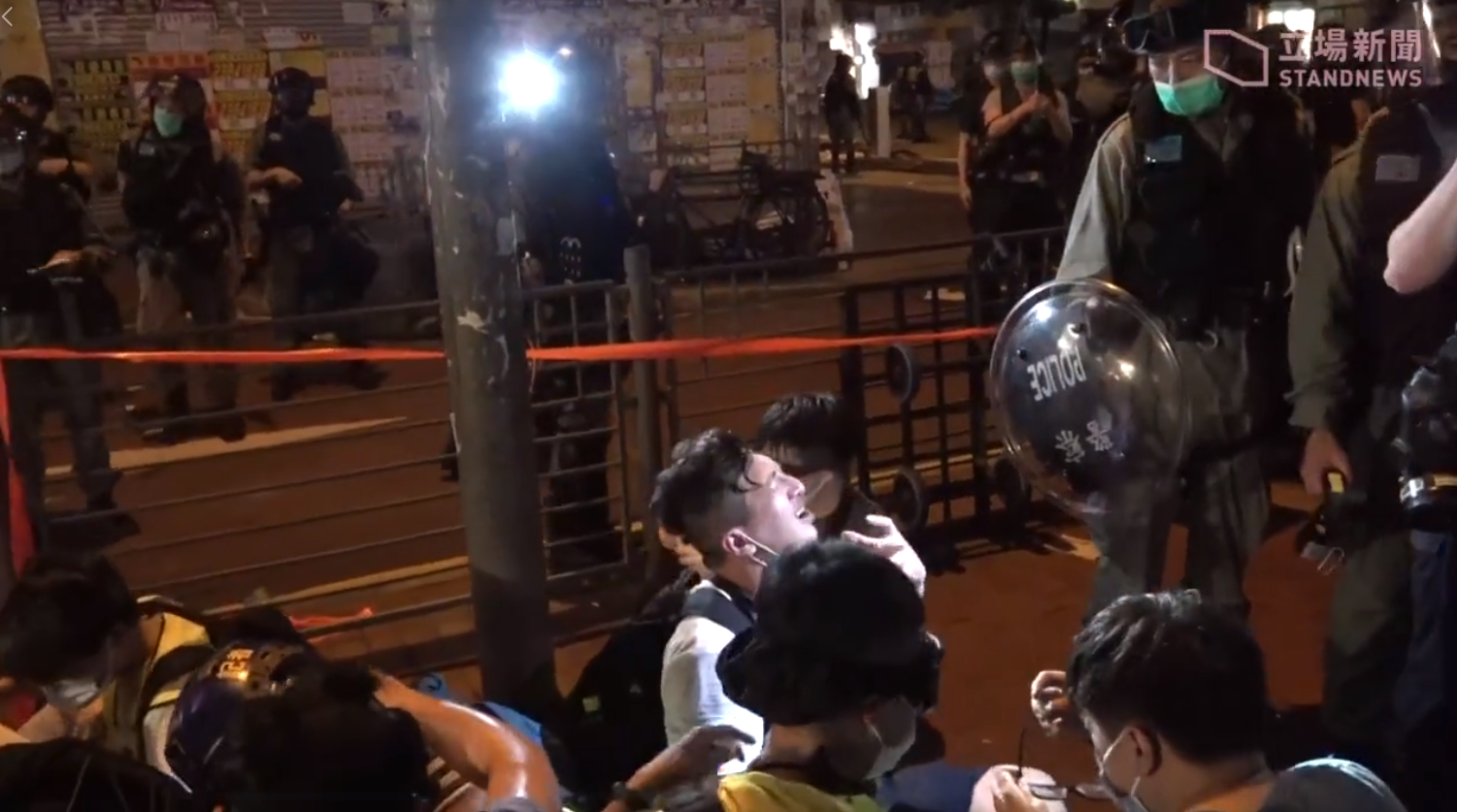
5月10日晚上，多名被包圍的記者被警方噴射大量胡椒噴劑，警員要求在場神情痛苦的記者跪於地上

- - 下午，有網民於母親節發起示威活動，於港九多個商場同時進行。其中尖沙咀海港城，有13歲學生記者被警員斥是童工、非法聚集後被帶走。大批防暴警員也闖入citysuper超級市場驅散店內的顧客[186]；而在旺角新世紀廣場，警方在商場內發射胡椒球彈並拘捕9人，有9歲小朋友被制服。
  - 晚上，警方在旺角一帶使用胡椒噴霧進行驅散，大量記者多次被胡椒噴霧噴中，一度向一眾蹲在地上的記者噴射。民主黨立法會議員鄺俊宇被警員制服在地上被捕。警方最終在旺角拘捕230人，年齡介乎12歲至65歲。票控19人違限聚令。[187]一批被捕人士的家屬在黃色暴雨警告下，到紅磡警署外，等候親人獲釋。不過警方一度暫停辦理保釋手續。[188]
- 5月12日：網民發起於黃大仙慈雲山中心「和你唱」活動，防暴警三度入商場驅散。行動中沒有人被捕和票控。[189]

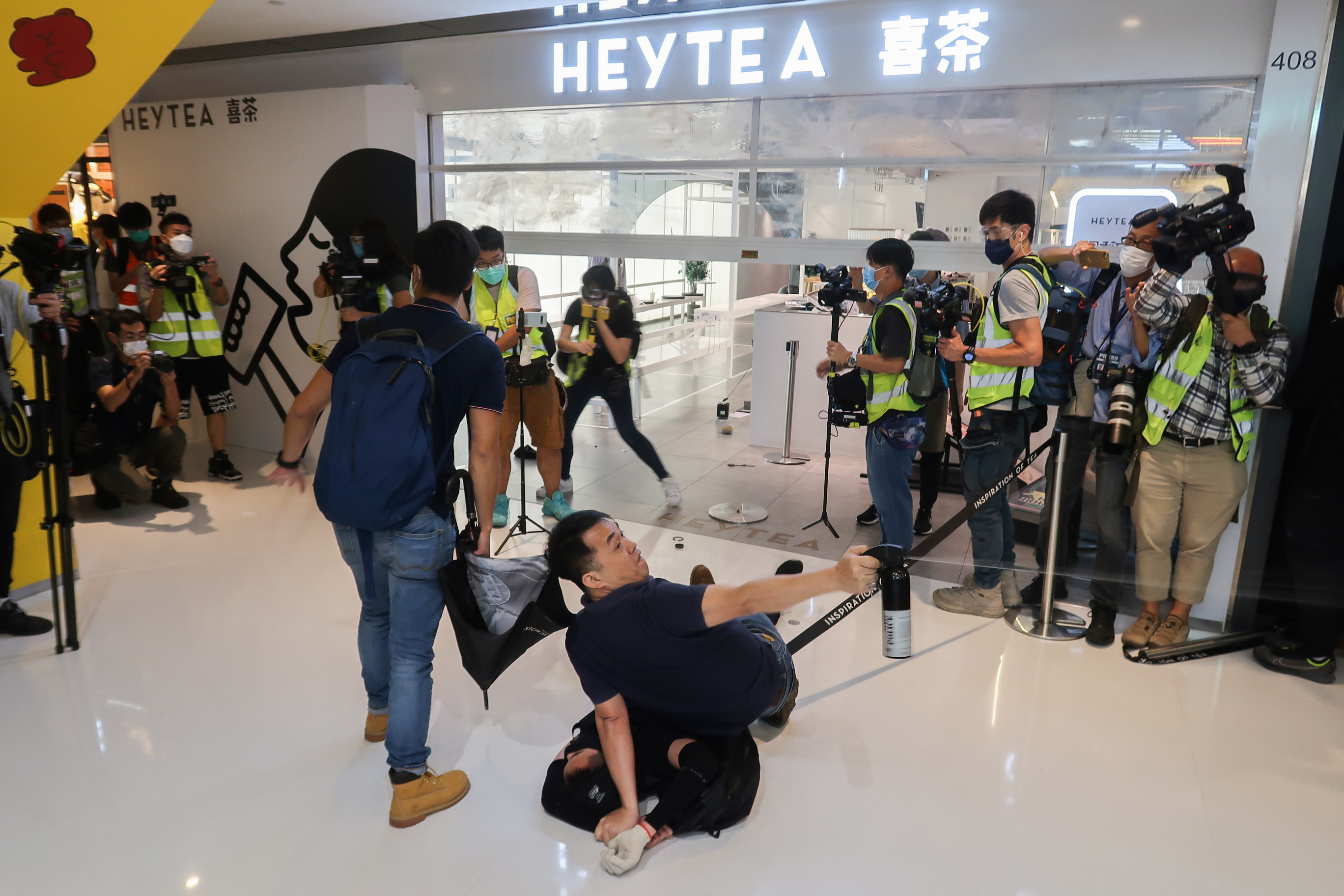
2020年5月13日，兩名便衣警員在新城市廣場4樓喜茶外製服一人，並向在場記者施放胡椒噴劑

- 5月13日：網民發起在各區商場舉行「賀林鄭生日，各區和你Sing」活動，「祝賀」特首林鄭月娥生日。在沙田新城市廣場，有近百人於中庭近圍欄位置聚集。至晚上近9時，有兩名便衣警員在商場4樓喜茶外制服一人，並向正在拍攝的記者施放胡椒噴劑。大批軍裝警員到場增援，警員其後將被制服的黑衣人帶走。其後在沙田大會堂，新城市廣場樓梯和沙田站巴士總站帶走3人。[190]

- 5月15日：

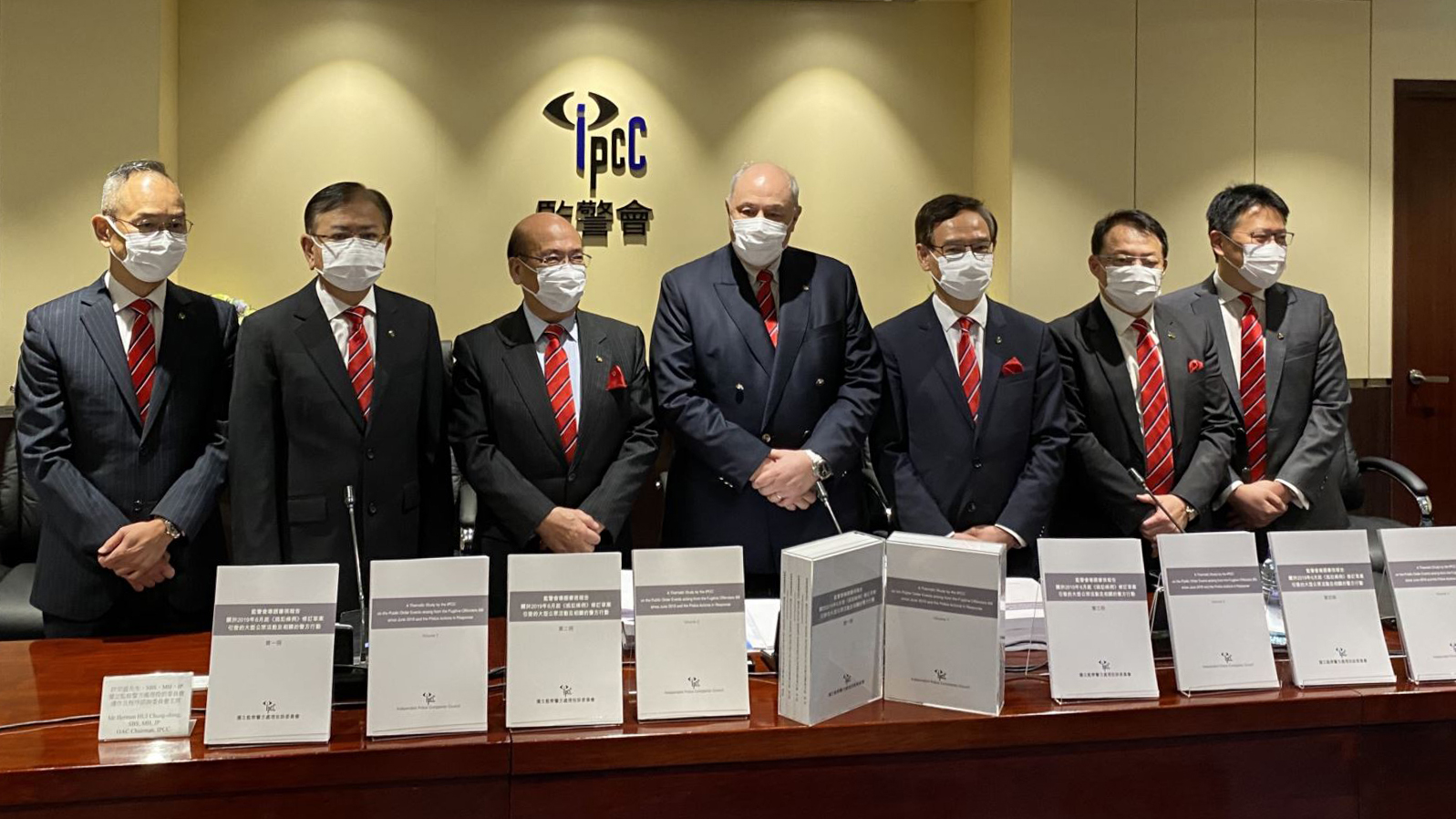
5月15日，监警会公布反修例运动专题审视报告

  - 反修例運動至今近一年，監警會公佈專題審視報告。
  - 612金鐘衝突中，首位承認暴動罪的21歲示威者判囚四年。[191]
  - 教育局長楊潤雄會要求考評局取消文憑試歷史科條引起爭議的試題。[192]
  - 立法會主席梁君彥表示，參考英國御用大律師法律意見後，決定引用《議事規則》92條，指定保險界立法會議員陳健波在5月18日主持內會選舉主席。民主派對決定表示非常憤怒。[193]

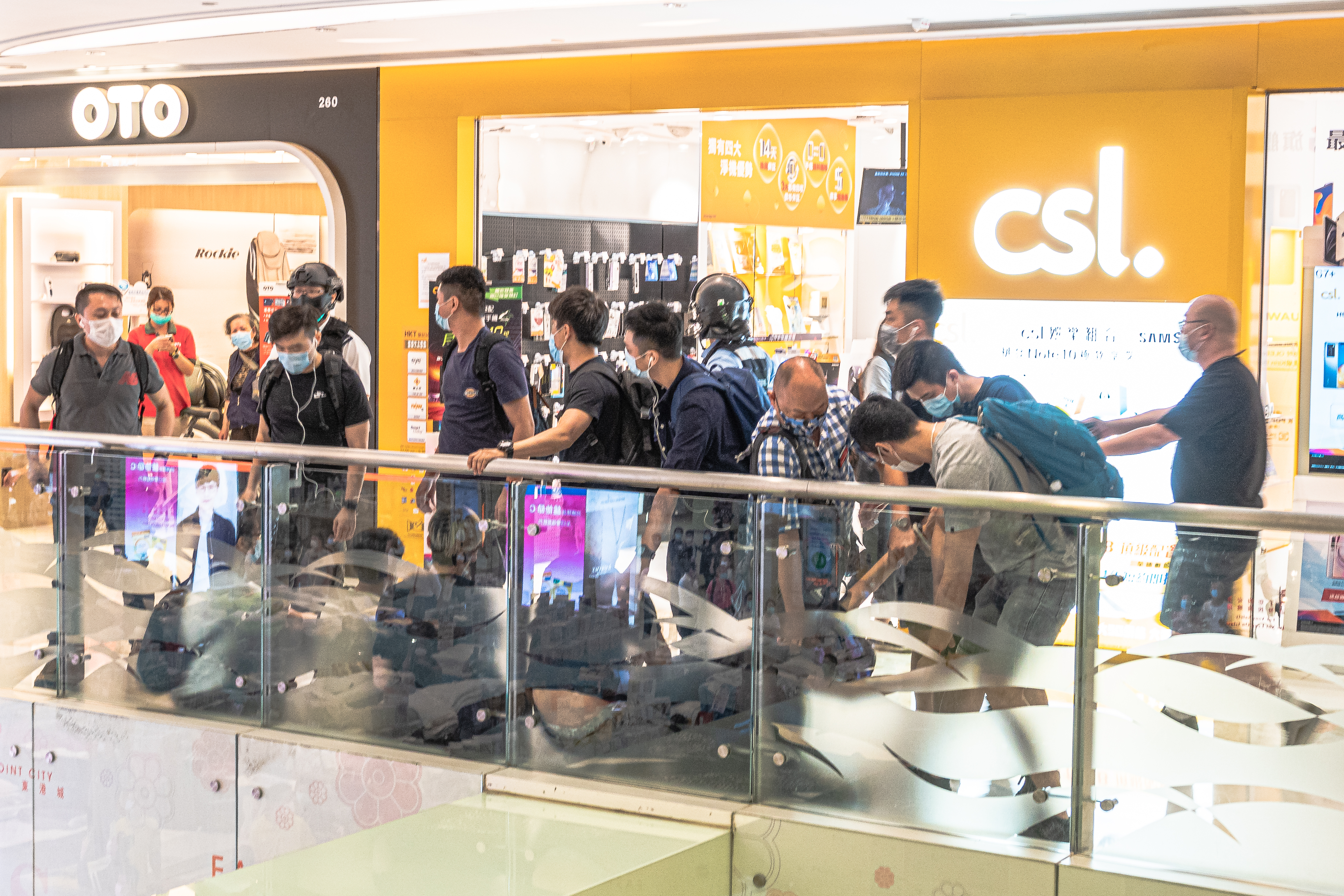
5月16日，將軍澳東港城2樓突然有多名喬裝警員制服8名在中庭逗留的市民，並以索帶反鎖雙手帶走

- 5月16日：下午，網民在4區發起「和你Shop」集會，包括大角咀奧海城、將軍澳東港城、沙田新城市廣場和元朗YOHO Mall。其中在東港城，2樓中庭位置突然有多名喬裝警員制服8名市民，並以索帶反鎖雙手帶走。軍裝警員也進入新城市廣場拉起封鎖線驅散市民，10分鐘後離開。[194]
- 5月18日：立法會主席梁君彥改由財委會主席陳健波主持選舉後，開會期間爆發混亂，民主派議員被逐後，民建聯主席李慧琼以40票當選。民主派會議召集人陳淑莊會後批評會議「名不正、言不順」，僭建權力。民主派也認為立法會保安武力升級制服議員。[195]
- 5月19日：
  - 行政長官林鄭月娥就DSE歷史科試題事件回應，認為是專業失誤，並非政治干預，並引用南非已故總統曼德拉的說話，「教育的崩潰足以摧毀一個國家」。不過網民發現，這句說話並非出自曼德拉口中，而是來自南非一名學者。[196]
  - 通訊事務管理局向香港電台發警告信，認定《頭條新聞》2月14日播出的一集污衊和侮辱警方，港台表示本季《頭條新聞》播出後暫停製作。[197]
- 5月21日
  - 晚，第十三屆全國人民代表大會第三次會議議程中，包括審議《全國人民代表大會關於建立健全香港特別行政區維護國家安全的法律制度和執行機制的決定》[198]。
  - 高等法院裁定劉小麗呈請勝訴，2018年立法會九龍西補選勝出的陳凱欣裁非妥為當選。陳凱欣表示裁決為「小小挫折、小小障礙」。[199]
  - 沙中線分判商中科興業不滿沙中線工程調查委員會報告，到高等法院入稟申請司法覆核。[200]
  - 警員佐級會就公眾查閱警員選民登記冊上訴部分得直，除選舉候選人、政黨及傳媒外，其餘人不能查閱。
  - 元朗襲擊事件十個月，元朗YOHO MALL商場中庭有約50-60人聚集，到晚上8時10分，近100名防暴警員進入YOHO MALL商場拉起封鎖線，並一度舉黃旗警告。消息指共有7人被票控。另外，銅鑼灣時代廣場和太古城中心都有少量市民參與「和你唱」。[201]
- 5月22日：
  - 全国人民代表大会常务委员会副委员长王晨在第十三屆全國人民代表大會第三次會議公佈草案文本及訂立背景，認為自2003年《香港特別行政區基本法第二十三條》立法受挫以來，已很難就第二十三條在香港立法[202]。恒指開市下挫，收市跌1,349 點或5.56%，是2015年7月8日以來最大單日百分比跌幅。而路透社引述多名財金界人士說，部分客戶已經著手安排大批資金撤走。[203]
  - 考評局決定取消文憑試歷史科引起爭議的試題，會用同一題目的其餘分題，或另外三條題目作估算考生分數，以較高者為準。[204]

- 5月24日：
  - 長沙灣發祥街扑頭劫殺案。

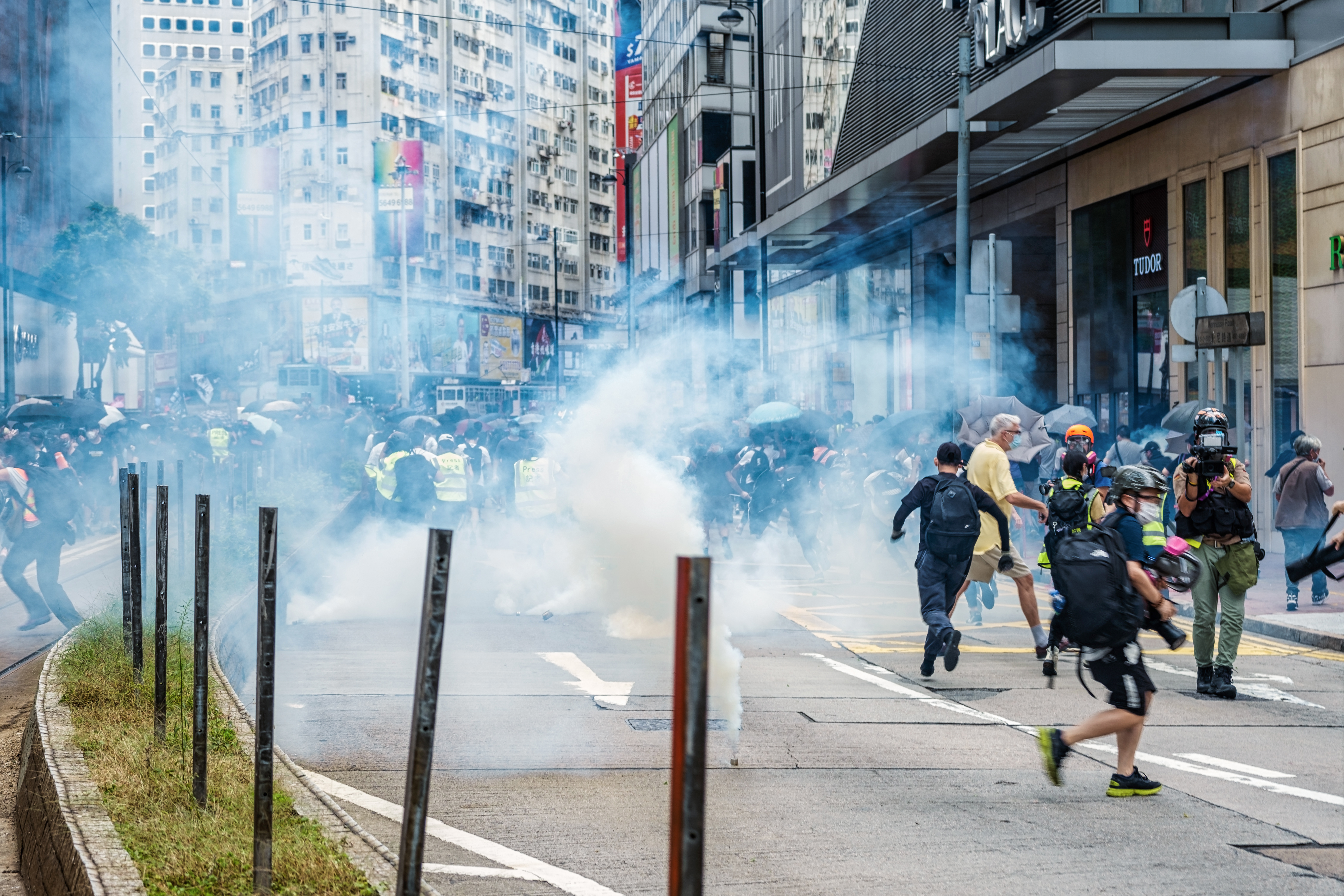
反惡法大遊行，防暴警察在銅鑼灣軒尼詩道施放多枚催淚彈

  - 網民發起在下午舉行「反惡法大遊行」，以「流水式遊行」的方式來往銅鑼灣崇光百貨和灣仔修頓球場。[205]遊行者最終未能抵達灣仔，而警方採用追捕方式進行搜捕，警方表示193人被捕，最年輕只有12歲。涉嫌參與暴動、非法集結，藏有攻擊武器、襲擊他人身體導致受傷等。[206]
  - 傍晚，有人號召尖沙嘴及旺角等商場進行「快閃」示威，其中海運大廈有數十名市民在商場內聚集及叫口號。到晚上6時許，大批防暴警進入商場，用揚聲器警告在場者違反限聚令。其後大批便衣警在來往海運大廈和誠品生活之間的通道追截多名示威者，猶如「人疊人」被壓在同一位置，警方帶走至少10名市民。在旺角晚上有大批防暴警戒備，在山東街一度包圍10多人截查，並向部分市民發出限聚令告票。[207]
- 5月25日：現代教育前中文科補習天王蕭源，串謀兩名文憑試主考員洩露試題，被裁定兩項串謀公職人員失當罪成，被判監禁14個月。同案另外兩名被告，一人被判監禁8個月，另一人判囚5個月緩刑2年。[208]
- 5月26日：賭王何鴻燊於養和醫院辭世，享年98歲。何超瓊與各房家人在醫院門外宣讀何鴻燊死訊。[209]

- 5月27日：

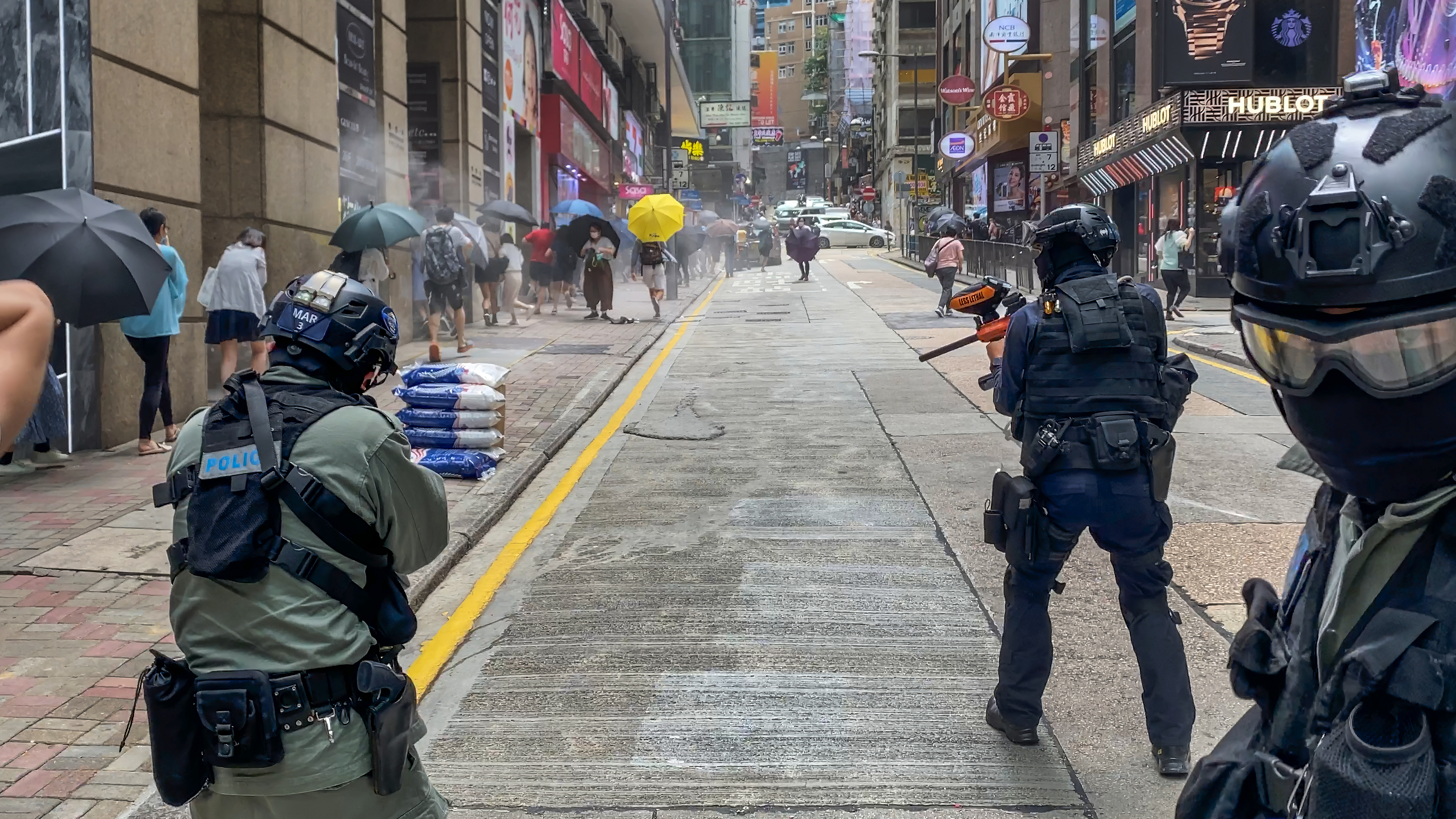
5月27日中午時分，警員在中環施放一輪胡椒球彈，人群向德己立街散去，現場煙霧瀰漫

  - 立法會二讀審議《國歌法》，有人在網上發動「三罷」並包圍立法會，警方清晨起在港九多區嚴密佈防，到中午，警員在中環鬧市發射多次胡椒球槍，並採用大包圍截查市民，中環、銅鑼灣、灣仔及旺角有逾393名市民被捕。警務處處長鄧炳強在警方的傳呼頻道，讚揚警隊周日至今的「及早介入、果斷執法」的策略非常有效。[210]
  - 居於已婚警員宿舍的22歲女銷售員，涉收取巿值200萬元，重3公斤氯胺酮（K仔），被控一項危險藥物販運罪。不過律政司堅持撤控下，最終法官批准撤控申請。據了解，被告的父親是一名警務人員。[211]
  - 美國國務卿蓬佩奧宣布已向國會提交認證報告，不再承認香港擁有高度自治，不能像1997年回歸前，獲得美國賦予特殊待遇。[212]
- 5月28日：
  - 全國人大表決通過制定「港區國安法」決定，獲2,878票贊成、1票反對、6票棄權[213]。
  - 立法會繼續審議《國歌法》二讀，民主黨許智峯走向主席台抗議時將手持的腐爛植物放在地上並踢向主席台，會議廳傳出濃烈異味，引致會議暫停。其後秘書處報警處理，消防員和警員到場。警方不排除有拘捕行動。到傍晚，國歌法通過二讀。[214]
  - 商務及經濟發展局宣布，成立專責小組檢討香港電台管治及管理。港台節目製作人員工會批評，局方等同高壓管治港台，試圖箝制編輯自主。民主派議員認為政府「陰乾」港台。[215]
- 5月29日：
  - 立法會財委會通過海洋公園54億元撥款申請，暫時逃離倒閉命運。海洋公園表示會謹慎運用撥款。[216]
  - 港鐵展開屯門南延綫規劃設計，料2023年動工[217]。
  - 時任美國總統唐納·川普認為中國推行《港區國家安全法》有損香港自治，一國兩制變成一國一制，違反《中英聯合聲明》，下令取消香港特別待遇程序並制裁中港官員[218]。
- 5月30日：
  - 美國總統特朗普於白宮玫瑰園舉行記者會，批評，全國人大會議通過「「港區國安法」決定草案，是違背1984年《中英聯合聲明》確保香港自治的承諾，將「一國兩制變成一國一制」，對港人、內地人、以及及全世界人民來說都是「悲劇」。他表明會啟動撤銷香港特殊待遇 將制裁損害香港自治的官員[219]。特區政府發新聞稿回應，表示特朗普的說法「完全錯誤，亦無視事實」，強調港區國安法不改變香港享有的高度自治和司法獨立，制定相關法律的原則亦包括堅持和完善一國兩制制度體系[220]。律政司司長鄭若驊反駁指，國家安全一直是中央事權，又認為對方有機會違反國際法[221]。

### 6月

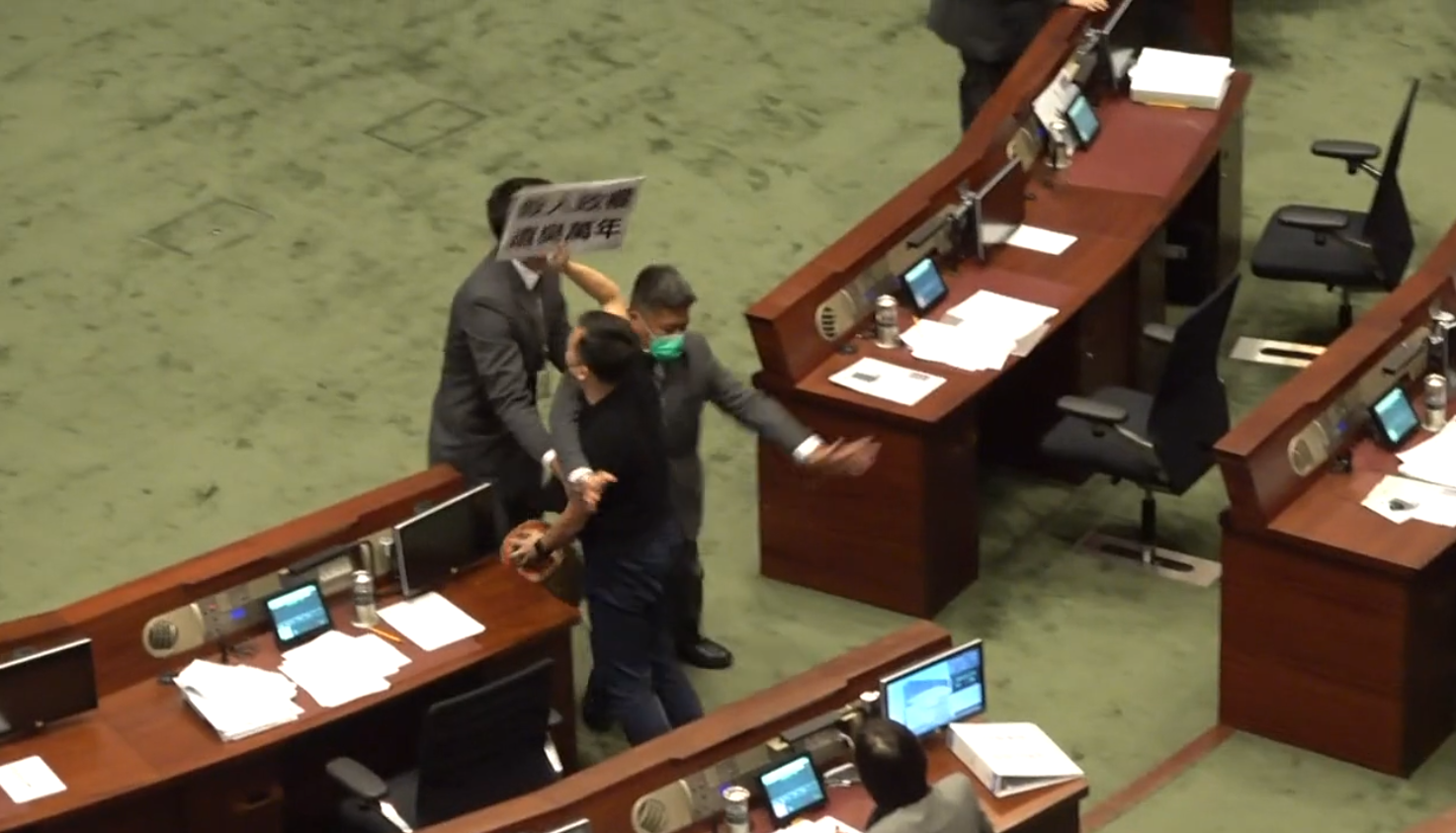
6月4日，立法會審議《國歌條例草案》人民力量陳志全手持一個膠樽衝向主席台，有液體潑灑在地上，隨即傳出臭味，被保安阻止並帶離會議廳

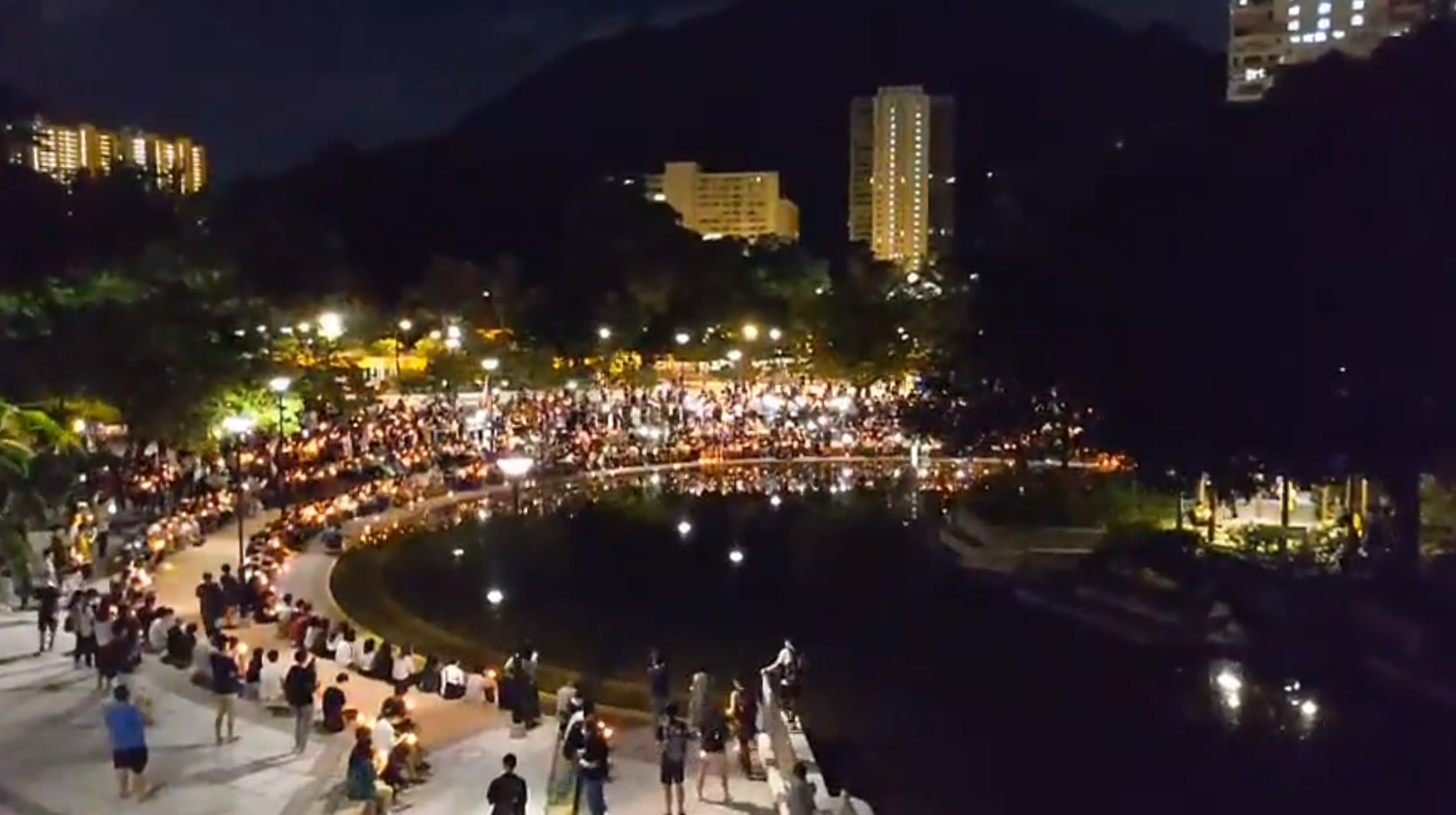
6月4日晚上在屯門公園舉行的六四燭光晚會，人群圍繞園內的水池聚集

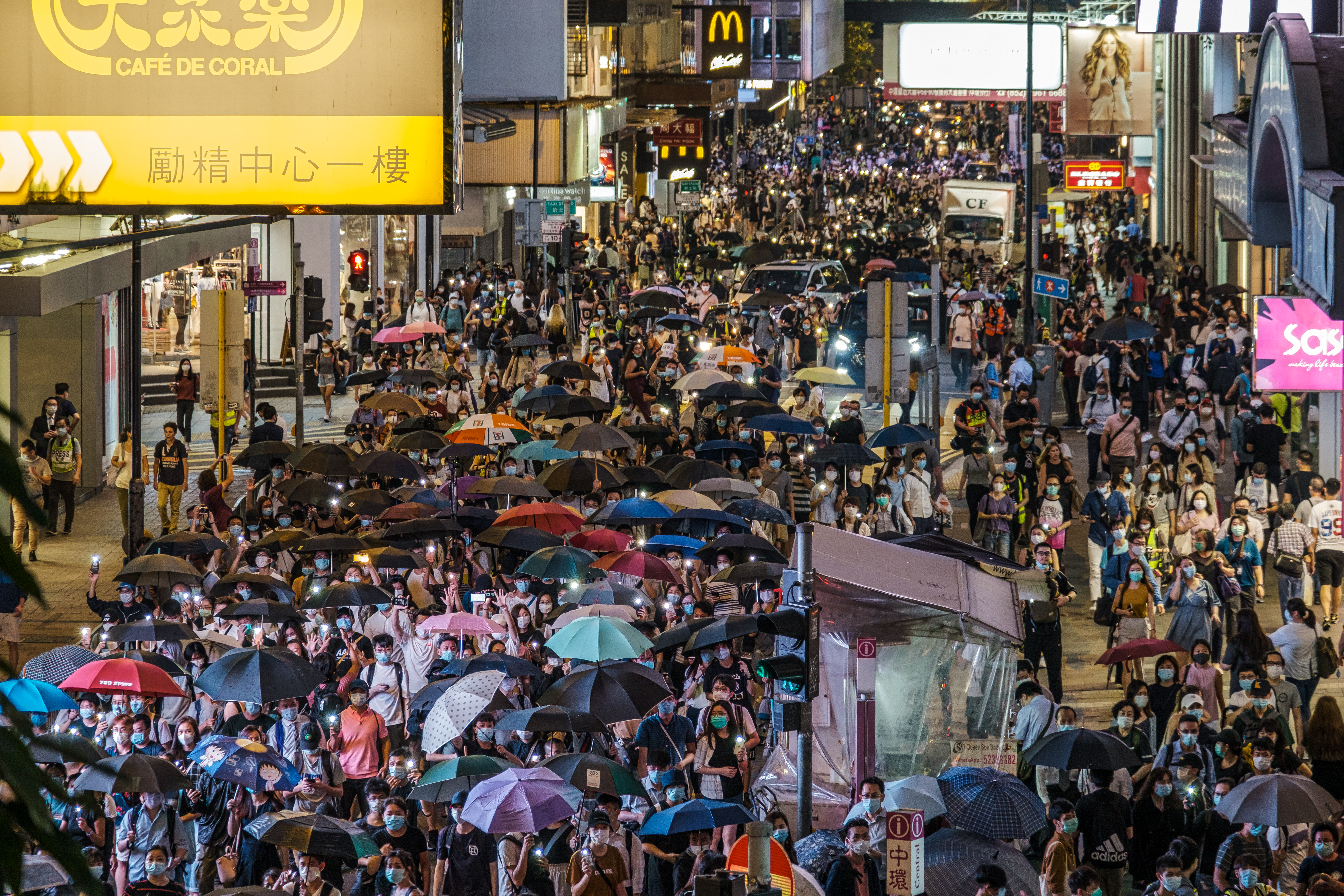
6月9日為香港反修例運動大規模爆發一周年，傍晚有市民在皇后大道中舉傘並亮起手機燈

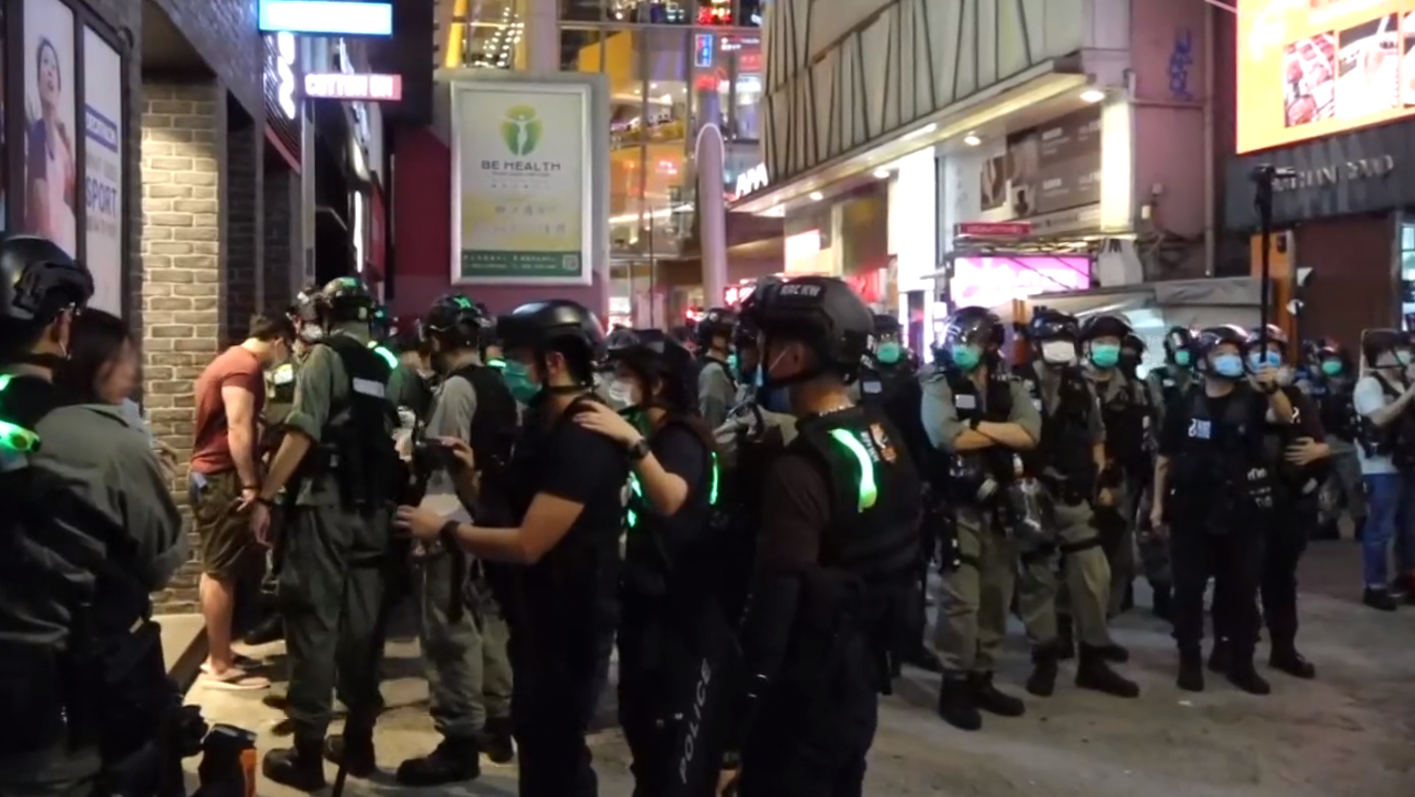
6月12日，有人在多區發起反對逃犯條例修訂草案佔領行動一週年紀念活動。在旺角雅蘭中心外大批防暴警察突然包圍聚集的市民

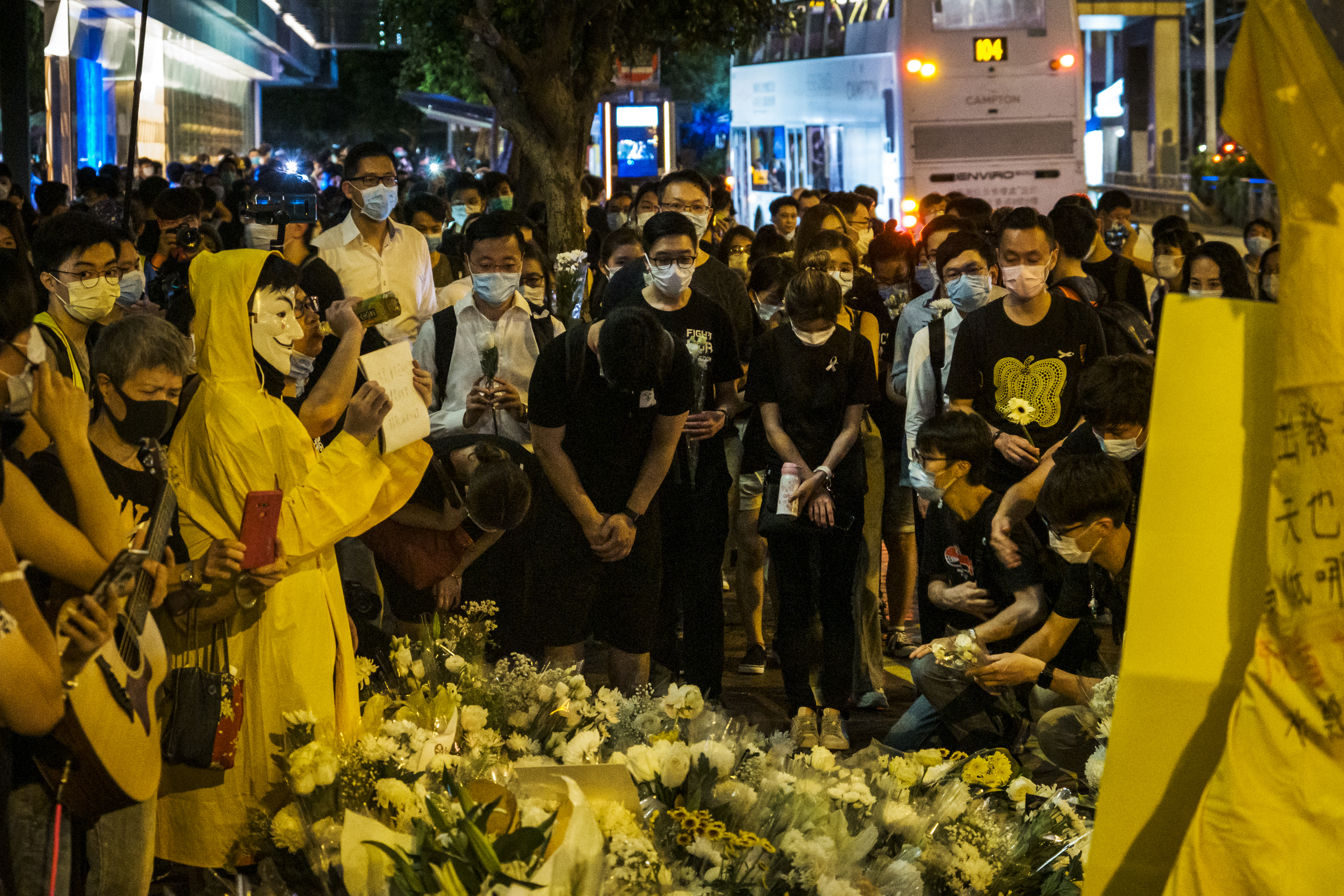
6月15日，梁凌傑先生逝世一週年，前來悼念的人龍排到中環纜車站附近

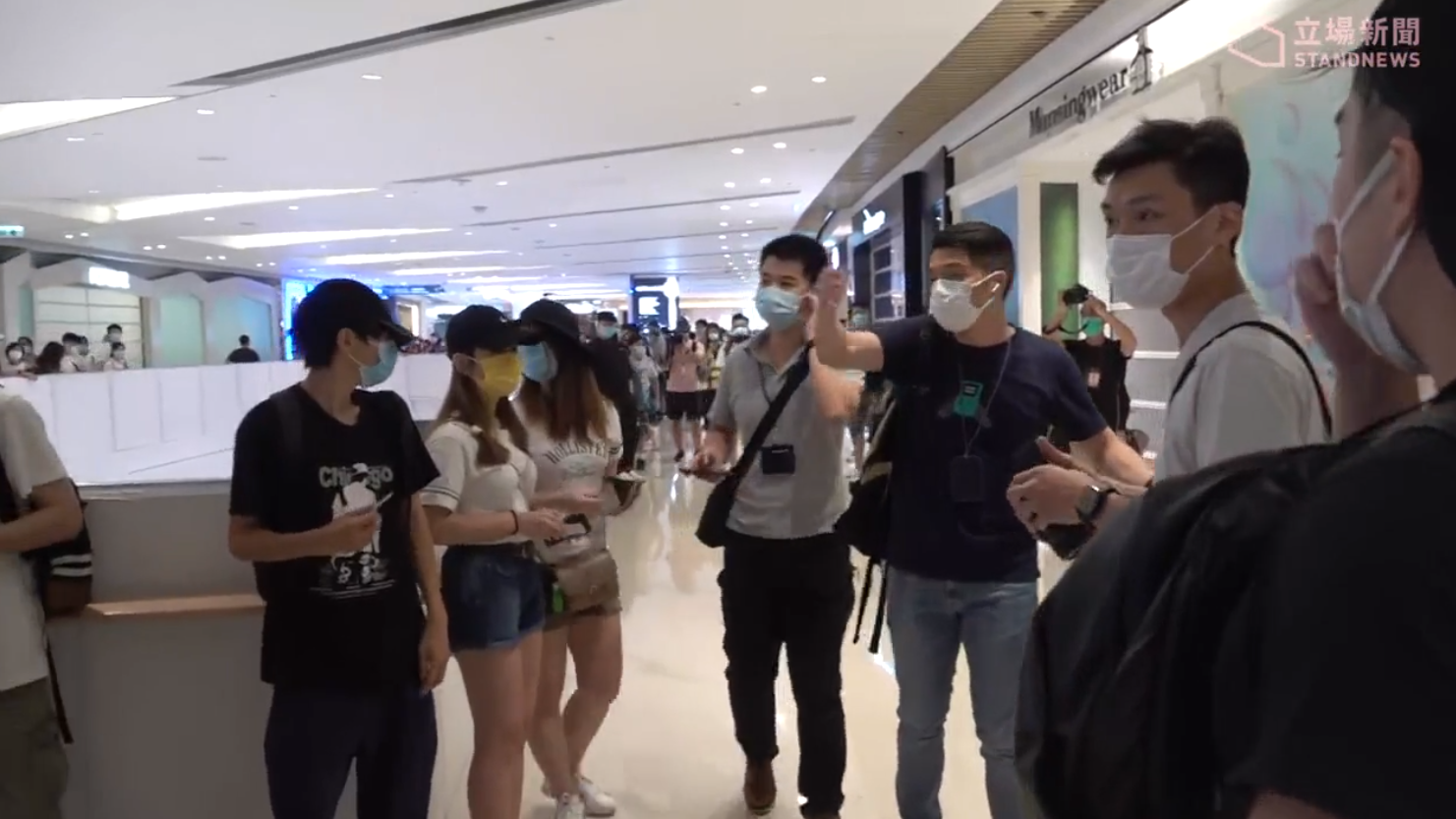
6月25日，網民發起在元朗YOHO MALL商場舉行「和你shop」，商場有便衣突然要求在場圍觀和路過遊人不可離開，之後才拿出委任證進行截查，之後截查人士全部被捕

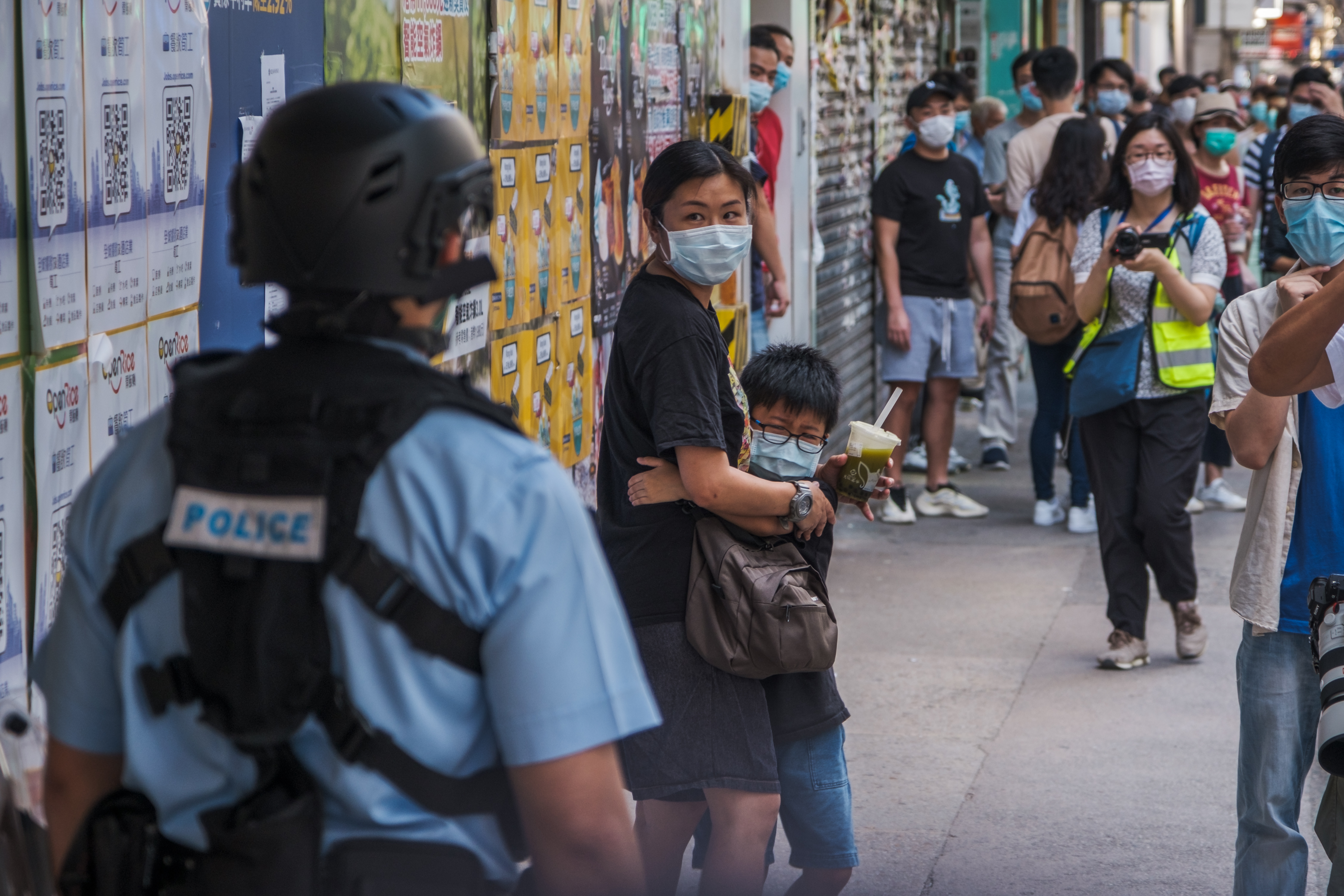
6月28日，SUCK CHANNEL在網絡發起「628靜默遊行」，一家三口在彌敦道逛街期間遇上防暴警察進行驅散及圍捕，其中父親被拉入封鎖線，目睹過程的兒子嚇至不斷哭泣，需要母親安慰

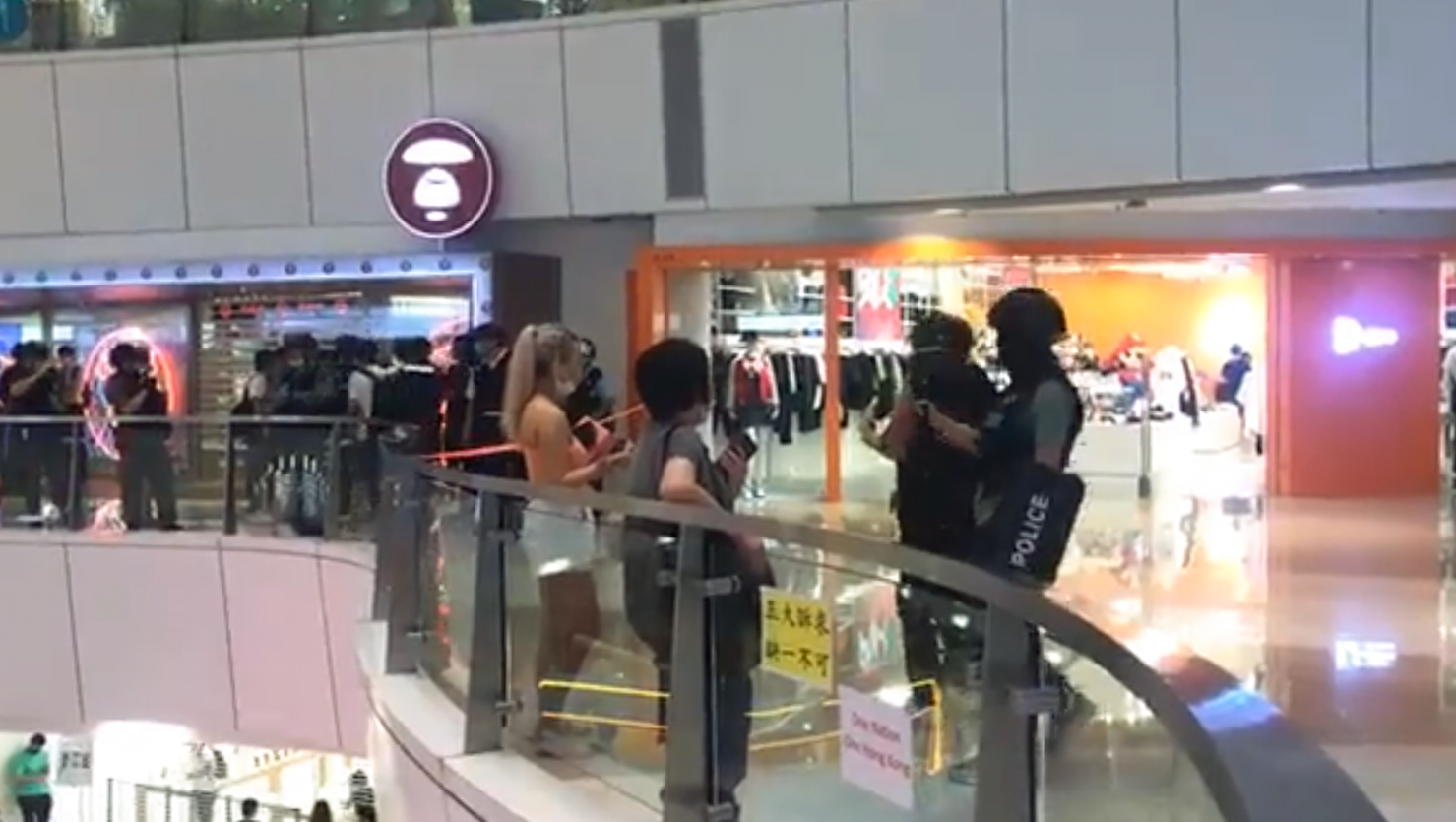
6月30日，人大通過國家安全法。觀塘apm商場有「和你SING」活動，大批防暴警察突然進入商場，至少3男1女被雙手反綁帶走

- 6月2日：20歲學生被控参与去年10月1日黄大仙示威，并向警员扔丢砖头，最终被防暴警察当场逮捕。案件早前已经审结，但有网民从高空拍到被告曾遭暴力对待，导致其头破血流。法官沈小民表示两名出庭作证的警员杨运球及时任署任督察林华平却未能说出真相，反而「添枝加叶」，法庭不能安心接纳他们的证供，加上单凭被告身穿衣物及装备，无法排除他只是路过，裁定被告暴动罪名不成立。[222]
- 6月3日：英國首相約翰遜在英國《泰晤士報》和香港《南華早報》撰文，指英國不會離棄港人，若中國堅持推行港版國安法，英國將給約290萬現持有或有資格申領英國國民（海外）護照（BNO）的港人延長免簽證留英期12個月，其間可工作和讀書，為取得公民資格鋪路。[223]而五眼聯盟研究一同接收港人。
- 6月4日：
  - 立法會在混亂中用了30秒時間三讀投票，以41票贊成、1票反對下，通過《國歌條例草案》，定於12日刊憲後生效。期間議員陳志全和議會陣線朱凱廸潑出惡臭物體，警方及消防人員需到場調查。[224]
  - 六四事件31周年，晚上6時仍然有市民不理會禁制，拆開用來圍封硬地足球場的鐵欄湧入維園場地。晚上8點09分，主辦方支聯會帶領在場民眾手持蠟燭默哀。同一時間，尖沙咀、屯門、大圍、沙田、馬鞍山、荃灣、大埔、觀塘海濱公園等多處亦有數百名市民聚集。而現場大多人叫反修例口號為主，包括「五大訴求、缺一不可」、「香港人建國」、「香港獨立、唯一出路」等，並高唱《願榮光歸香港》。到晚上9時，一批市民在旺角亞皆老街近砵蘭街朗豪坊一帶聚集後，有人以圍欄及雪糕筒等雜物堵路，多名便衣警員迅速制服4名年齡介乎21至70歲的男士，並使用施放胡椒噴劑。3分鐘後，超過70名防暴警到達現場，警員舉起藍旗，要求所有市民返回行人路，有警員更舉起胡椒球槍指向人群，到30分鐘後離開。
  - 沙田瀝源邨祿泉樓的2019冠狀病毒病群組擴至7人，政府於決定撤走全座10及12室單位，送往駿洋邨隔離。[225]
- 6月5日：民主派議員杯葛立法會內務委員會會議下，中文大學和香港大學校董會共8個校董席位全由建制派囊括。[226]
- 6月6日：
  - 天文台在凌晨2時55分，發出黑色暴雨警告，是近3年以來第一次。同時錄得14,072次雲對地閃電，是2005年有紀錄以來第二多。其中觀塘道和開源道交界的隧道水浸，而新界有居民受水浸圍困，需由消防到場。而寶琳路往馬游塘方向發生山泥傾瀉。[227]
  - 英國外相藍韜文公開表示有意放寬英國國民（海外）護照（BNO）持有人的居留期限後，石房有聯同公民力量發言人林宇星和曾唱撐警歌《警方努力地耕耘》的「高Sir」高松傑等人，到英國駐港總領事館前撕毁BNO及朗讀「我是中國人」聲明，批評英方干預中國內政。不過媒體拍攝到他們手持的BNO早已過期，並已被剪角。[228]
  - 由民主派主導的17個區議會，在同一地點召開特別會議，討論「港區國安法」，有329名民主派議員出席，17區均通過要求撤回「港區國安法」的議案。[229]
- 6月9日：
  - 黃大仙竹園南邨華園樓命案。
  - 香港反修例運動大規模爆發一周年，大批市民響應網上號召，傍晚走到中環遮打花園和街頭抗議，防暴警察數度向人群發射胡椒噴劑及胡椒球槍，53人涉非法集結被捕。
  - 政府破天荒宣布斥資292億，運用「土地基金」向國泰航空注資。[230]
- 6月10日：藝人王宗堯、港大學生會前會長孫曉嵐、民間團隊發言人劉頴匡、港大《學苑》前總編輯等12人，涉嫌去年7月1日闖入立法會大樓被加控暴動罪，當中包括城大編委記者和《熱血時報》記者。[231]被告下午在東區裁判法院再提堂，案件押後至8月3日再訊。其中一名被告被控「進入或逗留在會議廳範圍」罪，獲控方撤銷控罪。而一名21歲男學生沒出庭，遭法庭頒拘捕令通緝。[232]
- 6月11日：
  - 教育局長楊潤雄致函全港中小學校長，指學校應勸止學生進行罷課或在校內作政治表態，如屢勸不改應訓輔懲處。楊潤雄更指明，《願榮光歸香港》明顯為政治宣傳歌曲。[233]
  - 在美國坐監刑滿出獄的民政事務局前局長何志平在6月10日被遞解出境，早上飛抵香港，在亞洲國際博覽館完成病毒檢測後乘車離開回到寓所愛都大廈。[234]
- 6月11日：
  - 香港電台署理副廣播處長陳敏娟以個人健康為由遞信辭職，9月1日生效。[235]
  - 法庭獲批由民主黨立法會議員許智峯向法庭提出私人檢控，控告一名警員涉去年11月在西灣河近距離向示威者開槍。
- 6月12日：
  - 香港《國歌條例》正式生效。
  - 民間集會團隊在全港各區舉辦「全民抗爭周年展」和當晚8時和全港市民合唱《願榮光歸香港》，以紀念反修例運動發生一週年。晚上，警方在銅鑼灣和旺角等地多次驅散人群，拘捕43人，包括28男15女，涉嫌傷人、參與非法集結、參與未經批准集結、公眾地方行為不檢及藏有攻擊性武器等。其中警員在銅鑼灣暴力壓頭跪頸拘捕少女，立法會議員許智峯、區議員彭卓棋及李予信均在銅鑼灣被捕。[236]
  - 觀塘區議員在港鐵觀塘站附近空地設置街站期間，民建聯前社區幹事鄺星宇行過挑釁，高叫「曱甴」及「警察加油」，引起市民不滿，上前與鄺星宇理論，雙方發生爭執，鄺星宇突亮出生果刀指嚇，被在場市民阻止，過程中一名男子右手虎口遭割傷送院。警方其後趕至將他制服，同時在其身上檢獲兩粒半「偉哥」，他涉嫌傷人、襲擊致造成實際身體傷害及管有第一部毒藥被捕[237][238]。
  - 國務院港澳辦和香港中聯辦第五度聯手發聲，發稿針對本港教育，中聯辦明言支持特區政府「建立健全與一國兩制相適應的教育體系」。
- 6月13日：天文台發出今年首個三號強風信號，而一號戒備信號生效期間，在西貢有一艘康樂用雙體船翻沉，船上13人墮海，一人受輕傷。[239]
- 6月14日：環保署青衣化學廢物處理中心發生工業意外，由金屬支架搭建而成的工作台倒塌，釀成10人受傷，其中5人重創。[240]
- 6月15日：
  - 穿「岳」衣青年在2019年9月15日於炮台山持自拍鋁棒襲擊督察，早前承認各一項在公眾地方管有攻擊性武器及襲警罪，但否認拒捕罪受審。裁判官裁定被告拒捕罪成。
  - 梁凌杰先生逝世一週年，有巿民在太古廣場外舉辦悼念會，人龍排到中環纜車站附近。
- 6月16日：
  - 政府公布3至5月失業率進一步升至5.9%，為逾15年以來新高。就業不足率升至3.5%，接近17年來高位。[241]
  - 食物及衛生局公布6月19日起放寬防疫措施，食肆和婚宴等撤銷人數限制，不過「限聚令」繼續維持，由8人上限放寬到50人。民間批評批評政府藉此禁示威和打壓公民權利。[242]
  - 網民原計劃在下午發起在銅鑼灣維多利亞公園集合，進行「一周年遊行」。警方嚴陣以待，派出大批防暴警察，銳武裝甲車及水炮車在香港中央圖書館外戒備。而多名青年在維園及時代廣場一帶遭警察截查，其後有數十人於銅鑼灣希慎廣場內聚集叫口號。到傍晚，數十人到中環國際金融中心商場中庭舉行「和你唱」活動，及後有人稱附近有防暴警和便衣警員出沒，部分人散去。到晚上9時許，有市民發現有便衣警員後一度起哄，該名男子其後由多名保安護送下離開。而商場外面有大批防暴警員戒備，並一度衝入商場，截查數名拍攝警方的男子。[243]
- 6月17日：「社工復興運動」成員劉家棟被指在2019年7月27日光復元朗遊行期間撞向警員盾牌，涉嫌阻差辦公，被告最終被判即時監禁一年，申請保釋等候上訴亦遭拒。[244]是反送中運動以來第一名罪成入獄的社工。
- 6月18日：
  - 關閉近5個月的香港迪士尼樂園重開。
  - 教育局向全港中小學發出有關展示國旗和區旗及奏唱國歌的通告及相關指引，表明若發生嚴重並涉違法行為，「學校可考慮尋求警方協助」。指引亦提到中小學必須在舉辦慶祝元旦日、特區成立日（7月1日）及國慶日（10月1日）活動時，升掛國旗、區旗及奏唱國歌。[245]
  - 台灣陸委會表示《香港人道援助關懷行動專案》已獲行政院審核，將設立專門辦公室，於7月1日正式營運。
- 6月19日：
  - 公務員事務局長聶德權向公務員發信，稱以公務員工會名義參與行動，會讓外界「誤以為他們是代表大多數公務員，令人覺得公務員與政府對着幹」。
  - 香港電台播放31年的《頭條新聞》，來到今季最後一集，工作人員向3名主持獻花。節目邀請田北辰登場。主持曾志豪飾演的包大人問他：「下季頭條有無得返嚟？」田大人說：「無得返喇！」。[246]
- 6月20日：
  - 新華社傍晚發稿，公佈香港國家安全法內容，表示中央人民政府會在香港特別行政區設立「維護國家安全公署」。[247]
  - 「二百萬三罷工會聯合陣線」及「中學生行動籌備平台」舉行「罷工罷課公投」，有逾20個行業共30個工會參與，多區票站在傍晚起出現人龍。不過未滿足最低門檻10101票，最終未能啟動罷課和罷工。
- 6月21日：有網民發起父親節當日在銅鑼灣時代廣場、旺角新世紀廣場、沙田新城市廣場和元朗YOHO MALL 形點舉行「和你Shop」活動。其中，下午2時，開始有市民在新世紀廣場聚集，在商場中庭位置高叫口號，有近百名市民在各樓層響應。亦有父母帶同孩子在商場內揮動「香港獨立」和「光復香港」的旗幟。其後，巿民在商場內遊走，並高叫口號，防暴警員在商場外戒備，部分店舖一度關門及停止營業。
- 6月22日：未成年少女K控訴2019年9月25日於沙田站被捕後遭警方性暴力對待，事發後曾經三度自殺，嘗試跳軌自殺，之後被人救回。一度送往醫院精神科入住約1個月，其後確診患上創傷後壓力症候群。[248]
- 6月24日：美國國務院發表《2019年度反恐形勢特別報告》（页面存档备份，存于），在「中國（香港及澳門）」部分指出香港特區政府與北京當局將支持爭取民主的反修例抗爭人士錯誤定性為恐怖主義，中國政府甚至形容支持爭取民主的抗爭為出現「恐怖主義苗頭」[249]。
- 6月25日：下午1時許，網民發起在元朗YOHO MALL商場舉行「和你shop」，繼續爭取五大訴求。防暴警五度衝入商場，並對商場內的遊人和區議員噴射胡椒噴劑，有一家三口光顧玩具店玩具反斗城後被便衣和防暴警員以胡椒噴劑指嚇。而便衣警員在商場內突然截停市民，事後全部被帶走。警方於行動中拘捕15人，年齡介乎14至55歲，涉嫌非法集結和普通襲擊，並譴責有示威者滋擾商戶及顧客。其中一名《香城日報》的12歲記者被帶走截查[250]。
- 6月28日：
  - 《港區國安法》即將通過，有市民在網路發起「628靜默遊行」，由佐敦步行到旺角。在遊行開始前，近千名防暴警察分別在銅鑼灣、佐敦及彌敦道一帶及港鐵站內嚴密佈防。遊行在下午3時展開後便遭到警方要求解散，並多次包圍大批記者無法離開，傍晚警方更突擊在旺角和油麻地彌敦道一帶圍捕53人。不過有被捕人士家屬認為根本難以分辨街上的人正參與遊行還是行街，批評過分濫捕。[251]
  - 一批身穿白衣的人士在朗屏站外的行人天橋擺設街站，收集支持《港區國安法》市民的簽名。傍晚6時許，一名39歲女子帶同9歲的兒子經過街站時，懷疑因在簽名板上寫下「X」，而被白衣人包圍和毆打，男童被打傷眼角紅腫。同時有白衣人在場拍打《東方日報》的記者鏡頭，並稱「這個是不是黑記呀？」。同場擺設反對《港區國安法》街站的前學民思潮發言人黃子悅，其團隊的義工攝影師上前拍攝衝突期間也被遇襲。警方將白衣人帶回警署，但市民質疑警方會將白衣人放行[252]。
- 6月30日：
  - 全國人大常委會早上表決通過《港版國安法》[253]，行政長官林鄭月娥指會盡快刊憲，並於當日下午十一時生效[254]。
  - 《港區國安法》稍後正式實施，多個政治組織相繼宣布解散，停止本地活動。香港眾志、香港獨立聯盟和香港民族陣綫和維多利亞社區協會於facebook宣布，即時解散。民間外交網絡發言人張崑陽在facebook宣布為了「不希望拖累任何人」，由即日起辭任民間外交網絡發言人，並解散組織[255]。

### 7月
- 7月1日：

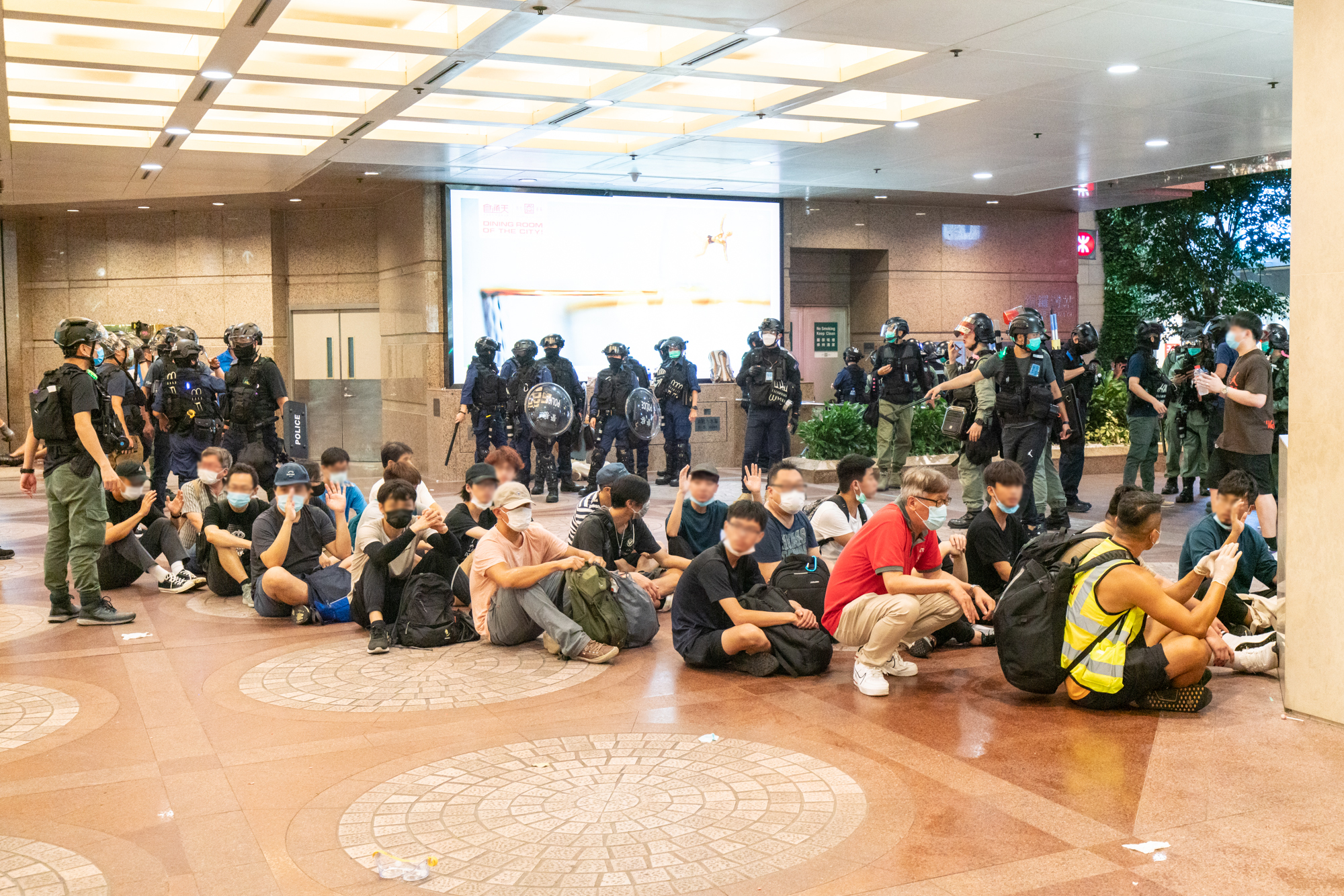
7月1日傍晚，時代廣場地下有蓋廣場多人被捕

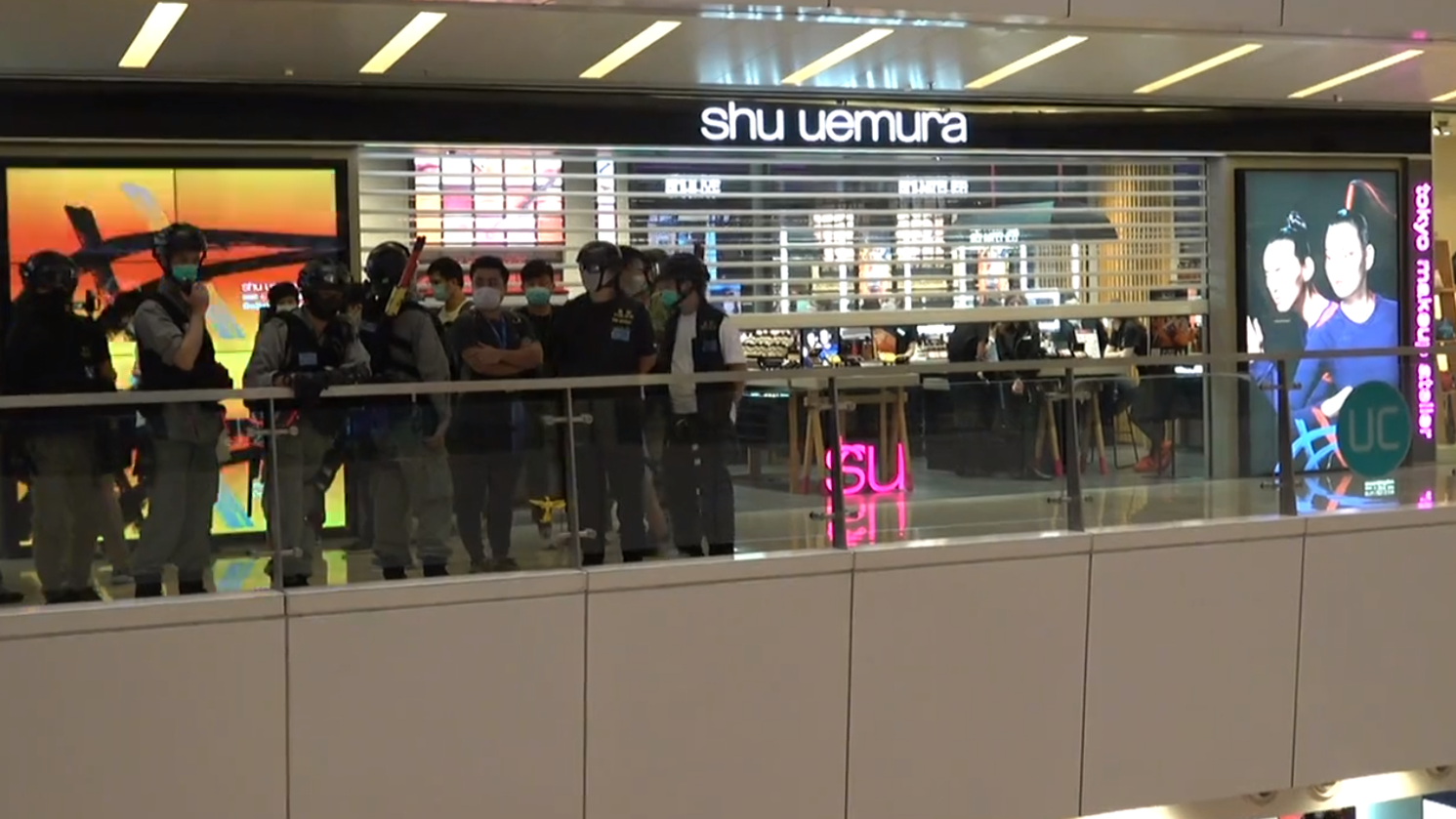
7月6日傍晚，有網民發起到觀塘apm商場發起「靜默行動」，多名便衣警員包圍年青人進行截查，其後被帶走

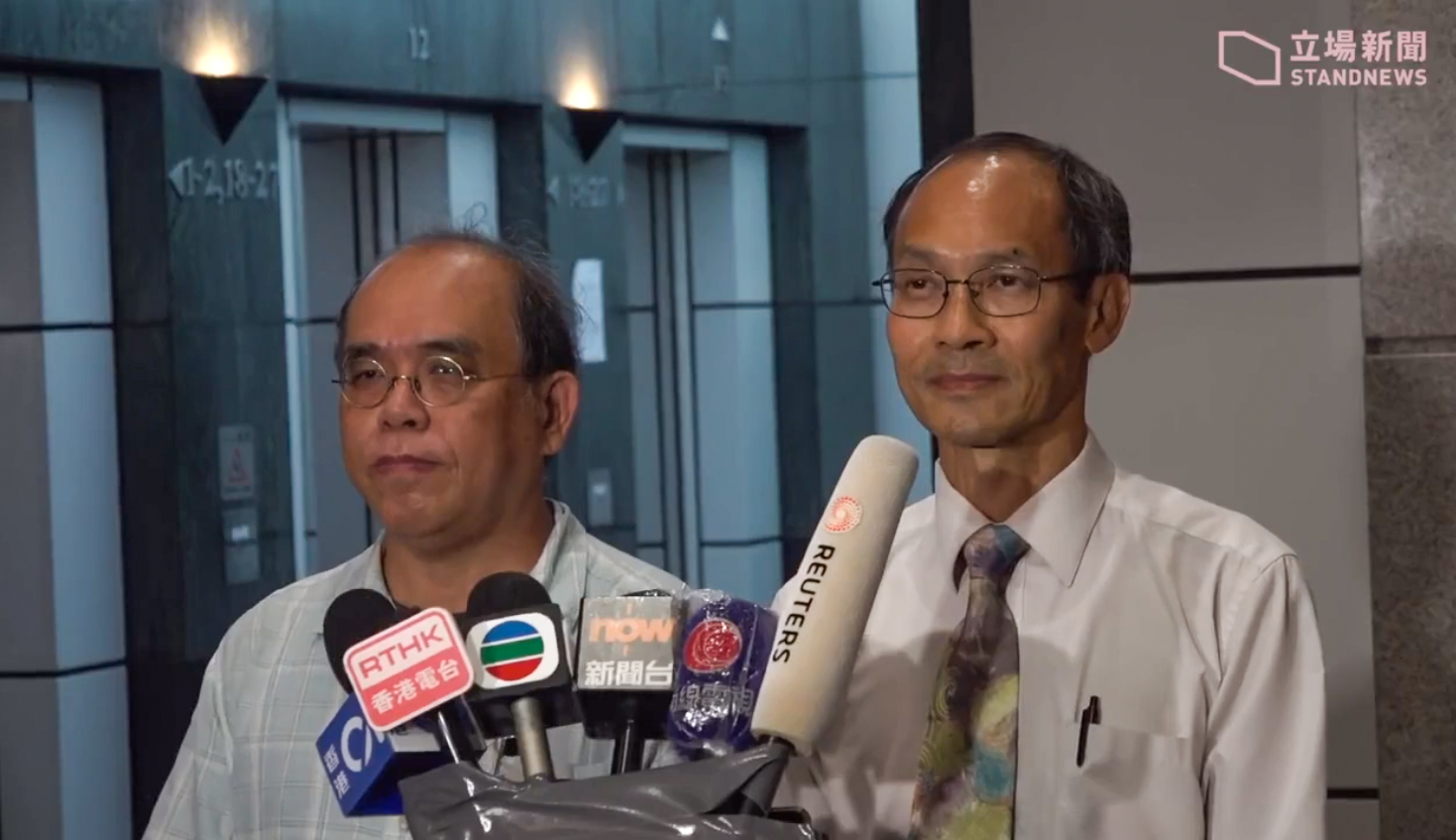
7月10日，警方網絡安全及科技罪案調查科人員持搜查令，到受委託設計初選投票系統的香港民意研究所位於黃竹坑總部進行搜查，凌晨近1時，香港民意研究所主席鍾庭耀（右）和副行政總裁鍾劍華（左）見記者

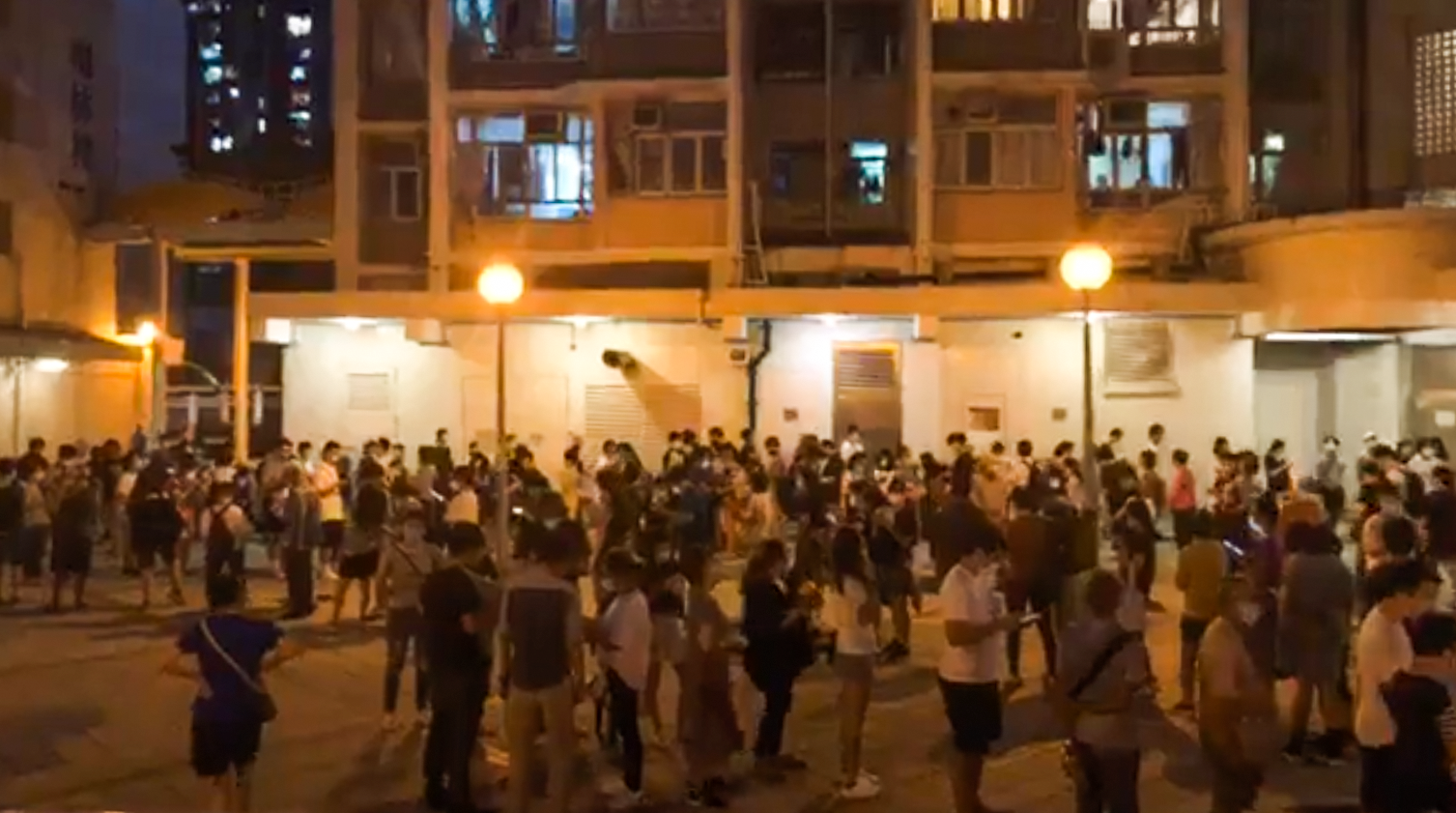
7月11日，連續兩日舉辦首次全港大型的民主派初選，天水圍天瑞邨在下午高峰時有逾400人等候投票

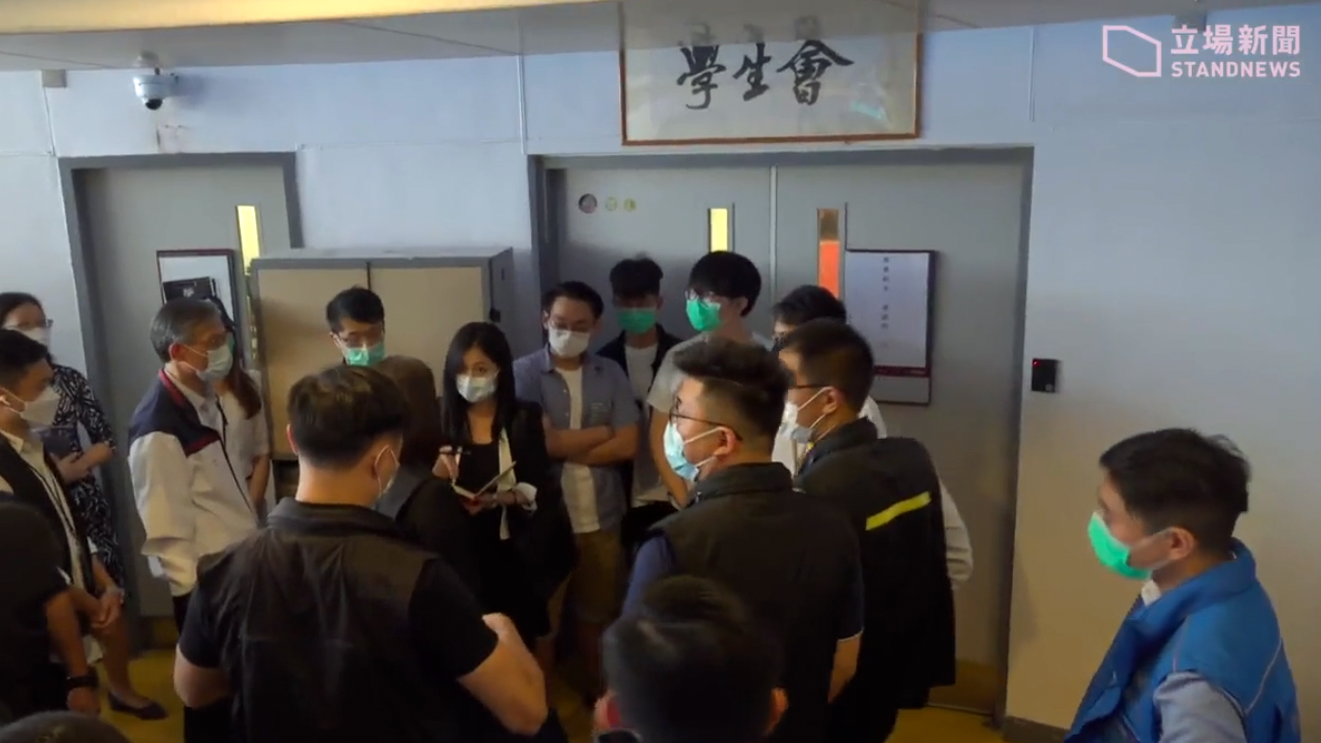
7月17日，O記探員搜查理工大學學生會，成員最初拒絕打開會室大門

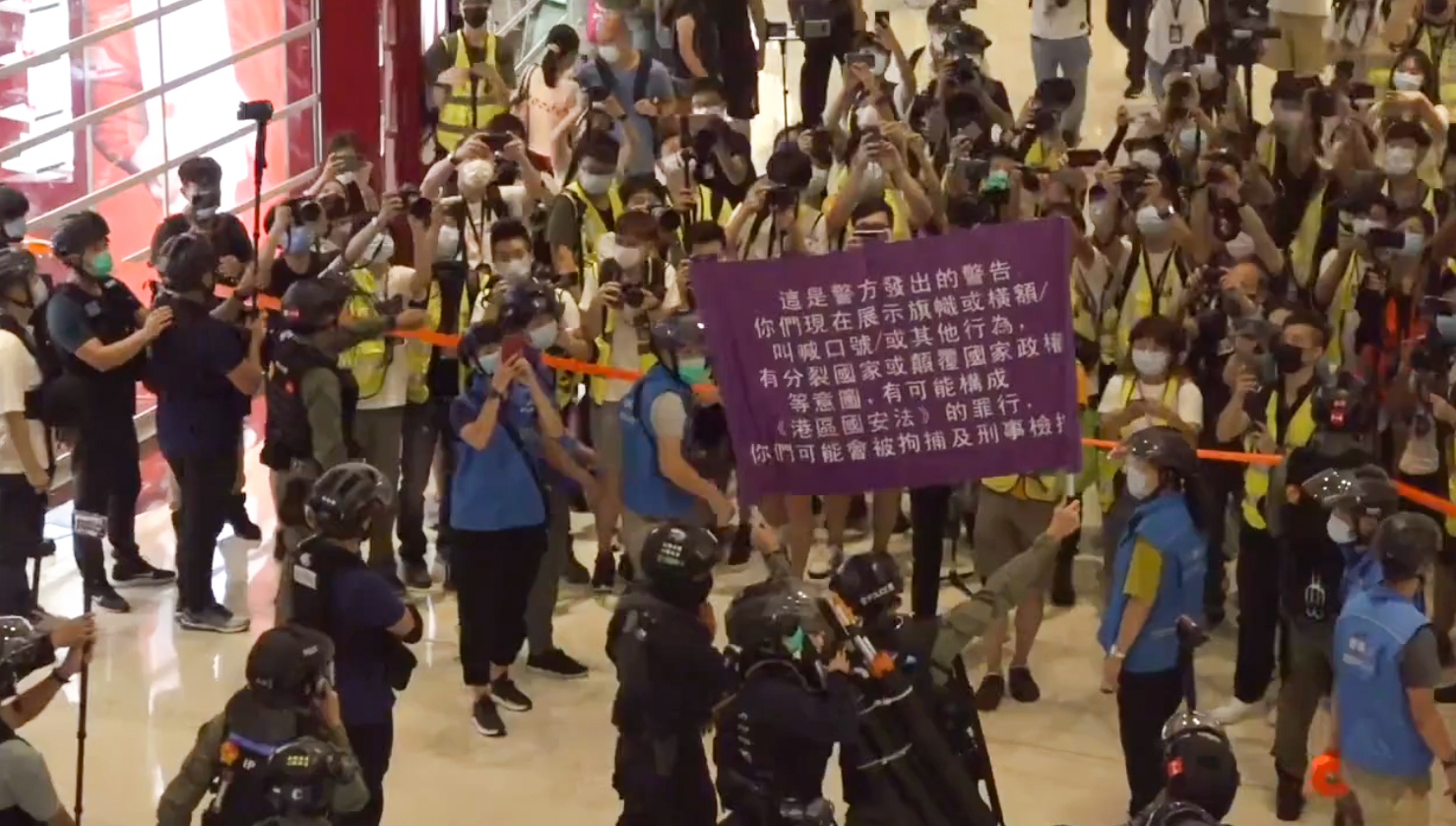
7月19日，臨近7.21元朗恐襲一周年，多名區議員在元朗發起分組遊行，追究7.21真相。下午5時許，防暴警察在YOHO MALL商場舉起紫旗，警告在場人士有「分裂國家」

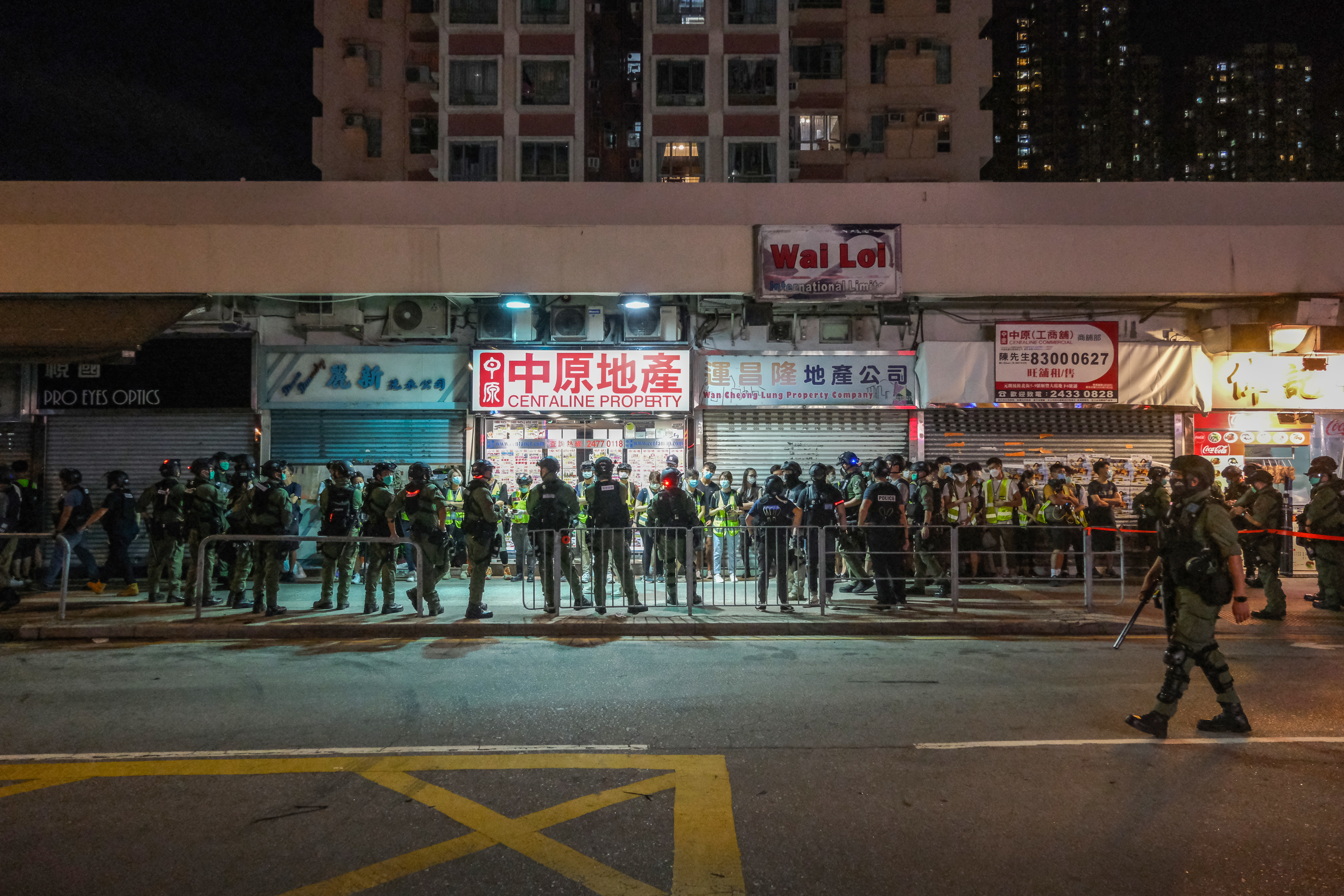
7月21日，元朗襲擊事件一週年，30多名記者在鳳攸北街一帶被警員截查

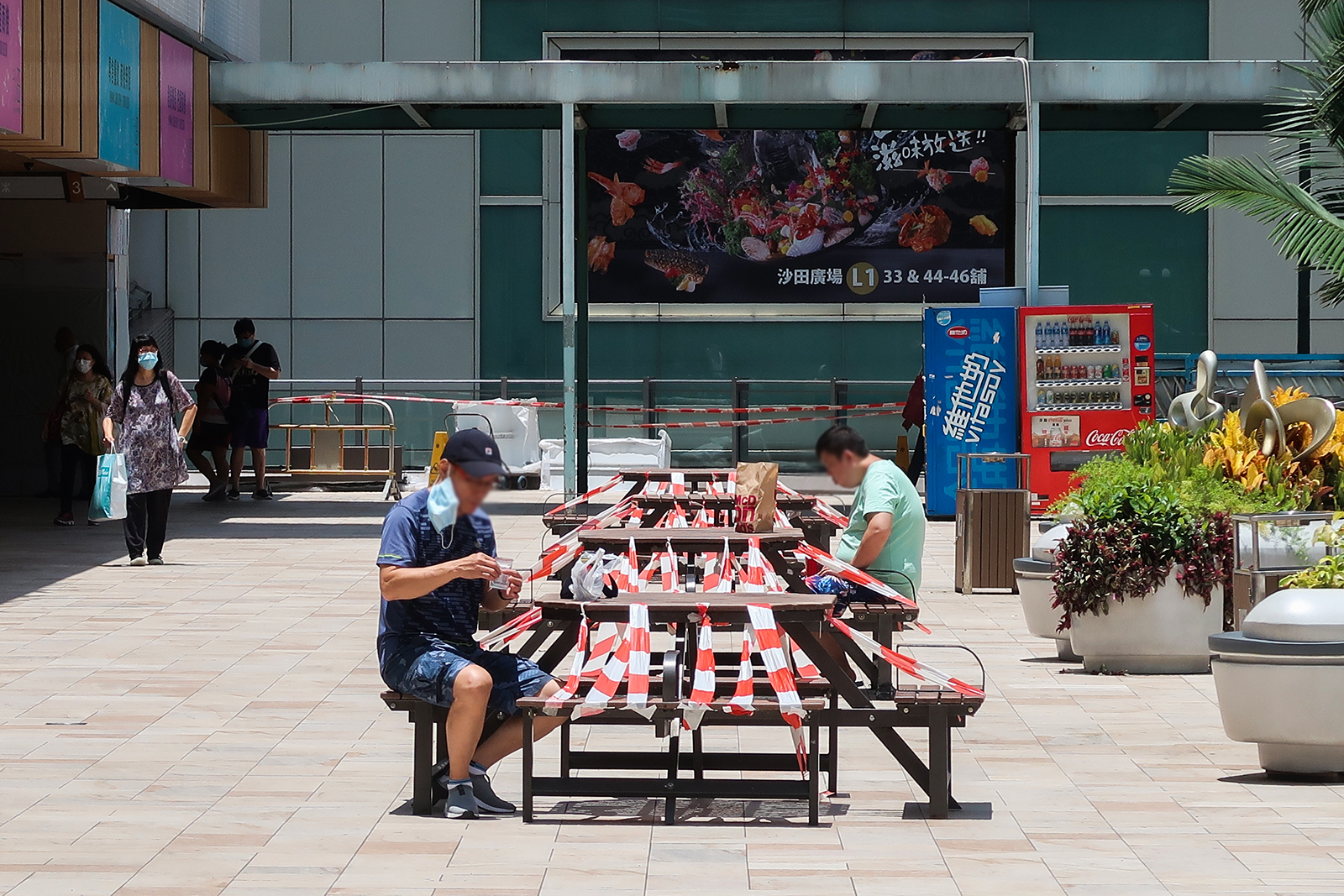
2020年7月29日，政府勒令全港食肆全日禁止堂食首天，市民只能抵受炎熱天氣，在戶外被圍封的範圍進食

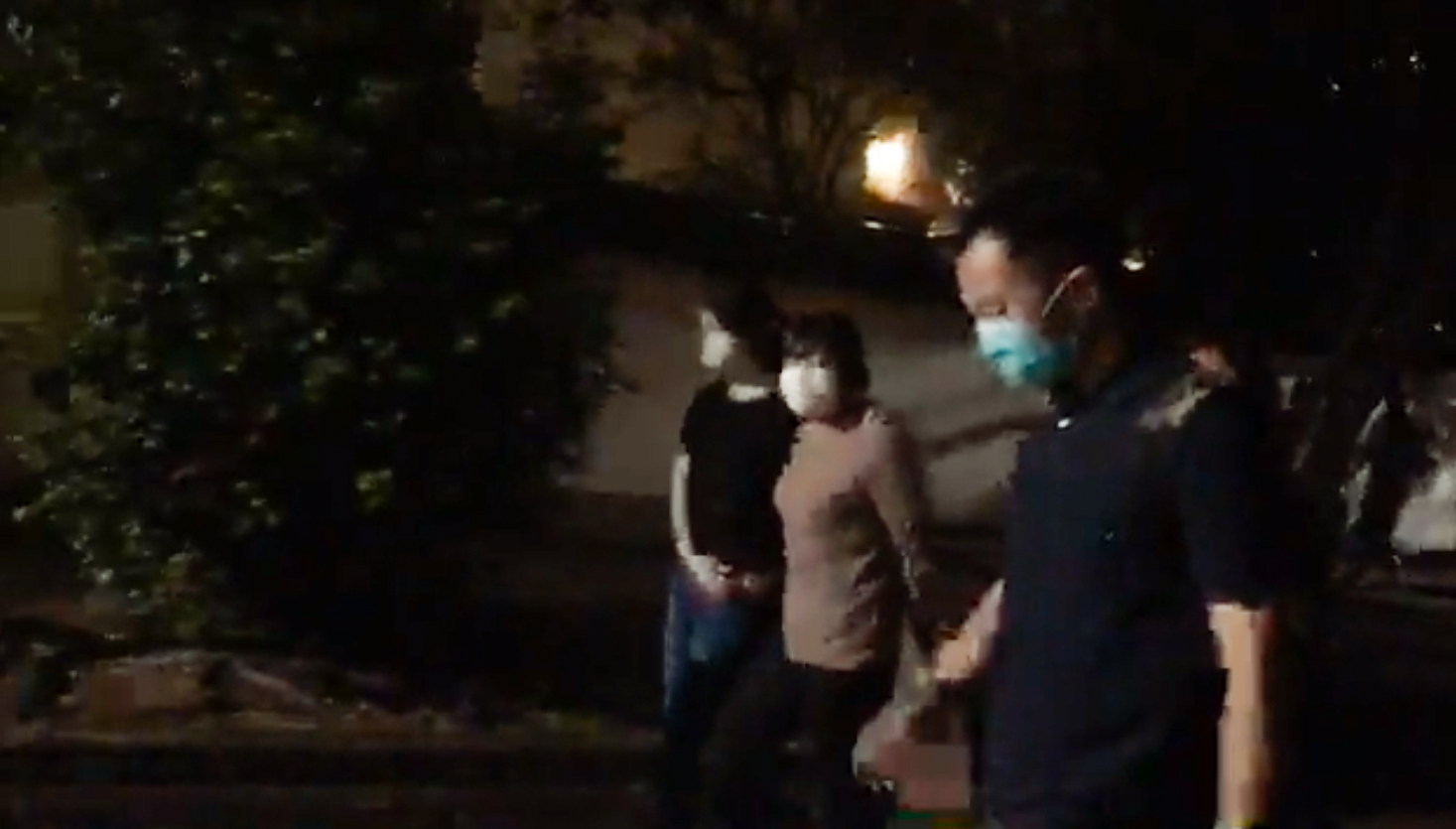
7月29日，學生動源前成員何忻諾在大圍新村被捕

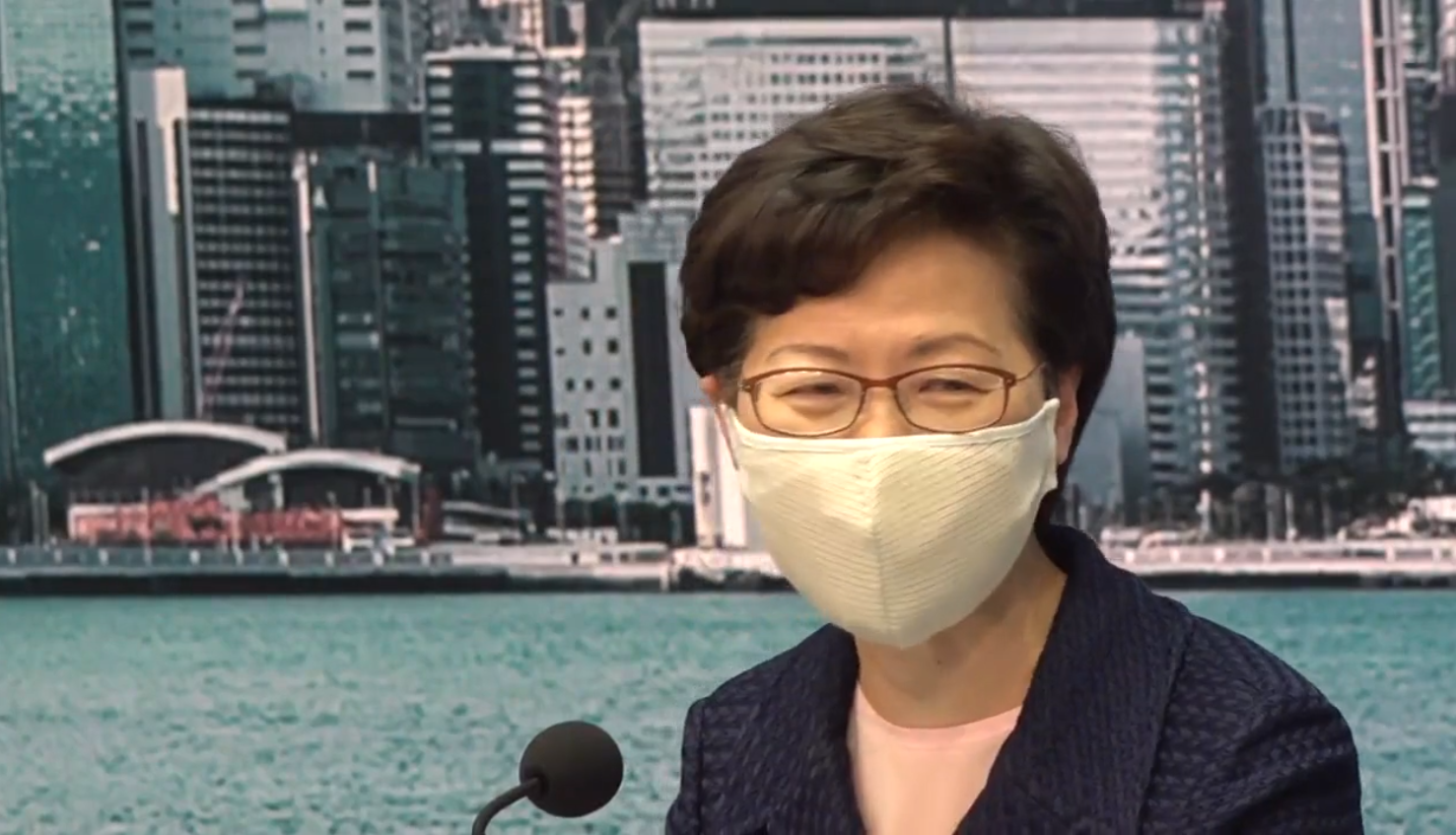
7月31日，特首林鄭月娥藉疫情變得嚴峻為由，宣佈引用《緊急法》將9月6日舉行的立法會選舉押後一年至明年9月5日

  - 香港特別行政區成立二十三周年紀念、同日下午香港島有七一遊行，反對《港區國安法》通過。不過警方史上首次禁止當日遊行，到晚上，多名防暴和速龍小隊成員衝入時代廣場，在商場的中庭發射胡椒球彈，並封閉主要的出入口。最後全日共拘捕約370人，當中10人因為涉嫌違反《港區國安法》被捕，包括搜出「香港獨立」旗而被警方拘捕，據悉年紀最小只有15歲。
  - 英國正式宣布准許英國國民（海外）護照持有人及其家屬，可在英國工作和居留，住滿五年後可申請「定居身份」，再居留多1年後，可正式申請成為公民。[256]
  - 台港服務交流辦公室正式運作[257]。
- 7月2日：
  - 一名男子涉嫌在7月1日的遊行期間，懷疑用短刀刺傷一名警員，其後建制派人士在Facebook貼出該男子的照片。懷疑涉案男子在香港國際機場打算搭乘國泰航空7月1日晚上的CX251航班前往倫敦希斯路機場，但客機在已離開客運大樓，輪候升空期間，被民航處控制塔召回，機場特警隊上機拘捕該名懷疑涉案男子。[258]
  - 警員要求黃店拆文宣連儂牆，警告店員一旦營業或違反《港區國安法》。店方只能休業清理連儂牆的貼紙留言。而銅鑼灣也有餐廳撕去相關文宣。商店負責人認為是受白色恐怖威嚇，令人最基本的發聲方式的權利也沒有[259]。但亦有黃店改為「無字連儂牆」。[260]
  - 晚上，特區政府發表聲明，表示「光復香港、時代革命」口號在今時今日，是有港獨、或將香港特區從中華人民共和國分離出去、改變特區的法律地位、或顛覆國家政權的含意[261]。
- 7月3日：
  - 首宗國安案提堂，一名23歲電單車司機因插著光時旗而突然被警務人員截停，被控煽動他人分裂國家及恐怖活動罪，被告多處骨折而缺席聆訊。
  - 有協助被捕者的義務律師表示，6名涉違反《港區國安法》在扣留期間，被警方要求取DNA樣本，質疑無故檢取被告 DNA 可能違反《個人資料（私隱）條例》[262]。
  - 加拿大宣布暫停與香港之間的引渡協議，禁止向香港出口敏感軍事物品[263]。
- 7月4日：
  - 香港公共圖書館覆檢部分政治人物的書籍，並將部分書籍下架。當中包括前香港眾志秘書長黃之鋒和立法會議員陳淑莊的書籍，亦包括《香港城邦論》等陳雲的著作。黃之鋒在社交平台批評《港區國安法》實施白色恐怖，是以言入罪的工具[264]。
  - 7月4日為美國獨立紀念日，市民響應網上號召，遊行「途經」美國領事館。一名手持美國國旗的女士，獨自前往聖約翰大廈和美國領事館途中被警方截查和驅趕。警員更表示「你可以行，但唔准拎呢支旗」[265]。
  - 日本共同社引述中國消息人士指，北京計劃派遣200至300名武警以「觀察員」身份長駐香港，有關安排等同將《基本法》重要內容移除，對香港市民的心理壓力更大[266]。
- 7月6日：
  - 2019年6月21日包圍警總案，周庭認煽惑及參與集結共兩罪，黃之鋒和林朗彥不認罪。
  - 《港區國安法》通過後，首次有網民在中環國際金融中心商場發起「和你Lunch」，其後一批軍裝和防暴警進入商場驅散和截查市民。
  - 傍晚，網民發起到觀塘apm商場發起「靜默行動」，過百名市民在中庭各樓層聚集，部分人高舉白紙以靜默抗議白色恐怖。大批防暴警察進入商場驅散，並舉起紫旗。事件最後有8人被捕，涉嫌參與未經批准集結及阻礙警務人員執行職務[267]。
  - 晚上，政府刊憲公布116頁的《港區國安法第43條實施細則》，並在翌日零時生效。警務人員毋須手令便可進入有關地方搜證，以及限制懷疑觸犯國安罪而受調查的人士離港，並有權可要求有關發布人士或網絡服務商等移除可能危害國家安全的訊息。大律師黃宇逸認為，執法機關有非常大的權力作侵害人權的執法行動。[268]
  - 前香港眾志常委羅冠聰在英國《每日郵報》撰文，指《港區國安法》生效後，香港正處於一個黑暗時期，知道自己會成為目標，不得不離港[269]。
- 7月7日：
  - 中華人民共和國香港特別行政區維護國家安全法第四十三條實施細則正式生效。
  - 行政長官林鄭月娥在出席行政會議前見記者時稱，《港區國安法》對香港的繁榮穩定有積極和正面作用，稱條文不嚴苛相當溫和，可保障絕大多數香港市民合法享有的自由及權益，也看不到有大量恐懼。認為海外傳媒形容「香港末日」說法難立足 [270]。
  - 香港爆發第三波新冠肺炎疫情，錄得14宗本地確診個案，涉及多達11間中、小學及大專院校，其中以沙田區最多，禾輋邨有2人確診。而5宗無源頭的個案，曾到過香港迪士尼樂園及迪士尼酒店吃自助餐、長洲和新城市廣場等地。
- 7月8日：
  - 國安公署徵用銅鑼灣維景酒店作臨時辦公地點，同日舉行公署開幕禮。中華人民共和國中央人民政府駐香港特別行政區維護國家安全公署正式成立。
  - 公務員事務局提出，由2020年7月1日起，所有新入職公務員（獲升職或轉職的公務員，以及首長級職系、紀律部隊、政務主任、新聞主任及律政人員等）須簽署文件確認擁護基本法及效忠香港特區。公務員工會憂慮新要求會限制公務員的言論及集會自由[271]。
  - 第三波疫情在社區持續擴散，本地增19宗本地確診，近半與黃大仙有關，其中慈雲山安老院「港泰護老中心」再多8人感染。
  - 立法會不譴責周浩鼎查UGL被揭與梁振英「打龍通」，裁定許智峯搶去行政主任手機行為不檢。
- 7月9日：
  - 第三波疫情在社區再擴大，新增34宗本地及8宗輸入個案，其中慈雲山港泰護老院群組增23名院友感染。食物及衛生局宣布在7月11日起收緊社交距離措施，餐廳顧客量不得超過通常座位數目的六成和不可多於8人同桌。而派對房間，卡拉OK場所和健身中心收緊至8人。
  - 何鴻燊家族一連三日包下整幢香港殯儀館為何鴻燊致喪，多名政商界人士在公祭時均有到場，不少市民在殯儀館外排隊等候[272]。
  - 澳洲總理莫里森宣布暫停與香港的引渡協議，以及將在澳港人持有的畢業生簽證及臨時工作簽證即時延長5年。中國外交部發言人趙立堅要求澳洲停止干預中國事務[273]。
  - 立法會通過產假增至14周
- 7月10日：
  - 在民主派初選前一日的晚上，警方網絡安全及科技罪案調查科人員持搜查令，到受委託設計初選投票系統的香港民意研究所位於黃竹坑總部進行搜查，稱懷疑有人不誠實使用電腦，要檢走所有電腦。警方表示接獲市民報案，懷疑有市民（包括警員）的資料外洩，行動中無人被拘捕[274]
- 7月11日：
  - 為期兩天的民主派初選開始，有23萬人以電子方式投票，遠超負責統籌初選的港大法律系副教授戴耀廷定下的17萬目標。在烈日下多區票站都出現人龍。
  - 第三波新冠肺炎疫情增28宗確診和33宗初步確診。其中慈雲山疫情再擴大，多名患者均有踏足過慈雲山中心街市，確診數目已累計升至46宗。衛生防護中心傳染病處主任張竹君表示，現時本港出現疫情以來最嚴重的情况[275]。
- 7月12日：
  - 為期兩天的民主派初選結束，區諾軒宣佈截至晚上9點，超過58萬人參與電子投票。
- 7月13日：
  - 民主派初選提早公布電子投票的初步結果，多名「抗爭派」取得佳績，而主流泛民政黨候選人失利。
  - 政府公布再度收緊防疫措施，包括立法要求市民乘搭公共交通工具時要戴上口罩，食肆下午6時至翌晨5時不能堂食，只可作外賣，「限聚令」重新收緊至4人和12類處所要重新關閉等。有關措施在7月15日零時生效。不過政府沒有再安排在家工作[276]。
- 7月14日：
  - 繼中聯辦後，港澳辦發稿批評民主派初選，稱涉嫌違反《港區國安法》。而選管會發聲明稱，香港法例無初選機制，初選不構成立法會選舉的一部分。
  - 伊利沙伯醫院普通病房內有兩名病人先後確診新冠肺炎，慈雲山一帶仍有多宗零散個案。衞生防護中心呼籲全港市民要提高警覺[277]。
- 7月15日：
  - 美國總統特朗普正式簽署香港自治法案，終止香港的特殊待遇，而香港將與中國內地受同等對待[278]。
  - 第三波新冠肺炎疫情中，3日內有3名長者死亡。衛生防護中心傳染病處主任張竹君呼籲長者在未來一兩周盡量勿外出[279]。
  - 16名在民主派初選取得出線門檻的抗爭派候選人召開記者會，會與泛民的代表磋商就是否簽署擁護基本法的確認書，同時表明反對《港區國安法》[280]。
  - 調查前行政長官梁振英UGL事件的立法會專責委員會，向立法會提交最終報告，稱各方提供予委員會的資料有限，加上梁振英拒絕出席委員會研訊，故決定結束調查工作。民主派委員批評梁振英不合作[281]。
  - 政府首日實施餐廳不能在晚上6時至翌晨5時提供堂食，有餐廳決定暫停營業一周，而旺角各公園有多人逗留及進食[282]。
- 7月16日：
  - 香港新增67宗新冠肺炎確診個案，63宗屬於本地感染個案，當中35宗源頭不明。[283]。
  - 政府租用荃灣絲麗酒店60間房間作強制檢疫之用，主要以印度返港者為主。有酒店住客不滿有關安排與職員理論，質疑酒店沒預早通知住客[284]。
  - 因應中聯辦和港澳辦相繼發出聲明，繼立法會前議員區諾軒退出民主派初選一切工作後，民主動力召集人趙家賢和戴耀廷亦發表聲明退出[285]。
- 7月17日：
  - 警方有組織罪案及三合會調查科（O記）持手令搜查香港理工大學學生會會室，擬尋理大箭藝會會員名單，搜查兩小時後帶走5部電腦離開[286]。
  - 第六屆香港立法會結束。建制派議員在議事廳內大合照，而泛民主派議員則在地下的立法會標誌前留影[287]。立法會主席梁君彥以「難為正邪定分界」去形容[288]。
  - 備受爭議，涉及5.5億元的「明日大嶼」研究撥款，最終未能在立法會財委會會議結束前審議，發展局表示失望[289]。
  - 中午，啟德南豐集團AIRSIDE地盤發現約一米長戰時炸彈，警方疏散附近地盤一帶的工人和啟德一號居民共約2,300人，到17日早上成功引爆該炸彈[290]。
- 7月18日：
  - 屯門公路黑幫命案。
  - 香港新冠肺炎確診宗數累計1,778宗，超越2003年沙士的1,755宗[291]。多宗個案都來自不同社交聚會群組，其中7月9日在旺角雅蘭中心4樓稻香舉行的「慶回歸創輝煌歌舞晚會」有300人出席，並在沒有戴口罩的情況下載歌載舞，暫有5人確診或初步確診[292]。
  - 立法會換屆選舉提名期展開，選舉事務處首日共接獲18份提名表格[293]。
- 7月19日：
  - 早上6時許，葵俊苑葵裕閣5樓一單位發生三級火警。消防將火救熄後，在起火單位的睡房發現一具34歲女性屍體，為戶主的女親友。消防初步調查後，因電線短路引致火警。[294]。
  - 臨近7.21元朗恐襲一周年，地區組織「天水連線」的遊行因警方反對通而改為當區區議員不多於30人分組起行。已有過百名持防暴槍的防暴警及便衣警在元朗一帶嚴密佈防，另有水炮車在元朗大馬路戒備。多位區議員被警方拉起橙帶包圍，共7名區議員被票控違反限聚令。其後數名區議員轉移到YOHO MALL商場，舉起「警黑勾結」紙牌。不足數分鐘後，大批防暴警察衝入商場截查多名區議員，並發出告票，之後防暴警更在中庭舉起舉紫旗警告，指有人違反國安法。其後防暴警衝到一期範圍，並手持胡椒噴霧驅散人群，有三人被壓制在地，沒有人被捕。到傍晚，四位天水連線區議員伍健偉、林進、關俊笙、侯文健沿鳳攸北街遊行。不過很快被大批防暴警包圍並舉起藍旗，成員截查獲放行後不足數分鐘，警方指他們干犯非法集結而拘捕四人[295]。
  - 香港新增108宗新冠肺炎確診個案，其中83宗為本地個案，有48宗本地個案源頭不明，創1月底疫情以來單日新高，也是單日確診個案首次突破100宗[296]。
- 7月20日：一名24歲工人於九龍灣重置郵政總局的地盤內工作時意外觸電身亡，但判頭只有聯絡消防處派救護車到場，未有通報警方及勞工處。地盤承建商精進建築未有回應[297]。
- 7月21日：
  - 元朗襲擊事件一週年，警方元朗一帶嚴密布防。下午4時許，民主黨多名立法會議員連同元朗區議會主席黃偉賢、議員助理和兩名7．21事件傷者在元朗站舉行記者會前，已經被大批防暴警察包圍，並被票控違反限聚令。到傍晚，大批市民在元朗YOHO Mall商場聚集，警方從多個出入口和後門衝入商場拉起封鎖線並截查多人，包括大批記者和區議員。期間現場一度混亂，防暴警在商場內施放胡椒噴劑。警方以沒有商業登記為由，更票控部分網媒記者。到晚上，警方向一名指罵警員的老翁發射胡椒球槍，之後被擊中，並向民居發射胡椒球槍。警方表示有「滋事分子」在元朗一商場內集結，票控至少96人違反「限聚令」，並拘捕5人，葵青區議員周偉雄因展示「光復香港 時代革命」紙牌，涉嫌違反《港區國安法》而被捕；立法會議員許智峯涉阻差辦公一度被捕，到凌晨獲無條件釋放[298]。
  - 中九龍幹線隧道地盤發生嚴重工業意外，一名51歲工人走避不及，被約22噸重的鋼筋支架壓中，最終不治，另外有6名工人走避時受傷，其中一人情况嚴重[299]。
  - 美心集團一名在「大埔一廠」工作的兼職員工確診新冠肺炎，需要銷毁全廠相關原材料及月餅，但沒有回應銷毁月餅數量及受影響員工數目[300]。
- 7月22日：
  - 香港新增113宗新冠肺炎確診個案，有105宗為本地個案，63宗則為源頭不明，創單日新高[301]。
  - 中學文憑試放榜，因應疫情，部分學校選擇向學生派發電子版成績單。今年有7名考生考獲7科5**成為狀元，當中有2人於數學延伸考獲5*，成為超級狀元[302]。
  - 英國政府公佈英國國民（海外）護照（BNO）持有人和他們的近親，可在明年1月起可以申請居留及入籍，居留5年期間可以工作或讀書，但不會獲得社會福利等保障[303]。
- 7月23日：
  - 香港新增118宗新冠肺炎確診個案，111宗屬本地感染，連續兩日創單日新高。其中6艘貨船各有一名船員確診，140名海員在南丫島海上檢疫。[304]。
  - 前商品交易所主席兼前行政會議成員張震遠，被裁定串謀詐騙及欺詐兩項控罪成立，判監4年，並禁止擔任任何公司董事5年；蔡達英則被判囚1年[305]。
  - 中國外交部表示，中方考慮不承認英國國民（海外）護照（BNO）作為有效旅行證件，並保留採取進一步措施的權利。特區政府亦發表聲明，對此表示不滿及反對，指英方執意利用部分港人仍持有英國國民（海外）護照或身分政治炒作，會支持及全面配合中方[306]。
- 7月24日：
  - 去年7月28日，湯氏夫婦連同一名17歲少女被控於暴動罪，區院法官郭啟安裁決暴動罪罪名不成立。但湯氏夫婦無牌持有無線電對講機罪名成立，各罰款港幣1萬元。
  - 香港新增123宗新冠肺炎確診個案，115宗屬本地感染，53宗沒有源頭，連續三日創單日新高[307]。
  - 康文署新修訂的《遊樂場地（修訂）規例》生效，遊樂場地不可進行令人煩擾的唱歌活動，並禁止任何人索取或接受酬賞。屯門公園「大媽」不見蹤影[308]。
- 7月25日：
  - 香港新增133宗新冠肺炎確診個案，126宗屬本地感染，55宗源頭不明，連續四日創單日新高[309]。
  - 警方以「使用無線電話傳送虛假信息」罪，在青衣拘捕39歲男子，涉嫌在網上發布虛假信息，包括一幅惡搞民建聯發布在網上的競選海報。不過翻查終審法院案例，條例並不包括互聯網發放的信息。法律評論組織「法夢」成員認為警方拘捕毫無根據，屬非法拘捕[310]。
- 7月26日：
  - 香港新增128宗新冠肺炎確診個案，103宗屬本地感染，35宗沒有源頭，連續第5日破百[311]。其中在院舍確診的個案累計增至10間，至少81名院友及職員染疫，4名院友死亡。
- 7月27日：
  - 恒生科技指數正式上市啟用。
  - 香港新增145宗新冠肺炎確診個案，142宗屬本地感染，59宗源頭不明，再破單日新高，亦連續第六天破百[312]。
- 7月28日：
  - 香港新增106宗新冠肺炎確診個案，98 宗為本地感染，當中 50 宗源頭不明，是連續第 7 日新增個案破百[313]。
  - 港府專家在7月5日起多次提出近期第三波疫情可能由海員及機組人員等獲豁免檢疫者所致，不過港府一度反駁屬「誤解」，認為沒有證據。食衛局長陳肇始終改口稱「已有實證」。專家批評，政府應該在7月初海員確診時應介入堵塞漏洞。[314]
  - 行政會議召集人陳智思表示，在今年3月時美國一家銀行戶口被取消，同時指港府有其他官員曾有這遭遇[315]。
  - 港大校委會以18：2大比數決定即時解僱法律系副教授戴耀廷。港大校務委員會本科生代表李梓成對結果感到失望及憤怒[316]。戴耀廷在facebook表示是香港學術自由的終結。[317]
- 7月29日：
  - 凌晨起，政府勒令全港食肆禁止堂食7日，「限聚令」收緊至2人，多區不少工人要跪地捱飯盒，有清潔工要在廁所內食飯，衞生情況令人關注。中午期間部分地區更突然下大雨，工人只能走避到有蓋地方下繼續進食，顯得十分狼狽[318]。工人批評政府根本不明白民間疾苦，只考慮在冷氣辦公室工作人士的感受，形容自己如乞兒仔一樣踎在街道吃午飯，認為政府「一刀切」禁止堂食是不合理。[319]
  - 地政總署連同警方派出逾百人到元朗橫洲三條非原居民村進行收地，有未獲安置的年老村民看見自己的家被工人手持大鐵鉗清拆，感到徬徨無助。[320]
  - 香港新增118宗新冠肺炎確診個案，113宗屬本地感染，46宗源頭未明，連續8日破百[321]。
  - 晚上，警方國安處人員以涉嫌「煽動他人分裂國家」罪拘捕3男1女學生，包括前學生動源成員鍾翰林，涉近日在社交平台設立一個主張香港獨立的組織[322]。到7月31日4人陸續獲保釋，鍾翰林表示警方要求他72小時內刪去某些網上帖文，交出其旅遊證件和檢取其唾液樣本以獲取DNA。[323]
- 7月30日：
  - 香港新增149宗新冠肺炎確診個案，145宗屬本地感染，61宗源頭未明，再創單日新高，連續9日破百[324]。
  - 已報名參選2020年立法會選舉的公民黨楊岳橋、郭家麒、郭榮鏗、鄭達鴻，以及黃之鋒、岑敖暉、鄭錦滿、袁嘉蔚和劉頴匡等，共12人被裁定提名無效，其中4人為競逐連任的參選人。黃之鋒形容政府大規模DQ，超出所有人的預計範圍，無異於選舉舞弊。[325]
- 7月31日：
  - 香港新增121宗新冠肺炎確診個案，118宗為本地感染，其中56宗源頭未明，連續10日單日個案破百[326]。
  - 林鄭月娥宣布引《緊急法》押後立法會選舉一年至明年9月5日。而立法會未來一年的問題，會提請全國人民代表大會常務委員會作決定。[327]
  - 刑事檢控專員梁卓然向律政司發內部電郵，表示在年底離職，並稱與鄭若驊有很多意見不合的地方。[328]
  - 多間媒體報道，消息指警方以涉違反港區國安法，正式通緝6名身在海外的港人，包括前香港眾志常委羅冠聰、「本土民主前線」前召集人黃台仰、「香港獨立聯盟」召集人陳家駒、英國駐港總領事館前職員鄭文傑、「學生動源」前成員劉康、以及「佔中三子」之一的朱耀明牧師之子、美籍港人朱牧民。[329][330][331]
  - 港澳辦發表聲明，中央政府應港府的請求，派遣內地檢測人員赴香港協助開展大規模核酸檢測篩查，幫助香港加快建設臨時隔離及治療中心，以盡快控制疫情。[332]
  - 位於南海的森拉克是繼2000年熱帶低氣壓618後，20年來首次跳過一號戒備信號，而直接發出三號強風信號。

### 8月

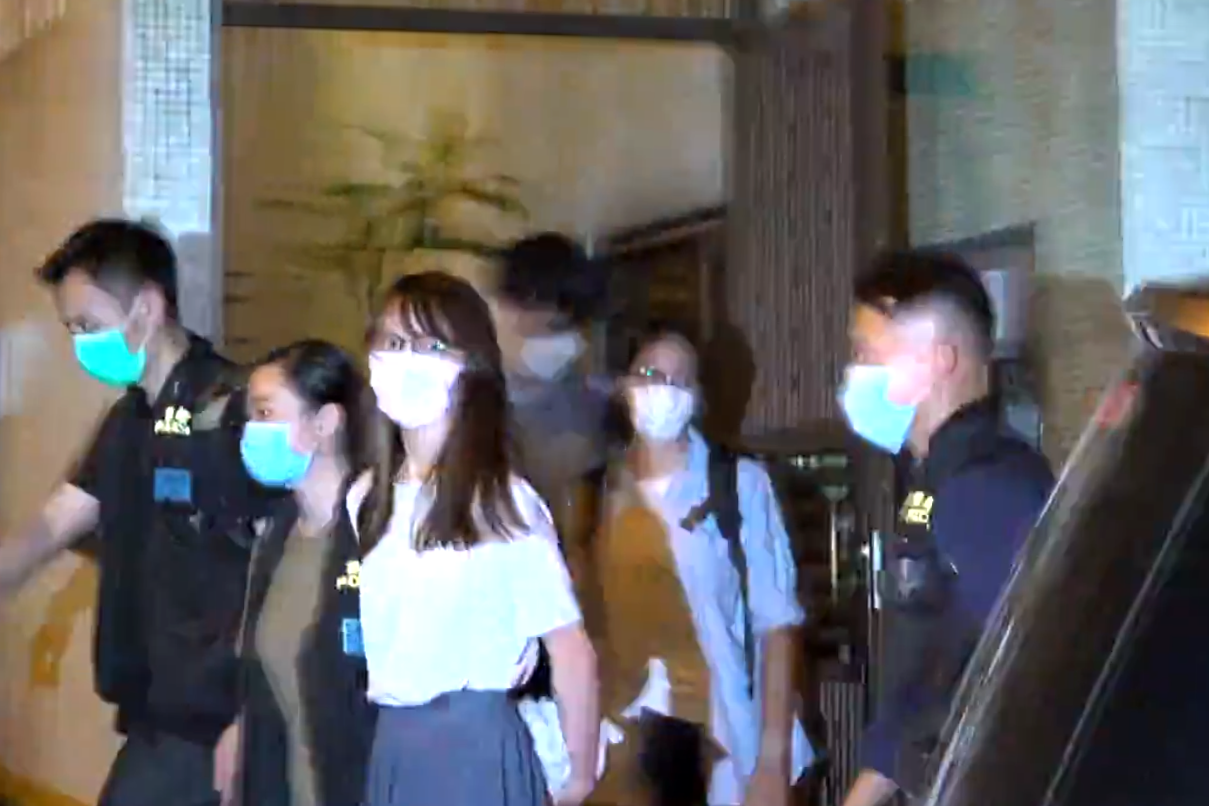
8月10日晚上，前香港眾志成員周庭被指違《港區國安法》，在大埔住所被捕

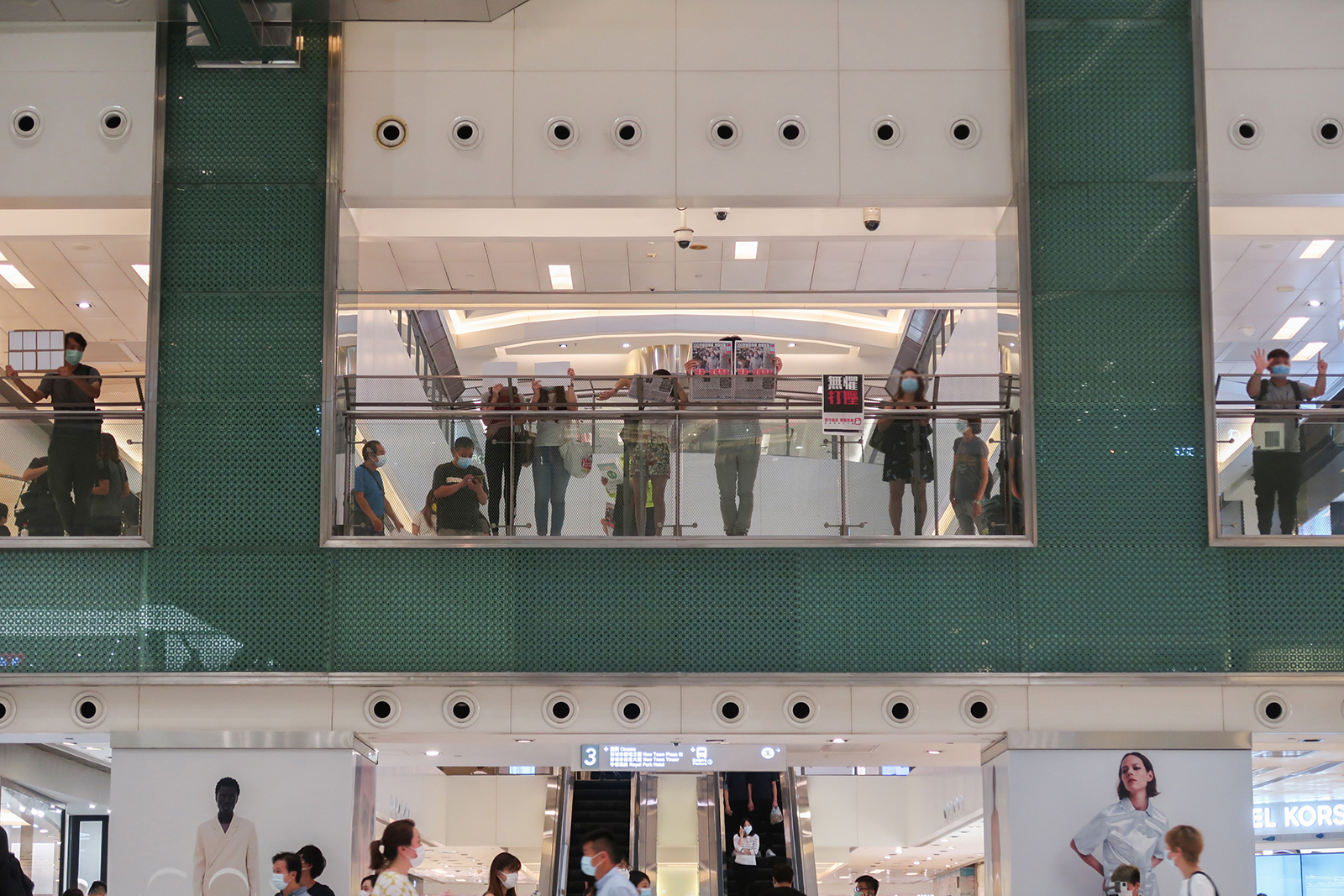
8月11日晚上，市民在沙田新城市廣場中庭4樓高舉白紙及《蘋果日報》

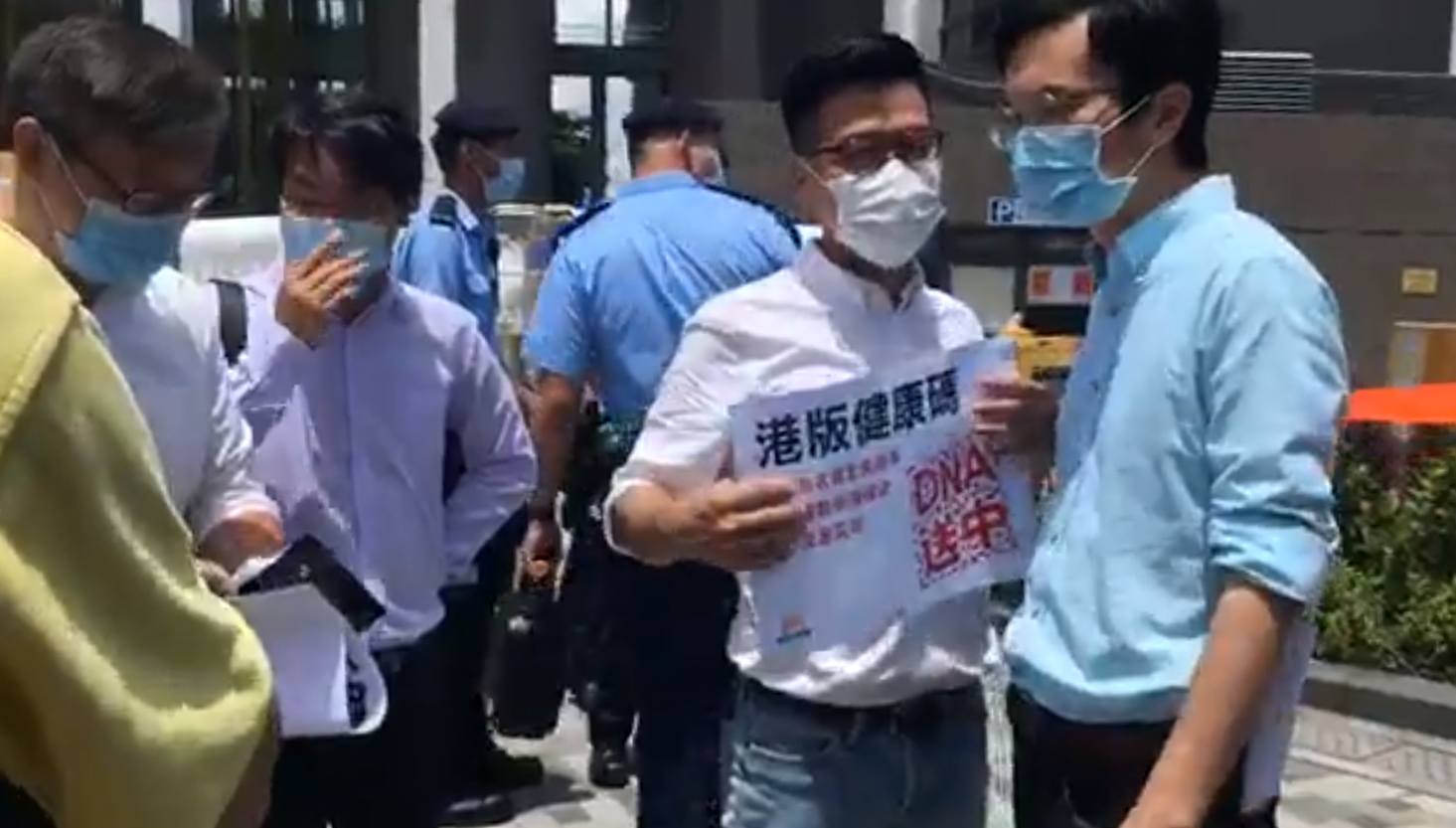
8月16日，范國威等多名區議員指全民檢測成效存疑，反對健康碼和私家醫生為中資公司取樣本，到中山紀念公園體育館外請願

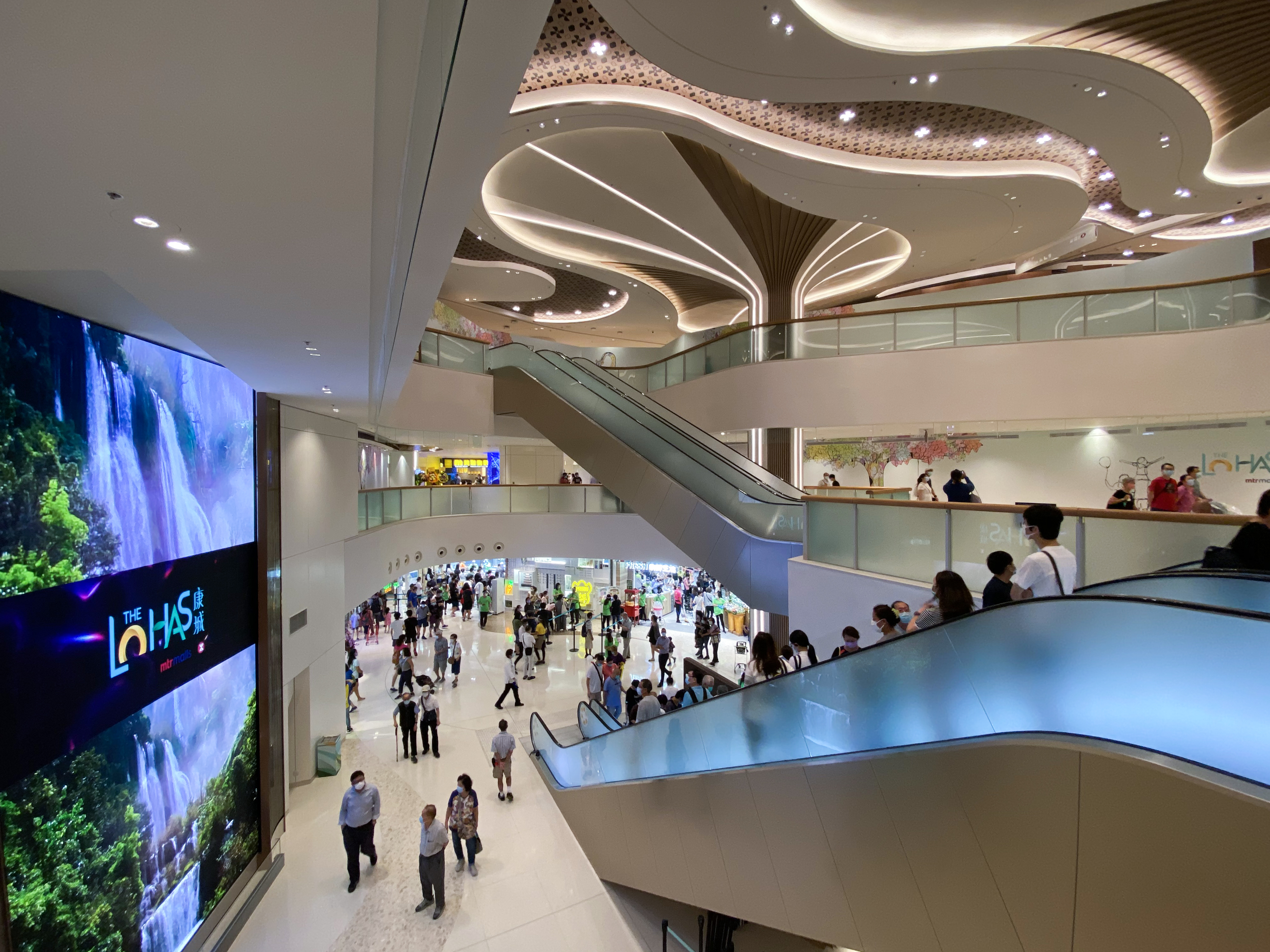
8月24日，將軍澳日出康城商場THE LOHAS開幕，商場人頭湧湧，有居民表示等了10年才有商場

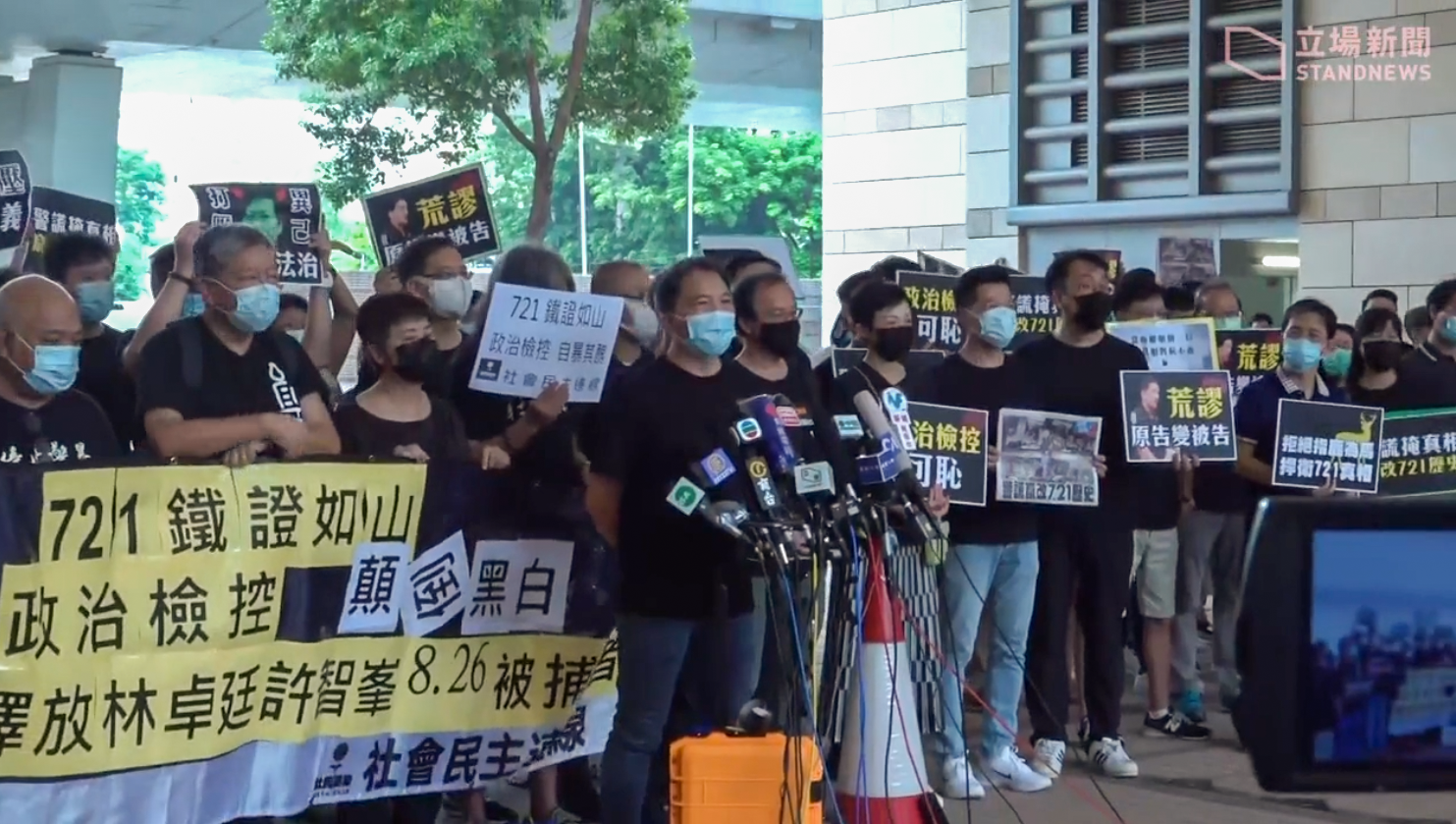
8月27日，林卓廷和許智峯在西九龍裁判法院提堂，大批民主派人士聲援

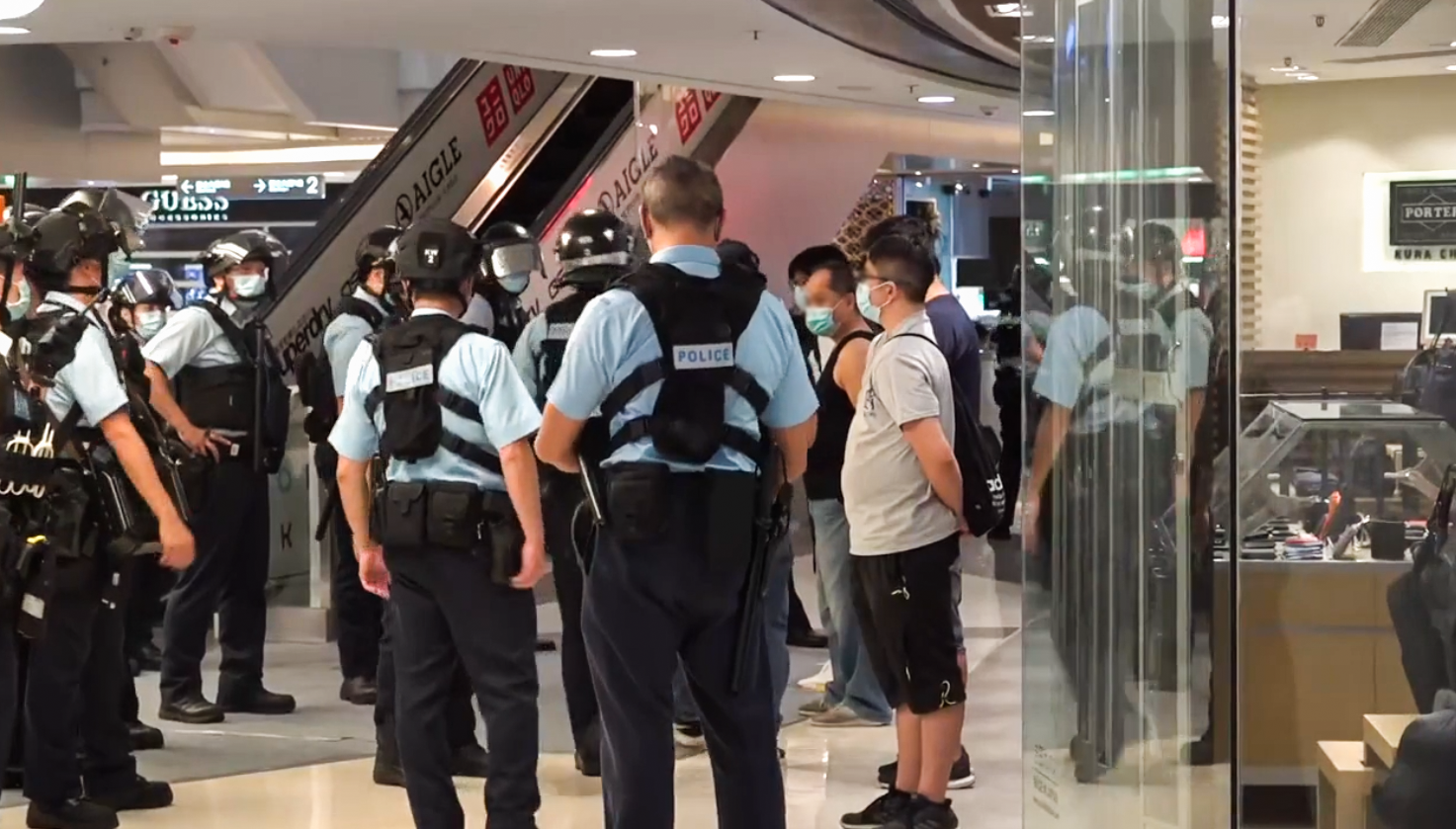
8月30日，網民發起在旺角MOKO新世紀廣場和朗豪坊舉行毋忘8.31行動，其後接近100名軍裝警員衝入商場，在各層拉起封鎖線並截查多人，最後警方至少向29人發出限聚令告票

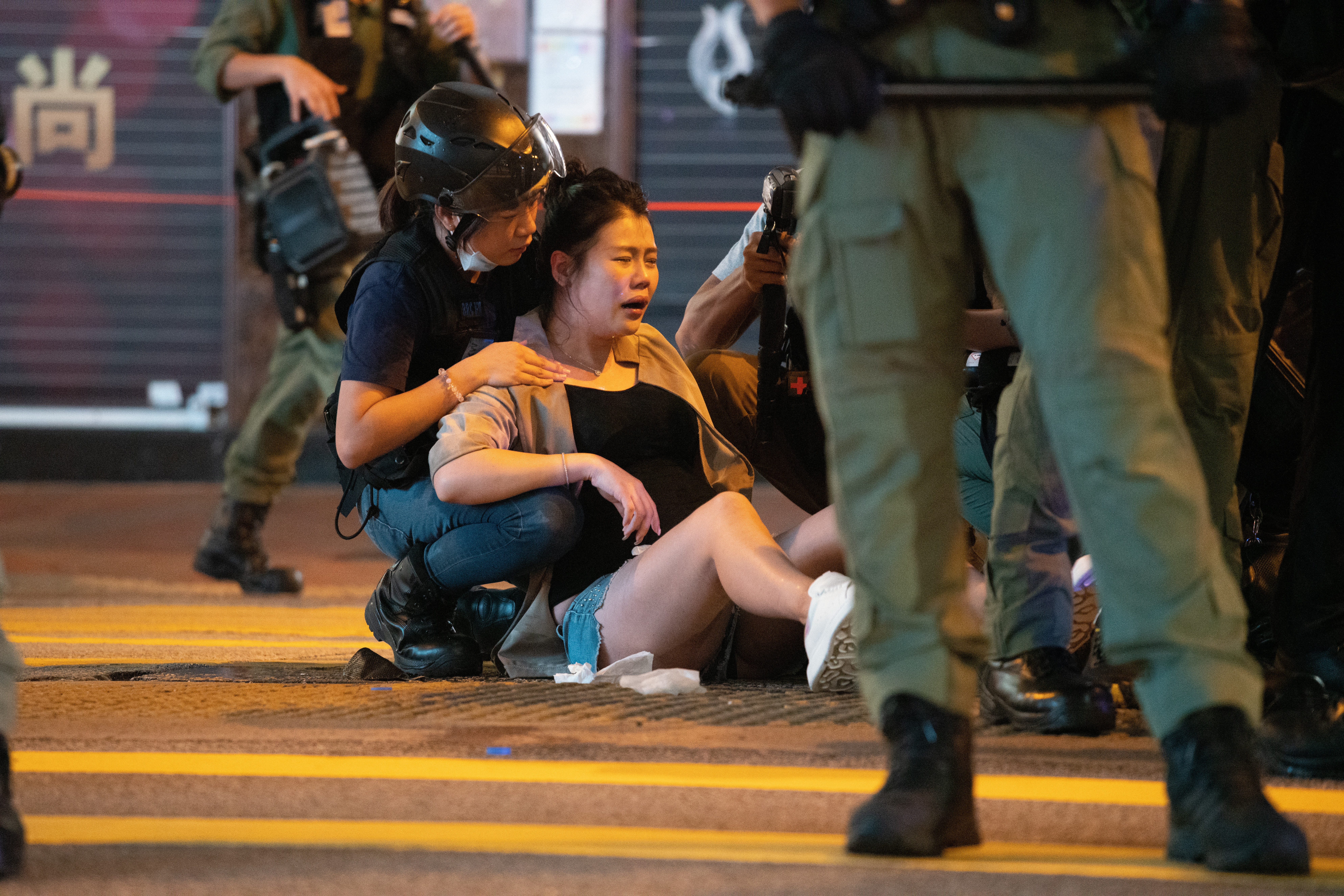
8月31日晚上10時05分，警方推進至亞皆老街一帶，一名孕婦過馬路期間突然被多名警員推到在地上，並施放胡椒噴劑感到不適

- 8月1日：香港新增125宗2019冠狀病毒病確診個案，其中1宗為輸入個案，其餘124宗則為本地確診，連續第11日單日破百[333]。
- 8月2日：
  - 香港新增115宗2019冠狀病毒病確診個案，全部為本地個案，36宗沒有源頭，連續12日破百[334]。
  - 6男1女的內地核酸檢測先遣隊隊員抵港，到達九龍維景酒店入住，協助開展實驗室工作。[335]其後到大埔的華大基因化驗所進行考察，但沒有回應工作進展。[336]
- 8月3日：
  - 匯豐控股業績遜預期，下午股價一度跌穿2009年3月金融海嘯時最低價33元，收市跌4.43%[337]。
  - 多間媒體報道，政府在沒有招標的情況下，向「中龍檢驗認證」、「華昇診斷中心」及「Prenetics」提供檢測合約。不過「中龍檢驗認證」被人揭發，該公司未有列入政府認可提供檢測的醫療機構列表；另一化驗所「華昇診斷中心」的母公司「華大基因」，因其機構「新疆絲路華大基因科技」被指在新疆強取當地人基因，遭美國商務部列入黑名單。[338]
- 8月4日：
  - 香港新增80宗2019冠狀病毒病確診個案，有4人因病離世，其中食環署轄下紅磡及土瓜灣街市至發現17宗確診，6宗屬魚販。食環署提早關閉街市進行消毒，港大專家袁國勇到場調查，認為魚檔潮濕低溫的環境，有利病毒存活，而魚販一齊吃飯也有可能產生交叉感染。不排除經人手及老鼠擴散。[339]
  - 十多名於大埔太平工業園工作的人士和到場聲援的大埔區議員，反對華大基因在該大廈興建火眼實驗室。有員工因其身份證放在辦公室內，當他們請求警察准許，希望能返回辦公室取回身份證時，卻被拒絕，督察以「唔洗拗喇，總之你哋全部票控」回應。警察將他們帶走上警車送往大埔警署；區議員則被票控限聚令。[340]
  - 英國國會「跨黨派國會香港小組」發表報告，表示香港在反修例示威中，人道救援工作者遭受「警察過度暴力」對待，情況遠差於國際人權法及中英聯合聲明中所能接受[341]。報告建議對容許警暴的高級官員實施緊急制裁，同時建議防止曾經擁護國安法及助長警暴人士和受惠於英國國民（海外）公民的特別移民政策。報告亦建議英國領導成立一個獨立機制深入調查香港狀況。[342]特區政府對報告表示強烈不滿及反對，指英國國會跨黨派香港小組」不代表英國國會。[343]
  - 1名23歲男子因插著寫有「光復香港 時代革命」旗幟的電單車，違反《港區國安法》而被捕，被告向高等法院申請保釋和人身保護令，由獲特首委任為「指定法官」的周家明審理。[344]
  - 下午5時許，大圍站發生斬人搶劫案。一名47歲男工程師原相約買家交收一隻約值27萬港元的勞力士Daytona手錶時，突然被兩名身全穿黑衣，戴上口罩和手持40厘米長牛肉刀及伸縮警棍的男子施襲，事主身體多處中刀浴血，而賊人向海福花園天橋方向，登上私家車逃去。現場地面有大量血漬，警方封鎖現場，案件由沙田警區重案組第二隊接手調查。[345]
- 8月5日：香港新增85宗COVID-19確診個案，同時首次發現一名印傭確診前，曾與28名外傭在同一間宿舍內居住。衛生防護中心擔心宿舍是源頭，正追蹤32名外傭作檢測或檢疫。[346]
- 8月6日：
  - 警方向支聯會主席李卓人、前香港眾志秘書長黃之鋒、議會陣線朱凱廸和張崑陽等24人發通知，控告他們參與六四維園集會涉干犯「參與未經批准集結」罪，李卓人被加控一項「舉行未經批准集結」罪，案件9月15日於西九龍裁判法院提堂。[347]
- 8月7日：
  - 政府公布兩星期後會展開「普及社區檢測」，並指定3間內地檢測機構承包化驗工作。同時選定位於西區的中山紀念公園體育館，供華大基因作臨時「氣膜實驗室」。立法會議員郭家麒質疑是利益輸送。而18區多名區議員及社區主任聯合聲明，要求政府提供非中資病毒檢測承辦商。[348]
  - 晚上，美國財政部宣布制裁11位中港官員，包括行政長官林鄭月娥、律政司長鄭若驊、保安局長李家超、政制及內地事務局長曾國衞、警務處長鄧炳強、前警務處長盧偉聰、國安委秘書長陳國基；內地官員則包括屬黨和國家領導人級別的全國政協副主席、國務院港澳辦主任夏寶龍、副主任張曉明、香港中聯辦主任駱惠寧，及中央駐港國安公署署長鄭雁雄。財政部亦公開眾官員的出生日期、住址、身分證號碼等個人資料。[349]
- 8月8日：
  - 咸美頓街公園命案。
  - 《傳真社》報道，正在美國修讀博士學位的行政長官林鄭月娥幼子林約希，因「家有急事」返回香港。而在波士頓的業主表示林約希一直失聯，行蹤不明。[350]
  - 五眼聯盟的澳、加、紐、英、美的外長發表聯合聲明，呼籲香港政府盡快進行2020年立法會選舉和批評無理DQ立法會選舉參選人。
- 8月10日：
  - 香港警務處國家安全處拘捕壹傳媒創辦人黎智英等至少9人，涉勾結外國或者境外勢力危害國家安全及串謀欺詐等罪，違反國安法。警方亦高調派遣200人搜查壹傳媒大樓，封鎖現場，只允許本地「具知名度」、「過往沒有阻礙警員」的媒體接近大樓，立場新聞、端傳媒、美聯社、法新社、路透社等記者都被拒絕進入。
  - 前香港眾志成員周庭被指違《港區國安法》，在大埔住所被捕。
- 8月11日：
  - 網民於6時半於多區發起「和你Sing」行動。警方進入中環ifc商場，旺角朗豪坊，沙田新城市廣場和屯門市廣場驅散和票控36名市民。而警員更大舉截查和濫用武力制服記者，理大學生會會長陳嘉禧批評警方無理傷害學生記者，絕不容忍打壓新聞自由的行為。理大編委會已經向警察投訴科落案，保留進一步法律追究權利。香港記者協會發聲明，強烈譴責警方濫用武力，並對警方濫發告票阻礙採訪表示不滿。[351]
  - 美國政府宣佈9月25日起，香港出口至美國的商品不能標記為「香港製造（Made in Hong Kong）」，須標記為「中國製造（Made in China）」[352]。香港中華廠商聯合會批評美國的要求是「指鹿為馬」[353]。
- 8月12日：香港電台與警方合作製作了47年的《警訊》宣布結束，最後一集播出。
- 8月15日：早前被美國宣布制裁的特首林鄭月娥，在行政會議成員個人利益登記冊內刪去英國劍橋大學沃爾森學院（Wolfson College）的「名譽院士」。她批評學院提出的是「莫須有」指控，決定主動退回名銜。
- 8月16日：葵涌貨櫃碼頭有34宗確診個案，其中33宗為宏記港務操作有限公司員工。而整個群組累計升至63宗確診，55宗為碼頭員工。業內人士提供員工休息室的照片，顯示環境狹窄，通風欠佳。[354]
- 8月17日：
  - 西營盤高街倫常命案。
  - 高中課本經教育局閱覽後，部分出版社通識書「今日香港」單元中，兩本刪走「三權分立」定義，另外兩本寫到《基本法》沒有訂明特區政府的體制是「三權分立」，香港是「偏向行政主導」。教協認為政府借教科書達親建制觀點。[355]
  - 2015年黃大仙環鳳街車房爆炸案令3人死亡。車房技工判入獄8年。[356]
- 8月18日：政府公布第二期「保就業」工資補貼計劃，特首林鄭月娥點名兩大超級市場百佳和惠康，如申請便須向顧客減價。[357]
- 8月19日：位於南海北部的颱風海高斯是繼1979年超強颱風荷貝以來最短時間由一號戒備信號升至九號烈風或暴風風力增強信號。[358]
- 8月20日：民主黨立法會議員許智峯早前向法庭，就去年10月6日的士司機鄭國泉在深水埗剷上行人路撞人一事提出私人檢控，律政司申請撤銷傳票。他形容事件「極不公義」，認為是「人治凌駕法治」。[359]
- 8月21日：
  - 新創建集團以32億元出售城巴和新巴業務的全部權益，買家為Templewater Bravo Holdings Limited、英國公共交通營運公司Ascendal Group Limited及內地能源公司「漢思能源」的合營企業。
  - 元朗721事件13個月，防暴警晚上從多處衝入元朗YOHO MALL商場，向在場市民舉起「紫旗」警告，並向11人發出限聚令告票。
- 8月23日：
  - 下午，有網民發起「勿忘初心大遊行」遊行，希望以「靜默喧嘩」方式由尖沙嘴彌敦道步行至長沙灣政府合署。大批持防暴槍的機動部隊軍裝警員在尖沙咀多處布防，並截查多名在場人士。有途經市民指罵警員。一名男子截查後一度帶入尖沙咀警署，引起在場人士不滿，最後步出警署。[360]而旺角警署近太子站外，有2男1女高舉《蘋果日報》報紙後，被警方以違反限聚令被票控。[361]
  - 港鐵將軍澳日出康城商場THE LOHAS開幕，商場人頭湧湧，有居民表示等了10年才有商場。[362]
  - 菲律賓人質事件十周年
- 8月24日：死因庭就陳彥霖死亡事件召開聆訊。
- 8月26日：
  - 早上，警方拘捕了16人，包括民主黨立法會議員林卓廷，許智峯和網媒記者，包括涉7月6日光復屯門公園妨礙司法公正、不誠實取用電腦、刑事毁壞及非法集結。而林卓廷更被指在2019年7月21日元朗襲擊事件涉暴動罪。許智峯透過律師表示，直斥警方濫捕濫告、顛倒黑白，行為極之可恥。[363]
  - 中國海警微博在8月26日發公告，指廣東支部於粵港東南面的中國管轄海域內，查獲一艘涉嫌非法越境的快艇，拘捕12名涉嫌非法越境和往台灣高雄的人，全部是參與反修例示威人士，包括早前被香港警方以違反國安法拘捕，屬團體「香港故事」成員李宇軒，以及屠龍隊成員。
- 8月27日：大批市民和多名民主派人士穿上黑衣到場聲援許智峯和林卓廷，高呼警方「顛倒黑白」的口號。外圍有過百名便衣及軍裝警員戒備。[364]
- 8月28日：政府容許延長食肆堂食至晚上9時、重開美容院和戲院等部分處所、放寬在郊野公園和室外做運動時不用戴口罩。不過2人限聚令繼續維持。
- 8月29日：
  - 晚上8時許，610線輕鐵列車進入兆康站期間，有車輪偏離路軌，無人受傷。[365]
  - 晚上10時，十數名親中派人士正在拆除北區大會堂外悼念反送中運動離世人士的追思牆，有數名街坊上前質疑對方為何破壞追思牆，其後親中派人士向其施襲，導致至少4人受傷，2人需要留醫。
- 8月30日：
  - 深水埗醫局街命案。
  - 有網民發起在旺角MOKO新世紀廣場和朗豪坊舉行毋忘8.31行動，其後接近100名軍裝警員衝入商場，在各層拉起封鎖線並截查多人，最後至少有29人發出限聚令告票。而警方在旺角站拘捕兩名男子，涉嫌管有仿製火器及違禁武器。[366]
- 8月31日：
  - 太子站襲擊事件發生一週年，由中午起陸續有市民到太子站B1出口外獻花，警員和港鐵清潔工將花清走。到晚上，警員在太子和旺角一帶驅散和追捕多人。期間一名孕婦被多名警員推到在地上，送上救護車往醫院治理，情況穩定。但丈夫事後涉嫌《在公眾地方行為不檢》被捕。當日有15人被捕，共174人涉嫌違反限聚令而被票控。
  - 教育局局長楊潤雄於宣佈全香港學校下月復課的記者會上，回應有通識科教科書出版社，接受當局諮詢計劃後，刪走書上有關香港實行三權分立的內容時，表示香港無論主權移交前及移交後，都沒有三權分立制度，此點需要在教科書上說出[367]。

### 9月
- 9月1日：

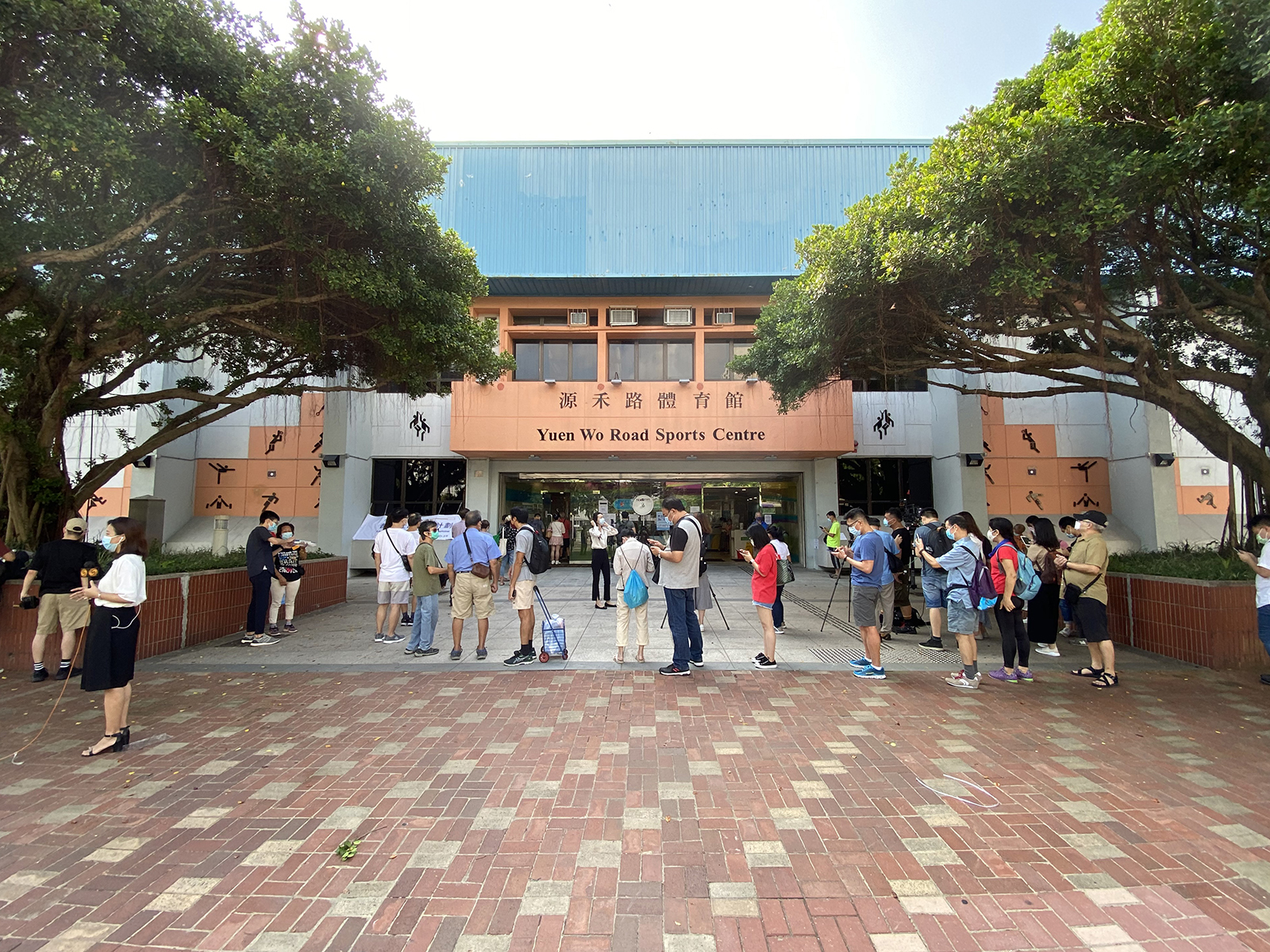
9月1日，普及社區檢測計劃推行首天，沙田源禾路體育館外有20多名市民排隊等候

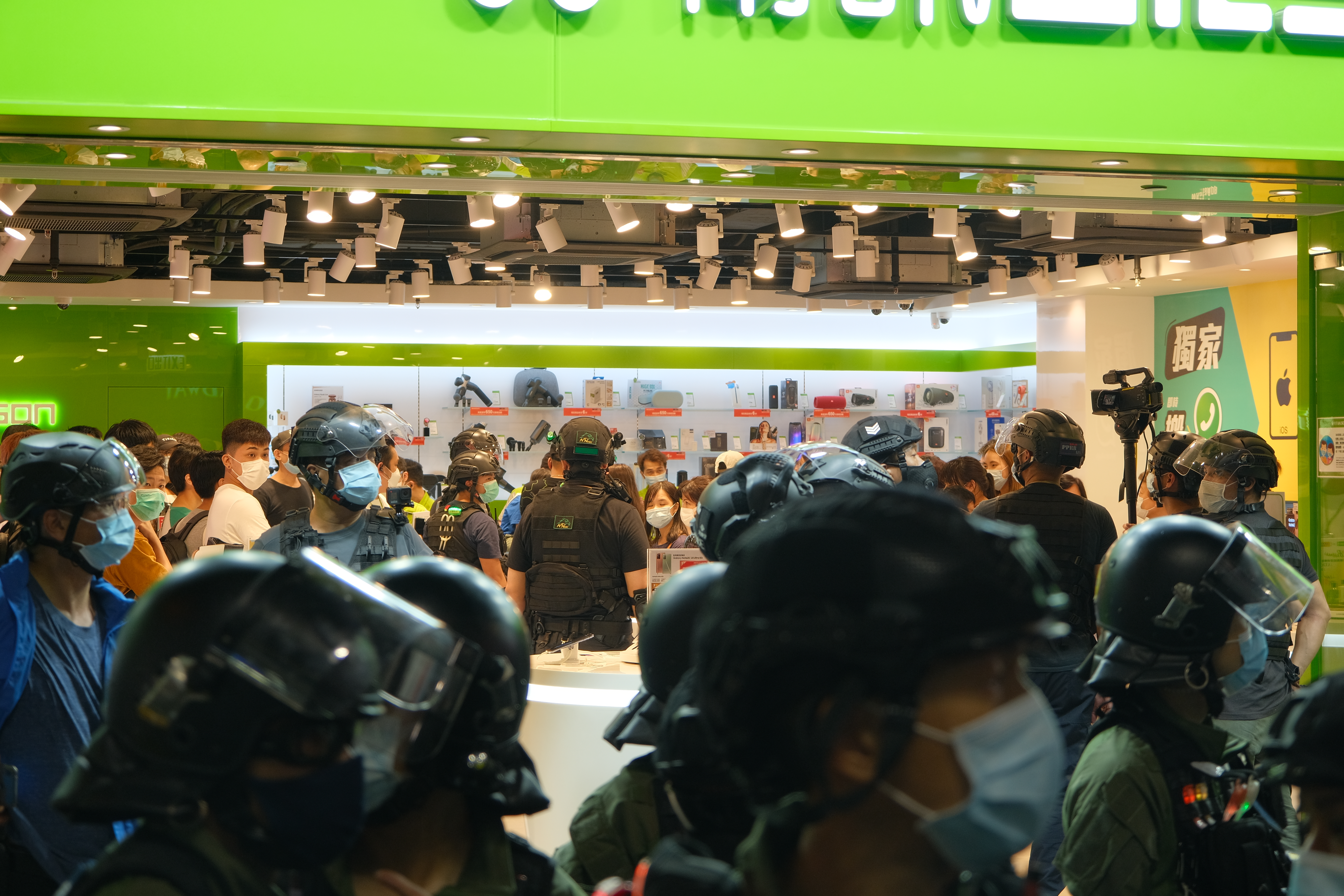
9月6日晚上7時許，不少市民走入西洋菜南街衛訊店內迴避，但警員隨即封鎖店鋪門口，禁止店內顧客離開，全部人被指涉「未經批准集結」被捕

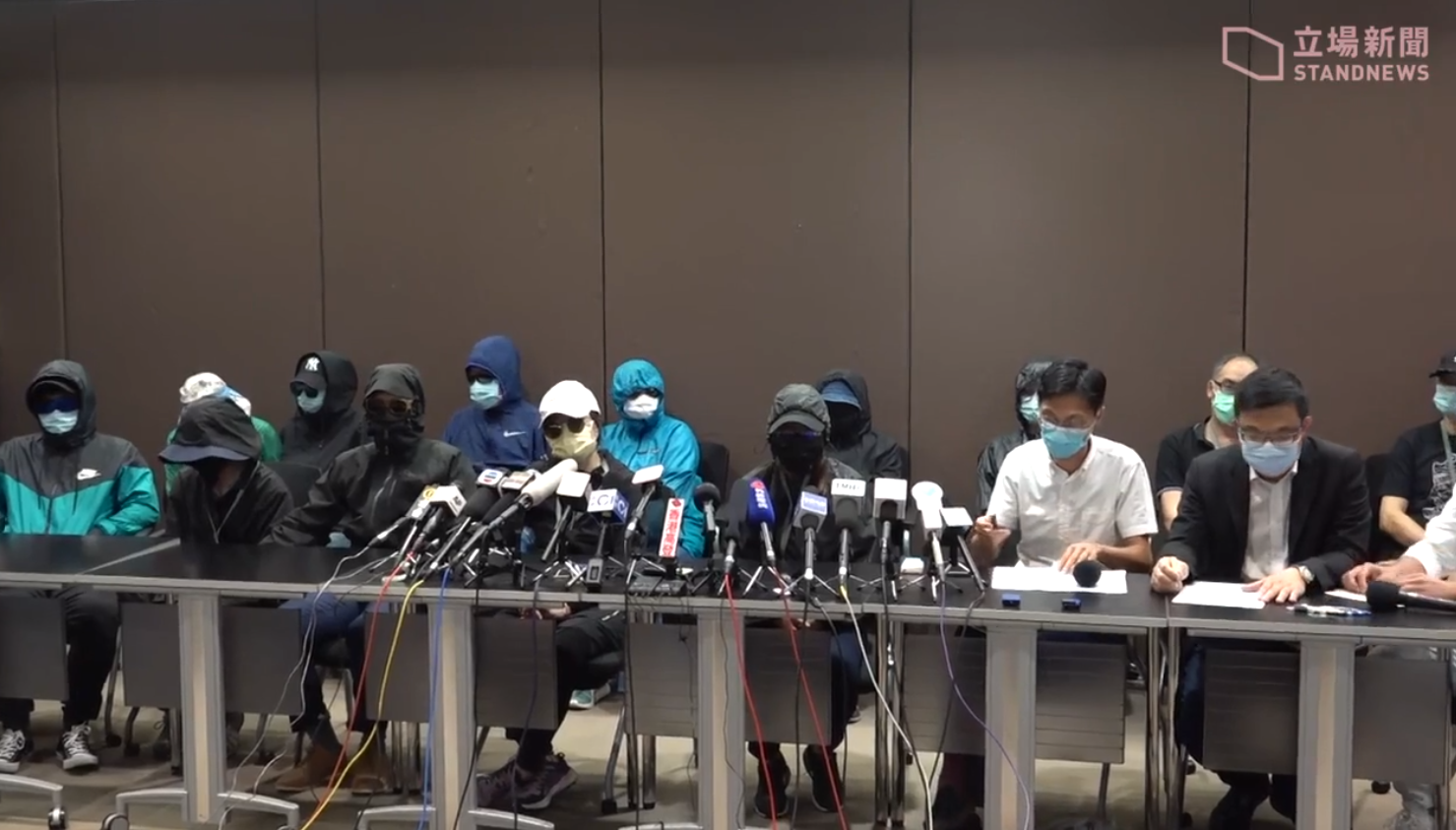
9月12日，在南海被廣東海警拘捕的12名港人的其中6名家屬現身，聯同民主黨立法會議員朱凱廸、涂謹申，以及本土派人士鄒家成召開記者會

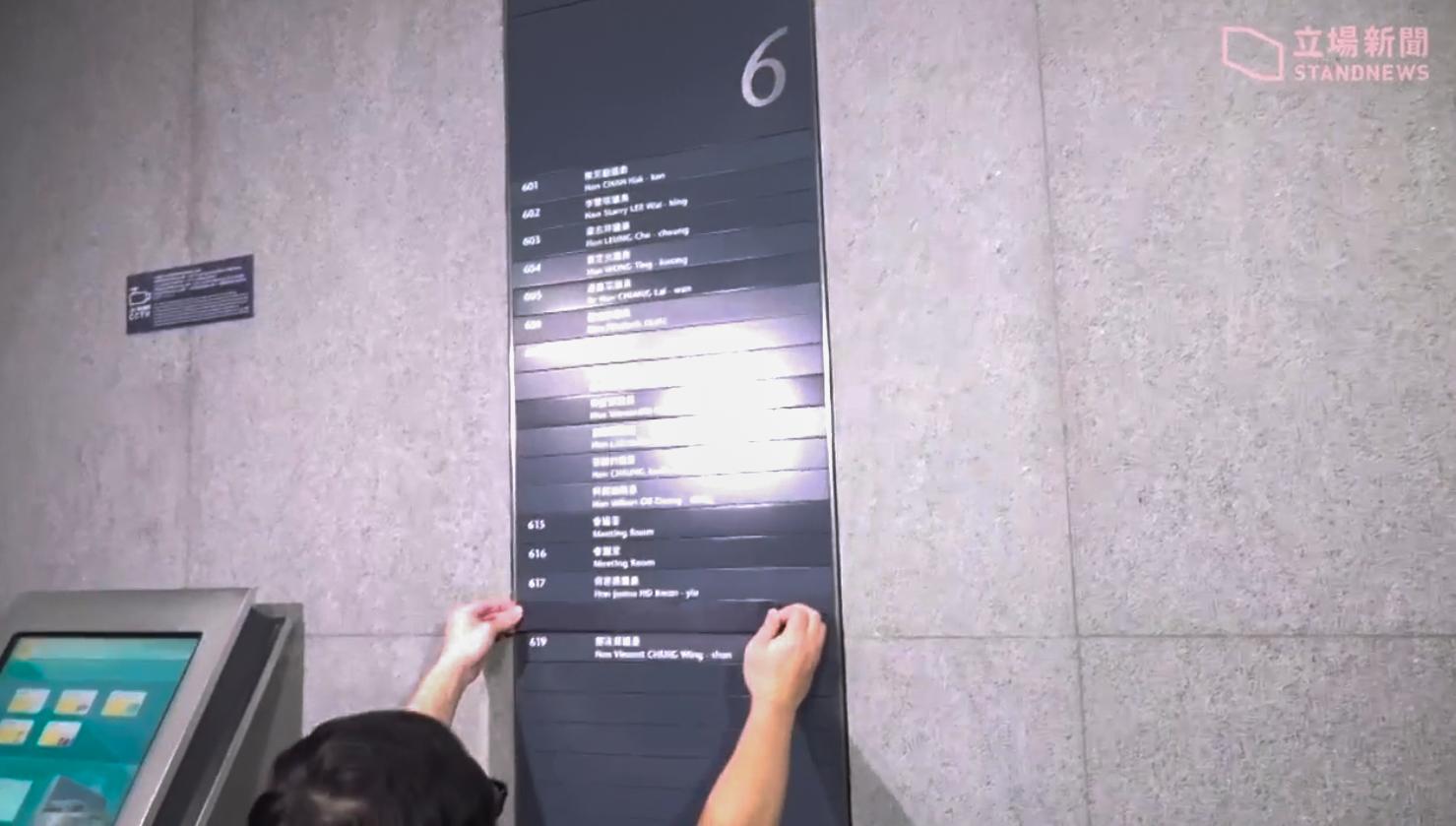
9月18日，陳凱欣被判「非妥為當選」，立法會職員除去陳凱欣水牌

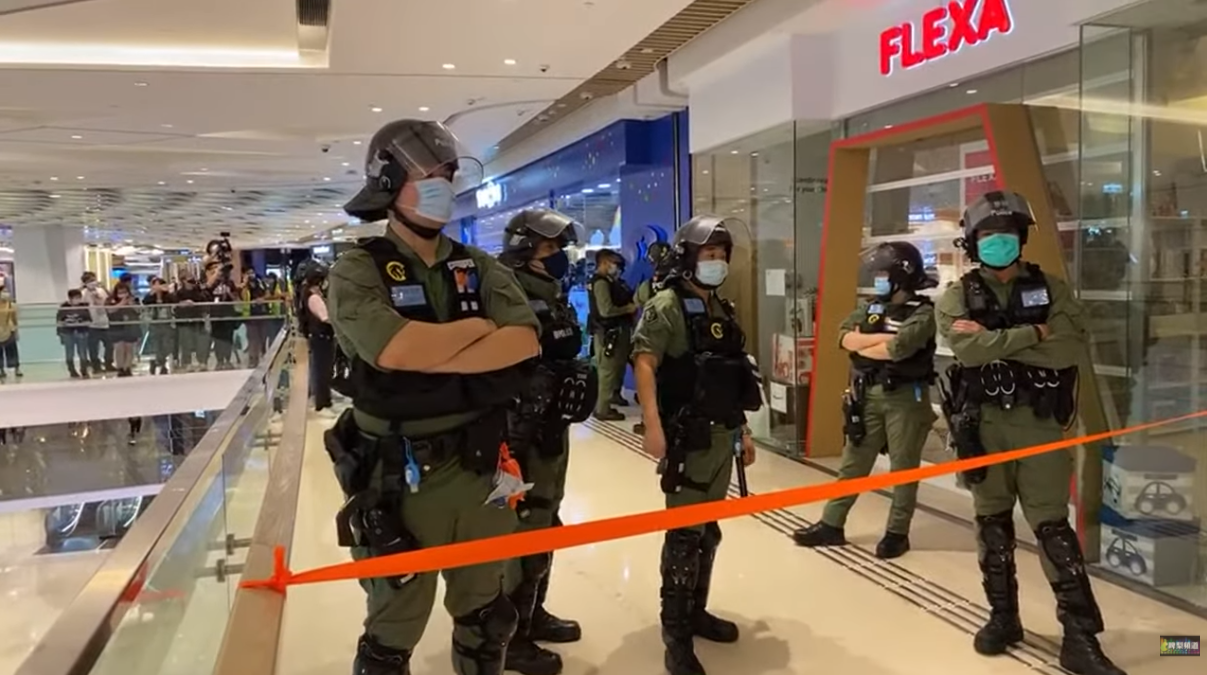
9月21日，大批防暴警員從不同位置包抄元朗YOHO MALL 形點商場，並拉起封鎖線

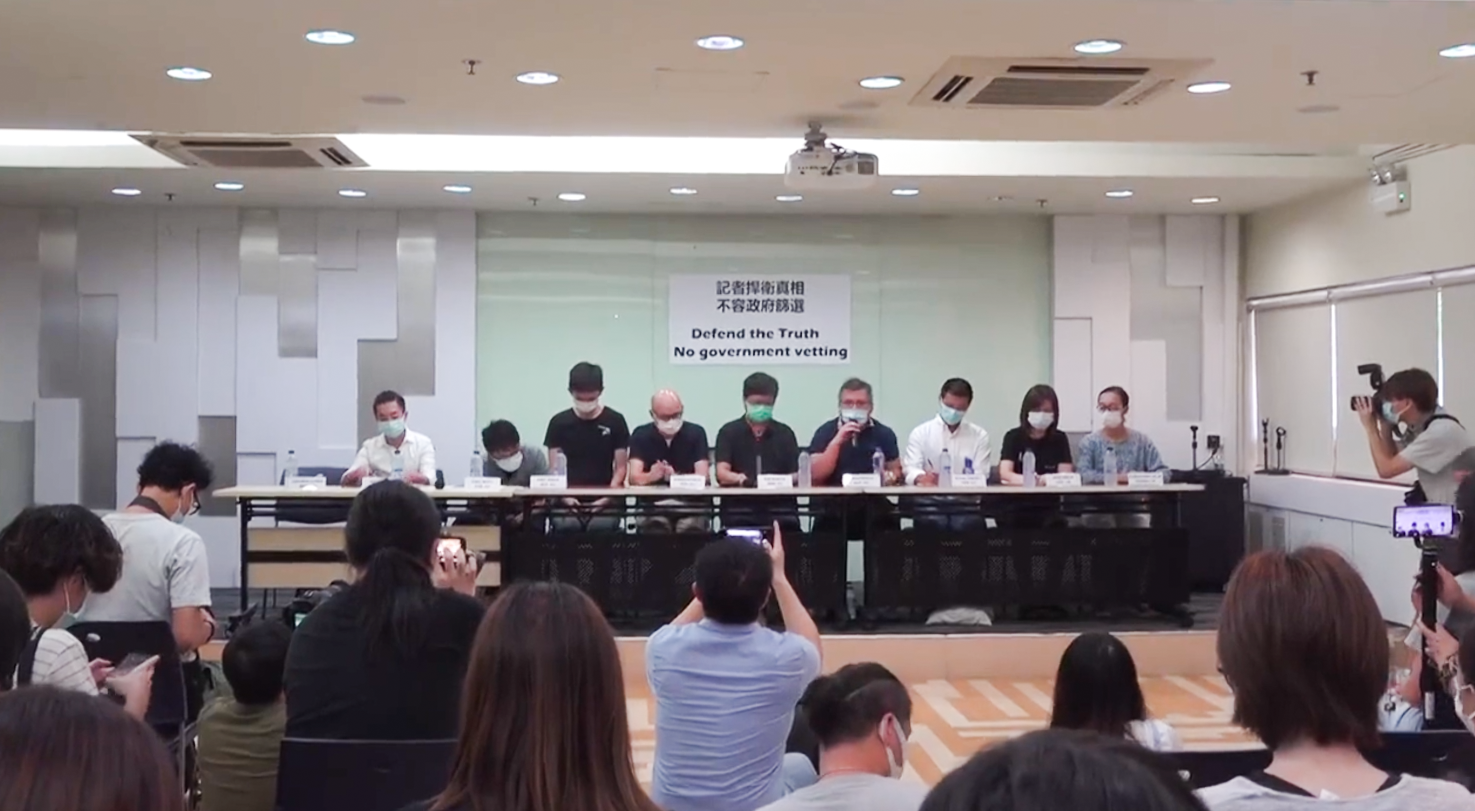
9月24日，新聞業界反對警方強行修改「傳媒代表」定義，召開記者會

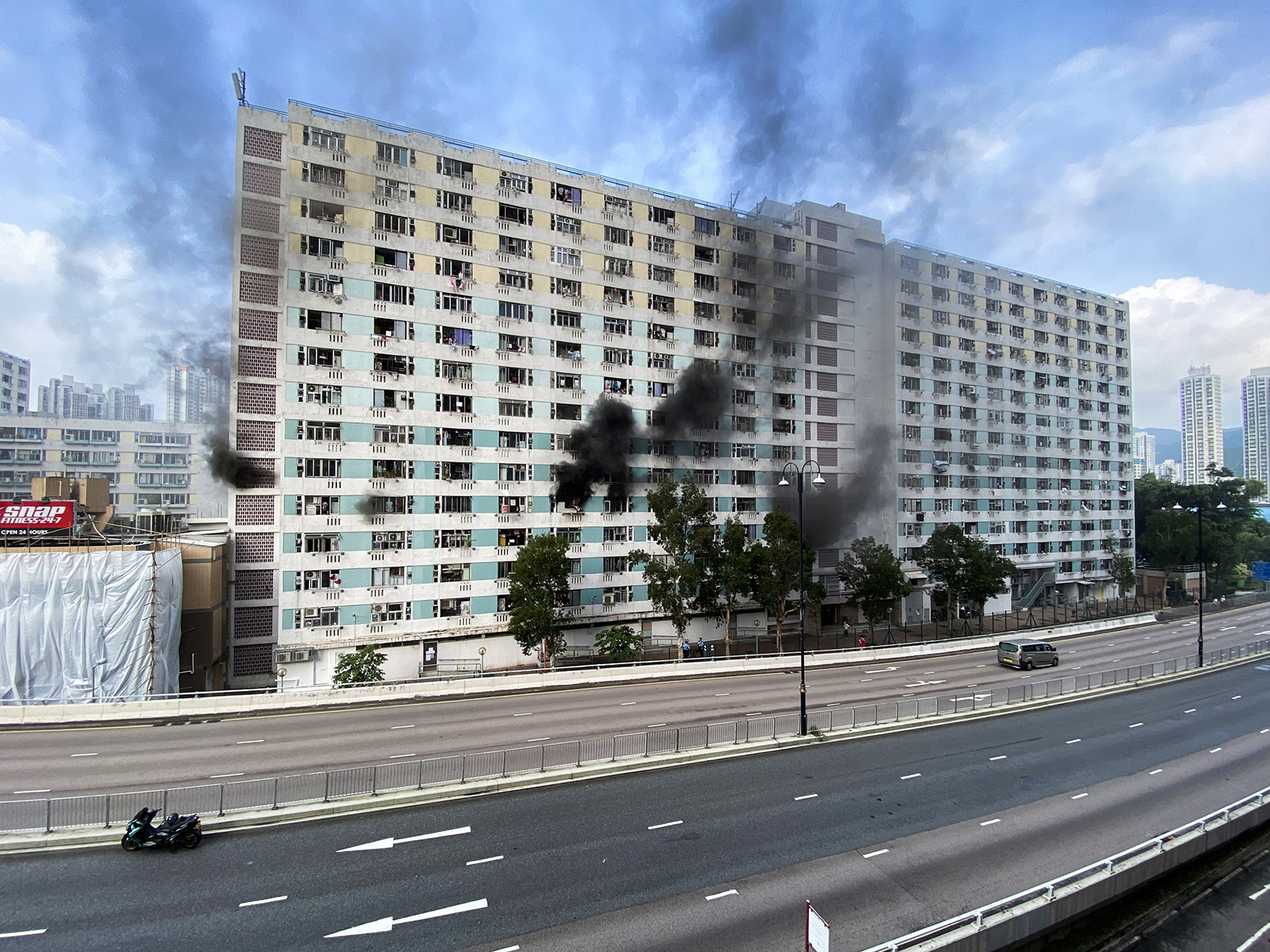
9月24日，瀝源邨榮瑞樓發生三級火警，濃煙密布大廈兩面.事件中兩男三女吸入濃煙不適送院，一人在在起火單位死亡，兩人情況嚴重，一隻貴婦狗亦死亡

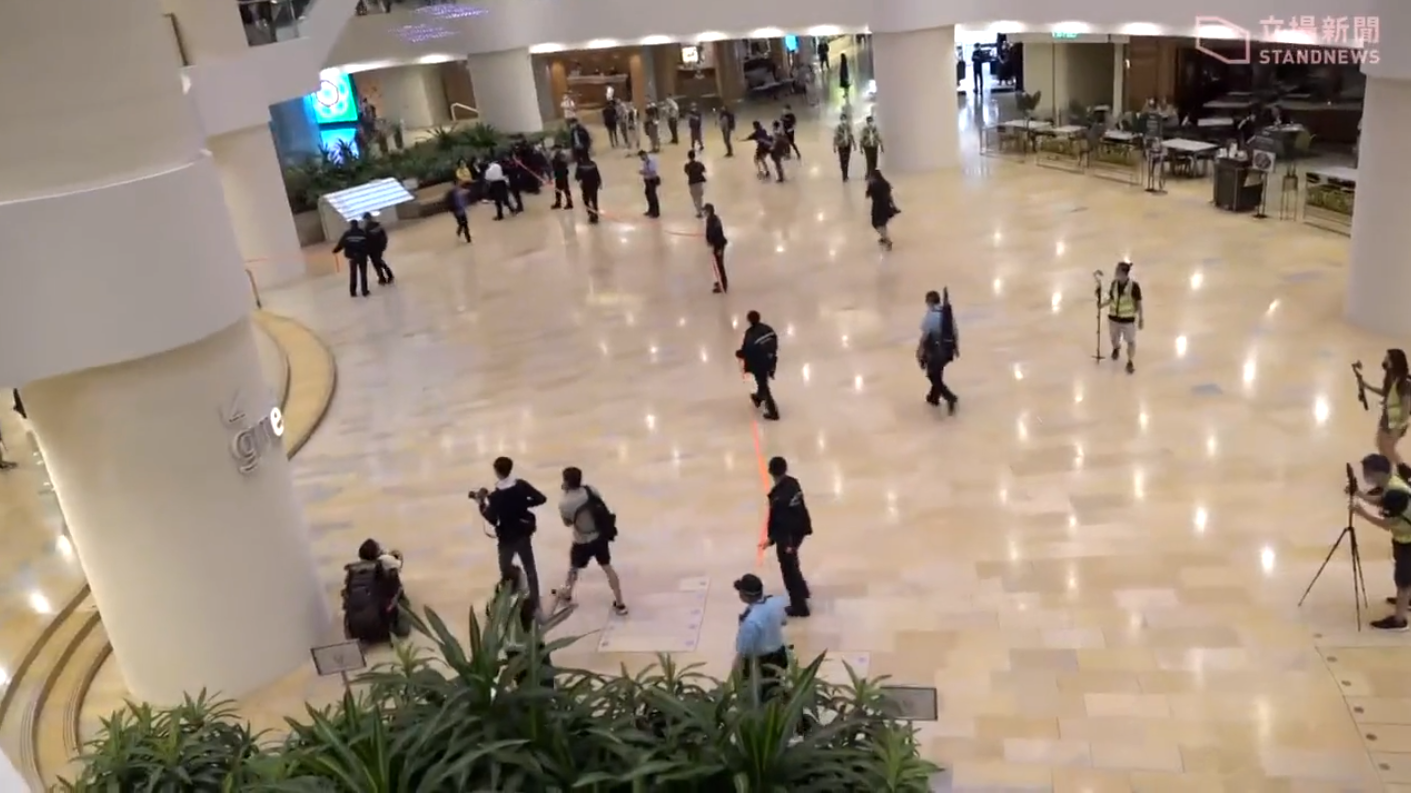
9月28日為雨傘革命六周年，大批軍裝警員闖入金鐘太古廣場中庭，設封鎖線逐步包圍記者

  - 行政長官林鄭月娥於記者會上公開表示完全支持教育局局長楊潤雄的說法，指香港無三權分立，自己會形容香港的三權關係是各司其職，希望可以互相配合。[368]
  - 普及社區檢測計劃（全民檢測）展開，首日共有12.6萬人已檢測。[369]
  - 港鐵將軍澳站發生奪命血案。下午5時，3名衛安解款員在近B出口的恒生銀行櫃員機進行維修期間，突遭一名30歲前男員工以刀襲擊。其中一名解款員手部及面部受傷，而另一名解款員遭割頸大量出血，送院後不治。據了解事件涉私人恩怨。[370]
- 9月5日：凌晨，葵涌邨映葵樓發生倫常謀殺案。一名21歲智障青年，懷疑遭46歲母親餵下安眠藥後，親自用膠帶勒斃其兒子。死者的13歲胞弟目睹兇案後報警，警方經調查後將涉案的46歲母親拘捕，列作「謀殺案」處理。[371]
- 9月6日：
  - 警方國安處人員拘捕人民力量副主席「快必」譚得志，指他在6月底至8月在九龍區舉行29次街站「發表煽動文字」，認為其言論和文字引起憎惡、藐視政府，字眼引起民間不滿。[372]
  - 有市民於原定香港立法會選舉的日子發起9月6日九龍大遊行，抗議政府將選舉押後。警方出動大量警力截查及驅散，到晚上9時，至少289人被捕。而警方多次暴力制服市民，以及任意拘捕大批行街或路過的人士，引起批評和國際關注。[373]
- 9月7日：
  - 大圍工廈「交通城大廈」繼續新增確診個案，衛生防護中心安排6樓全層近30人需檢疫。[374]
  - 反修例運動期間公開表態罷市的旺角手機維修店「3C維修工作室」，東主早前遭國安處人員拘捕，被控去年12月8日串謀意圖傷害警員。[375]
- 9月8日：
  - 凌晨尖沙嘴發生槍擊案，人稱「黐線勇」的黑幫和勝和「金牌打手」駕車至柯士甸道龍堡國際賓館對開，突然被一名鐵騎士開槍襲擊。他胸部中槍下繼續駕車往伊利沙伯醫院求救，其間撞到3輛的士。事主抵院後情况嚴重。[376]
  - 政府表示初步接觸11個國家商討「旅遊氣泡」，但未有落實時間表。
  - 29歲小學男教師因在11月11日慢駛私家車被警員截查時，用腳踢警長腹部一下，而被裁定襲警罪成。裁判官質疑教師對警員有敵意，同時沒有向醫生透露其妄想思想，也沒要悔意和反省，判囚9個星期，成為反修例案件中首宗教師罪成入獄的案件。[377]
- 9月9日：
  - 一名香島中學中四生使用軟件網上上堂時，因個人頭像換上有自行拍攝的「光復香港 時代革命」旗的頭像，而被學校罰停課一周，如再犯會開除學籍。[378]
  - 社民連吳文遠在2017年7月1日示威期間被警方拖上警車，他投訴在車內遭警員毆打和扯頭髮撼向車窗。傳媒也拍攝到相關照片。雖然他向投訴警察課投訴，不過最後列為「無法證實」及「並無過錯」。他容警方理由荒謬，反映制度上無法監察和調查警暴。[379]
  - 大圍工廈「交通城大廈」繼續新增確診個案，令該群組的感染人數增至13人。[380]
- 9月10日：
  - 12名港人因潛逃出境而扣押深圳已經兩周，不過看守所拒絕家屬委託的內地律師探視。被捕者家屬促內地當局履行「陽光司法」，並要求港府協助。[381]
  - 9月6日九龍遊行期間，新巴司機被警方以涉嫌危險駕駛和涉嫌藏有攻擊性武器拘捕，到今日落案起訴司機不小心駕駛，認為他只用單手控制軚盤和有挑釁手勢。[382]
  - 3名蒙面賊持刀及槌闖入新蒲崗一間珠寶金行，1分鐘內劫去約值57萬元金器。有職員表示30年前該店亦曾經發生一次槍劫案。[383]
  - 警方拘捕15人涉操縱壹傳媒股價，並以「串謀詐騙」及「處理犯罪得益」定性案件。有律師認為案件可能涉及政治因素。[384]
  - 新一期居屋和「白居二」計劃，首日接受申請。截至下午5時，房委會已收到逾1.3萬份申請。[385]
- 9月11日：
  - 陳彥霖死亡事件中，死因庭經歷12天聆訊、傳召32名證人，陪審團一致裁定陳彥霖死因存疑，因屍體腐化而不能確定死因。而《無綫電視》新聞轉述母親的回應，她表示不會評論裁決，只想回復正常上班。[386]
  - 國泰航空表明，公司及國泰港龍均不會就第二輪保就業計劃提出申請。工會對國泰表示失望，認為暗示會裁員。[387]
  - 原定港鐵東鐵綫新訊號系統和港鐵東鐵綫現代列車在9月12日正式啟用和投入服務，不過港鐵覆檢系統時發現行車路綫設定並不理想，曾經出現重複設定路綫的問題。因而決定押後，但未有交代何時會轉用。[388]
- 9月12日：
  - 12港人被中國海警拘捕事件，其中中6名被捕者的家屬現身，稱一直都無法查詢或聯絡家人，港府各部門也沒有提供幫助。有被捕者母親更哭起來，兩星期以來都「吃不到、睡不到」，期望政府盡快協助12人回港。[389]
  - 一輛洗街車在深水埗行駛時，懷疑煞車掣失靈，在元州街交界撞向一輛行駛6號線的九巴，引致23名乘客受輕傷，包括兩名小童。64歲男司機因涉嫌危駕被捕。[390]
- 9月13日：12港人被中國海警拘捕事件，外交部發言人華春瑩於Twitter稱該12人是「企圖將香港從中國分裂出去」。本土派鄒家成引述家屬表示華春瑩說法「生安白造」、更令人擔憂。[391]
- 9月15日：
  - 行政長官林鄭月娥出席行會會議前見記者，她表示12港人被中國海警拘捕事件是12名港人非法進入內地司法區的管轄範圍，認為由內地處理非常恰當，更批評部分本地或外國的人轉移視線。[392]
  - 警方拘捕無綫電視一名影帶調配助理，涉嫌於網上討論平台，發表煽動他人破壞港鐵設施及放火燒毁某電視台器材，亦煽動他人滋擾及攻擊該電視台藝人及客戶。無綫電視感謝警方鍥而不捨追查，會全力配合警方調查。[393]
  - 香港新增4宗確診2019冠狀病毒病個案，全部潛伏期身處外地，故衞生防護中心自7月6日以來首次不設記者會；而屯門醫院一名69歲男確診者不治，累計102人染疫死亡。[394]
- 9月16日：
  - 地政總署屯門測量處建議將屯門至赤鱲角連接路北面連接路命名為「屯門赤鱲角隧道公路」，並指出公路最快於10月正式通車。[395]
  - 死因庭就周梓樂死因展開研訊前檢討，聆訊將於11月16日正式展開，據悉將傳召約60名證人，並引入虛擬實境攝影。[396]
- 9月17日：
  - 25歲地盤工人涉在去年6月26日在灣仔警察總部追打一名便衣警員，而被控暴動及襲擊致造成身體傷害。法官郭啟安裁定他暴動罪成。是反修例運動中，首宗經審訊後被裁定暴動罪成的案件。[397]
  - 人民力量副主席譚得志就發表煽動文字、擾亂公眾秩序等罪，向高等法院申請保釋覆核被拒。[398]
  - 律政司就黎智英涉刑恐《東方日報》記者案提出上訴。[399]
  - 一名81歲老人被控在今年4月16日在中聯辦大樓附近用鑿刺傷社民連成員梁國雄，令他右腰窩擦傷。被告在東區裁判法院承認一項襲擊致造成身體傷害罪，更一度稱自己「替天行道」、「係我地中國地方搞事就唔得」、「黃之鋒、許智峯兩個遲早都要死」。裁判官鄭紀航稱被告「熱愛社會」和願意為社會做一些有意義的事，決定獲准保釋，押後至10月13日判刑。[400]
- 9月18日：
  - 終審法院海外非常任法官施覺民（James Spigelman）在9月2日辭任，澳洲廣播公司引述請辭與《港區國安法》有關。[401]
  - 高院裁定同性伴侶有自動繼承權，待遇不同屬歧視。[402]
  - 2018年在九龍西立法會補選勝出的建制派議員陳凱欣被高院裁定「非妥為當選」，其後提出上訴。終審法院拒批上訴許可，陳凱欣即時喪失議席，她對此感到失望和不理想。補選被裁定提名無效的劉小麗表示歡迎裁決。[403]
  - 關閉兩個月的酒吧重開，食肆及酒吧放寬可營業至凌晨零時。香港海洋公園亦重開。[404]
- 9月21日：
  - 匯豐控股可能被中國列入「不可靠實體清單」，股價跌5.33%，以全日低位的29.3元收市，跌穿2008年金融海嘯時低位，見1995年5月以來新低[405]。
  - 元朗襲擊事件14個月，晚上近7時，人稱「Lunch哥」的中學生David和市民在元朗YOHO MALL商場中庭高叫口號，惟不足數分鐘，大批防暴警員進入商場，截查David及數名市民，並一度舉起紫旗。其後在場截查記者，網媒「自由香港」記者被票控違反限聚令。一名南亞裔男子因身上檢獲電子煙而被帶走。警員到晚上10時才離開，期間在商場多處巡邏和戒備。[406]
  - 律政司考慮裁定「犯暴動不限現場」，認為非置身於暴動現場者，如「物資站」、「哨兵」、「載犯（家長車）」、「遞磚」等，亦可視為「共同犯案」而罪成，表示會對將來開審的社會運動案件潛在極大影響。[407]
  - 揭發沙中線紅磡站月台鋼筋被剪短的分判商中科興業遭法官宣布正式清盤。[408]
  - 海關接獲舉報，突擊搜查元朗酒樓「嘉嘉好宴會廳」並拘捕4人，發現售賣來自內地的170盒冒牌恆香月餅及200張虛假月餅券，售價較正貨低逾三成。[409]
- 9月22日：
  - 警方去信4個傳媒工會，更新《警察通例》下「傳媒代表」的定義，不再承認記協和攝記協會員證，只有登記政府新聞處新聞發布系統（GNMIS）的傳媒機構，或國際認可及知名的非本地新聞通訊社、報章、雜誌、電台和電視廣播機構才獲得承認。事件引發多個傳媒組織聯署，抗議有關修訂變相由官方界定何謂記者，令香港逐漸走向極權管治之路。[410]
  - 晚上，市民在將軍澳悼念陳彥霖逝世一週年。傍晚6時半，一名市民在PopCorn商場內高叫口號，大批便衣警員在場監視。到晚上7時16分，大批軍裝警員突然衝入商場內的一間鞋店內制服一人，期後被帶走。其後再有大批警員到商場內增援，要求在場拍攝的記者進行截查。而知專設計學院外也有市民獻花及點蠟燭悼念。到晚上8時，警員以揚聲器警告在場市民及記者需要在5分鐘內散去，否則會被票控違反「限聚令」。警方其後拉起橙帶，並要求所有記者一字排開靠牆站立，之後將主流傳媒及網媒分流處理。約10名網媒記者登記身分證等資料後才獲得放行，過程維持約40分鐘。[411]而尚德邨停車場外亦有市民聚集，警員在附近巡邏，並勸喻逗留現場的市民離開。
- 9月23日
  - 天水圍天祐苑祐康閣對開天福路一個巴士站旁花槽的一個垃圾桶發現一具剛出生不久的女嬰屍體。
  - 政府公佈幼稚園高班、小一、小五、小六、中一、中五、中六率先復課。[412]
  - 匯豐控股一度跌穿2009年世紀供股價28元，最低曾見27.5元，見1995年5月以來新低[413]。
- 9月24日：
  - 沙田瀝源邨發生三級火警，消防員在單位內發現男屍。[414]
  - 去年7月14日沙田新城市廣場衝突，裁判官裁定3人暴動罪成，判處監禁40個月至4年，成為第二宗「反送中運動」示威者承認暴動罪的案件。法官胡雅文指，集會自由並非絕對，不接受被告為「受害者」，也不接受辯方將各人的行為切割考慮，認為必須判處具阻嚇性刑罰。[415]
  - 黃之鋒下午到中區警署報到後，警方指他涉及去年10月5日參與未經批准集結及違反《禁蒙面法》，即場再次將他拘捕，之後步出中區警署。而古思堯亦因同一事件被捕。[416]
  - 特區政府將英國列高風險地區，10月1日起生效，抵港者需持有72小時內陰性報告。[417]
- 9月25日：運輸署宣佈由10月1日起，放寬商用車輛駕駛執照的申請資格，申請人如已完成私家車或輕型貨車的一年暫准駕駛期，則在獲取相應車輛類別的正式駕駛執照後，便即時符合資格申請商用車輛的學習駕駛執照或正式駕駛執照。此外，為進一步提升公共交通服務的安全及質素，申請的士及公共巴士正式駕駛執照的人士，除需通過相關駕駛考試外，亦必須在申請相關正式駕駛執照前的一年內，修習及完成相關的職前課程，才可獲發相關的正式駕駛執照。[418]
- 9月27日：香港電台記者利君雅遭港台要求延長試用期120日，涉及她在去年7月至11月期間出席政府記者會的表現進行調查。工會質疑港台做法是無理打壓記者。[419]
- 9月28日：
  - 雨傘革命六周年，有市民發起在金鐘太古廣場發起「和你Shop」行動。「Lunch哥」David現身，在商場內唱出半首《願榮光歸香港》期間，大批軍裝警員闖入商場驅趕，並截查包括David在內有數名市民和10多名記者。一名10多歲男童被帶上警車。[420]
  - 人民力量陳志全及議會陣線朱凱迪正式去信立法會秘書處，今年9月30日後不再繼續出任第六屆立法會議員。[421]
  - 是日香港恒生指數被日本日經平均指數超越，是自2006年5月30日以來首次。由於恒生指數在過去兩年先後受到中美貿易戰、反對逃犯條例修訂草案運動及2019冠狀病毒病疫情而被美國道瓊斯指數超越，因此恒生指數同時落後道瓊斯指數及日經平均指數，是自2001年9月17日以來首次。
- 9月29日：
  - 政府宣佈上水至元朗單車徑正式啟用。在這條單車徑通車後，市民可以使用單車徑由屯門踏單車至大埔、沙田及馬鞍山等地。[422][423]
  - 港岛北岸举行中区军用码头移交解放军驻港部队仪式，香港行政长官林郑月娥出席并致辞[424]。
  - 社工陳虹秀被控在去年8月31日於灣仔參與暴動，法官裁定表面證供不成立，當庭釋放，其餘7名被告則表證成立。
  - 民主黨早前委託香港民意研究所做民調決定議員去留，調查顯示支持留任和離任均未過半數門檻，最後15名民主派議員決定留任。
  - 其餘班級恢復實體課堂。[412]
  - 陳淑莊以個人健康及家庭為由，宣布拒絕延任並且不再繼續出任第六屆立法會議員，同時宣佈退出公民黨。[425]

### 10月
- 10月1日：

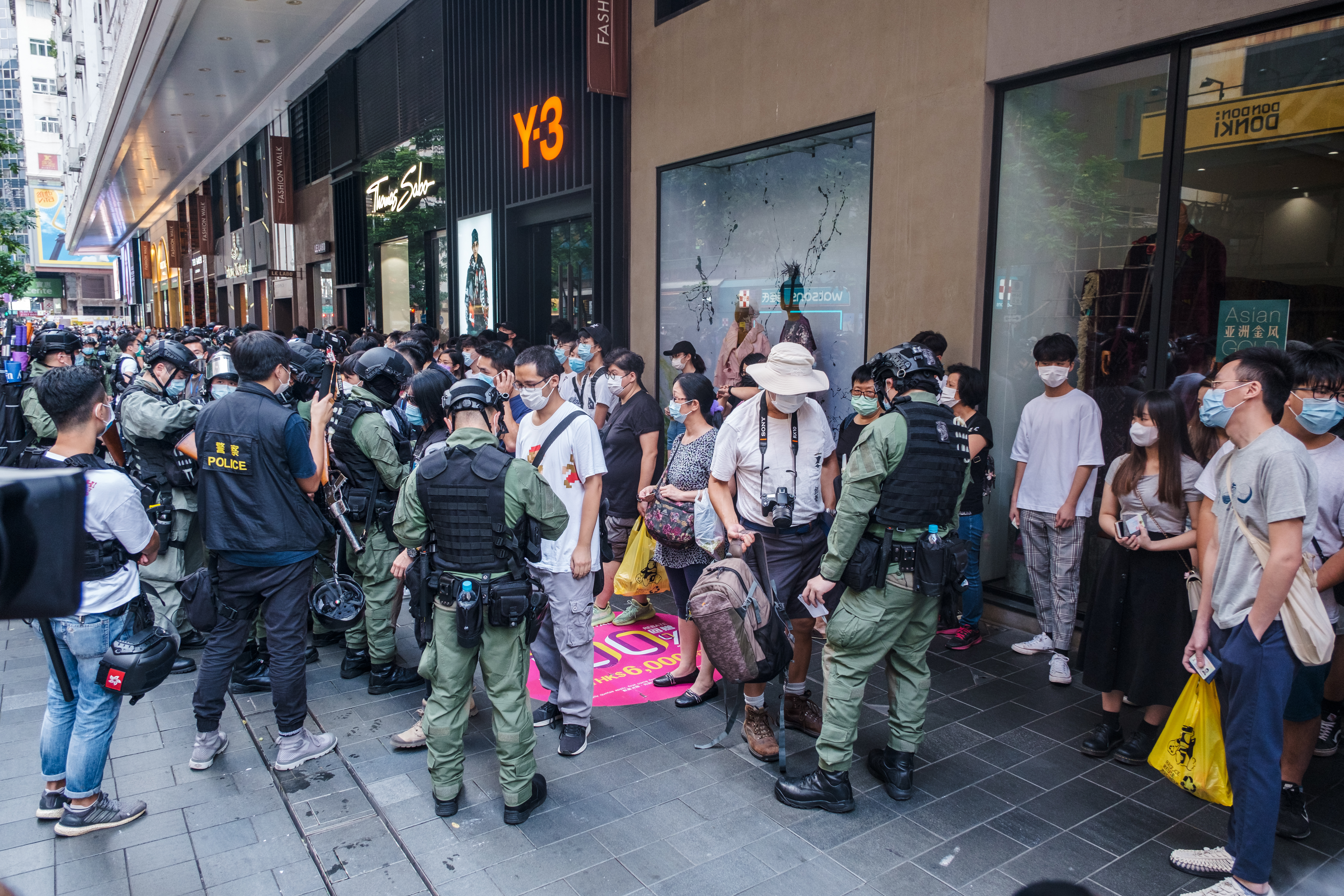
10月1日下午，大批市民在銅鑼灣百德新街被警員包圍無法離開，之後全部被捕

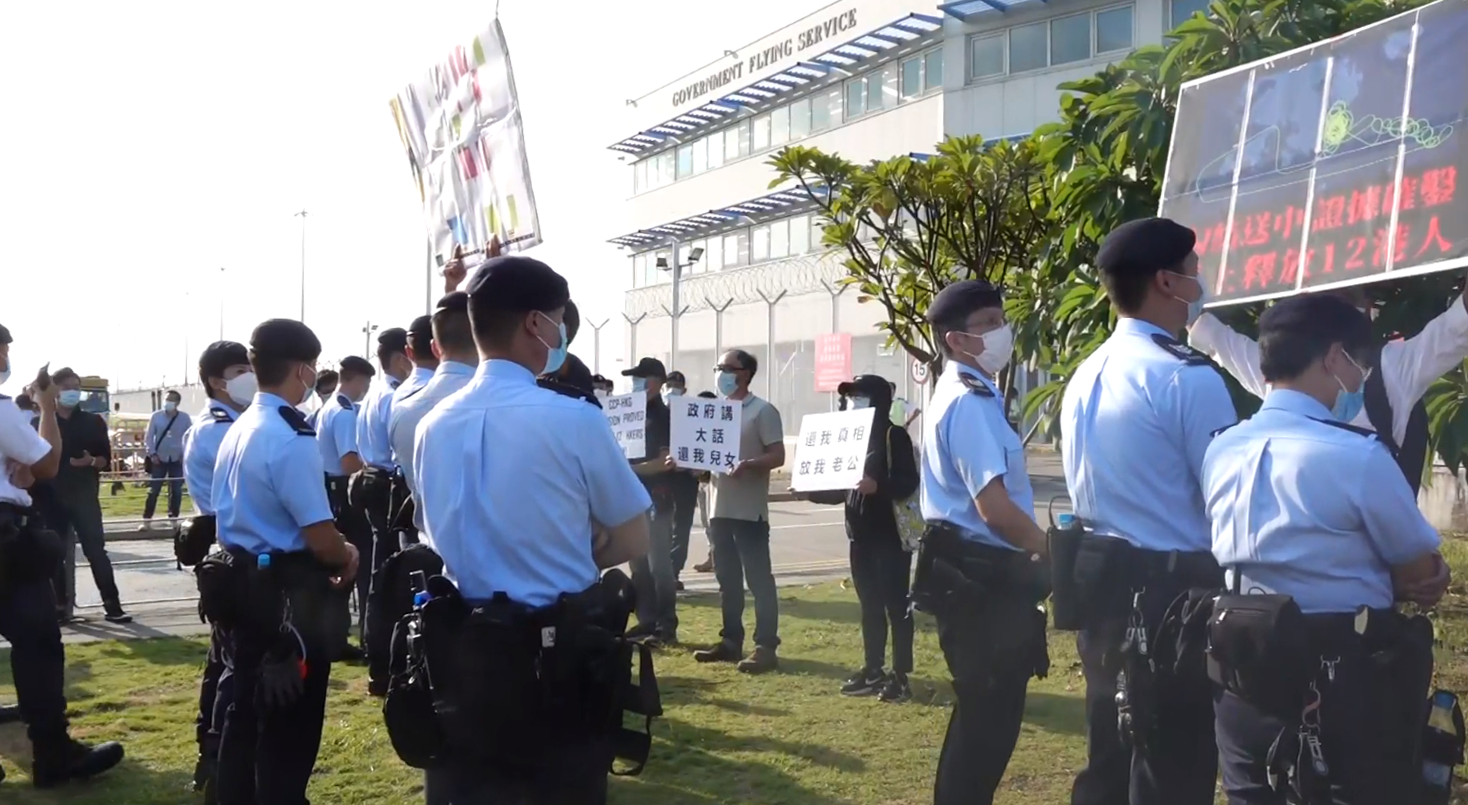
10月8日，12名港人部份家屬，與及協助他們的朱凱廸、鄒家成、岑敖暉以及黃之鋒，到赤鱲角的政府飛行服務隊總部抗議，警員拉起封鎖線，最後有8人被票控違反「限聚令」

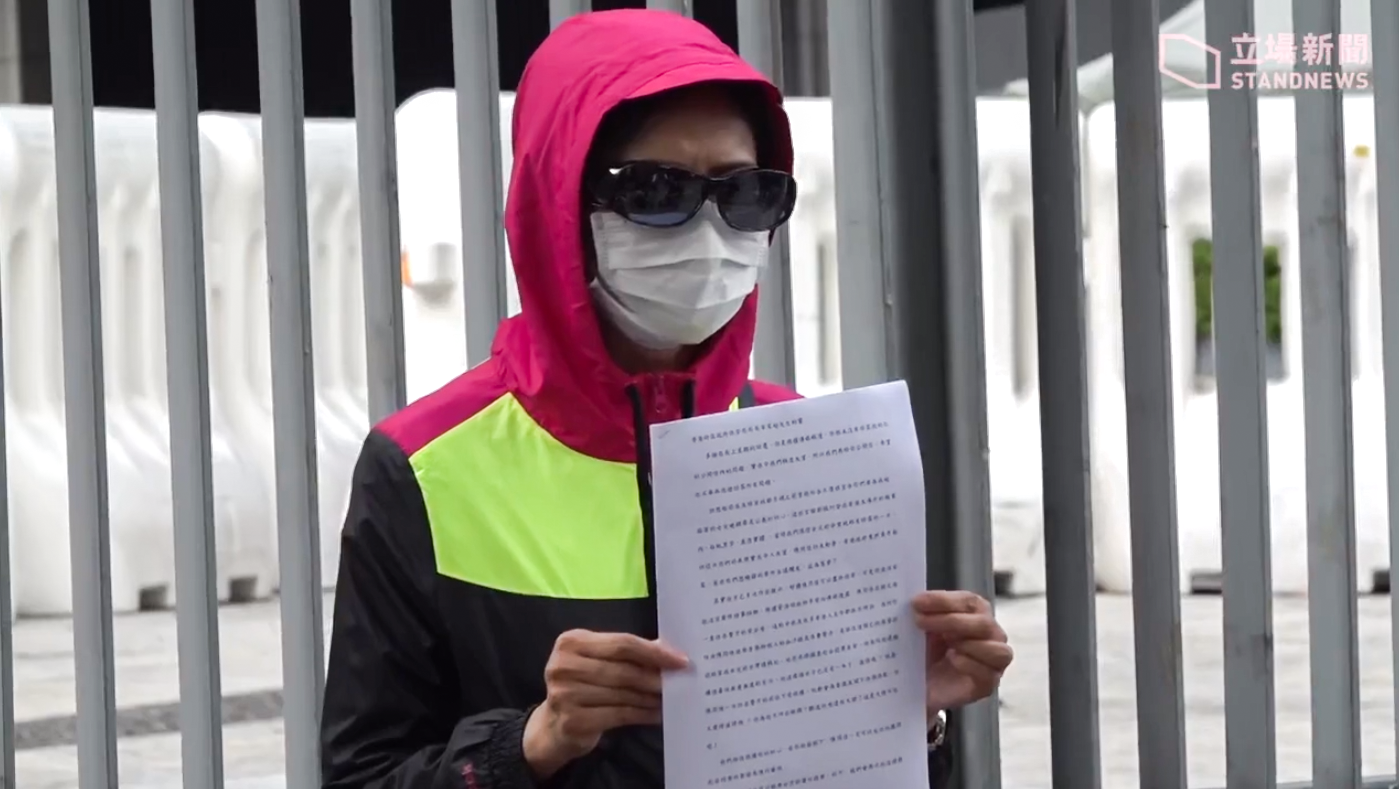
10月20日，潘曉穎母親中午親自到政府總部向保安局局長交公開信

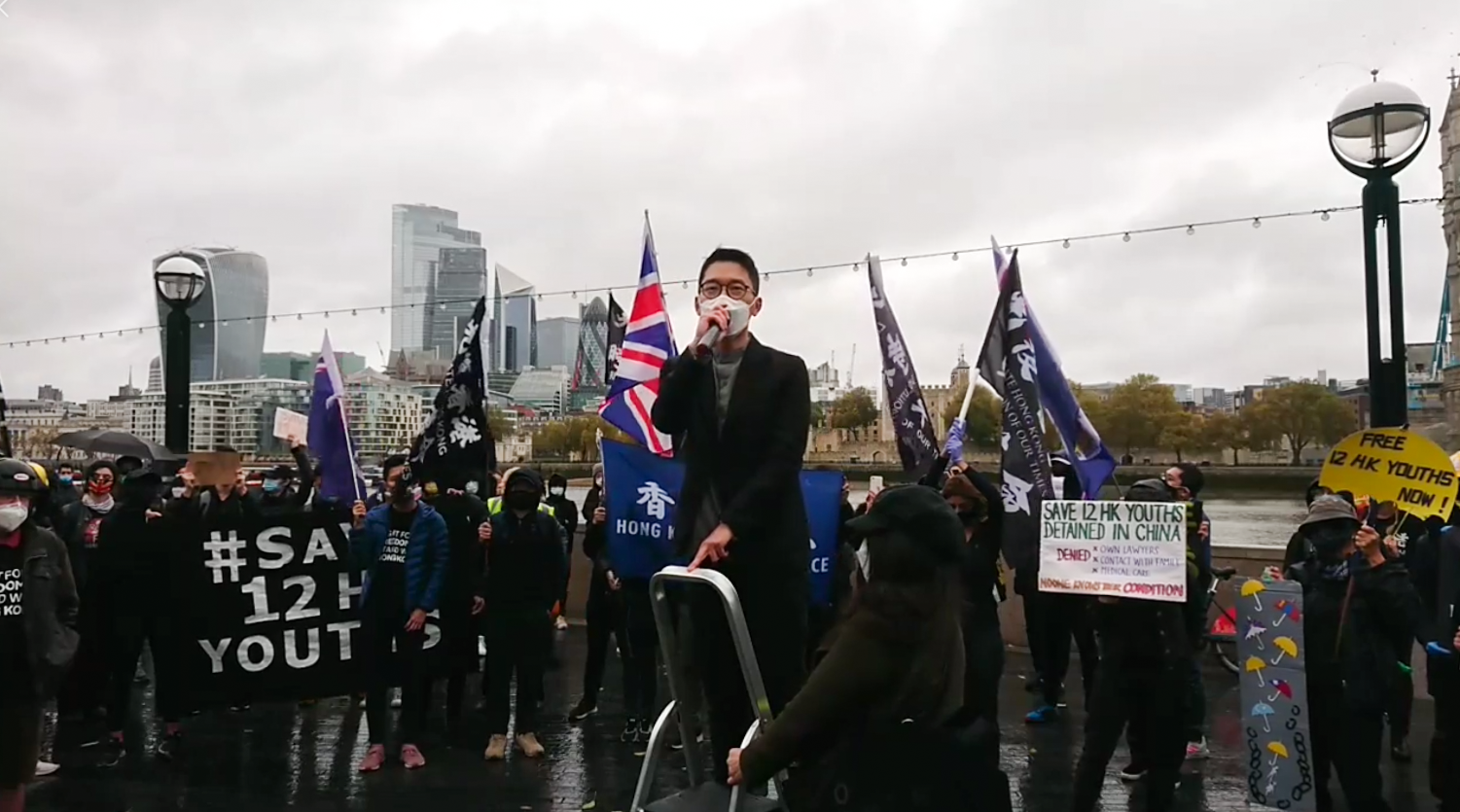
10月24日，英國倫敦的集會有300人參與，流亡英國的前香港眾志主席羅冠聰亦現身集會，並首次公開發言

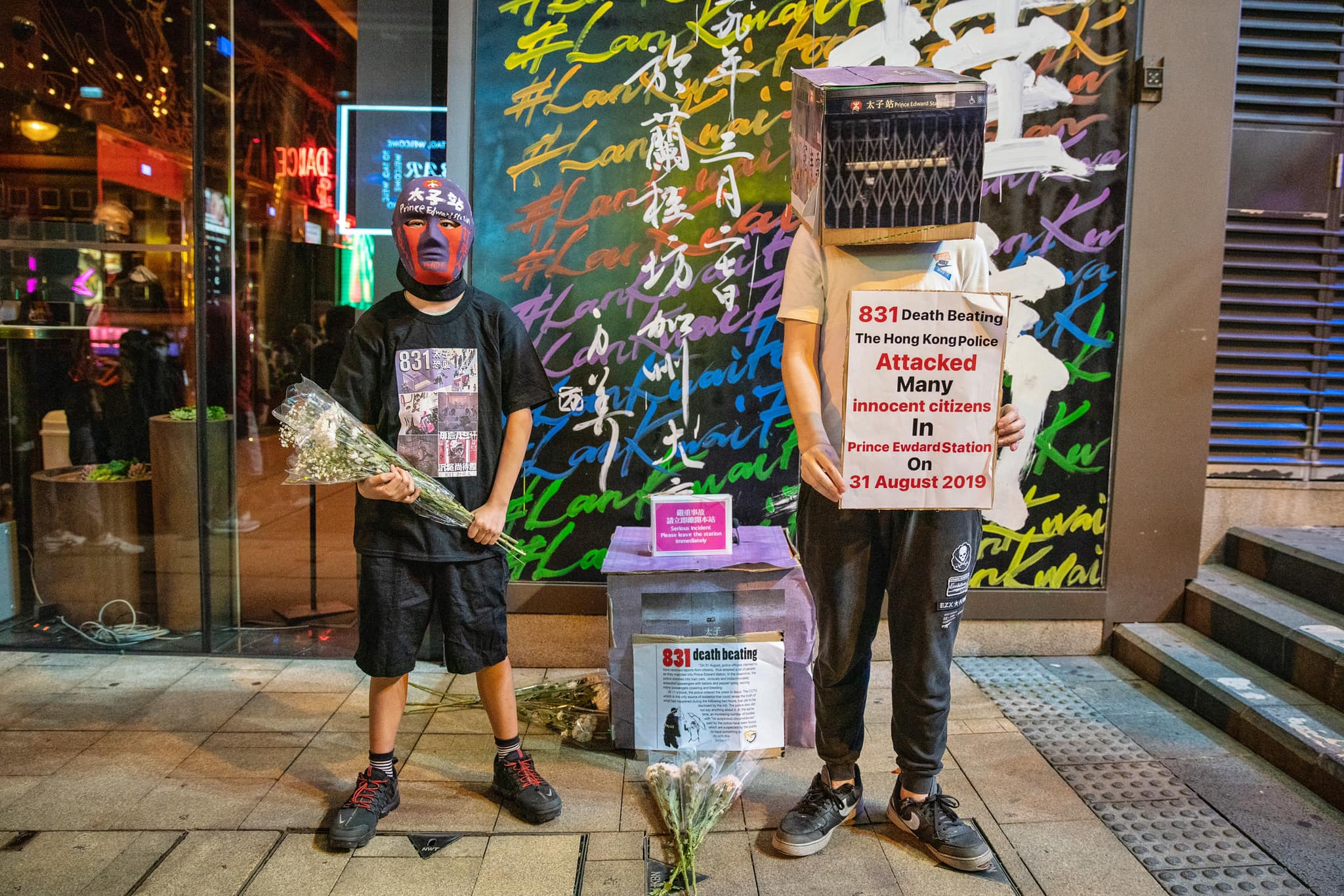
10月31日萬聖節，蘭桂坊有市民戴上有關8.31事件的道具

  - 10月1日是國慶日也是中秋節，民陣原定於今日舉行遊行，呼籲釋放12名被中方扣押的港人，不過被警方反對。在遊行原定出發點銅鑼灣東角道有不少市民聚集。大批防暴警員在百德新街一帶拘捕至少86人，其中包括4名區議員。有年輕網媒記者亦被票控違反限聚令。[426]
  - 多區發起 “中秋商場大遊行”及“月夕行動”，警方在全香港部署6,000警力，不過有關活動反應冷淡。
  - 有人發起在獅子山舉行「和你燈」活動，警員一早到獅子山上戒備。到晚上9時左右，山頂上有百多名市民唱《願榮光歸香港》、高呼「光復香港，時代革命」口號，山頂一度有逾百人聚集。警方以山上有可能出現非法集結為由，在晚上約9時半封鎖獅子山出入口，不准許市民上山。所有下山的人士都要搜身、搜袋和記錄身份證。[427]
- 10月2日：
  - 在台灣殺害女友潘曉穎的疑犯陳同佳，透過聖公會教省秘書長管浩鳴發放長23秒的錄音，再次向潘曉穎父母道歉，期望10月內可前往台灣自首。陸委會重申，刑事警察局跟港方警務處已就案件建立單一的聯繫「窗口」。[428]
  - 網媒聯合開記者會，反駁警察近日修改警察通例。
  - 屯門至馬鞍山單車徑元朗至上水段啟用第四天發生嚴重意外，一家四口踏單車途經元朗錦綉花園大道近錦壆路一條行人隧道落斜時，母親疑失控撞向路中間的膠柱，之後再衝前撞向兒子滑板車尾輪，受傷倒地並一度昏迷，其12歲兒子輕微擦傷。[429]
  - 將軍澳隧道巴士轉乘站往將軍澳方向正式啟用，共有25條巴士路線會增停該站，當中各獨營路線與同集團旗下路線皆設有八達通轉乘優惠，而唯一的聯營線690則不設轉乘優惠。[430]
- 10月4日：
  - 一塊印有「中國載人航天工程」英文縮寫及標誌的火箭碎片，近日被冲上西貢白腊灣沙灘。警方到場以膠帶圍封，並派員通宵駐守。到早上，漁護署及民航處到場了解後，多名水警和軍裝警員將碎片搬往水警小艇，運至西貢對面海水警基地暫時存放。[431]
  - 政府容許宗教活動恢復在崇拜地點進行後，香港聖公會各聖堂恢復主日崇拜，已關閉逾兩個月的黃大仙祠重開。[432]
- 10月5日：教育局首次以「教材散播港獨信息」名義取消一名在九龍塘宣道小學教師的註冊。教協強烈譴責教育局取消教師資格，並正協助相關教師上訴。[433]
- 10月6日：
  - 凌晨尖沙嘴一間樓上酒吧發生謀殺及傷人案，導致4名職員受傷，1名男職員被打至頭部重傷昏迷，送院後不治。據了解該酒吧職員有黑幫背景。[434]
  - 政府抗疫專家組成員之一、曾任世衛助理總幹事的港大公共衛生學院院長福田敬二不獲港大續約，有港大中人對此感到驚訝。有消息稱是校長張翔否決。[435]
- 10月7日：
  - 新型冠狀病毒疫情在國慶及中秋節長假期後出現反彈，新增9宗本地個案，屬大半個月以來最多，尖沙嘴酒吧「China Secret」及泰裔人群組擴大至10人感染。而葵涌石蔭路殘疾院舍「國寶之家」有男院友確診，30多名院友及6名職員要檢疫。[436]
  - 居屋2020和「白居二」計劃截止申請。房委會表示截至下午5時，共接獲約23萬宗申請，超額申請約32倍。但因受經濟不景影響，申請數字較以往低。
- 10月8日：
  - 前香港眾志秘書長黃之鋒，岑敖暉和朱凱迪與12名港人家屬到飛行服務隊總部示威，稱取得一份疑屬飛行服務隊的飛行紀錄，指當日兩次行動標示為「P-OPS」，解讀為「警方行動」。示威不足一分鐘，警員以「限聚令」為由禁止集結，即場票控6男2女。[437]
  - 司法機構裁定6宗投訴裁判官何俊堯不成立，認為他判案沒有政治傾向。司法機構會將法官投訴的結果及論據上載網上，讓公眾參考。[438]
  - 特首林鄭月娥第四份《施政報告》會研究合資格選民在可在中國內地若干城市進行立法會選舉投票，並不只限大灣區。民主派立法會議員批評有關做法破壞本港選舉的公平、公開及公正。[439]
  - 新世界發展以底價47.76億元投得北角皇都戲院大廈，是香港歷來最高成交價強拍個案。新世界表示會盡力復修及保留皇都戲院，並活化為藝術文化表演場所，將戲院天台的「飛拱」的桁架建築作休憩空間，讓公眾人士觀賞及「打卡」。[440]
- 10月10日：
  - 清晨，警方在九龙及新界不同地方共拘捕4男5女，被指控涉嫌提供船、資金、安排他們偷渡前的住宿安排及前往碼頭，以及安排到達台灣後的生活等。12港人家屬透過「12港人關注組」facebook專頁回應事件，指警方的拘捕行動試圖轉移視線，是基於深圳公安審訊12人時所獲的資料，憂慮12人會面對酷刑逼供。[441]
  - 大圍站上蓋新盤柏傲莊開放示範單位，排隊人龍達逾千人，圍繞商場至愉景新城天橋，告示牌指預計最長等候時間達8小時。著名電台主持人車淑梅亦有到場，打算選購予兒子，形容難抽如六合彩。[442]
- 10月11日：
  - 公務員事務局發通告，要求今年7月1日或以後入職的公務員簽署聲明，確認擁護《基本法》和效忠特區。公務員事務局長聶德權表示，若公務員違反誓言，「或者有推翻現屆政府的意圖」。港大法律學院講座教授陳文敏形容聶的說法是「非友即敵」，屬共產黨思維。[443]
- 10月12日：
  - 行政長官林鄭月娥原定明天宣讀任內第四份《香港施政報告》，不過因中共總書記習近平南下，要到深圳參加「深圳經濟特區建立40周年慶祝大會」而延期，是歷任行政長官首次臨時更改。她稱需要一系列措施要求中央支持。建制派表示理解，並再三要求儘快落實香港健康碼。民主黨主席胡志偉批評林鄭月娥有如北京的「扯線公仔」。[444]
  - 選管會就立法會選舉發表報告書，表示境外投票「涉及重大的選舉政策考慮」，而設關愛隊應該向立法會修例，同時建議政府認真研究是否需管制「初選」。[445]
  - 晚上11時許，一輛行走673線往上水方向的九巴沿大老山公路北行，駛至石門交匯處時發生故障並傳出燒焦味，巴士車長隨即將巴士停靠路肩並安排乘客疏散，之後在等候工程人員到場處理期間，巴士突然冒煙起火自焚，最終全車焚毀，無人受傷。[446]
- 10月13日：
  - 熱帶風暴浪卡在本港以南450公里掠過，天文台在清晨5時40分發出八號烈風或暴風信號，成為自1961年以來發出八號烈風或暴風信號距離本港最遠的熱帶氣旋。[447]
- 10月14日：
  - 中九龍幹線何文田垂直豎井通道地盤在晚上7時許發生嚴重工業意外，工人於地盤內吊運一輛挖泥機期間，挖泥機疑失去平衡直墜數十米深豎井。路政署表示事件中無人受傷，並要求停工。[448]
- 10月15日：
  - 美國國務院正式警告國際金融機構，要求不可與包括行政長官林鄭月娥在內等9名遭到制裁的人士有商業往來，否則可能面臨二次制裁。警務處前處長盧偉聰被剔出名單。[449]
  - 香港與新加坡就建立雙邊「航空旅遊氣泡」達成原則協議。[450]
  - 警方14名探員持搜查令，到壹傳媒集團創辦人黎智英名下一間位於觀塘的辦公室近1小時，並撿走一批證物後離開。[451]
- 10月18日：香港歷史博物館「香港故事」展閉館前，當天下午有數百人在館外排隊等候進入，全日有逾9800人次入場。到晚上7時閉館前夕，有市民於第8展區內高呼「光復香港，時代革命」口號，有不少市民和應。[452]
- 10月19日：
  - 中西區區議會主席、民主黨鄭麗琼被控在今年3月在facebook轉發射盲印尼記者的警員之名字的帖文，律政司控告她民事藐視法庭，她被判監禁28天、緩刑12個月，並須向律政司支付訟費。法官判刑表明日後若有人違反「起底」警員的禁制令，量刑起點很可能是數以月計的即時監禁。[453]
  - 一名被控暴動罪的中大女學生，獲得德國庇護3年難民身份，但之前曾遭職員性侵。[454]
- 10月20日：台灣殺人案疑犯陳同佳接近刑滿出獄一年，死者潘曉穎的母親在中午到金鐘政府總部遞交公開信，要求保安局局長李家超特事特辦，協助陳同佳盡快到台灣投案自首，不要官腔回應。[455]
- 10月21日：
  - 國泰航空宣布大幅裁員8,500人，其中5,300名為香港員工，有35年歷史的國泰港龍航空即日停止營運。
  - 721事件15個月，大批警員在元朗站和區內重兵佈防。一名男子在站內被帶走。到晚上近7時，30歲的第二代美國隊長到YOHO MALL中庭高叫「光復香港 時代革命」及「香港獨立」等口號，並唱《願榮光歸香港》。期間有少數市民和應。不足數分鐘，近100多名軍裝警員和便衣警員從多路走入商場，第二代美國隊長涉嫌違反「煽動意圖罪」被捕。[456]
- 10月22日：
  - 英國當局公布，所有合資格申請英國國民（海外）護照（BNO）的港人，明年1月31日起可申請特別簽證留英，不設限額。特區政府對此表示不滿，批對方違背承諾，嚴重干預香港特區事務，敦促英國政府停止干預香港特區事務，重回正軌。[457]
- 10月24日：12港人關注組發起「國際連動 聲援十二港人」行動，在英國倫敦的集會有300人參與。流亡英國的前香港眾志主席羅冠聰亦現身集會，並首次公開發言。他表示海外的人士有更大責任和能力做更多的事。[458]而美國、加拿大、澳洲、瑞典、韓國、印度等多地亦有人發起聲援12港人行動。[459]
- 10月27日：
  - 已宣布解散香港分部的學生動源，其前召集人鍾翰林及前成員何忻諾和陳渭賢再度被捕，涉嫌自今年9月在網上社交平台發表有關煽動他人分裂國家的內容。據報道，鍾翰林被捕後有4人擬進入美國駐港總領事館尋求庇護，但被拒進入。館方以沒資料提供回應。[460]
  - 香港大學校委會在學生爭議聲下，以大比數通過兩名清華大學學者申作軍及宮鵬出任副校長。校委會主席李國章表示，外界對二人的「指控皆不成立」。學生會譴責校委「一意孤行」通過任命。[461]
- 10月31日：
  - 「陣地社工」成員陳虹秀等8人，早前被控去年8月31日在灣仔參與暴動。繼陳虹秀後，餘下的7名被告裁定暴動罪不成立。而第四被告另被控的一項在公眾地方管有攻擊性武器亦不成立。[462]
  - 太子站襲擊事件14個月，自傍晚起有大量警員在周邊戒備，並截查在場市民，包括一名免費派發白花的男子，也有同行只有二人的市民被票控違反限聚令。到晚上8時許，警員在西洋菜街及太子道西交界附近拘捕兩名男子，其中一名被捕人士是元朗區議員伍健偉。指兩人分別涉及阻礙警員執行職務及公眾地方行為不檢。而區議員在警方封鎖線外收集到場人士的鮮花。

### 11月
- 11月1日：
  - 旺角砵蘭街命案。

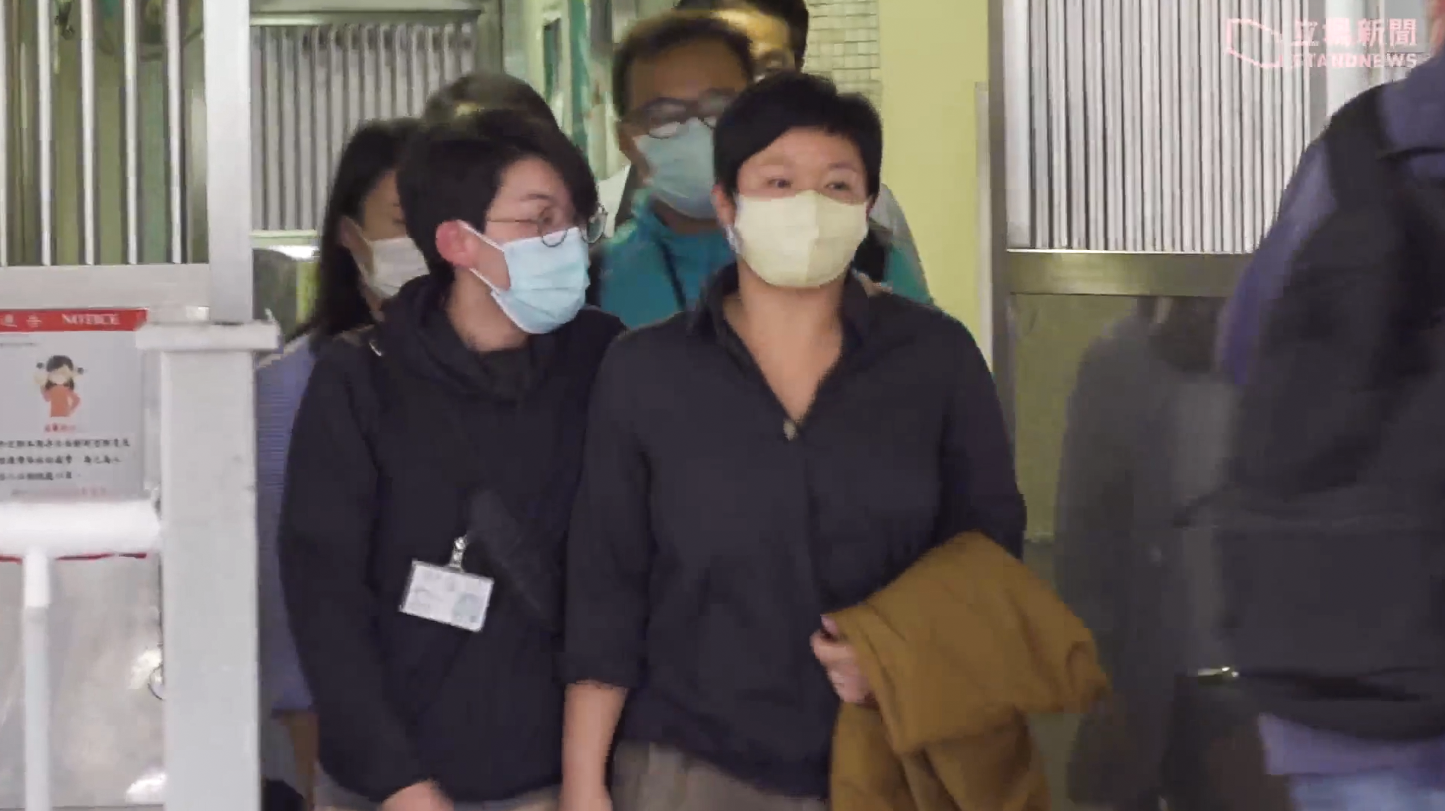
11月3日，警方拘捕香港電台《鏗鏘集》編導蔡玉玲，指她製作《721誰主真相》期間，查冊車牌資料時涉嫌作出虛假陳述而被捕

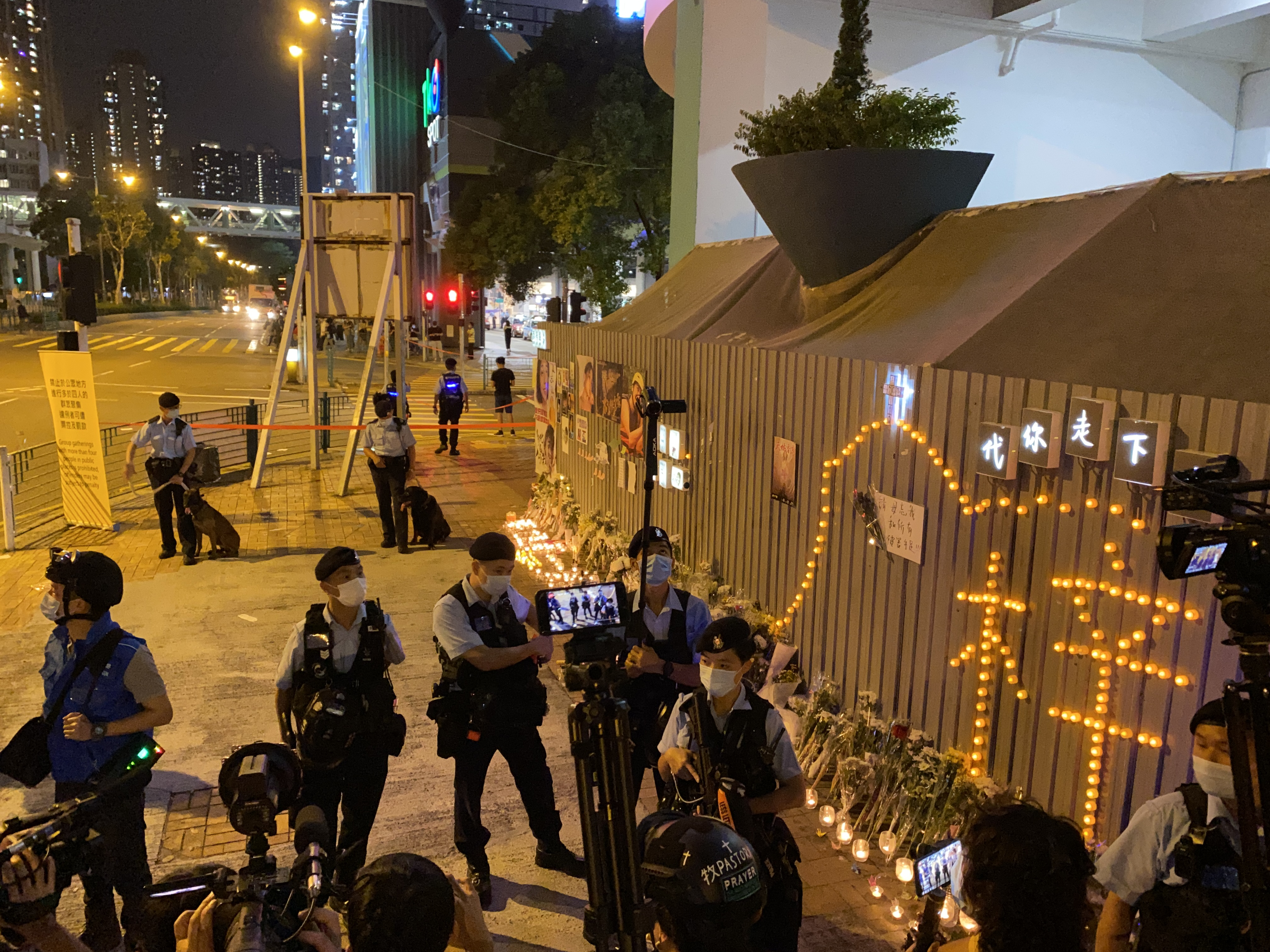
11月8日22歲科大生周梓樂逝世一周年，警員稱要實施人流管制為由，一度在祭壇前設封鎖線

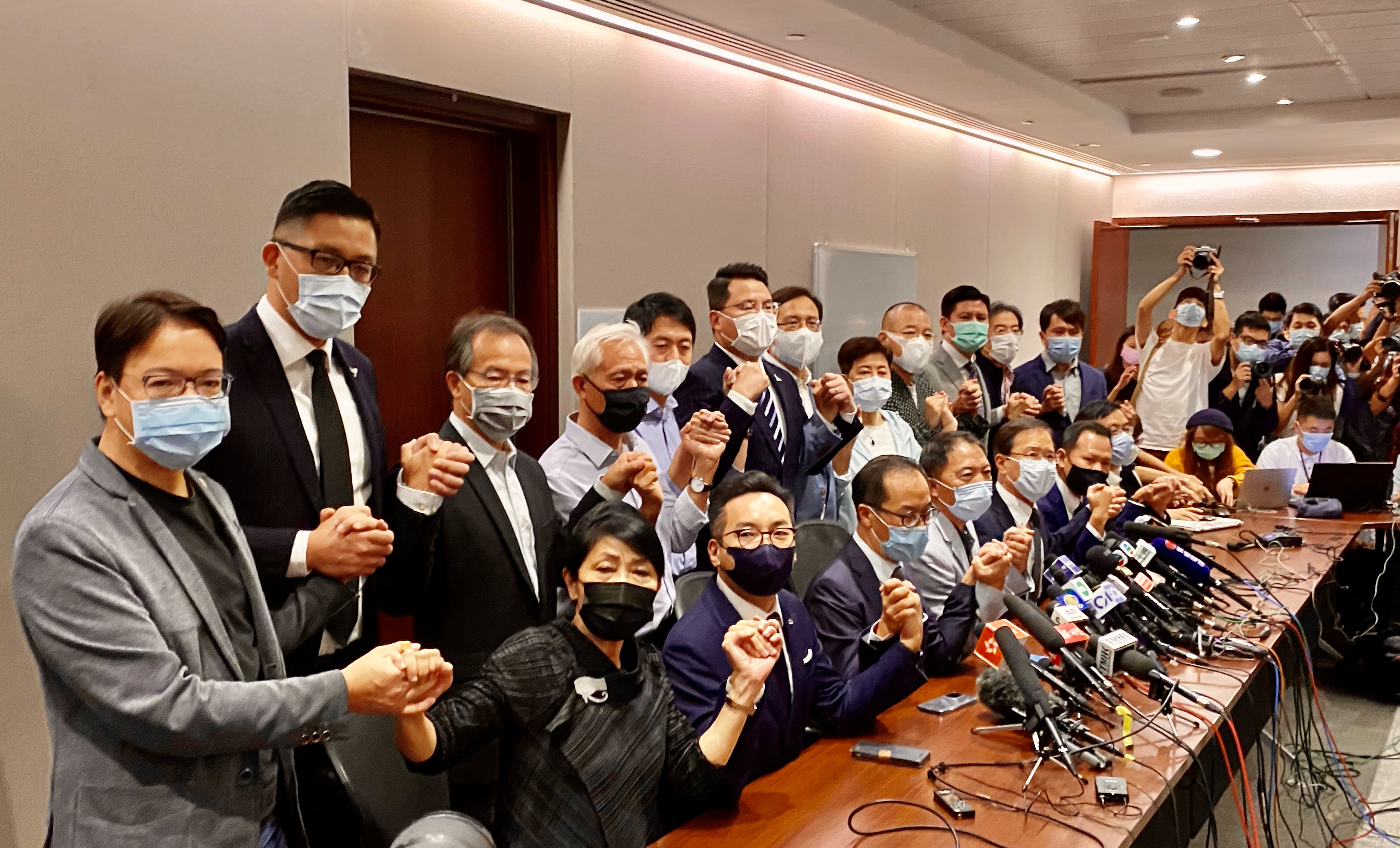
11月11日，19名香港民主派立法会议员宣布集体总辞，对中国全国人大常委会通过，有关褫夺4名民主派议员的决定，表达强烈抗议

  - 7名民主派立法會議員（胡志偉、尹兆堅、黃碧雲、張超雄及其議員助理、工黨主席郭永健、陳志全和朱凱廸）被指在今年5月8日立法會內會衝突，在早上被警方拘捕，涉違《立法會（權力及特權）條例》下的「藐視罪」及「干預立法會人員」，案件11月5日於東區裁判法院提堂。
- 11月3日：
  - 警方拘捕香港電台《鏗鏘集》編導蔡玉玲，指她製作《721誰主真相》期間，查冊車牌資料時涉嫌作出虛假陳述而被捕。廣播處長梁家榮表示關心事件，擔心會有寒蟬效應。[463]
  - 螞蟻金服上市在即，不過上海證券交易所和港交所在晚上突然宣布，暫緩集團A股及H股上市的安排。[464]
  - 為機場提供地勤服務的怡中航空宣布裁員大約340人，佔整體員工大約17%。[465]
- 11月8日：
  - 蘇屋邨荷花樓2011室三屍命案。
  - 22歲科大生周梓樂逝世一周年，大批市民晚上到尚德十字路口（尚十）外悼念和獻花。大批機動部隊警員在馬路周邊和停車場內戒備，並多次開咪警告在場者或違反限聚令，要求市民完成悼念後離開現場。其後警員稱要實施人流管制為由，一度在祭壇前設封鎖線。到晚上8時許，原本計劃舉行默哀儀式，不過有人叫「光復香港，時代革命」後，警員隨即跑過對面馬路，舉起紫旗警告指該口號或違反《港區國安法》。
- 11月9日：
  - 建制派圈子傳出，人大常委會將撤銷四名民主派立法會議員資格，包括公民黨楊岳橋、郭榮鏗、郭家麒及專業議政梁繼昌。泛民主派議員表明如果四人遭DQ，全體議員將義無反顧集體總辭抗議。[466]
  - 5間學校爆發上呼吸道感染，包括3間幼兒學校、一間幼稚園及一間小學。[467]
- 11月10日：
  - 美國財政部宣布制裁4名被指“涉及在香港壓制異見的人”，包括香港警務處國家安全處高級警司李桂華、警務處副處長劉賜蕙、國安公署副署長李江舟、國務院港澳辦副主任鄧中華[468]。中国外交部發言人汪文斌對此堅決反對，強烈譴責，敦促美方立即停止插手香港事務，立即撤銷制裁[469]。香港特区政府表示，反對美方對四名官員的制裁行動，形容為「卑劣行徑」[470]。
- 11月11日:
  - 第十三届全国人民代表大会常务委员会第二十三次会议审议通過《全国人民代表大会常务委员会关于香港特别行政区立法会议员资格问题的决定》[471]，指「宣揚或者支持『港獨』主張、拒絕承認國家對香港擁有並行使主權、尋求外國或者境外勢力干預香港特別行政區事務，或者具有其他危害國家安全等行為」者經「依法認定」後喪失議員資格。香港政府隨即宣布取消梁繼昌、楊岳橋、郭榮鏗及郭家麒四人的議員資格。[472]其餘15名泛民主派议员宣布集体辞职以抗議全國人大常委會的決定，只有熱血公民鄭松泰和醫學界陳沛然表明會留任[473]。
  - 沙田源禾路和沙田鄉事會路交界發生嚴重車禍，一輛寶馬私家車懷疑衝燈高速撞向一輛電單車，現場地面留有大灘血迹，電單車司機死亡。[474]
- 11月13日:
  - 加拿大政府因應《港區國安法》實施，宣布多項便利港人移居加拿大的措施，包括為近5年專上學院畢業的香港青年人提供為期3年的open work permit工作簽證，並表示申請人在加拿大有最少1年工作經驗、符合語言和教育要求，或於加拿大專上教育機構畢業，可直接申請永久居留，有關措施將於明年落實。[475]
  - 香港記者協會申請在11月15日遊行，聲援香港電台《鏗鏘集》編導蔡玉玲因涉嫌查冊時作出虛假陳述而被檢控。同時向警方行提項措施，當中包括採「實名制」，並只限記協會員、新聞界、大專新聞系師生參加，謝絕公眾參與。到深夜11時53分，政務司長辦公室表示現時疫情嚴峻，拒絕批准遊行。記協對此表示極度失望，無奈取消遊行。
- 11月15日：
  - 油麻地廣東道一幢唐樓發生奪命火災，造成8人死亡（其中7人於事發當日送院後不治，另1人留醫五日後傷重死亡），10人受傷，死傷者大部分為尼泊爾裔，當時正為小童舉辦生日派對。而議員表示該餐廳是無牌經營，女東主在火警中喪生。[476]

- 11月16日：
  - 周梓樂死因研訊展開，預計審期為時25日。其父親呼籲目擊事件的市民提供資料，盡量還原真相，讓兒子安息。[478]
- 11月17日：
  - 維園年宵一連兩日競投濕貨攤檔，自1990年起於該處檔的支聯會雖然成功投得3個攤檔，不過食環署一度稱需「重新考慮」和要請示上級及覆核為由，拒絕即時簽約。數小時後決定簽約。負責競投的支聯會秘書蔡耀昌認為今次事件是屬政治打壓，形容似是「等候發落」。[479]
  - 港澳辦副主任張曉明透過視像參與律政司在港舉辦的《基本法》頒布30周年法律高峰論壇。他表示香港社會崇尚的民主、自由、人權等核心價值之前，應當加上「愛國」一詞，同時指11月11日人大取消議員資格的「決定」成為堅實法律基礎，指「愛國愛港者治港，反中亂港者出局」已經成為「法律規範」，不容外國抹黑詆毁。[480]
- 11月18日：前立法會議員朱凱廸、陳志全及許智峯在早上被警方拘捕，涉嫌與今年6月4日立法會國歌法三讀期間潑臭水事件有關。[481]
- 11月19日：

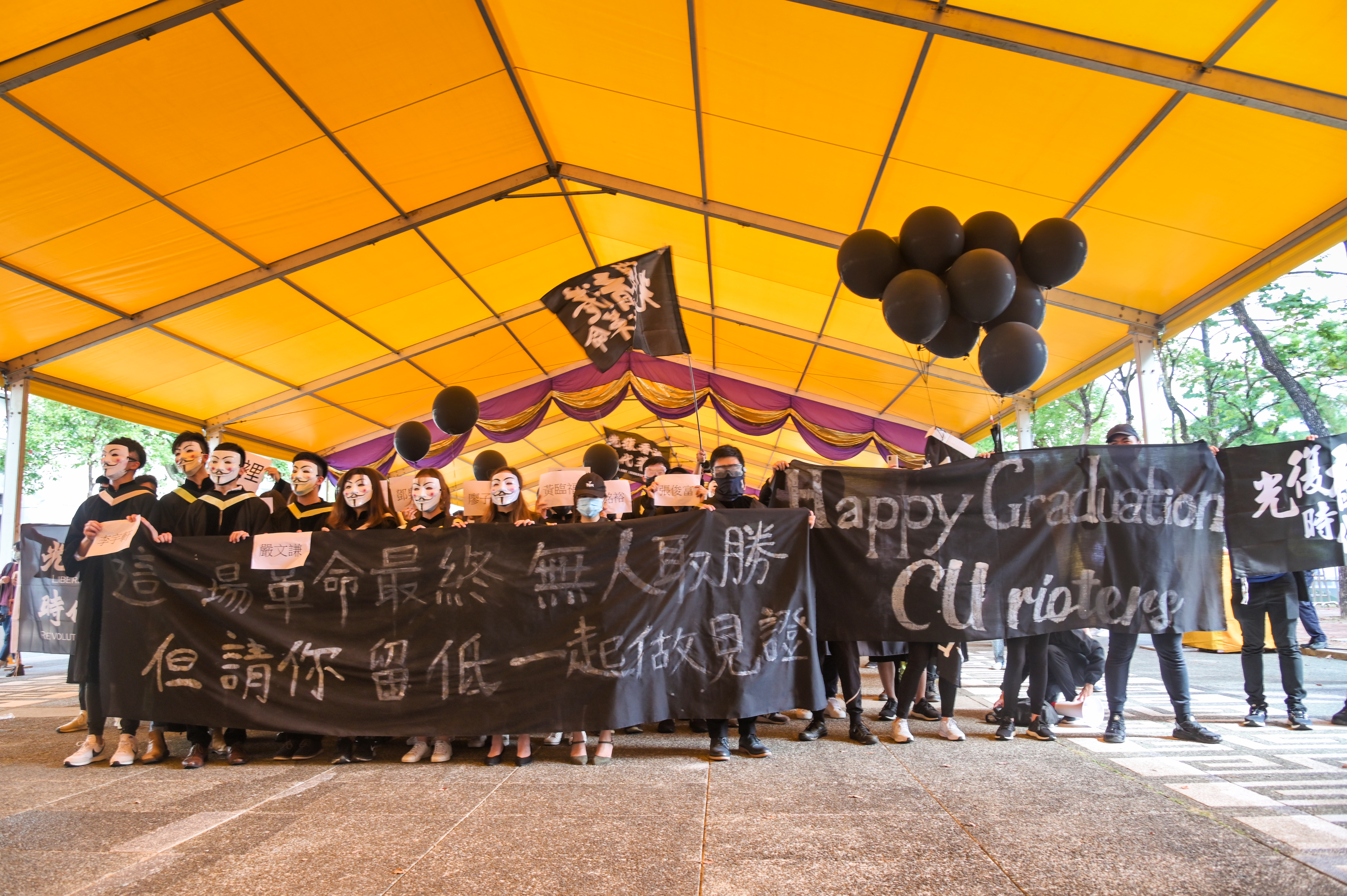
11月19日，香港中文大學的示威人士在百萬大道影「畢業照」和合唱《願榮光歸香港》後解散

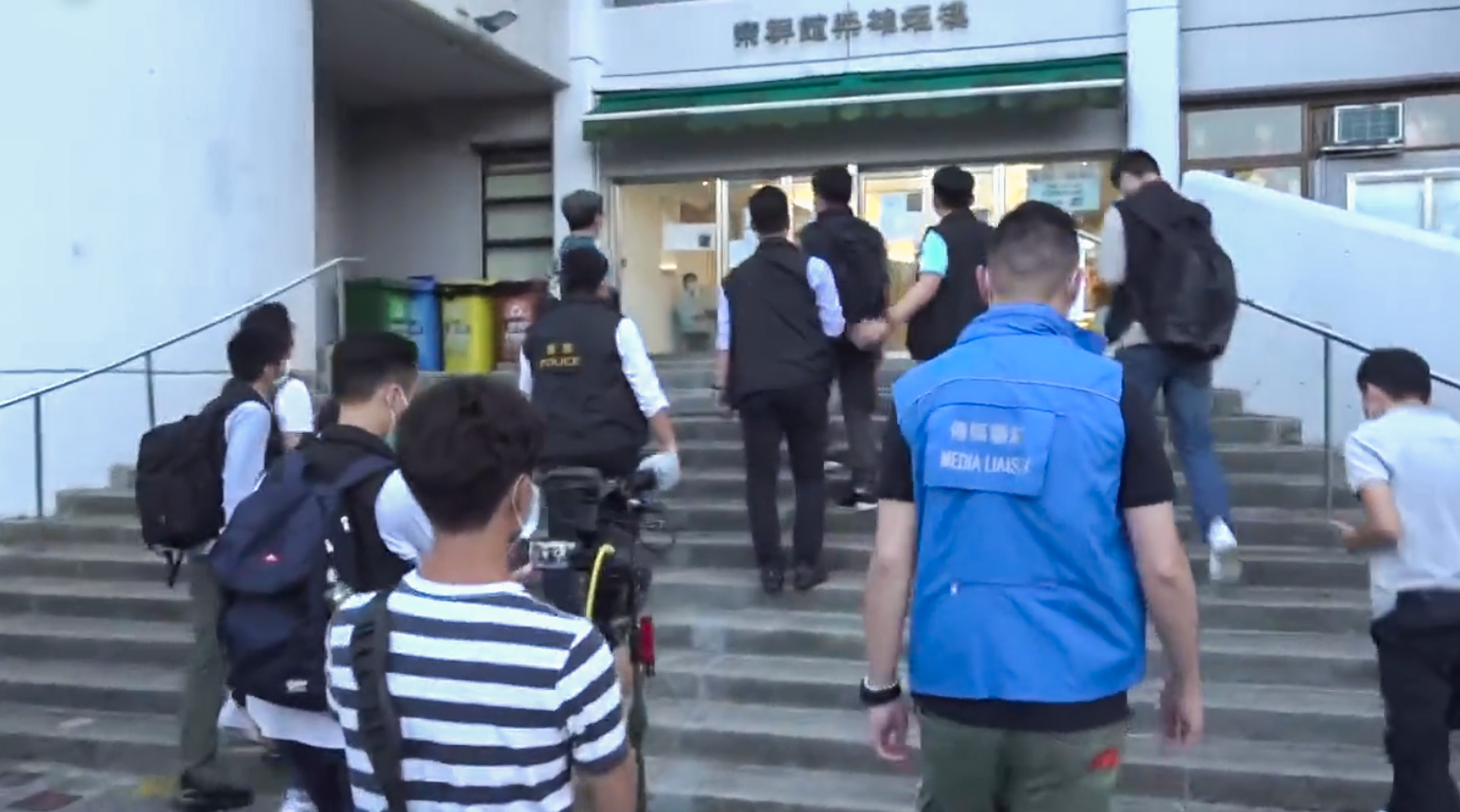
11月20日，警方國安處人員進入中大校園搜證

- - 香港中文大學學生在畢業禮舉行示威活動。校方表示集會及遊行活動涉嫌違反《限聚令》及《公安條例》，校方早上已經報警，並對違法行為予以強烈譴責。
  - 機管局於晚上8時正起修改香港國際機場一號客運大樓之管制措施，容許旅客及員工以外人士進出機場客運大樓，保安人員只會於有需要時檢查個別人士，並拒絕任何非正常使用機場之人士進入[482]。
- 11月20日：下午3時許，警方國安處人員在中文大學保安人員陪同下，進入校內兵分多路進行調查及蒐證，行動於傍晚6時結束，暫未有人被捕。
- 11月21日：
  - 深井浪翠園3期10座倫常命案。
  - 網台D100主持人「傑斯」（原名尹耀昇）與妻子曾碧雲及助手，因發起「千個爸媽 台灣助學」眾籌行動，支援反修例運動而到台灣的年輕人，而被警方國家安全處人員拘捕，涉嫌干犯「洗黑錢」罪，尹和利另同涉「以金錢或者其他財物資助他人分裂國家」。是警方首次引用《港區國安法》下的資助分裂國家罪。台灣陸委會斥香港警方「一再操弄惡法，無助香港社會的穩定」。[483]
  - 本港出現第四波疫情，增43宗確診，其中跳舞群組出現超級傳播外，有13宗源頭不明個案遍及港九新界。而新加坡與香港的旅遊氣泡延期。
  - 香港電影《幻愛》和《夜更》揚威金馬獎。
- 11月22日：早上，警方登門拘捕在區議會（第二）界別的元朗區議員王百羽及九龍城區議員李軒朗，被指涉嫌在原定舉行的2020年立法會選舉中「串謀詐騙」。該公司的董事亦被捕。[484]

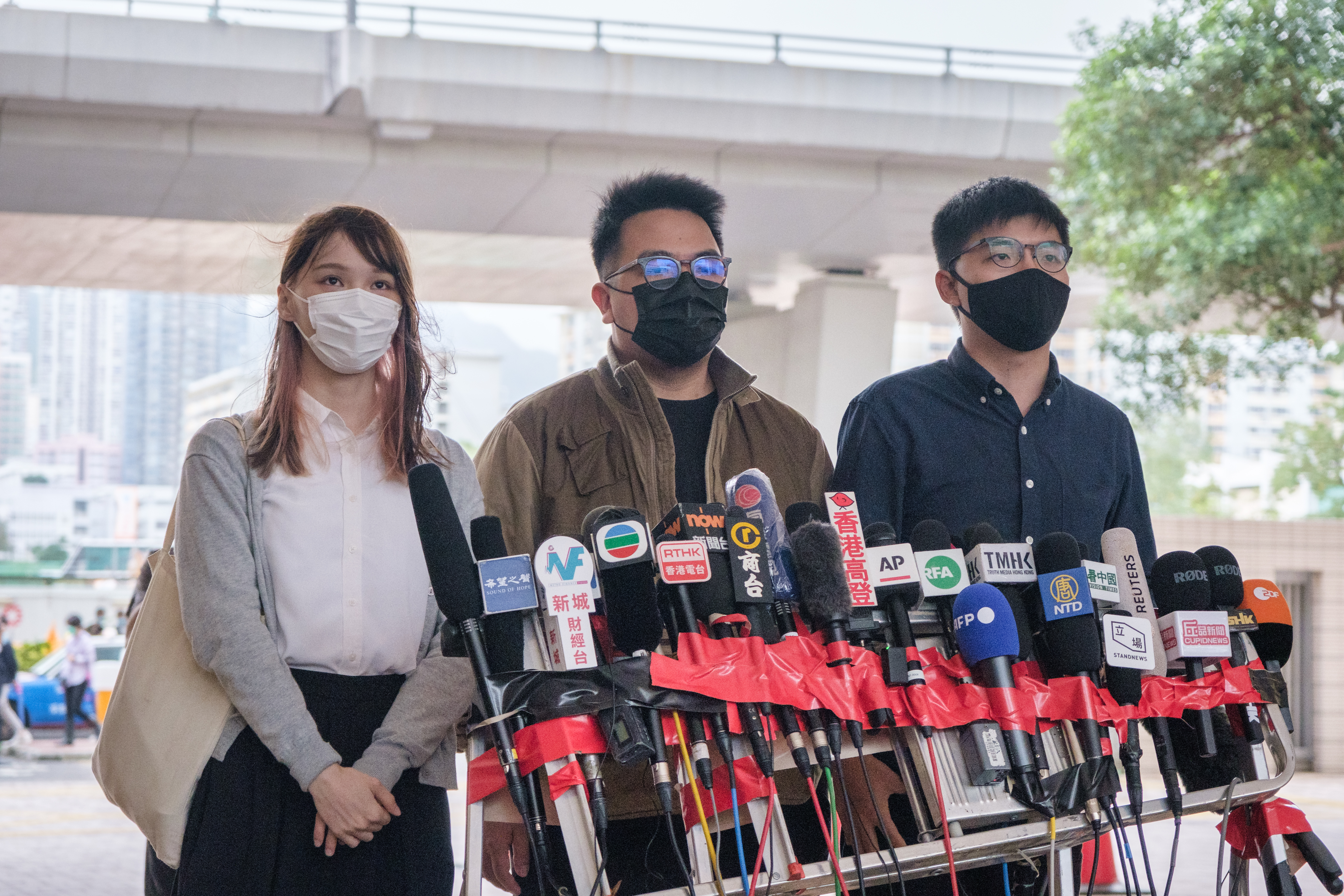
11月23日，香港眾志成員周庭、前主席林朗彥和前秘書長黃之鋒涉參與去年6月21日包圍灣仔警察總部，案件在西九龍裁判法院開審

- 11月23日：香港眾志前秘書長黃之鋒、成員周庭及前主席林朗彥涉參與去年6月21日包圍灣仔警察總部，案件在西九龍裁判法院開審。三人承應控罪，須即時還押，到12月2日判刑。其中周庭是首次遭還押。

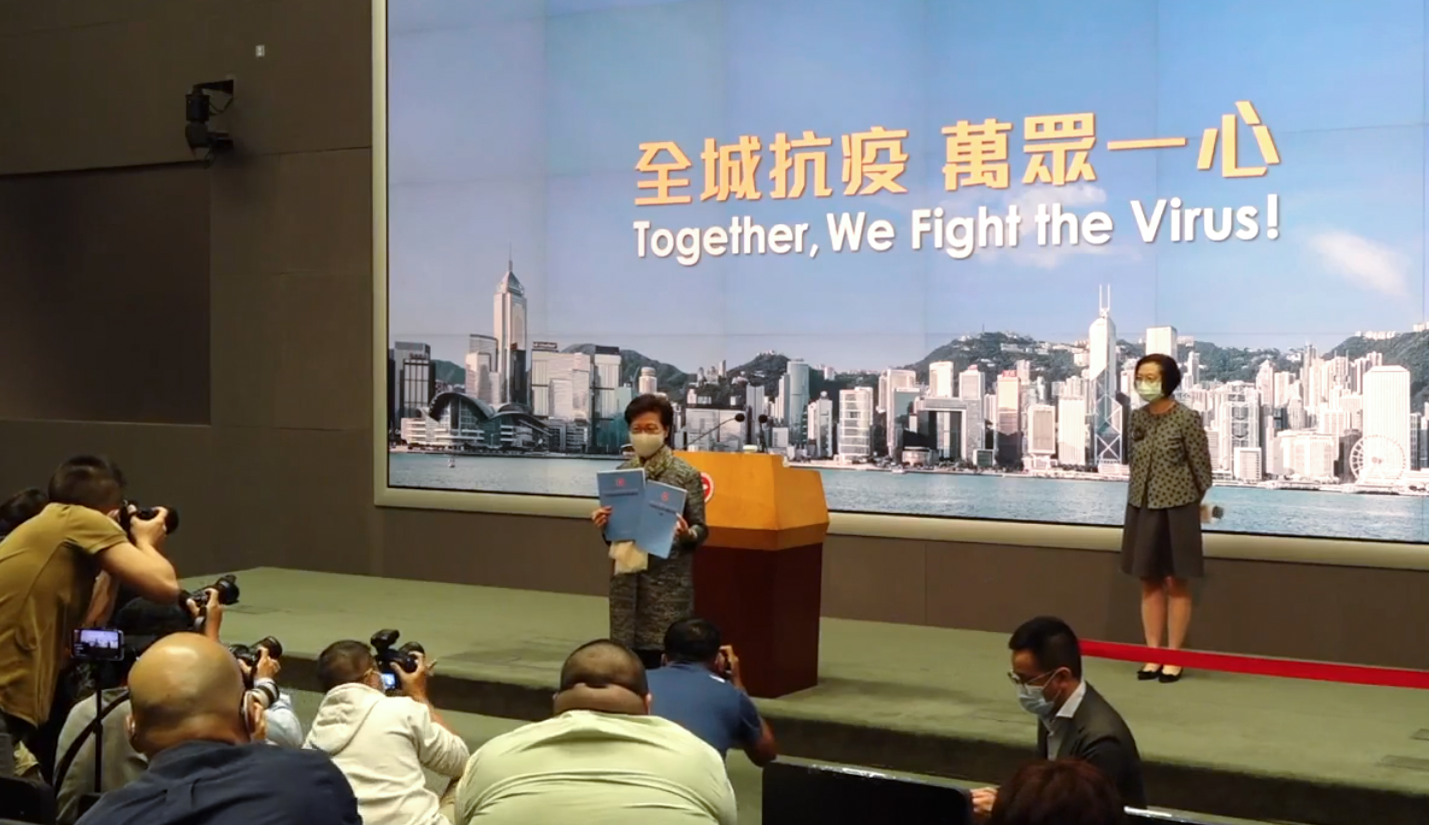
11月24日，施政報告公佈前的一天，林鄭月娥在行會會議前見記者，向傳媒展示施政報告的封面和附篇。而食物及衞生局局長陳肇始在後方全程近45分鐘沒有說話

- 11月25日：香港行政長官林鄭月娥發表《施政報告》。內容改變以往寫法，市民關心的民生和經濟事項並非放在優先，今次是以政治行先。香港民意研究所就施政報告進行調查，初步結果是錄得27.2分，創下1999年有記錄以來新低。[485]
- 11月26日：
  - 公務員事務局長聶德權表示，決定全體現職公務員需一次過進行簽署效忠聲明安排，確認擁護《基本法》，效忠中華人民共和國香港特別行政區和對香港特區政府負責。明言若公務員拒絕簽署聲明，「升遷一定受影響」。[486]
  - 香港大學機械工程學系副教授張祺忠謀殺妻子案件，陪審團商議約8小時後，以5比2大比數裁定張祺忠謀殺罪名成立。[487]
- 11月27日：
  - 社民連立法會前議員「長毛」梁國雄就男囚犯剪短髮的規定提出司法覆核，終審法院裁定終極勝訴。[488]
  - 國泰宣布永久取消年終談判。國泰空中服務員工會主席認為是變相剝奪工會的集體談判權。[489]
  - 醫管局決定向2月3日至7日期間缺勤的員工收回相關的工資，決定不會再作出其他人力資源方面的跟進。醫管局員工陣線副主席羅卓堯認為是相對溫和的處分。[490]
  - 深圳市公安局盐田分局对涉嫌组织他人偷越边境、偷越边境案件侦查终结，将包括李宇轩在内的十二人移送盐田区人民检察院审查起诉。家屬表示沒有收到通知。[491]
- 11月30日：
  - 831太子站事件15個月，區議員早前引述消息指警方會驅趕獻花人士，最後有3名市民因獻花被票控亂拋垃圾。而大批警員在下午起已經在太子站外佈防和圍上橙色膠帶。警員不時呼籲市民不可聚集。到8時，《初媒》拍攝到有人在街道上叫喊五大訴求、解散警隊、沒有暴徒等口號後，警員便追逐市民，期間有多名警員走入聯合廣場截查一男一女，警員對兩人喊「X你老味，做乜X嘢！」、「我就係搞你，我搞你條女！」。到9時許，賢學思政4名成員及3名市民前往郵局途中被警員截查近一小時，其後涉嫌非法集結被捕。[492]
  - 特首林鄭月娥宣布周三凌晨起再次收緊多項社交距離措施，限聚令重新收緊至兩人，食肆每枱只限兩人，而堂食只准至晚上10時。公眾娛樂場所、主題樂園和卡拉OK等需要關閉兩周。
  - 永安旅遊表示因受新冠病毒疫情嚴重打擊，裁員120人。東瀛遊和捷旅員工停薪留職半年。
  - 中日關係歷史科試題風波中，時任考評局評核發展部經理（歷史科）楊穎宇透露是因龐大政治壓力而請辭。[493]

### 12月
- 12月1日：

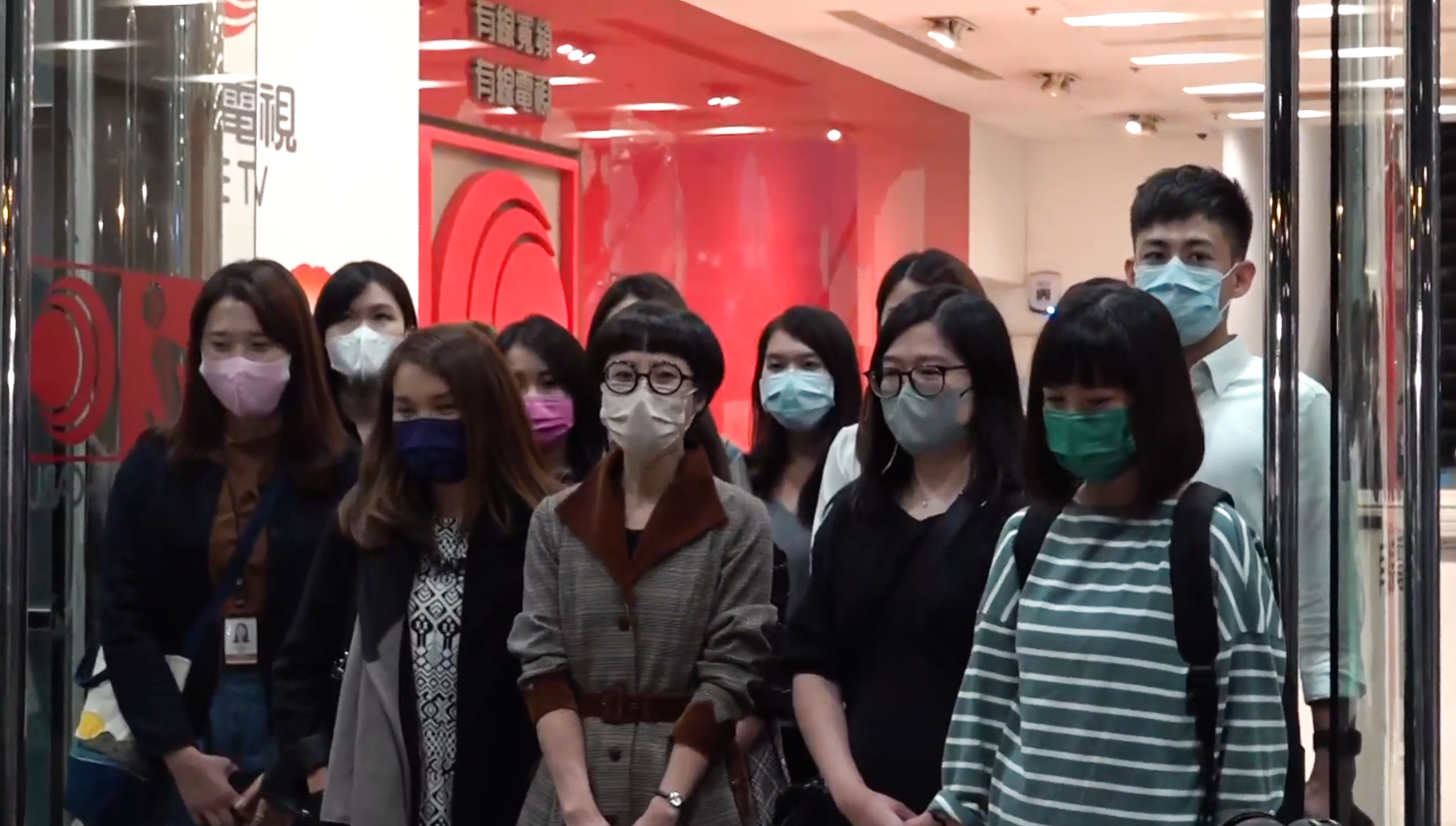
12月1日，有線新聞港聞組5名採主及11名記者即時辭職，抗議有線新聞解僱約40名新聞部員工，對高層一手摧毀有線新聞部表示極度遺憾

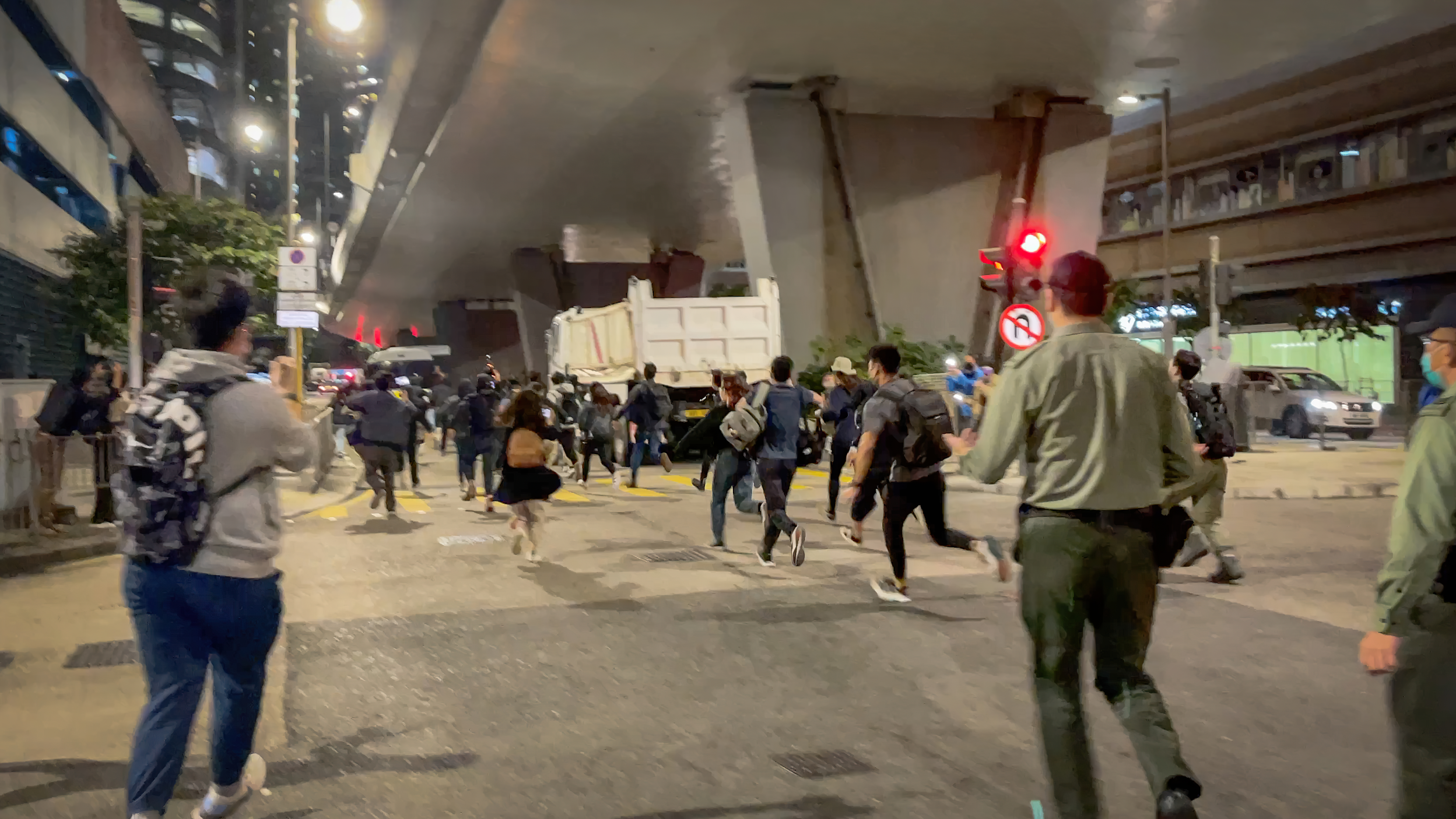
12月2日，支持者在西九龍裁判法院外奔跑尾隨囚車

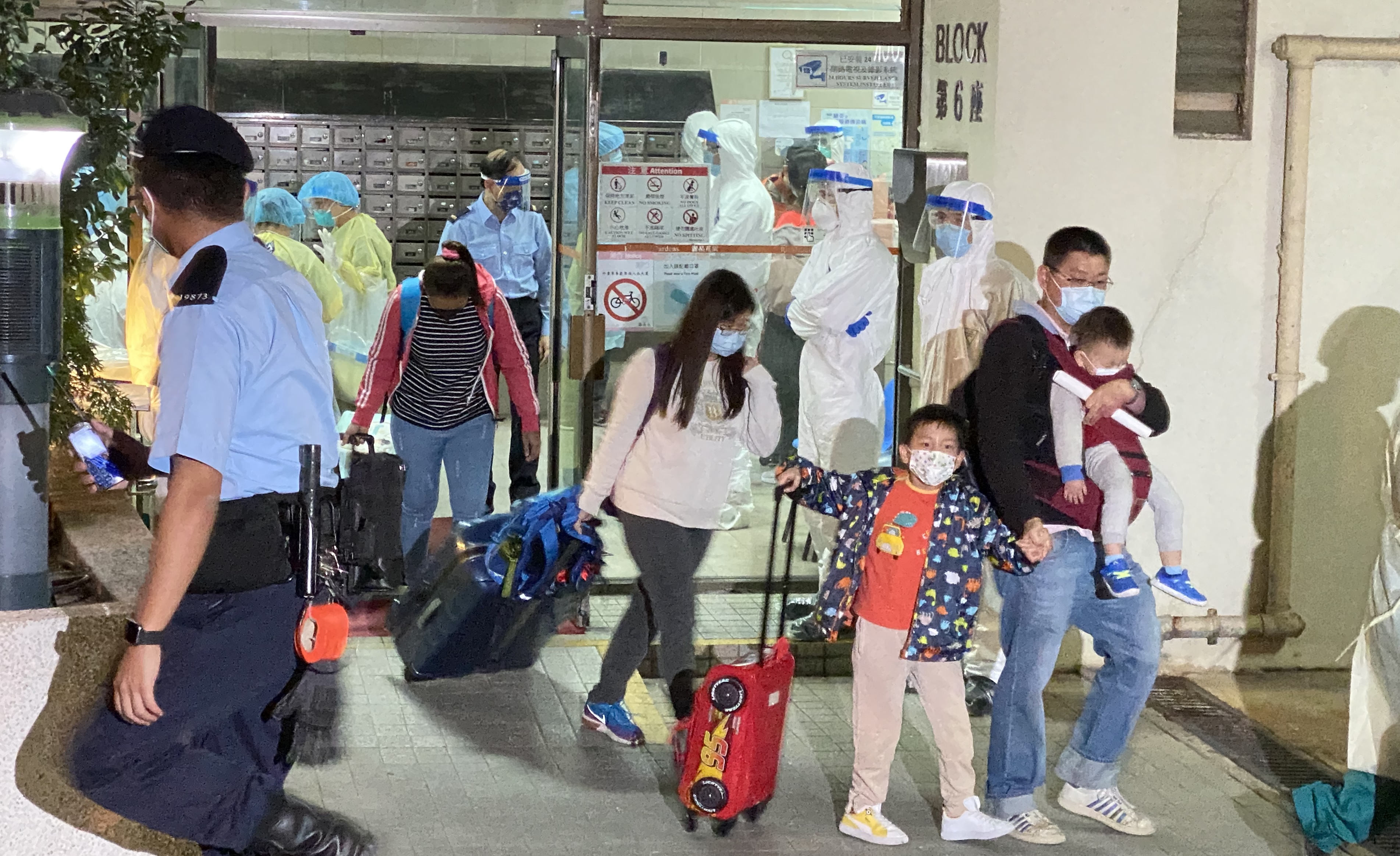
12月10日，大批警员和卫生署人员到九龙湾丽晶花园协助居民撤离到隔离营

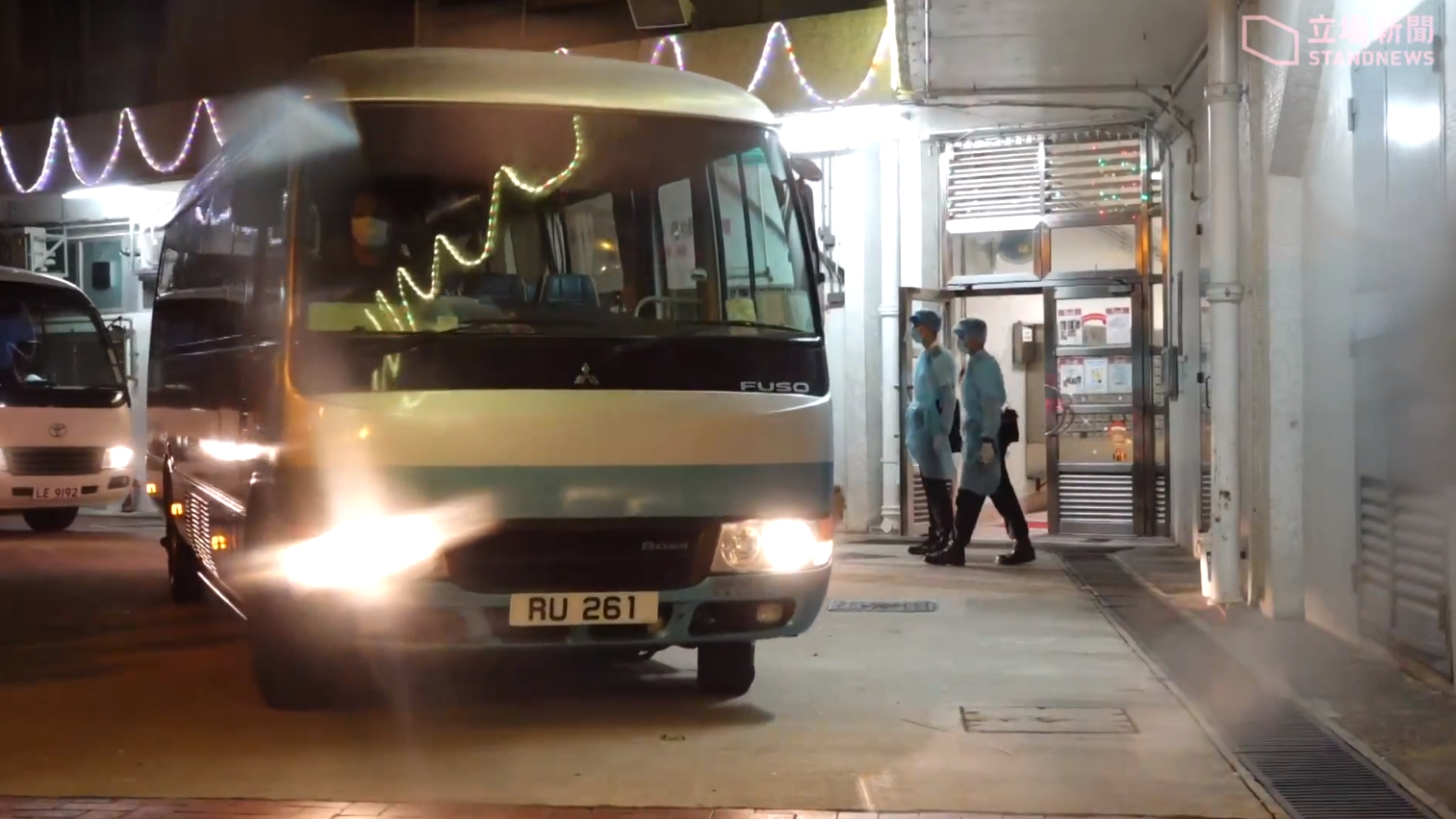
12月14日晚上，政府派出小巴，安排東頭（二）邨貴東樓23樓至30樓15號室的住戶入住檢疫中心

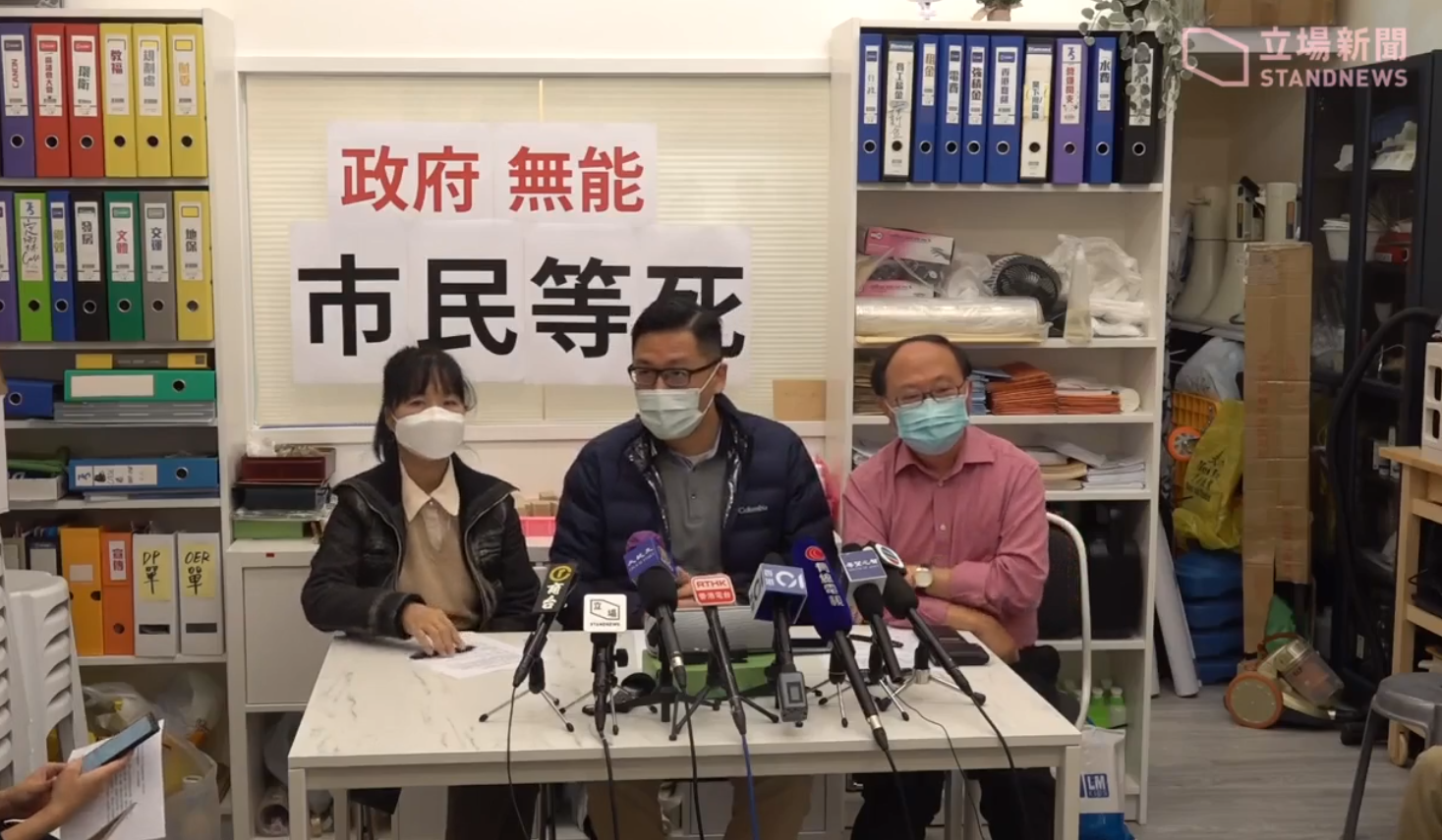
12月20日，民主黨電話訪問美林邨死者女兒，認為留家等候檢疫安排有漏洞

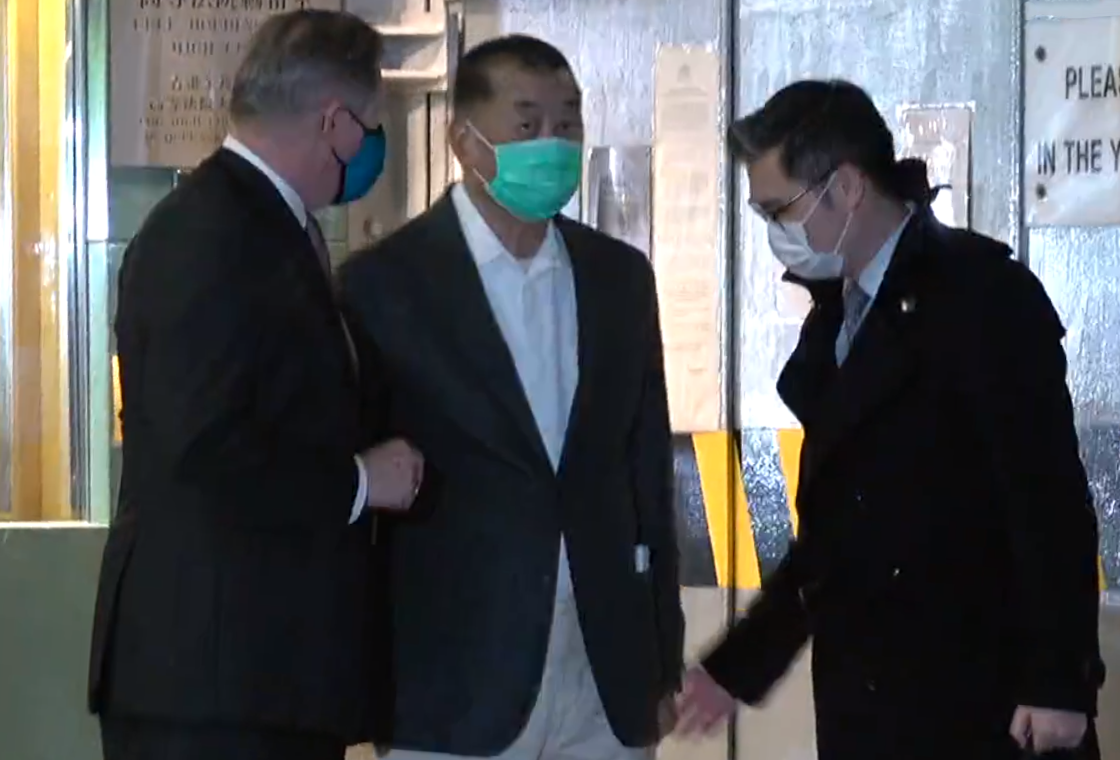
12月23日，壹傳媒創辦人黎智英在晚上獲批准以1000萬保釋

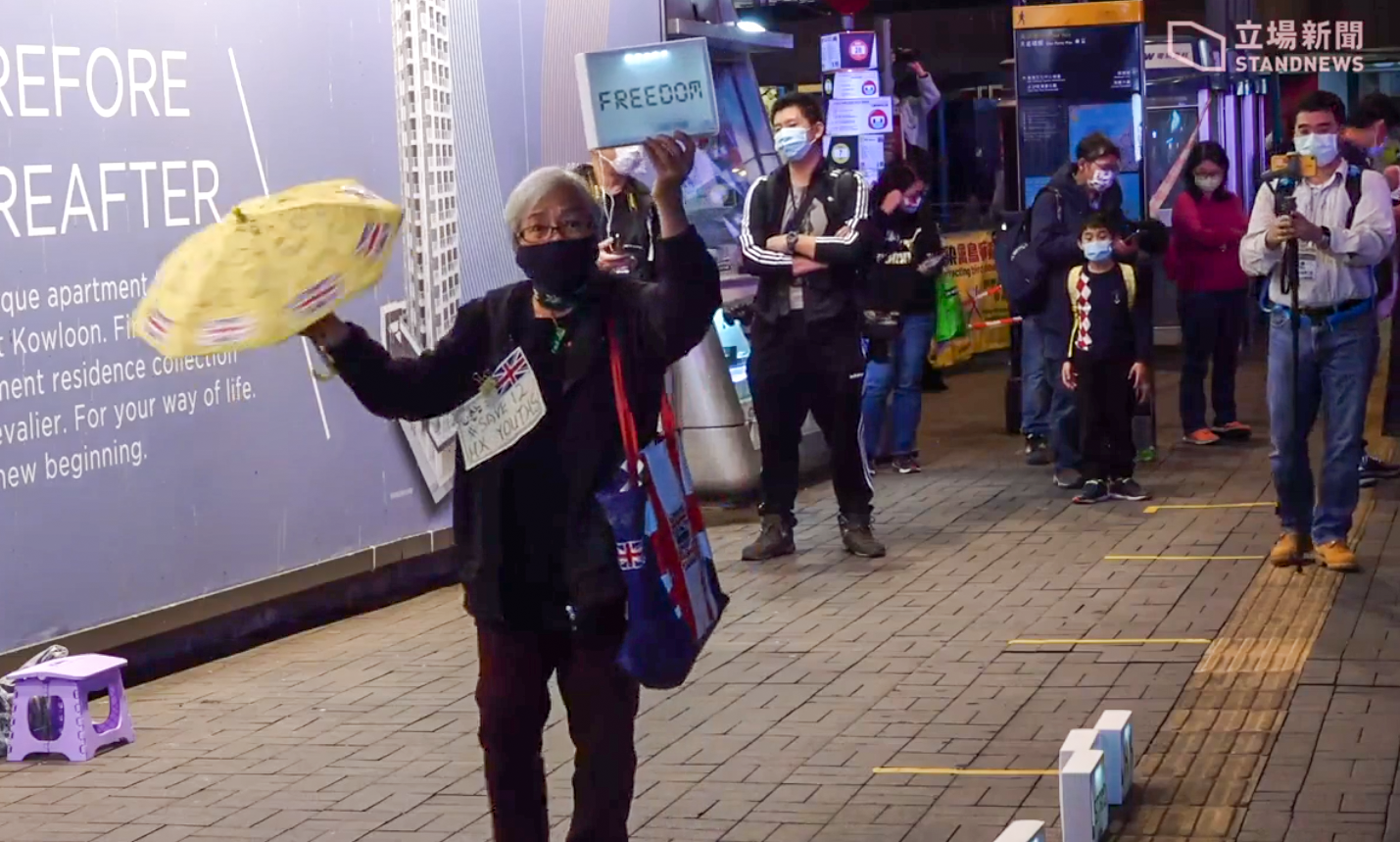
12月24日平安夜，人稱「王婆婆」的王鳳瑤在尖沙咀天星碼頭外展示「Save12」燈牌及高叫反修例的口號

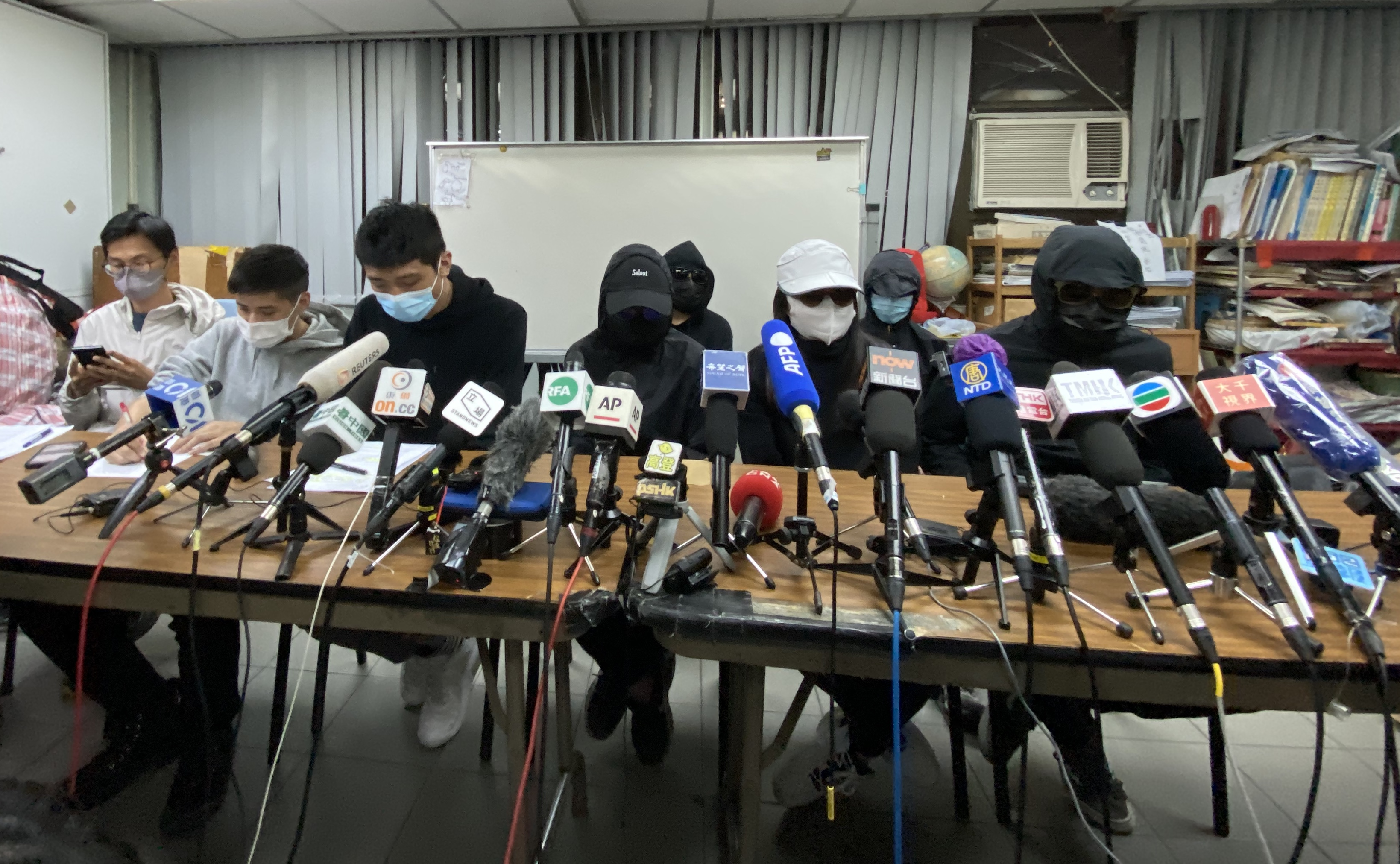
12月28日，12港人关注组联同多名被控组织及偷越边境罪的港人家属召开记者会

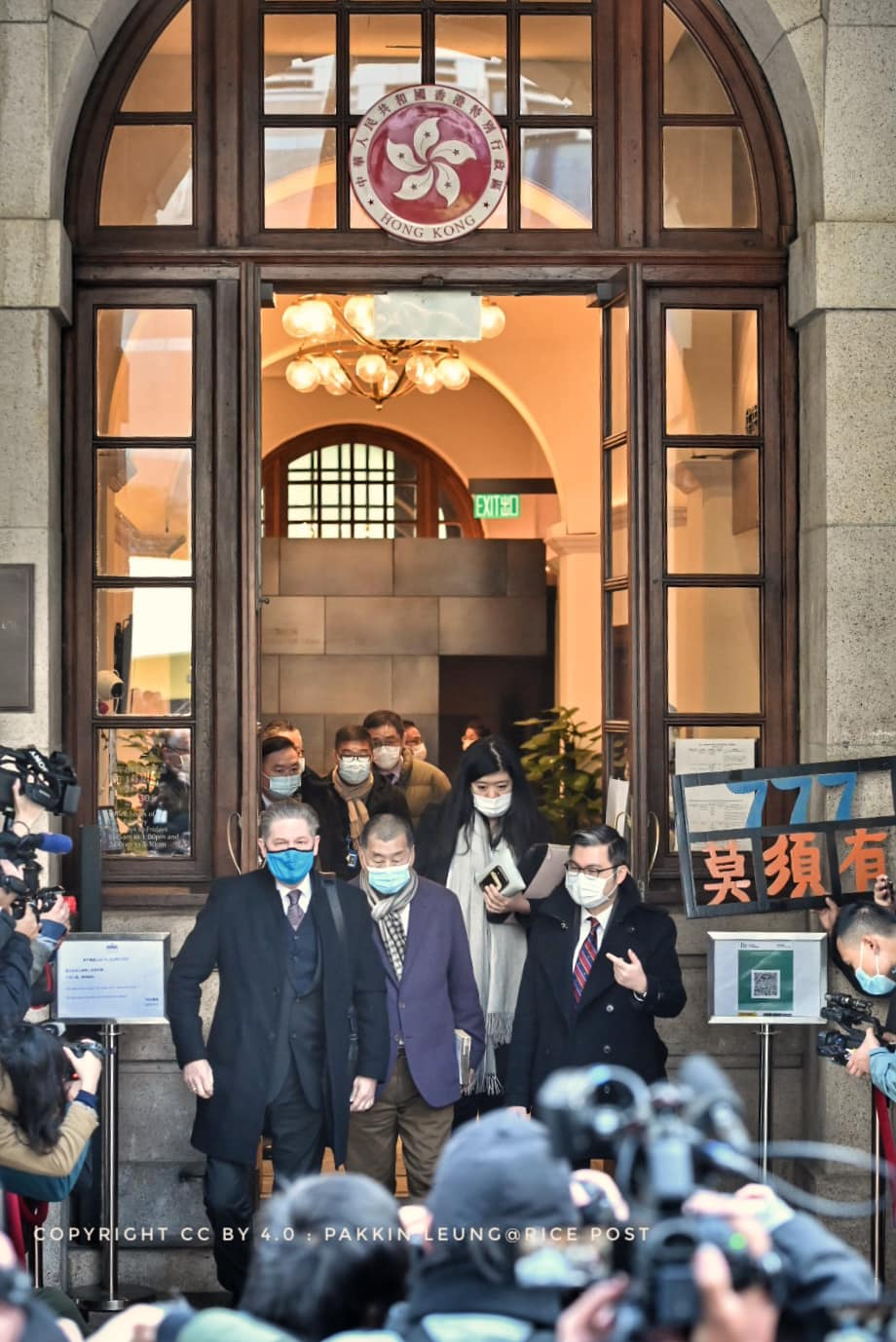
12月31日，黎智英獲批准保釋9日後，終審法院許准律政司上訴，黎智英需要還押至明年2月1日。圖為中午離開法院的情況

  - 模擬電視廣播正式終止，香港進入全面數碼電視年代。[494]
  - 香港泛民主派總辭正式生效。
  - 香港有線新聞裁員40人，其中專題調查節目《新聞刺針》全組被裁，新聞部多人包圍主管李臻、謝燕娜、陳興昌及許方輝要求解釋。有線中國組及後集體總辭，多名資深編採人員亦遞信辭職抗議，成為1994年亞視「六君子事件」之後香港新聞界最大型的總辭行動[495]。
- 12月2日：
  - 媒體報道引述消息指，民主黨前立法會議員許智峯的父母、妻子及兩名子女已乘飛機離港往丹麥。一日後，許智峯在社交網站表示，正式宣布流亡當地，並退出香港民主黨，暫別香港，未決定在哪個國家停留。[496]
  - 眾志三子去年6月21日包圍灣仔警察總部案，裁判官王詩麗判黃之鋒監禁13.5月、林朗彥監禁7個月，周庭囚10個月。周庭聞判時抱頭痛哭。[497]
- 12月3日：壹傳媒集團創辦人黎智英、營運總裁周達權及行政總監黃偉強到警署報到期間，被落案起訴「欺詐」罪名並通宵扣查。案件在西九龍裁判法院提堂。法官拒絕黎智英的保釋申請，還押至明年4月16日再訊；另外兩名壹傳媒高層獲准保釋。[498]
- 12月4日：
  - 立法會財委會通過5.5億元明日大嶼前期研究撥款。
  - 星晨旅遊被丹麥旅行社入稟高等法院申請清盤。[499]
- 12月5日：前民主黨立法會議員許智峯流亡後，發現自己與家屬在香港銀行帳戶被凍結，涉及最少3間銀行（滙豐銀行、恒生銀行及中銀香港）及5個戶口，總金額涉及數百萬元存款。許形容存款是他的畢生儲蓄，形容是「救命錢」。[500][501]
- 12月7日：警方國家安全處拘捕8人，涉嫌在中大上月舉行網上畢業禮未經批准集結，包括中大舊生楊子雋、觀塘區議員陳易舜及西貢區議員李嘉睿。當中3名被捕者涉嫌觸犯煽動分裂國家罪。[502]
- 12月8日：
  - 早上，警方上門拘捕立法會前議員胡志偉、朱凱廸、梁國雄、民陣召集人陳皓桓及多名區議員，指他們涉及七一遊行的多項罪行，下周四在西九龍裁判法院提堂。[503]
  - 好鄰舍北區教會表示，教會及堂主任傳道人陳凱興夫婦的滙豐銀行戶口被凍結。到傍晚，警方拘捕教會一名前女董事及一名前女員工，懷疑有人以宗教及支持青年為名，在眾籌活動中涉嫌隱瞞收到1800萬元的捐款及洗黑錢，並已要求銀行凍結涉案5個銀行戶口，合共涉款2500萬元，並正通緝該團體的董事及公司秘書。[504]
- 12月10日：
  - 麗晶花園第6座爆發新型冠狀病毒，所有D室住戶需要往隔離中心。而港大微生物學系講座教授袁國勇早上曾經到該處考察，形容該處已經成為「疫區」，而設計接近2003年爆發SARS的淘大花園。不過危險性肯定比淘大低。[505]
  - 晚市「禁堂食令」再次生效，市民提早到餐廳吃晚飯，也有人將未吃完的食物「打包」，形容措施不方便。而餐廳負責人指生意大減，會提早關門。
  - 政府晚上宣布，為配合中央政府的反制措施，即日起取消美國外交護照持有人免簽證訪港安排，並指除直接過境及留在機場禁區內，所有持美國外交護照人士訪港前，須先向中國駐外使領館申請簽證。[506]
- 12月11日：
  - 香港公開大學宣佈改名為「香港都會大學」。[507]
  - 香港航空宣布裁員250名機艙服務員。[508]
  - 港府與兩供應商達成協議，首批100萬劑疫苗最快2021年1月到港，不過巿民不能自由選擇接種的種類。政府同時設36間指定檢疫酒店，每晚房價約為300元至數千元不等。
  - 2016年被撤消立法會議員資格的梁頌恆，宣佈流亡海外。
- 12月12日：壹傳媒創辦人黎智英被控接受多間海外媒體訪問、《蘋果日報》推出英文版、追蹤蓬佩奧和蔡英文的Twitter，並發表意見，加上透過不同社交平台請求外國對香港特別行政區或中華人民共和國進行制裁、封鎖或採取其他敵對行動成為「罪證」，案件還押至明年4月再訊。
- 12月14日：
  - 2019年10月1日荃灣示威中被警員開槍打中胸口的曾志健，其15歲女朋友上週抵達英國倫敦後尋求政治庇護，是目前確認最年輕的流亡抗爭者。[509]
  - 東頭（二）邨貴東樓累計有6戶，分別9名患者確診武漢肺炎。政府抗疫專家、港大微生物學系講座教授袁國勇聯同中心及環保署人員視察後，安排23樓至30樓15號室的住戶入住檢疫中心，並向曾於11月22日至12月14日逗留貴東樓逾2小時人士發出強制檢測令。[510]
- 12月16日：
  - 12名港人涉嫌偷越邊境的案件，深圳市鹽田區人民檢察院就其中10人向法院提出公訴，並擇日舉行不公開聽證。
  - 成報報刊有限公司被法庭頒令清盤，不過《成報》稱運作完全沒有影響。[511]
- 12月17日：
  - 一名62歲居於大圍美林邨的密切接觸者在家等候送往檢疫，至第三日失聯，被揭倒斃家中，最終在殮房確診，區議員批評當局效率慢。家屬指當局及早聯絡母親可避免悲劇發生。[512]
  - 政府宣布向防疫抗疫基金注資64億元，逾半用以支援食肆、酒吧等行業。
  - 申訴專員公署發表調查報告，稱部分政府部門處理懲教署生產的CSI口罩沒統一做法。不過無直接證據顯示流出市面原因。[513]
- 12月18日：
  - 三名警員涉北區醫院虐打長者案，被判公職人員行為失當罪成，判囚17至32個月。[514]
  - 中環新海濱地王今日起招標，招標期長達半年。[515]
- 12月21日：
  - 終審法院裁定政府上訴得直，《緊急法》制定《禁蒙面法》合憲，而《禁蒙面法》都適用於非法集結和合法遊行集會。上訴人之一的社民連梁國雄對判決表示失望，質疑人大發言是否凌駕本港司法機構。[516]
  - 高等法院裁定警方妨礙記者採訪及對記者使用過度武力敗訴，負責入稟的香港記者協會表示極度失望。[517]
  - 政府公佈周二凌晨零時起，禁止所有英國載客航班抵港，而過去14天曾於英國停留超過兩小時的人，也會被禁止登機來港，包括香港居民。[518]
  - 早上，直通巴士協會及旅行社東主協會在金鐘政府總部門外發起慢駛行動，要求政府實施強制檢測，務求盡快通關。其後的士小巴商總會將車停泊在添美道請願，希望政府能即時發放6萬元給的士和小巴車主。[519]
  - 身處海外的立法會前議員羅冠聰表示，將向英國申請政治庇護。
- 12月22日：4名持刀斧刀手闖入粉嶺和合石三省行石廠，以牛肉刀斬斃57歲負責人彭毓宏，逞兇後乘坐一輛車主被通緝的黑色七人車私家車往華明邨方向逃去。
- 12月23日：
  - 壹傳媒創辦人黎智英向高等法院申請保釋，國安法指定法官之一李運騰雖然批准黎保釋外出，不過保釋條件非常嚴苛。包括獲准以1000萬元保釋，不得離開住所，不得以任何形式與外國政府官員會面；不得接受任何形式的訪問以及不得發表文章，以及直接或間接要求外國制裁及參與敵對行動。[520]
  - 政府公布《2019年貧窮情況報告》，2019年貧窮人口達149.1萬，按年增8.5萬，為2009年有紀錄以來最高。[521]
  - 地政總署公布，九倉以120億元投得山頂文輝道豪宅地，每呎樓面地價46272元，創歷來住宅官地呎價最貴紀錄。[522]
- 12月24日：平安夜晚上，網民計劃發起多區舉行燭光集會。警方在多區嚴密巡邏和戒備，並截查市民和記者，未見有人群聚集。沙田有兩名分別12歲及13歲少年被發現氣槍等武器，涉嫌管有仿製槍械被捕。另外，尖沙咀碼頭附近亦有多名警員戒備，人稱「王婆婆」的王鳳瑤到場展示「Save12」燈牌及高叫反修例的口號，吸引市民圍觀，警方舉咪提醒市民有機會違反限聚令。[523]
- 12月26日：觀塘聯合醫院出現超級傳播，懷安科及內科病房累計12名病人和7名員工確診新型肺炎，其中一人危殆。[524]
- 12月27日：
  - 屯門至赤鱲角連接路通車，青嶼幹線亦改為免費道路。[525]
- 12月28日：
  - 早上，民主黨副主席、立法會前議員林卓廷被廉政公署上門拘捕，他被指涉及披露元朗721事件受調查人身分資料，被控3項披露受調查人身分。林卓廷准以2000元保釋，其間不准離港，須居於報稱地址。[526]
  - 有市民發現深水埗窩仔山山上配水庫近日進行清拆工程，將1904年建成的巨型羅馬式地下蓄水池結構曝光。事件曝光後，引起不少民間保育團體和區議員到場關注，要求水務署暫停有關的拆卸工程。不過政府圍封所有出入口，並派出警員以違反群聚條例為由要求市民離開，並禁止所有人進入，有市民感到失望。[527]多名建制派立法會議員引述發展局指，工程其後暫停。[528]
  - 12港人案，其中10人於深圳鹽田法院審理，法院表示擇期宣判。期間法院外警戒深嚴，而法院沒有安排庭審直播，並以旁聽席已滿為由，不容許記者，美國、英國、加拿大、葡萄牙、澳洲及荷蘭的領事館代表和香港的家屬入內旁聽。而香港的記者在現場拍攝期間，被便衣公安檢查記者證。[529]到晚上，12港人關注組招開記者會回應事件，認為審訊繼續無了期，絕對是不折不扣的「秘密審訊」。
  - 一名小學老師，因在香港大學教育學院所修讀的課程（港大聲稱該課程可任教本地中學小學），唯教育局認為不合資格，該老師因而被取消教學資格，及被教育局追回薪金20萬元。[530]
- 12月29日：
  - 康文署派員在荔枝角公園提取21年前，由臨時區域市政局與臨時市政局設置的「文物時間囊」。不過康文署未有安排儀式。[531]
- 12月30日：
  - 香港特別行政區政府宣布，正式推出數碼服務平台「智方便」應用流動程式，方便市民使用政府及商業網上服務。[532][533]
  - 深圳市鹽田區人民法院就12港人偷渡越境在內地被捕一案宣判，被控組織他人偷越邊境罪罪成的鄧棨然判囚3年、喬映瑜判囚2年，至於因偷越邊境罪罪成的鄭子豪、嚴文謙、張銘裕、張俊富、黃偉然、李子賢、李宇軒、郭子麟共8人，則分別判囚7個月及處罰1萬元人民幣。而2名未成年的廖子文及黃臨福，深圳當局經深圳灣口岸移交香港警方，之後被押往天水圍警署進行調查。12港人關注組發聲明，形容「整個司法過程完全是一場鬧劇」。
- 12月31日：
  - 壹傳媒創辦人黎智英被控涉嫌欺詐和違反《港區國安法》，早前獲高等法院批出保釋，律政司不服決定提上訴，並申請臨時還押令。終審法院准許律政司就黎智英保釋上訴申請，需即時還押。
  - 多名本土派區議員牽頭的「公民議政平台」籌委會召開記者會，不過因無法達到「團結不同勢力、超越黨派成見」的初衷，只能終止平台籌組工作，並即時解散。籌委向市民鞠躬致歉。[534]
  - 香港懲教署成立100周年。[535]

## 逝世
- 1月2日：羅肇唐（90歲），裕泰興創辦人，糖尿病引致中風。[536]
- 1月25日：葉正（83歲），詠春拳宗師葉問之次子，病逝。
- 1月28日：羅貝兒（34歲），服裝品牌堡獅龍（Bossini）創辦人羅定邦孫女，在南韓接受抽取脂肪手術期間意外身亡。
- 2月7日：陳秀中（86歲），武林界「猴王」，大聖劈掛門宗師，於加拿大病逝。[537]
- 2月13日：周陳麗芳（98歲），國際巨星周潤發之母，曾獲得「世界傑出慈愛母親獎」。
- 2月16日：鄧麗娉（英語：Margaret Noël Dunlop）（99歲），前港督麥理浩爵士遺孀，蘇格蘭逝世。
- 2月18日：楊福娥（92歲），南豐集團已故創辦人陳廷驊前妻，病逝[538]。
- 2月21日：曹驥雲（92歲），《大公報》前副總編輯，著名作家陶傑之父，腎衰竭病逝。[539]
- 2月23日：君比（54歲），著名青少年讀物作家，因病離世。[540]
- 2月24日：亞里安（52歲），原名歐陽永康，著名音樂人，人山人海的創團成員之一。[541]
- 3月1日：陳曜旻（80歲），香港製衣商人，溫拿樂隊主音鍾鎮濤前妻章小蕙的前男朋友，於上海家中自然去世。[542]
- 3月2日：洪國華（65歲），前麗的電視藝員，已故粵劇名伶新馬師曾的已故遺孀洪金梅之妹妹，敗血症引致器官衰竭。[543]
- 3月5日：陳大河（87歲），彩星集團創辦人，有「玩具大王」及「忍者龜之父」綽號，於家中昏迷、送院不治。[544]
- 3月6日：沙利士（英語：Arnaldo de Oliveira Sales）（100歲），港協暨奧委會永遠名譽會長，首任市政局主席。
- 3月13日：麥克萊恩（英語：Mr. Ralph MacLean）（97歲），香港保衛戰加拿大退伍軍人。
- 3月21日：張鐵樑博士（38歲），獨立電影的策展人、研究者，傘運紀錄片《亂世備忘》的其中一位監製。因胃癌在香港去世。[545][546]
- 3月22日：梁天（87歲），香港第一代電視小生，在醫院病逝。[547]
- 3月25日：蕭景路（68歲），《鏗鏘集》前監製。[548][549]
- 3月27日：吳犖晴（24歲），曾換肺的病人，於瑪麗醫院離世，個案曾引發香港媒體報道及市民關注。
- 4月4日：譚啟耀（32歲），香港特別行政區行政長官辦公室前新聞主任，跳樓自殺身亡。[550]
- 4月6日：吳中興（98歲），本地經典漫畫《老夫子》出版人，因心臟衰竭離世。[551]
- 4月16日：黃創保（80歲），香港寶路華足球隊創辦人，商人黃創山胞兄，因血癌病逝。[552]
- 4月24日：顧汝德（英語：Leo F. Goodstadt）（81歲），港英時代最後一任中央政策組，有「魔僧」之稱，愛爾蘭都柏林離世。
- 4月28日：麥高義（英語：Gerard John Xavier McCoy）（64歲），資深大律師，心臟病逝世。
- 5月5日：魯德義（76歲），香港資深製景巨匠，曾參與近五千個舞台佈景。[553]
- 5月8日：
  - 張梅溪（98歲），著名畫家黃永玉妻子，在港怡醫院逝世。[554]
  - 羅文（70歲），香港導演，曾執導《義蓋雲天》、《獵鷹計劃》、《1/2次同床》等，因心臟衰竭病逝。[555]
- 5月15日：李鵬飛（80歲），自由黨創黨主席，在家中病逝。[556]
- 5月18日：郭麗婷（40歲），港鐵公關、前now新聞台、無綫新聞記者，在家中燒炭自殺。[557]
- 5月22日：仇偉冠（73歲），香港著名賽車手。
- 5月24日：忌廉哥（14歲），香港著名寵物貓。
- 5月26日：
  - 何鴻燊（98歲），有賭王之稱，澳門旅遊娛樂創辦人，病逝。
  - 梁潔華（59歲），演員黃日華之妻子，病逝。
- 5月28日：
  - 陳慧玲（57歲），前政務司司長陳方安生女兒。[558]
  - 黃乾亨（88歲），香港商人、律師，慈善家。
- 6月16日：阮雲道（77歲），前高等法院法官，在寓所突然離世。
- 6月22日：陳餘生（95歲），香港藝術家。[559]
- 7月1日：鄧衍成（69歲），香港導演。
- 7月11日：梁立人（72歲），香港編劇。因手術失敗在廣州離世。
- 7月17日：梁慧儀（69歲），腸胃肝臟科專科醫生，曾登報聯署「守護法治」，支持警隊依法執行職務。[560]
- 7月28日：林穴（52歲），香港藝術家，擅於繪畫水墨作品，作品曾於第55屆威尼斯藝術雙年展展出。[561]
- 8月6日：蔡彼得（英語：Peter Choi、原名蔡炳堯）（98歲），曾參與香港保衛戰的二戰退伍軍人，香港二戰退伍軍人協會的永遠名譽會長，在東華醫院病逝。[562]
- 8月13日：陳漢強（58歲），香港聖誕老人，曾於瑞典一個聖誕老人比賽中獲得世界冠軍，在睡夢中離世。[563]
- 8月23日：陳木勝（58歲），電影導演，鼻咽癌病逝。
- 8月27日：李惠珍（70歲），香港少女漫畫家，代表作為《13點》。病逝。[564]
- 8月31日：周婉侶（69歲），香港前配音員。加拿大多倫多離世。
- 9月1日：
  - 霍呂燕妮（97歲），已故全國政協副主席及商人霍英東之元配，病逝。
  - 朱日紅（86歲），香港電影演員及幕後工作者，1990年第9屆香港電影金像獎專業精神獎得主。
- 9月5日：譚炳文（86歲），著名演員、歌手及配音員，肺癌病逝。[565]
- 9月19日：盧瑞盛（62歲），前亞視新聞主播，於家中看電視期間突然暈倒猝死。
- 9月20日：羅銘偉（66歲），前無綫及亞視藝員，心臟病發。[566]
- 10月2日：梁淑莊（75歲），前亞洲電視演員，已故演員劉志榮遺孀，胰臟癌病逝。
- 10月9日：黎民十（越南語：[567]）（54歲），越南裔露宿者，2月曾經在深水埗通州街公園遭受警員襲擊及砸爛家當，因涉嫌藏毒於小欖精神病治療中心還押候訊期間，被指於囚室內以「長褲纏頸自殺」後不治。[568]
- 10月10日：洪瑞德（34歲），天寶集團執行董事，天寶集團創辦人及主席洪光椅的兒子。[569]
- 10月16日：黎嘉駿（28歲），香港舞台劇演員、導演及填詞人，藝人黎美言胞弟，墮樓身亡。
- 10月17日：謝秋彥（0歲），先天性心臟病患者，其父母將「想歸家的小秋彥」放到社交網站上而引起香港社會的迴響。
- 10月21日：董燕君（40多歲），前無綫演員林子博之太太，癌症病逝。
- 10月27日：錢國偉（58歲），《獎門人》監製，胰臟癌病逝。
- 10月29日：伍沾德（98歲），美心集團創辦人之一、名譽主席，養和醫院辭世。
- 11月5日：劉素芳（79歲），香港電視藝人，第一代六合彩女主持，病逝。[570]
- 11月6日：
  - 施曉洋（葡萄牙語：Ricardo Manoel Da Silva）（72歲），藝人肥媽第二任丈夫，因肺腺癌病逝。[571]
  - 查懋聲（77歲），香港興業主席，有「愉景灣之父」之稱，因胰臟癌病逝。[572]
- 11月9日：郭碧珍（49歲），香港前配音員。
- 11月13日：鄭如妍（20歲），急性肝衰竭病人，於瑪麗醫院離世，個案曾引發香港媒體報道及市民關注。
- 11月14日：曾偉權（59歲），香港電視藝人，肺癌病逝。
- 11月20日：黃美美（71歲），前德貞女子中學校長，前中文中學聯會主席。[573]
- 11月22日：盧光輝（79歲），前小學校長，創立首支華人少年棒球隊沙燕隊。[574]
- 12月2日：
  - 周建樂（27歲），前BMX港隊代表，車禍身亡。[575]
  - 張家俊（27歲），無綫電視藝員、2020年度香港小姐競選十強佳麗廖慧儀前男友，墮樓身亡。[576]
- 12月3日：馬桂燦（英語：Jacky Ma）（59歲），香港星級髮型師，Headquarters Salon 創始人及首席總監，因胃癌病逝。
- 12月6日：
  - 余岳鋒（50多歲），口腔頜面外科醫生，衞生防護中心傳染病處主任張竹君之夫，因腦癌病逝。[577]
  - Benjamin Restrepo（60歲），哥倫比亞籍男子，單車流浪客，於西貢公路踏單車時被一輛消防車撞倒及捲入車底身亡。[578]
- 12月7日：鄧美美（99歲），粵語片女星，藝人余慕蓮母親，於美國洛杉磯因病去世。[579]
- 12月16日：李偲嫣（56歲），正義聯盟創辦人，於元朗區博愛醫院逝世，死後進行的2019冠狀病毒病快速檢測呈初步陽性。[580][581][582]
- 12月25日：歐嘉慧（82歲），香港前演員，「金牌司儀」何守信前妻。美國聖地牙哥逝世。

## 其他資訊

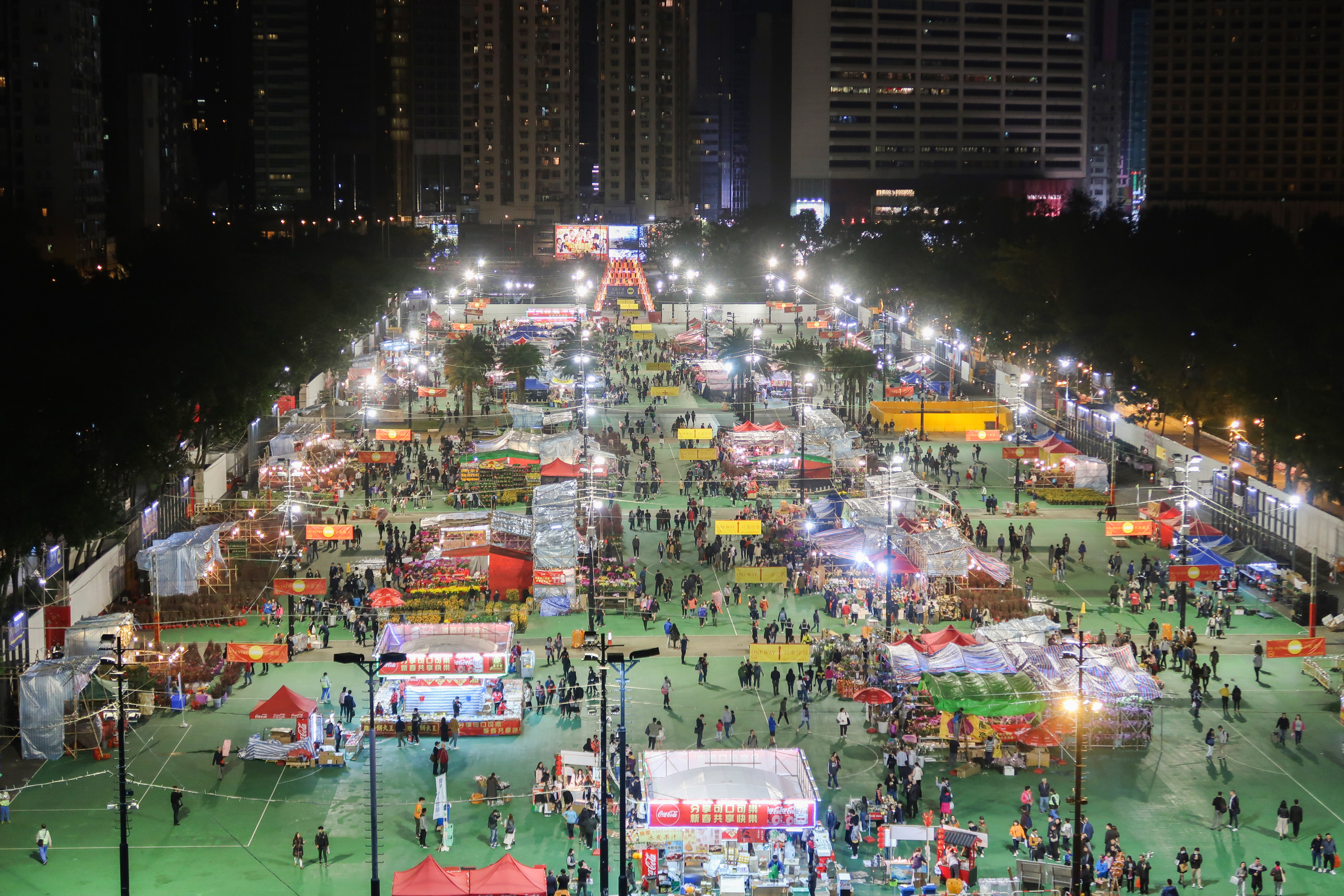
2020年，食環署以保障公眾安全及公共秩序為由，不設乾貨攤位。不少檔主都表示人流疏落，生意額大不如前。

### 活動

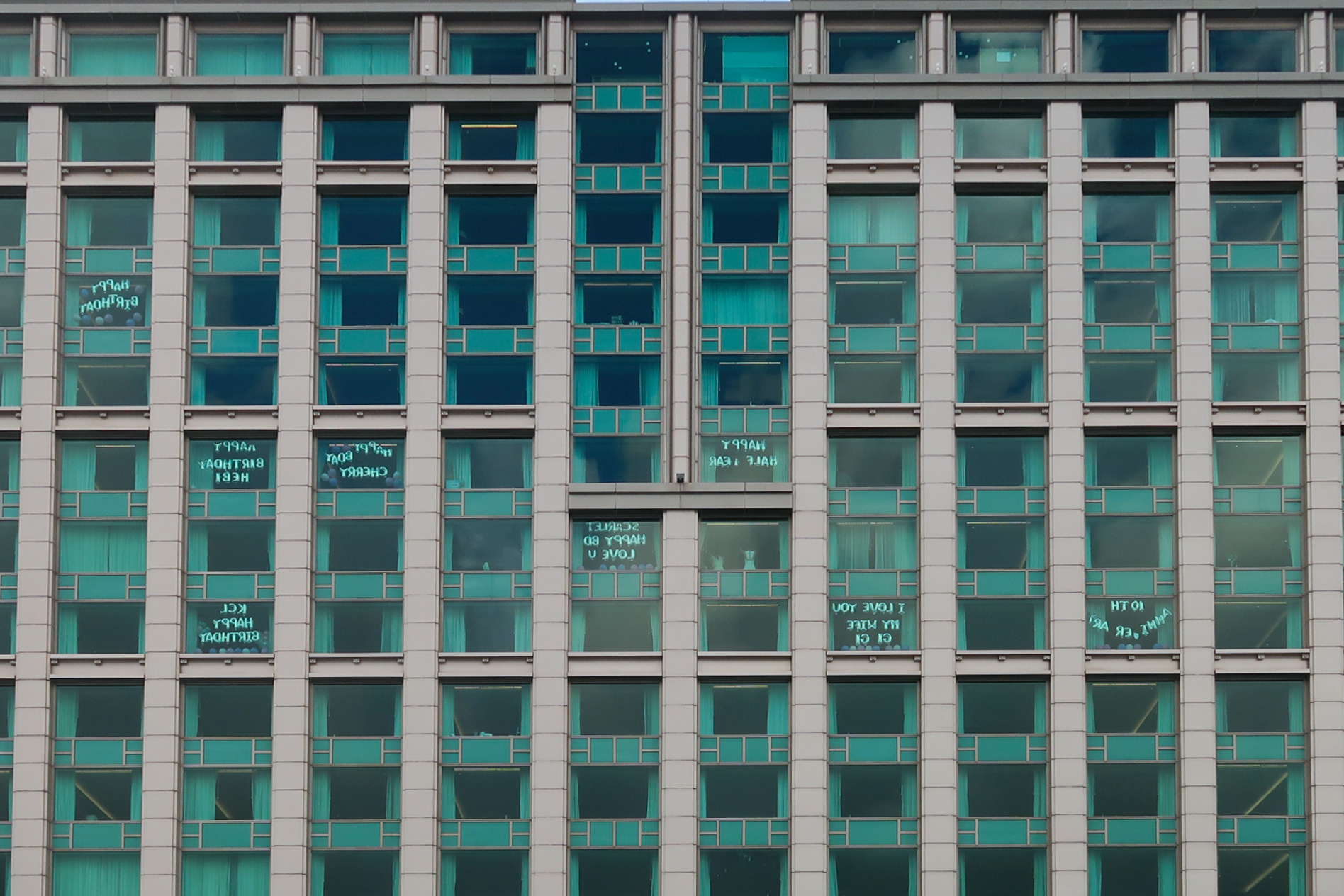
尖東海景嘉福洲際酒店多個窗戶都掛上「HAPPY BIRTHDAY」字母的慶祝氣球

受到反修例運動和2019冠狀病毒病疫情影響，不少活動宣佈取消，當中包括農曆年初二煙花匯演、西九文化區新春匯演、渣打香港馬拉松、香港國際七人欖球賽、香港馬術大師賽、香港藝術節、香港花卉展覽、長洲太平清醮、Art Basel與同期舉行的Art Central等。而多間酒店推出staycation優惠招徠本地人。
- 香港高爾夫球公開賽：1月9至12日
- 香港許願節2020：1月25日至2月9日（「鼠年祈福點燈」及新許願樹奠基禮，新春同樂日和所有盆菜宴取消）
- 數碼龐克號：10月17日至25日
- 香港書展2020：原定7月15日至21日舉行，之後因疫情延期到12月16日至22日，但最後取消
- 香港動漫電玩節2020：原定7月24至27日，之後因疫情延期到2021年1月1日至1月4日，但最後取消
- 工展會2020：原定12月12日至1月14日舉行，因疫情宣佈延期，改辦「網上工展會」。[592]

### 節慶
下列節慶，如無註明，均是香港的公眾假期，同時亦是法定假日（俗稱勞工假期）。有 # 號者，不是公眾假期或法定假日（除非適逢星期日或其它假期），受到反修例運動和新型冠狀病毒肺炎疫情影響，消費意欲減少，節日氣氛較以往欠佳。詳情可參看香港節日與公眾假期。
- 1月1日（星期三）：元旦
- 1月25日（星期六）：農曆年初一
- 1月26日（星期日）：農曆年初二
- 1月27日（星期一）：農曆年初三
- 1月28日（星期二）：農曆年初四（補1月26日）
- 4月4日（星期六）：清明節及兒童節 #
- 4月10日（星期五）：耶穌受難節（是公眾假期，但不是法定假日）
- 4月11日（星期六）：耶穌受難節翌日（是公眾假期，但不是法定假日）
- 4月13日（星期一）：復活節星期一（是公眾假期，但不是法定假日）
- 4月30日（星期四）：佛誕（是公眾假期，但不是法定假日）
- 5月1日（星期五）：勞動節
- 6月25日（星期四）：端午節
- 7月1日（星期三）：香港特別行政區成立紀念日
- 10月1日（星期四）：中華人民共和國國慶日及中秋節
- 10月2日（星期五）：中秋節翌日
- 10月25日（星期日）：重陽節
- 10月26日（星期一）：重陽節翌日（補10月25日）
- 10月31日（星期六）：萬聖夜 #
- 12月21日（星期一）：冬至（是法定假日，但不是公眾假期，根據法定假日放假的機構，或會聖誕節放假，冬至不放假。部份機構或會提早下班）
- 12月24日（星期四）：平安夜#（不是公眾假期或法定假日，但部份機構或會提早下班或放假一天）
- 12月25日（星期五）：聖誕節（根據法定假日放假的機構，或會冬至放假，聖誕節不放假）
- 12月26日（星期六）：聖誕節後第一個周日（是公眾假期，但不是法定假日）
- 12月31日（星期四）：公曆除夕# （不是公眾假期或法定假日，但部份機構或會提早下班或放假一天）

### 獎項

#### 萬千星輝頒獎典禮2019
| 榮譽               | 得獎人物                          | 得獎節目／劇集                                                                        |
| ------------------ | --------------------------------- | ------------------------------------------------------------------------------------- |
| 最佳劇集           | 不適用                            | 《白色強人》                                                                          |
| 最佳男主角         | 馬國明                            | 《白色強人》                                                                          |
| 最佳女主角         | 惠英紅                            | 《鐵探》                                                                              |
| 最受歡迎電視男角色 | 周柏豪                            | 《多功能老婆》                                                                        |
| 最受歡迎電視女角色 | 李施嬅                            | 《金宵大廈》                                                                          |
| 最受歡迎電視女角色 | 楊千嬅                            | 《多功能老婆》                                                                        |
| 最佳男配角         | 周嘉洛                            | 《愛·回家之開心速遞》                                                                 |
| 最佳女配角         | 趙希洛                            | 《金宵大廈》                                                                          |
| 飛躍進步男藝員     | 張振朗                            | - 《包青天再起風雲》 - 《牛下女高音》 - 《12個夏天》                                  |
| 飛躍進步女藝員     | 張曦雯                            | - 《白色強人》 - 《金宵大廈》 - 《解決師》 - 《12個夏天》                             |
| 最佳非戲劇節目     | 不適用                            | - 《嫁到這世界邊端3》 - 《懿想得到》 - 《晚間看地球》 - 《森美旅行團》 - 《出走澳洲》 |
| 最佳節目主持       | - 汪明荃 - 森美 - 蘇永康 - 余德丞 | 《娛樂大家》                                                                          |
| 最受歡迎電視拍檔   | - 陳山聰 - 李施嬅                 | 《金宵大廈》                                                                          |
| 最受歡迎電視歌曲   | 周柏豪                            | 《多功能老婆》                                                                        |
| 萬千光輝演藝人大獎 | 劉丹                              | 《愛·回家之開心速遞》                                                                 |

#### 叱咤樂壇流行榜頒獎典禮2019
- 叱咤樂壇男歌手金獎：張敬軒
- 叱咤樂壇女歌手金獎：謝安琪
- 叱咤樂壇組合金獎：Dear Jane
- 叱咤樂壇至尊歌曲大獎：《我們都是這樣長大的》鄭秀文
- 叱咤樂壇至尊唱片大獎：《the album and the rest of it...》麥浚龍，謝安琪
- 叱咤樂壇我最喜愛的男歌手：周國賢
- 叱咤樂壇我最喜愛的女歌手：方皓玟
- 叱咤樂壇我最喜愛的組合：RubberBand
- 叱咤樂壇我最喜愛的歌曲：《人話》方皓玟

#### CHILL CLUB 推介榜年度推介
- 最年輕的Chill Club年度男歌手得主：姜濤（20/21，21歲，該年獲得銀獎）
- 最年長的Chill Club年度男歌手得主：林家謙（20/21，29歲，該年獲得金獎）
- 最年輕的Chill Club年度女歌手得主：Serrini（20/21，30歲，該年獲得銀獎）
- 最年長的Chill Club年度女歌手得主：林二汶（20/21，38歲，該年獲得金獎）
- 包辦所有Chill Club年度之歌幕後大獎的歌手：林家謙（20/21，一人之境）

#### 2020年度香港小姐競選
| 最後結果         | 參賽者     |
| ---------------- | ---------- |
| 2020香港小姐冠軍 | 8號 謝嘉怡 |
| 亞軍             | 2號 陳楨怡 |
| 季軍             | 4號 郭柏姸 |
| 最上鏡小姐       | 8號 謝嘉怡 |
| 友誼小姐         | 5號 鄺美璇 |

### 統計數據
2020年全年警方就違例泊車總共發出了多達270萬張告票，罰款達10億，較去年140萬多張高出近九成。